# Abbaye de Saint-Germain-des-Prés
Pour les articles homonymes, voir Saint-Germain et Saint-Germain-des-Prés.
L'abbaye Saint-Germain-des-Prés (Sancti Germani de pratis), qui comprend l'actuelle église Saint-Germain-des-Prés, est une ancienne abbaye bénédictine de Paris (France), située 3 place Saint-Germain-des-Prés dans l'actuel 6e arrondissement. Fondée au milieu du VIe siècle sous le nom de basilique Sainte-Croix et Saint-Vincent par le roi mérovingien Childebert Ier et saint Germain, évêque de Paris, elle doit son nom actuel à ce dernier.
C'est une abbaye royale, qui bénéficie donc d'une exemption et est directement soumise au pape. La première église abbatiale est consacrée le 23 avril 558 à la Sainte Croix et à saint Vincent de Saragosse. Cette basilique possédait des colonnes de marbre, un plafond lambrissé et des fenêtres vitrées. Elle est nécropole royale jusqu'à la création de celle de la basilique Saint-Denis et les reliques de saint Germain y sont vénérées, mais plus aucune sépulture médiévale ne subsiste et les reliques se sont considérablement amoindries.
L'église est rebâtie par l'abbé Morard, à partir de la fin du Xe siècle. Les quatre premiers niveaux du clocher occidental, la nef et le transept de l'église actuelle remontent à cette époque, dans lesquels on peut notamment voir d'intéressants chapiteaux d'autour de l'an mil. Le chœur actuel est construit au milieu du XIIe siècle dans le style gothique primitif et consacré par le pape Alexandre III le 21 avril 1163. C'est l'un des premiers édifices gothiques, qui contribue à la diffusion de ce nouveau style et est de toute première importance sur le plan archéologique. Les bâtiments conventuels sont reconstruits successivement au cours du XIIIe siècle, et une chapelle abbatiale inspirée par la Sainte-Chapelle est édifiée par l'architecte Pierre de Montreuil puis dédiée à la Vierge ; l'ensemble est démoli au début du XIXe siècle.
L'instauration de la réforme mauriste en 1630 fait de l'abbaye un centre de l'érudition d'un grand rayonnement. Mais la Révolution impose la suppression de la totalité des abbayes et, pour Saint-Germain-des-Prés, la fin survient le 13 février 1792. L'église devient bientôt une manufacture de salpêtre et le culte n'y est rétabli que le 29 avril 1803. Depuis lors, l'église est exclusivement paroissiale. Entre 1821 et 1854, l'église, mise à rude épreuve sous la période révolutionnaire, est restaurée par les architectes Étienne-Hippolyte Godde et Victor Baltard. Elle est classée aux monuments historiques par la liste de 1862 et les vestiges de l'abbaye sont inscrits par l'arrêté du 26 octobre 1953. L'église Saint-Germain-des-Prés est la plus ancienne des grandes églises parisiennes.
Le quadrilatère compris entre les rues de l'Échaudé, Gozlin, Saint-Benoît et Jacob marquent les limites l'enclos de l'abbaye de Saint-Germain-des-Prés. 

## Histoire de l'abbaye

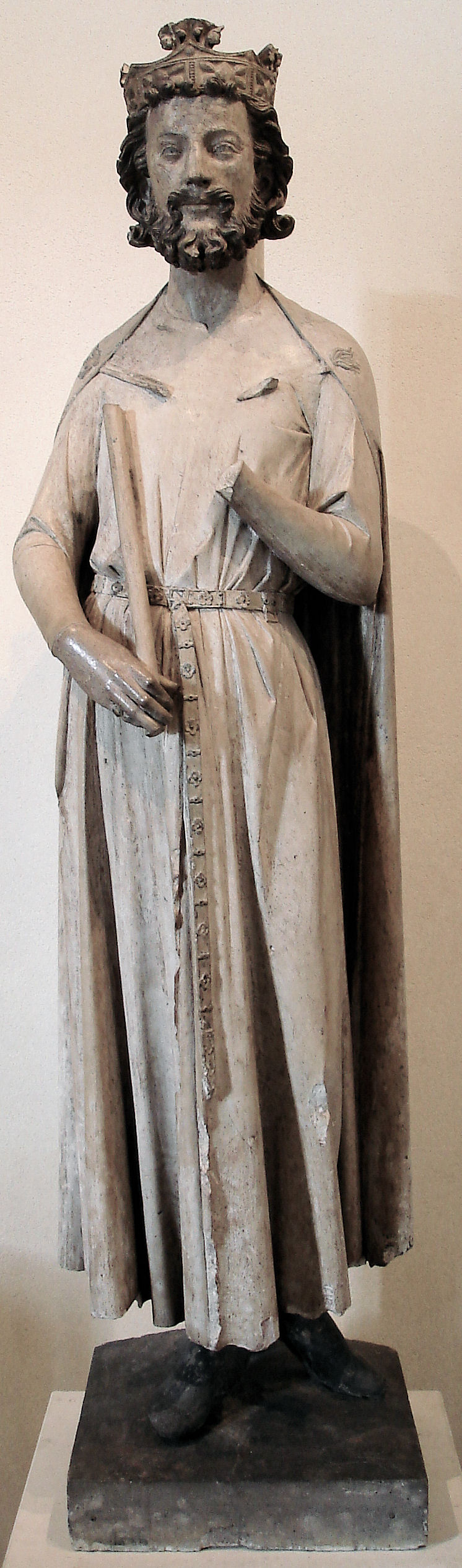
Le roi Childebert Ier, fondateur de l'abbaye de Saint-Germain-des-Prés. Représentation rétrospective du XIIIe siècle, pierre calcaire, restes de polychromie.
Proviens du trumeau de la porte du réfectoire de l'abbaye (Paris, musée du Louvre).

### Époque romaine
Avant la fondation de l'abbaye, se trouvait à son emplacement, à l'époque romaine, un lieu de culte. Aucune preuve n'existe qu'il ait été dédié à Isis. Ce lieu de culte profitait d'une position légèrement plus haute qu'aux alentours (un « mamelon » aujourd'hui invisible, car en partie arasé) à l'abri des crues annuelles, car ce temple se trouvait alors le long d'une route allant vers l'ouest qui longeait la Seine à bonne distance (grosso modo à la hauteur du boulevard Saint-Germain), hors des zones humides connues au Xe siècle sous le nom de « Clos de Laas ». Cette voie rejoignait ensuite le passage du fleuve par ce qui est aujourd'hui la rue Saint-André-des-Arts.

### Haut Moyen Âge (500-987)

#### L'époque mérovingienne (481-751): la fondation
Afin de glorifier la tunique de saint Vincent et une croix d'or de Tolède, reliques ramenées de Saragosse à la suite d'une expédition en 542, Childebert Ier, fils de Clovis et roi mérovingien, fit construire une basilique qui fut placée sous la double protection de saint Vincent et de la Sainte Croix et dénommée basilique Sainte-Croix et Saint-Vincent. Il fera également une donation des terres du « clos de Laas » à cette dernière en 553 et lui cède toutes les pêcheries qui sont sur la Seine, depuis le pont de la Cité jusqu'au point où le ruisseau, appelé Savara, se jette dans ce fleuve. Elle fut consacrée vers 558 par l'évêque de Paris, Germain, ancien moine de l'abbaye Saint-Symphorien de Saint-Pantaléon (Saône-et-Loire) dont il fait venir les moines en 543.
Dans une charte du 6 décembre 558, Childebert Ier annonce « J'ai commencé de construire une église », ce qui permet de dater la fondation du monastère aux environs de 557. Le souverain mérovingien y fut inhumé le 23 décembre 558 entre les 2e et 3e piliers sud, puis, à sa suite, plusieurs membres de la famille royale des Mérovingiens de Paris : Chilpéric Ier en 584, Frédégonde en 598, Clotaire II en 628, Childéric II en 673 et son épouse Bilichilde, morte en 679. Les corps, entourés d'un suaire ou vêtus, furent déposés dans des tombeaux placés dans le chœur des moines ; ainsi, l'abbaye de Saint-Germain-des-Prés fut, avant l'abbaye de Saint-Denis, et après celle de Sainte-Geneviève, nécropole royale. L'évêque Germain, lui, avait été enterré dans la chapelle Saint-Symphorien, à côté de l'église le 28 mai 576 alors qu'il avait fait don de son alleu de Bitry.
Dès le VIe siècle, un monastère s'installa à côté de l'église. Son premier abbé fut saint Doctrové († vers 580), qui assura la mise en œuvre du service liturgique de l'église, où son corps fut déposé à sa mort. À partir du VIIe siècle, le nom de Saint-Germain fut associé à celui de Saint-Vincent.

#### L'époque carolingienne (751-987)
En 756, en présence de Pépin le Bref et de son fils Charles, futur Charlemagne, le corps de saint Germain est transféré de la chapelle Saint-Symphorien dans l'église même, derrière l'autel principal, en raison de l'affluence des pèlerins qui venaient lui rendre hommage. L'importance du cimetière, mis au jour à côté de l'église en 1876, s'explique aussi par ce désir de rapprochement de la sépulture de Saint-Germain. L'église est désormais uniquement connue sous le nom d'église Saint-Germain-des-Prés. Ornée d'un sol en mosaïque, de hautes colonnes de marbre supportant des arcades, de peintures à fond d'or sur les murs, son toit revêtu de cuivre doré répand une lumière dorée, ce qui lui vaut d'être longtemps appelée « Saint-Germain-le-doré ».
L'abbaye parisienne dispose alors d'un vaste réseau spirituel et économique le long des grandes voies de communication terrestres et fluviales de l'empire carolingien, depuis la vallée de la Seine jusqu'à la Belgique, la Suisse, en passant par la Bourgogne et le Morvan.
L'abbaye, largement et richement dotée de terres à cette période (le polyptyque d'Irminon, rédigé autour de 823-828, en donne une idée), est assaillie à plusieurs reprises par les Normands dès 845, puis en 856 et n'est sauvée du saccage que contre le paiement d'une importante rançon. Mais en 861, un incendie détruit l'abbatiale. Restaurée en 869, elle est à nouveau occupée par ceux-ci lors du siège de Paris (885-887), dont le déroulement nous est connu par le récit qu'en fit un moine de l'abbaye, Abbon de Saint-Germain-des-Prés. Les bâtiments sont pillés, saccagés, puis brûlés, marquant la destruction de l'œuvre de Childebert. Les reliques de Saint-Germain, mises plusieurs fois à l'abri des murailles de Paris, retrouvent leur place en 888.

### Bas Moyen Âge (987-1500)

#### L'époque des Capétiens directs (987-1328)

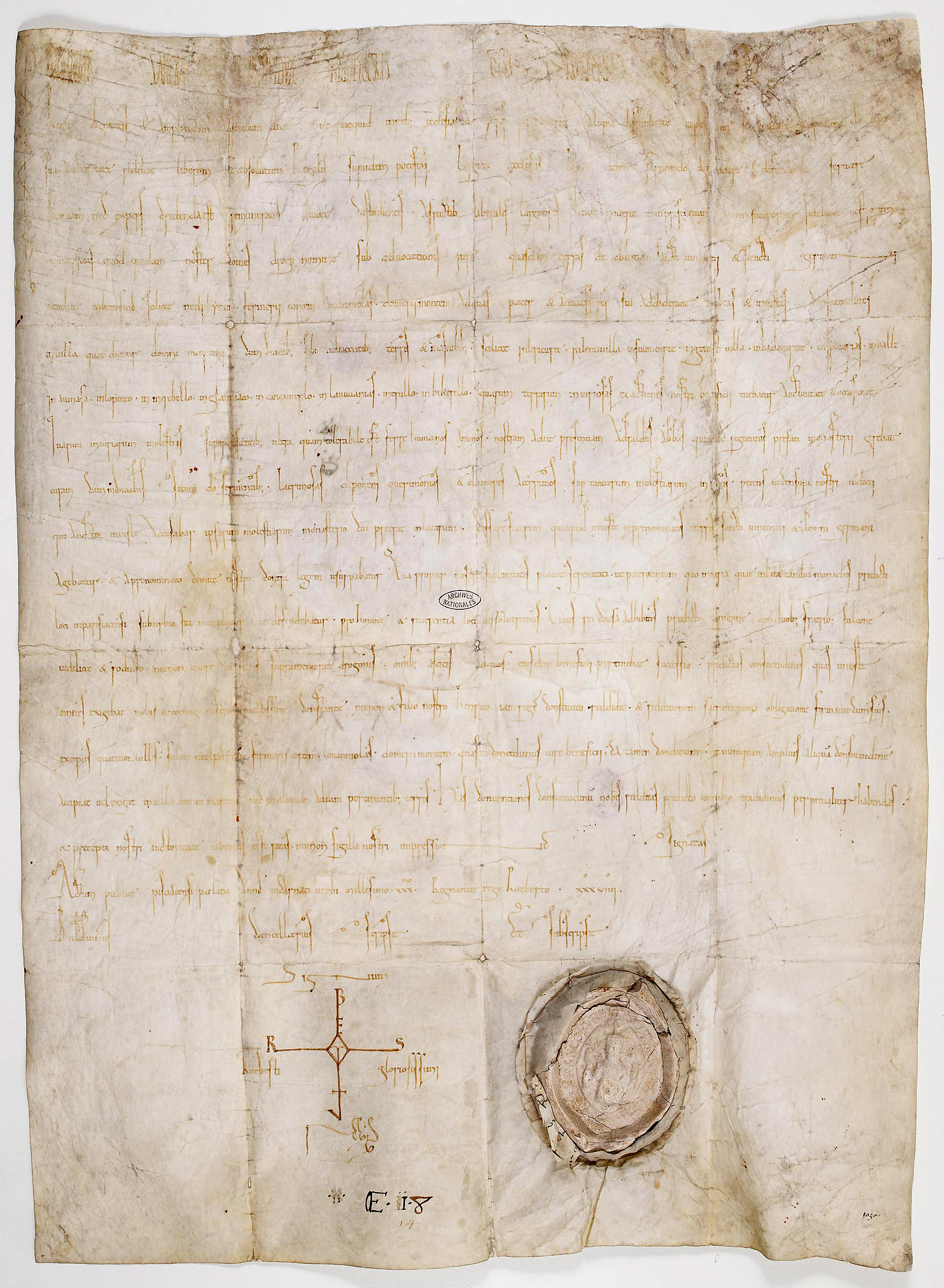
Diplôme du roi de France, Robert II le Pieux, par lequel il restitue à l'abbaye de Saint-Germain-des-Prés des biens jusqu'ici détenus injustement par le comte Dreu, son avoué. Poissy, 1030 (Pierrefitte-sur-Seine, Archives nationales de France).

L'abbé Morard (990-1014) rebâtit l'église et sa tour vers l'an mil : cette dernière était expressément mentionnée dans son épitaphe, conservée dans l'église actuelle, mais la datation des chapiteaux de la nef est contestée. En même temps que le clocher-porche terminé en 1014, deux tours encadrent le chevet : elles sont quasiment détruites au XIXe siècle.
Les études dendrochronologiques de la charpente de la nef ont donné une date d'abattage des bois comprise entre 1018 et 1038. Cette période de construction de la nef est confirmée en rapprochant sa réalisation d'ensembles sculptés comme la tour-porche de l'abbatiale de Saint-Benoît-sur-Loire. Cette construction a dû être largement commanditée par Robert II le Pieux. Cette construction royale s'est traduite par l'usage de la pierre de taille, encore rare à l'époque, et par l'utilisation de certains thèmes mythologiques pour les chapiteaux, comme Hercule et la biche de Cérynie qui relève d'une culture savante encore courante dans le milieu monastique du XIe siècle. D'autres chapiteaux renvoient aux débats théologiques de cette période.

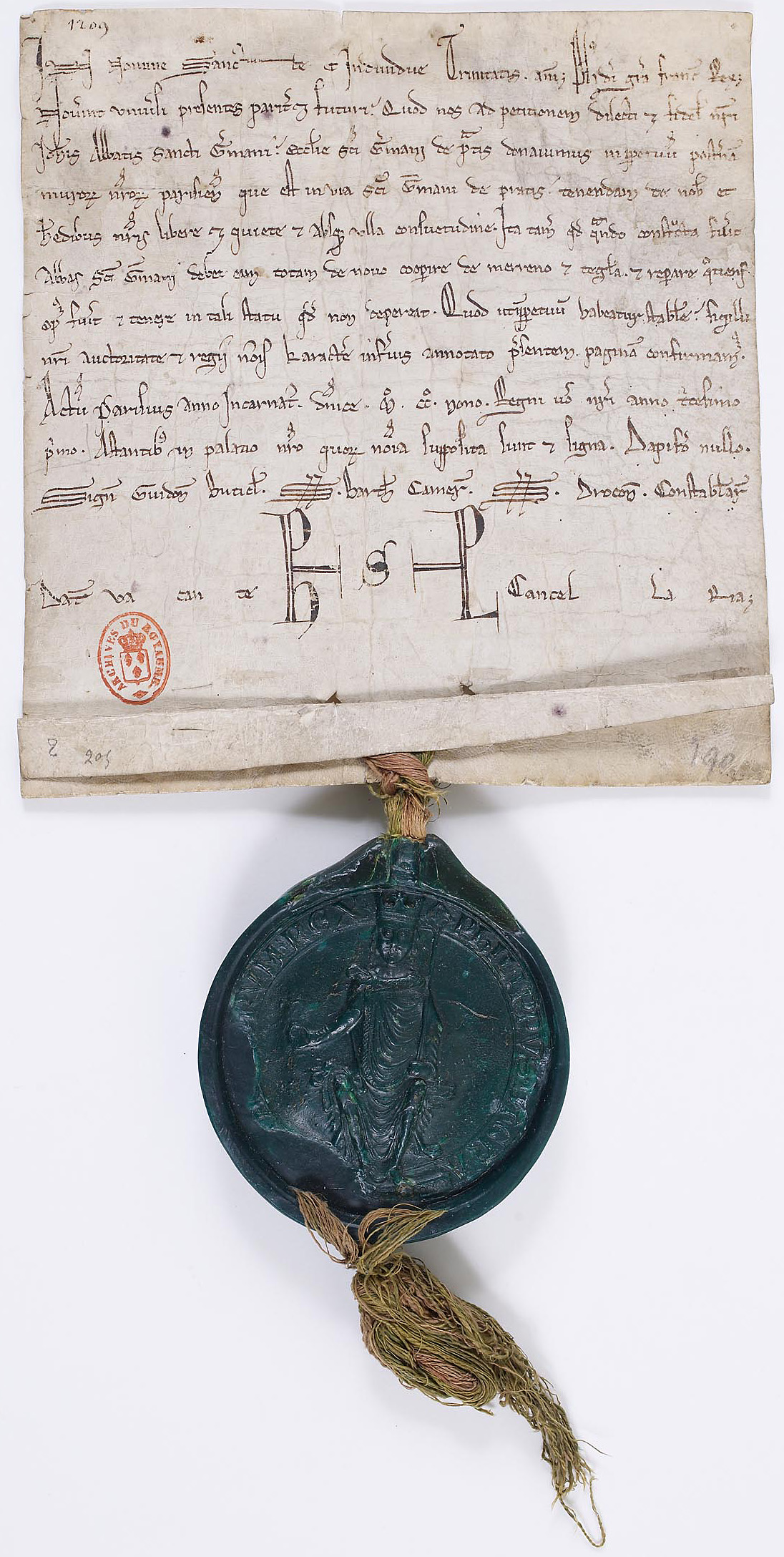
Donation à l'abbaye de Saint-Germain-des-Prés par le roi de France Philippe II Auguste d'une poterne des murs de Paris, 1209, Archives nationales de France.

La règle bénédictine de Cluny est introduite en 1024.
En 1129, un concile extraordinaire se tient à l'abbaye sous la présidence du légat du pape Mathieu, cardinal-évêque d'Albano, rassemblant douze évêques dont celui de Paris, Étienne de Senlis, plusieurs abbés, le roi Louis VI, la reine Alix et leur fils aîné, afin de statuer sur la demande de l'abbé Suger qui revendique le retour de la riche abbaye Notre-Dame d'Argenteuil dans la dépendance de Saint-Denis. Les religieuses d'Arfenteuil, alors dirigées par la fameuse Héloïse, vont être transférées sous le prétexte de dérèglements au monastère du Paraclet en Champagne. L'abbaye d'Argenteuil devient alors un prieuré d'hommes dépendant de l'abbaye de Saint-Denis, qui y développe l'agriculture et le vignoble.
Au XIIe siècle, le chœur de l'abbatiale est démoli et remplacé par un sanctuaire gothique à déambulatoire et chapelles rayonnantes. Il est dédicacé le 21 avril 1163 en présence du pape Alexandre III et de nombreuses personnalités (Jean II archevêque de Tolède, Humbauld évêque d'Ostie), événement rapporté par l'abbé Hugues de Monceaux ; la porte (occidentale) qui vit l'entrée du pape portera alors le nom de porte papale.
De 1227 à 1273, quatre abbés rebâtissent de nouveaux bâtiments, de style gothique : cloître, réfectoire, salle du chapitre et dortoirs, ainsi que la chapelle de la Vierge, que l'on doit à l'architecte Pierre de Montreuil, élevés entre 1245 et 1255 qui y fut inhumé.
L'abbaye était utilisée par les monarques français pour accueillir des rois en visite, comme le roi Édouard Ier d'Angleterre en 1286, qui l'utilisa comme base lors d'une visite à Philippe IV de France au Louvre.
De nombreux conflits opposèrent l'abbaye et l'université au sujet de l'appartenance du Pré-aux-Clercs, en 1179 puis Philippe III de France ordonnera l'arasement de deux tours qui en fermaient l'entrée en 1278 au sujet du Pré-aux-Clercs. Les abbés se fondant sur une Bulle pontificale de 1107 donnant le droit d'interdire l'entrée du monastère et la reconnaissance par Alexandre III (pape) lors du troisième concile du Latran les privilèges comme le port de la mitre et des ornements pontificaux. L'abbaye a des droits de justice avec son pilori, sa prison et son gibet qui sont attestés par la pendaison de faux monnayeurs qui furent pris et pendus sur ses terres en 1256.

#### L'époque des Valois directs (1328-1500)

Plan de Paris vers 1300-1330.

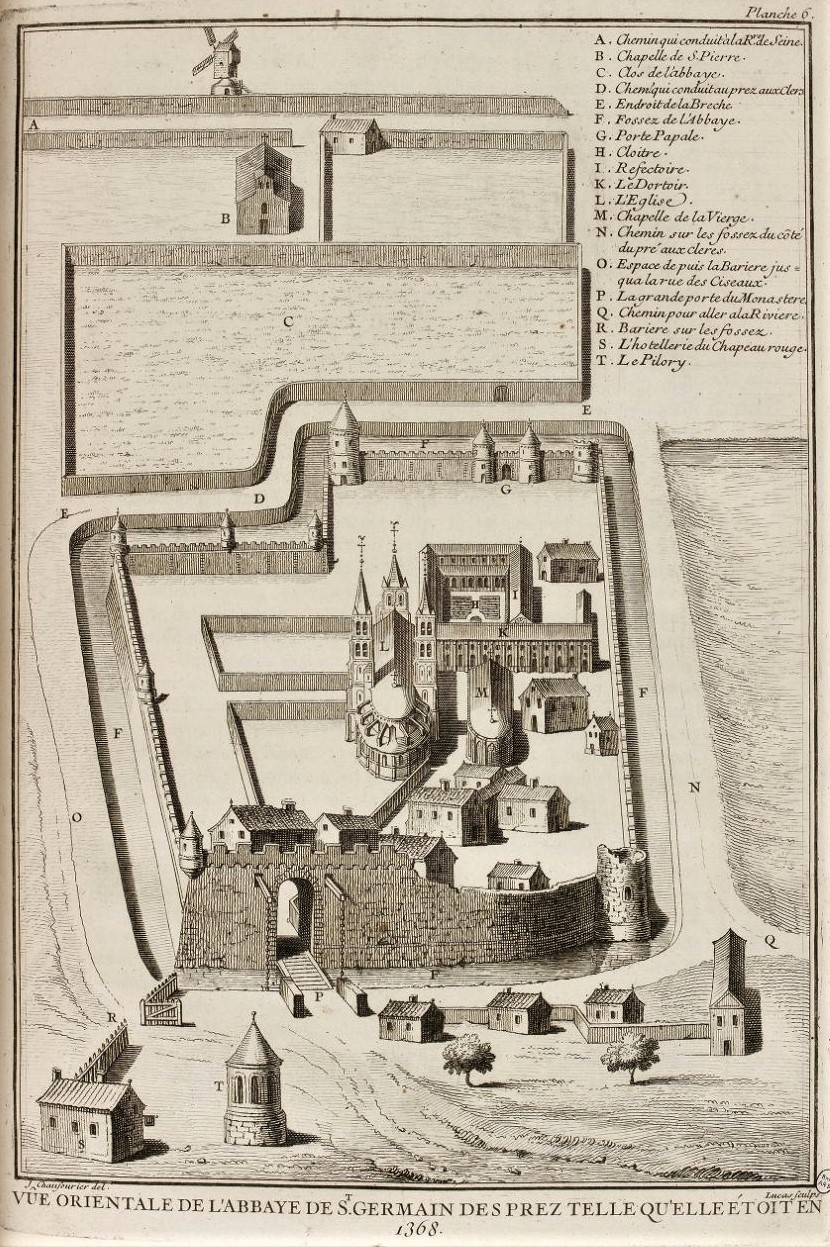
L'abbaye en 1368 d'après Dom Bouillart.

L'abbé Richard de Laître fait réparer l'église et fortifier le monastère. En 1368, le roi Charles V fait rénover les fortifications de Paris (la partie droite de la rive dite : enceinte de Charles V) par un fossé, il demande que l'abbaye fasse de même.
Le creusement de douves nécessita d'ailleurs à l'époque l'achat par les religieux d'une partie du Pré-aux-Clerc à l'Université qui reçut en échange le terrain mitoyen situé au nord l'abbaye que l'on appela « Petit Pré-aux-Clerc » (la partie principale étant alors désignée sous le nom de « Grand Pré-aux-Clerc »).
Les douves de l'abbaye furent alimentées en eau par un canal de 27 m de largeur que l'on appela la « Petite Seine » (qui coulait lui-même en lieu et place d'une ancienne rivière appelée la « Noue ») et dont le tracé suit l'actuelle rue Bonaparte. Le tracé de ces douves se retrouve dans les rues suivantes : Jacob, de l'Échaudé, Gozlin et Saint-Benoît.
Entre 1408-1410, Guillaume III L'Évêque fait renouveler le lutrin et le mobilier du chœur, mais aussi une châsse en vermeil pour saint Germain par les orfèvres Jean de Clichy, Gautier Dufour et Guillaume Boey.
En 1418 la porte de Bucy est livrée au parti des Bourguignons.
Le roi Louis XI octroie le développement d'une foire de Saint-Germain ayant autant d'importance que celle de Saint-Denis en 1483.

### Époque moderne (XVIe–XVIIIesiècles)

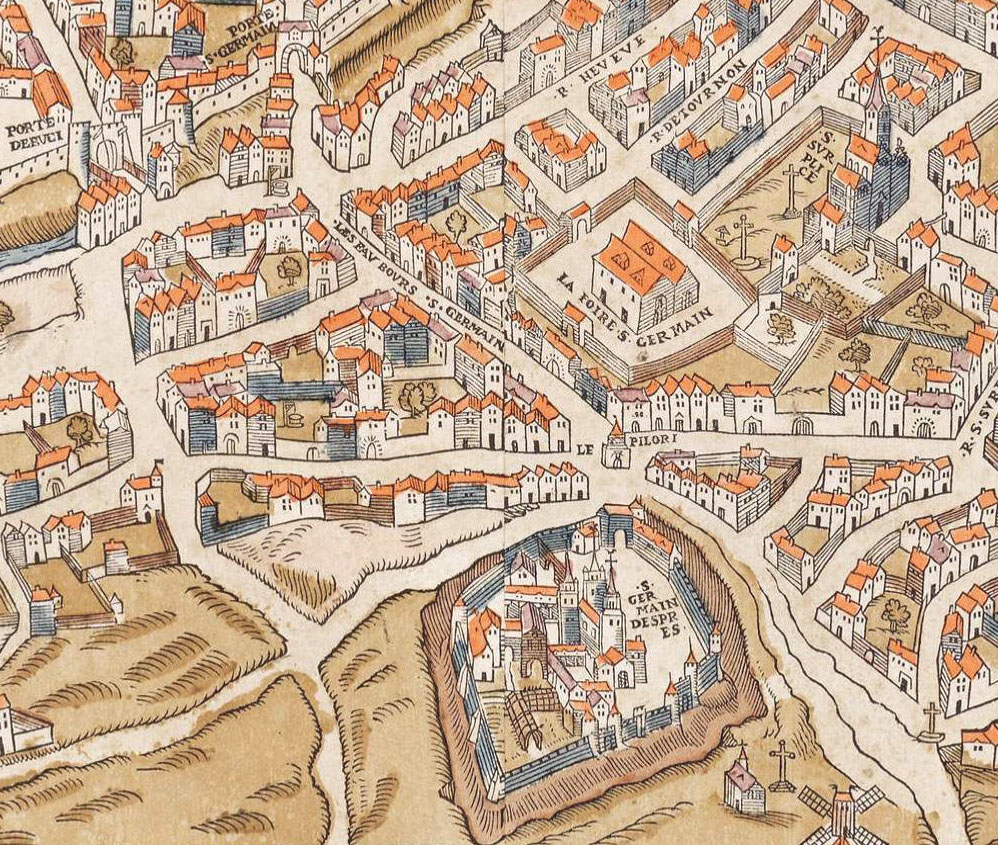
L'abbaye de Saint-Germain-des-Prés en 1550.

Une nouvelle dissension avec les écolâtres en 1533 fut durement réprimée, le 20 mars 1557 sur le Pré-aux-Clercs, l'un d'eux fut brûlé en cette même année, le maître autel fut remplacé par un sculpté par Antoine d'Artois, les deux cloches fêlées sont descendues.
La peste sévit en ville en 1561, le roi Charles IX, sa mère Catherine de Médicis et la cour trouvèrent refuge en l'abbaye.
En 1586, le cardinal abbé Charles de Bourbon fait bâtir par Guillaume Marchant, le palais abbatial en brique et pierre (5-7 rue de l'Abbaye).

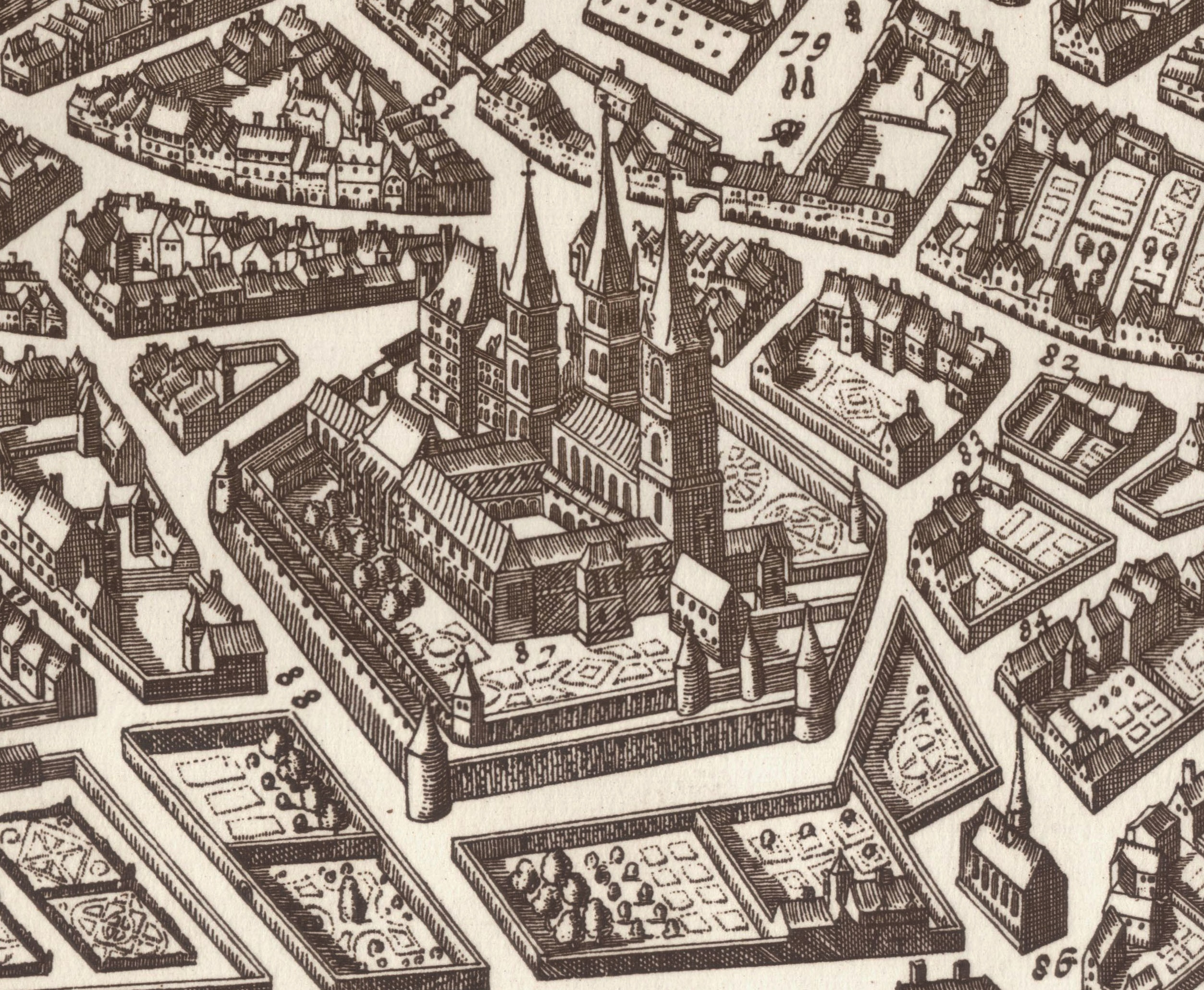
L'abbaye de Saint-Germain-des-Prés en 1618.

Henri IV s'empara à deux reprises de l'abbaye pour en faire son observatoire sur Paris en 1590, l'abbé fit partie de ceux qui aidèrent à la conversion du futur roi.
À partir de 1631, l'abbaye devient l'un des principaux centres intellectuels de France : c'est la date à laquelle la congrégation de Saint-Maur fait de Saint-Germain-des-Prés son abbaye-mère. Les mauristes rénovent la science historique en lui imposant plus de rigueur dans la lecture des sources : Dom Jean Mabillon, Dom Bernard de Montfaucon comptent parmi les plus grands historiens de leur temps. Ils rassemblent à l'abbaye une très riche bibliothèque, tant d'imprimés que de manuscrits.

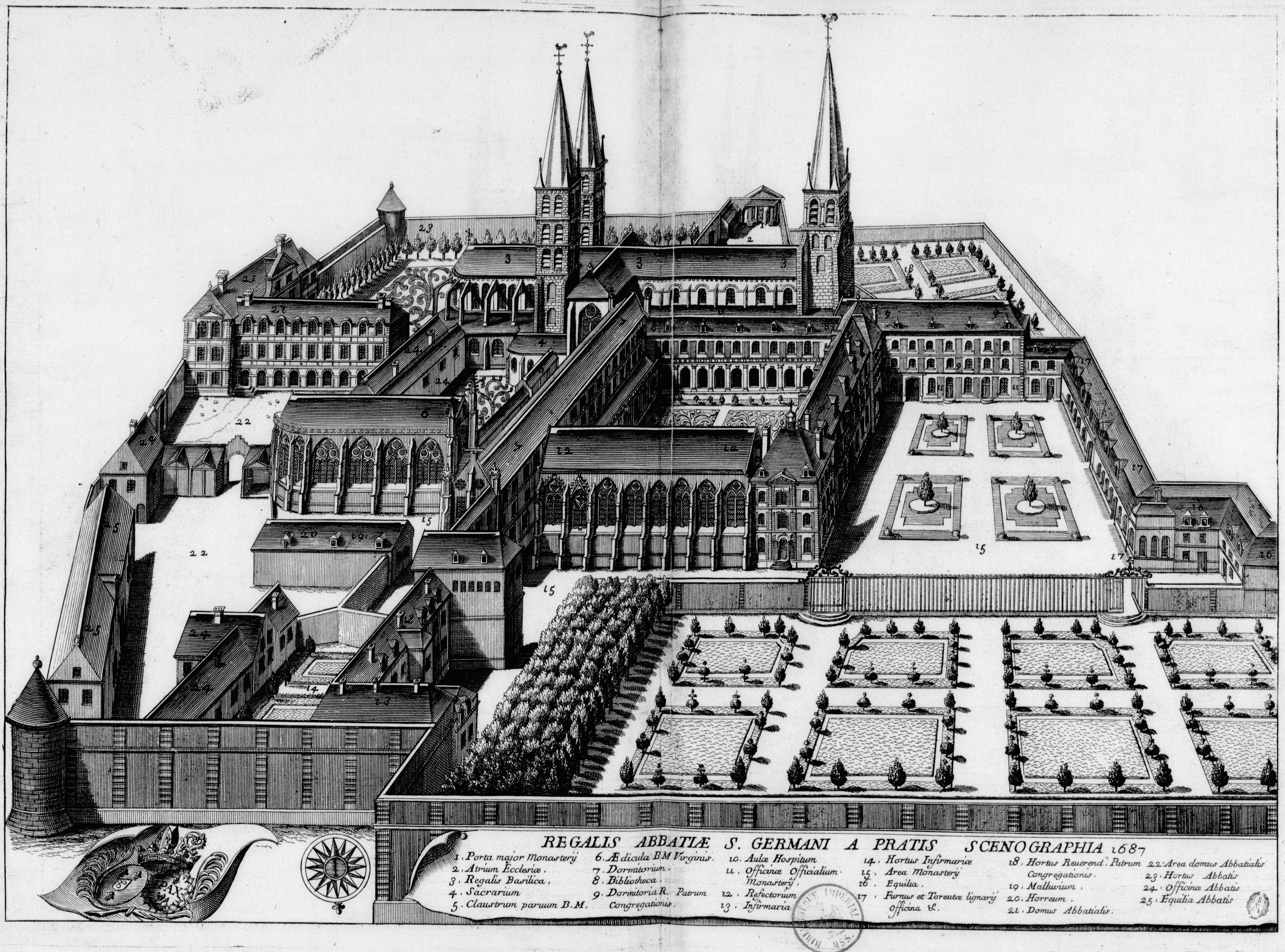
L'abbaye de Saint-Germain-des-Prés en 1687 (vue du nord).

Guillaume-Egon de Fürstenberg devient abbé de Saint-Germain-des-Prés en 1697 jusqu'à son décès à l'âge de 74 ans le 10 avril 1704. Il fait ouvrir, dans l'enclos du monastère, le passage de la Petite-Boucherie, les rues Cardinale et de Furstemberg. Surtout, il procéda, dans les années 1690 et jusqu'aux années 1700, à d'importants travaux d'aménagements des biens de la manse abbatiale, comme le fera plus tard le comte de Clermont. Les ouvrages furent confiés à l'architecte Pierre Delisle-Mansart, cousin germain de Jules Hardouin-Mansart.

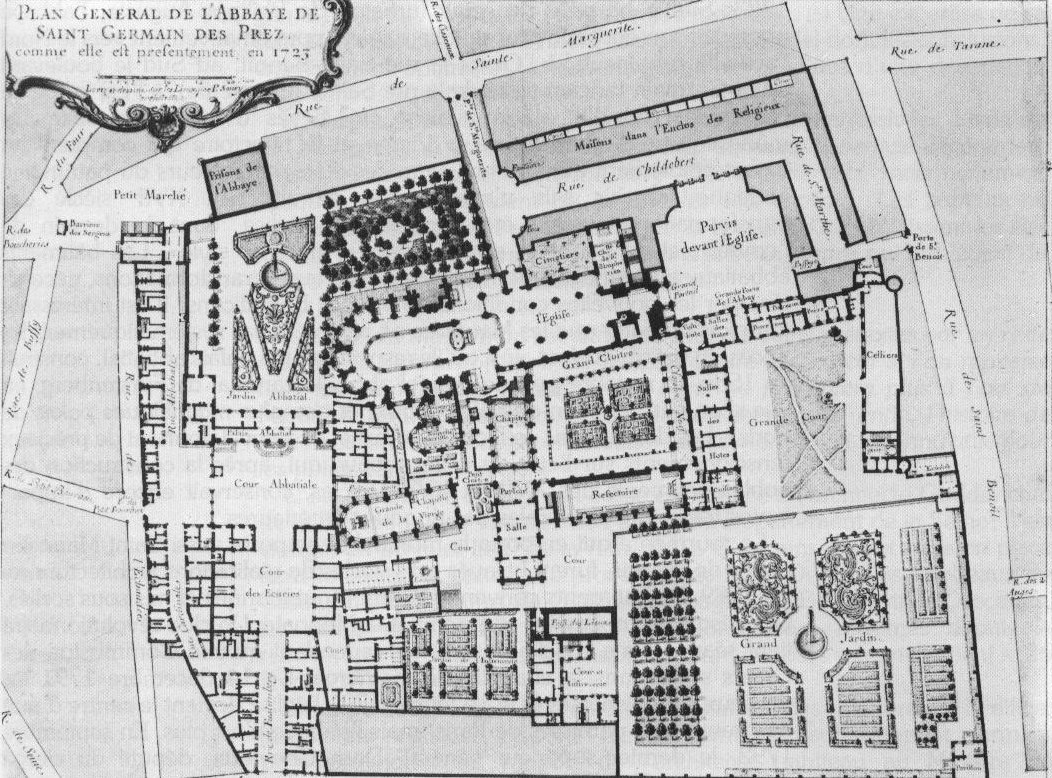
Plan de 1723 par Dom Bouillart.

Le XVIIIe siècle est marqué par le « règne » de Louis de Bourbon-Condé (1709-1771), comte de Clermont, prince du sang, cousin germain et filleul de Louis XV. En 1715, Henri III de Thiard, cardinal de Bissy, évêque de Meaux, devient abbé commendataire. Il fait ouvrir plusieurs rues dans le sud de l'enclos (rue d'Erfurth, rue Childebert, rue Sainte-Marthe, place Saint-Germain-des-Prés) afin d'y faire bâtir des immeubles de rapport suivant le dessin de l'architecte Victor-Thierry Dailly. À sa mort en 1737, l'abbaye et tous les biens en dépendant se trouvaient dans un bien triste état. À sa prise de possession en septembre, le comte de Clermont fait procéder à un état des biens de la manse abbatiale - à ne pas confondre avec la manse conventuelle relevant des religieux. Les réparations sont estimées à la somme de 132 669 livres.
Le comte confie les réparations à son architecte Jacques Hardouin-Mansart de Sagonne (1711-1778), petit-fils de Jules Hardouin-Mansart. On se porte en priorité sur les restaurations et remaniements intérieurs du palais abbatial. Il semble que le bâtiment n'avait pas connu de tels travaux depuis ceux du cardinal de Furstemberg en 1690 ! Mansart de Sagonne rehaussa l'ensemble des pièces, entrainant la disparition des poutres et solives du XVIe siècle, remplaça les sols de pierre par des parquets, orna les salons de boiseries, cheminées et corniches rocailles, disposa en partie des croisées à petits carreaux au lieu et place des anciennes croisées à meneaux. Il modifia enfin la totalité de la distribution des étages, rebâtit entièrement le logis en retour, à droite, sur la cour principale et ravala la totalité des façades et souches de cheminées. Une partie des décors intérieurs étaient encore visibles au XIXe siècle. Le palais connaitra une nouvelle restauration radicale en 1978 par l'architecte Raymond Simounet.
Les restaurations se portèrent également sur les grilles de la rue du Colombier, de l'avant-cour (actuelle place de Furstemberg) et de la cour principale sur la rue de Bourbon-le-Château. Mansart de Sagonne ravala en outre les façades des remises et écuries de l'avant-cour et rebâtit entièrement le logis de la basse-cour (musée Delacroix). Dans l'abbaye, il établit, dans la chapelle Saint-Nicolas, à gauche du chœur, une tribune pour le comte de Clermont, lui permettant d'assister aux offices depuis son palais.
Jacques Hardouin-Mansart de Sagonne fut également chargé de la restauration des autres biens de la manse dont les bâtiments de la foire et du marché saint-Germain, et surtout des château et jardins de Berny (Hauts-de-Seine ; détruit), résidence d'été des abbés depuis la fin du XVIIe siècle, réalisation de son arrière-arrière-grand-oncle François Mansart (1598-1666). Commencés en 1737, les travaux sur la manse abbatiale furent achevés en 1741. C'est vers cette date que l'architecte quitta le service du comte de Clermont pour celui du roi avec la cathédrale Saint-Louis de Versailles.
À la mort du comte de Clermont en 1771, Louis XV, suivant son droit de régale, décida de ne pas nommer de nouvel abbé. Il se réserva les revenus de l'abbaye et confia la gestion de ses biens à son administration des Économats. La situation demeurera ainsi jusqu'en 1774, date de l'arrivée de Louis XVI sur le trône et de la nomination de Charles Antoine de La Roche-Aymon, qui sera le dernier abbé de Saint-Germain-des-Prés. À sa mort en 1777, l'abbaye retombe entre les mains des Économats. La situation perdurera jusqu'à la Révolution, la monarchie souhaitant profiter de ses revenus en cette période de difficultés budgétaires.

### Période révolutionnaire

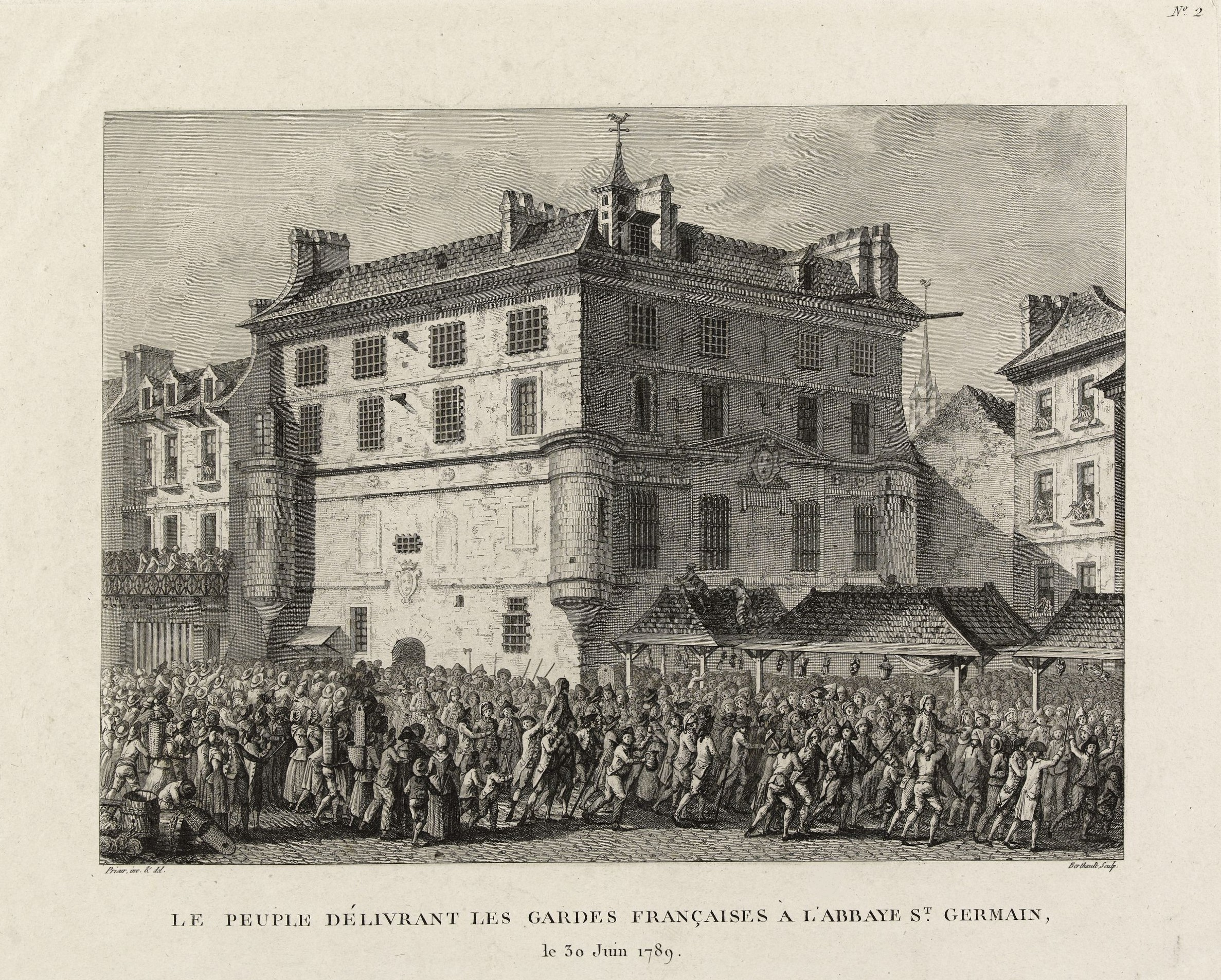
Le peuple délivrant les gardes françaises à l'abbaye Saint-Germain, le 30 juin 1789 par Pierre-Gabriel Berthault, Paris, musée Carnavalet.

À la suite de la suppression des communautés monastiques, l'église est fermée le 13 février 1792 et les bâtiments monastiques sont vendus comme Bien national par adjudication à M. Ledoux pour la somme de 8 120 Livres. Les précieux manuscrits de la bibliothèque de l'abbaye sont dispersés : une bonne partie sera rachetée par le diplomate russe Piotr Doubrovski. La plupart des tombeaux mérovingiens sont détruits, ainsi que le baldaquin du maître-autel (conçu par Oppenordt en 1704), et la grande châsse-reliquaire en vermeil de saint Germain de 1408 est fondue. Une raffinerie de salpêtre (utilisé pour fabriquer de la poudre à canon) fonctionne dans l'église de 1794 à 1802, l'armée installe une réserve de charbon et un atelier à forer les canons.
Le 19 août 1794, douze tonnes de poudres entreposées en l'abbaye explosent et y boutent le feu, l'œuvre de Pierre de Montreuil est détruite ainsi que le cabinet des antiquités et la bibliothèque mais les livres sont sauvés.
La chapelle de la Vierge est rendue au culte par un décret du 31 mai 1795 mais l'église ne l'est qu'en 1803 de par la destruction de la chapelle en 1802.
Des rues sont percées au travers de l'abbaye : rue de la Paix (devenue rue de l'Abbaye) au travers du cloître en 1802, rue de Saint-Germain-des-Près (devenue rue Bonaparte) au travers des jardins en 1804.

## Histoire de l'église Saint-Germain-des-Prés

### Les campagnes de construction

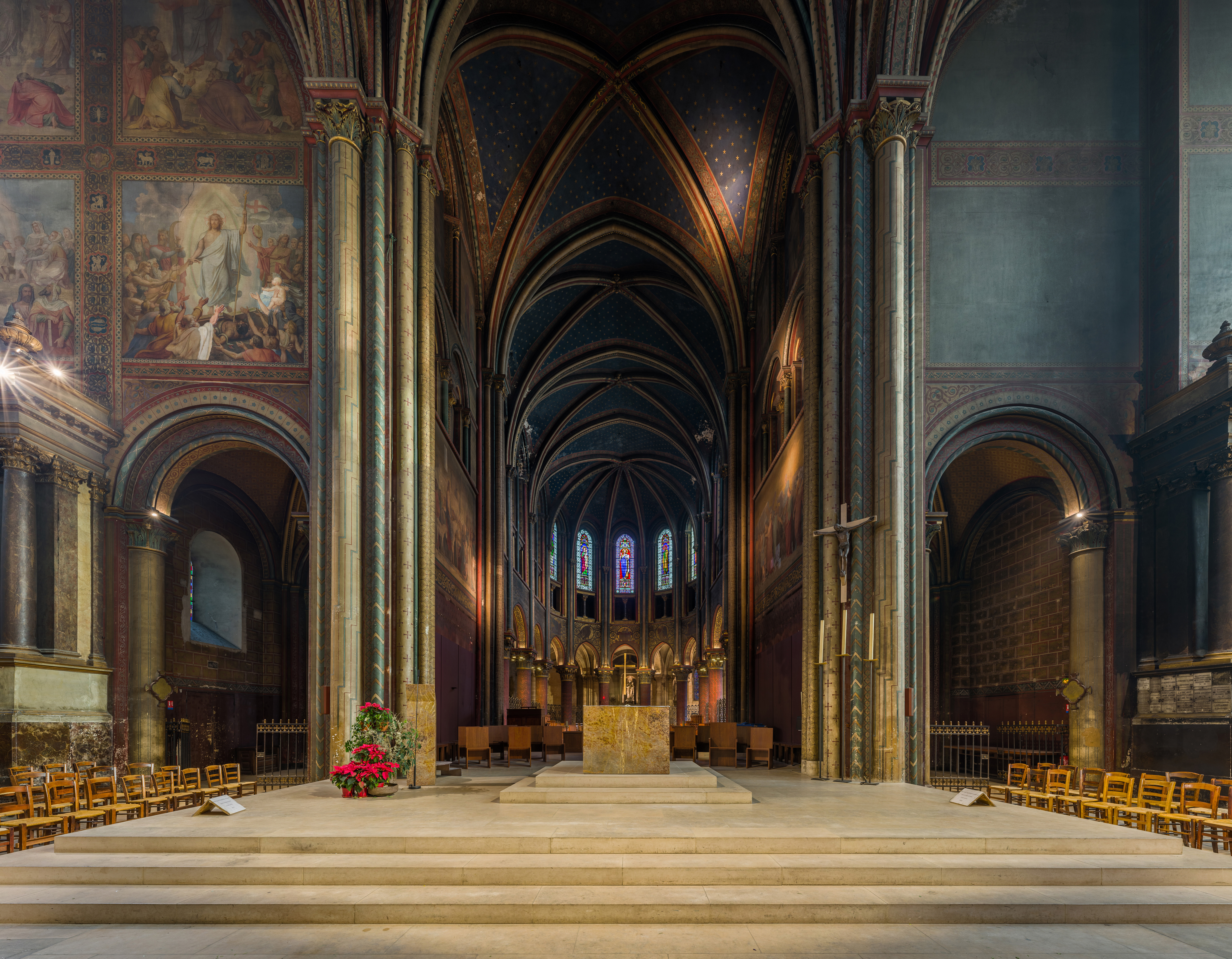
Transept, vue vers l'est dans le chœur.

Mise à mal par deux assauts normands en 863 et pendant le siège de Paris en 885-887 par les Danois, l'abbaye a dû être réparée. Selon les textes connus, aucune reconstruction n'est entreprise dans l'immédiat. Celle-ci n'est entamée qu'à la fin du Xe siècle par l'abbé Morard, abbé de 990 à 1014, qui d'après le continuateur de la chronique d'Aimoin de Fleury rebâtit l'église depuis ses fondations, et fait construire une tour avec une cloche ainsi que plusieurs autres bâtiments. Helgaud attribue ces travaux aux libéralités du roi Robert le Pieux. Il paraît que le grand clocher-porche occidental est construit en premier lieu, suivi par la nef et ses bas-côtés, puis par les tours jumelles flanquant le chœur, et enfin par le transept, dont la postériorité par rapport aux tours jumelles est facile à démontrer. Rien de précis n'est connu sur le chœur de Morard, sauf qu'il était dépourvu de déambulatoire et beaucoup plus court que le chœur actuel. L'abbaye connaît alors une phase de prospérité qui dure jusqu'au second tiers du XIe siècle.
Vers 1140, le chœur paraît trop exigu. L'abbé Hugues, qui est un ancien moine de l'abbaye Saint-Denis qui connaît Suger et ses travaux pour reconstruire la basilique Saint-Denis, fait démolir le chœur pour le remplacer par une construction beaucoup plus vaste, plus large et plus profonde. Les travaux commencent vraisemblablement en 1145 et sont terminés une dizaine d'années plus tard. La dédicace n'est célébrée qu'avec plusieurs années de retard, ce qui n'a rien d'exceptionnel. L'abbé Hugues de Monceaux profite du voyage du pape Alexandre III en France pour lui demander de confirmer une sentence rendue à la cour royale en faveur d'une possession de l'abbaye à Dammartin-en-Goële, le 20 février 1163. Le pape réserve un accueil favorable de la demande et se signale comme défendeur de l'abbaye. Il accepte donc volontiers de célébrer la dédicace du nouveau chœur. Elle se déroule pendant les journées du 20 et du 21 avril dans une grande solennité, et se veut en même temps une manifestation de l'indépendance de l'abbaye vis-à-vis des évêques de Paris, que ceux-ci ont plusieurs fois remis en question. Quand Maurice de Sully se présente à l'abbaye, il est éconduit par les prélats accompagnant le souverain pontife. C'est une précaution pour qu'il ne fasse valoir certains droits sur l'abbaye, en se basant sur le fait d'avoir été convié à la cérémonie. Le 20 avril est réservé à la dédicace des autels des chapelles du déambulatoire, tandis que l'autel majeur est consacré le jour suivant. L'église est ainsi placée sous le titre de la Sainte-Croix, de saint Vincent, de Saint-Étienne (martyr) et Saint-Germain. Ce dernier vocable est ainsi officialisé ; il ne pouvait s'appliquer à la basilique mérovingienne car bâtie du vivant de saint Germain.

### Les remaniements ultérieurs

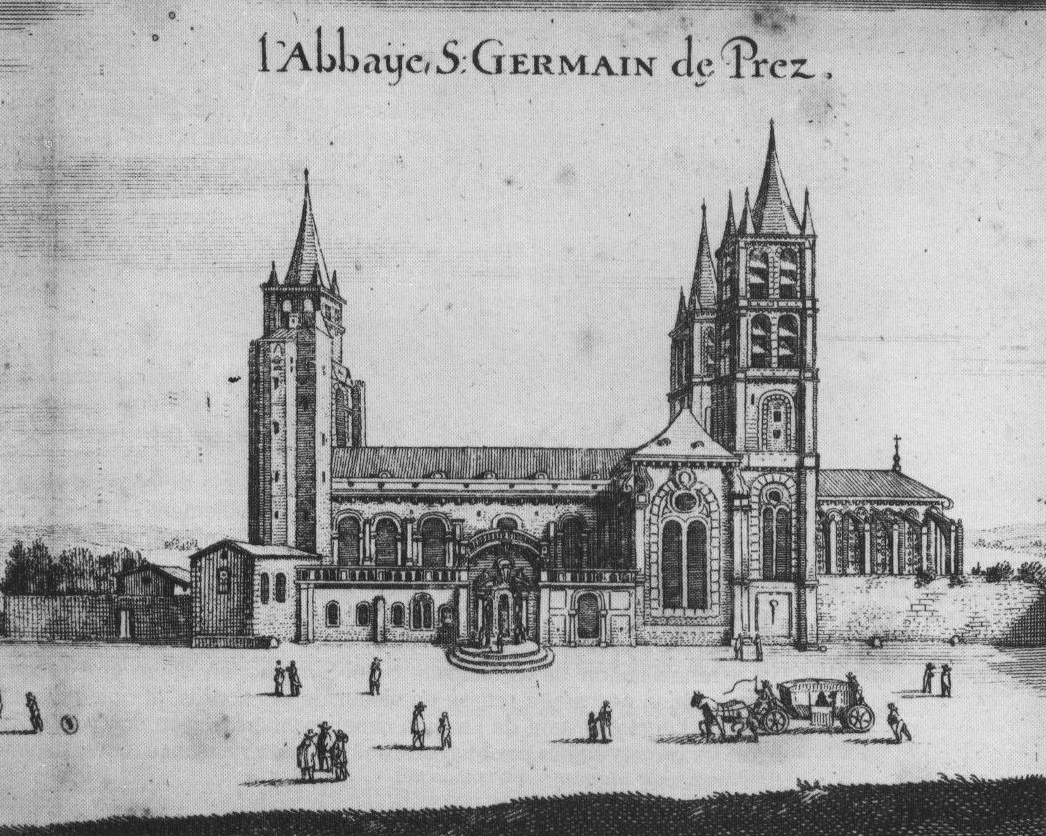
Église de Saint-Germain-des-Prés au XVIIe siècle. Les clochers encadrant le chœur seront arasés en 1822.

Le transept, ou au moins les croisillons, sont voûtés d'ogives au XIIIe siècle. Ce ne sont pas encore les voûtes actuelles. Sous l'abbé Richard entre 1361 et 1387, le monastère est fortifié, et un accident nécessite des réparations, dont l'église ne garde cependant aucune trace. Sinon la structure de l'église n'évolue pas jusqu'au début du XVIIe siècle, mais l'aménagement intérieur est entièrement revu. Encore avant la réforme mauriste, l'adjonction d'un porche devant la tour occidentale en 1607-1608 annonce une série de grands travaux. La chapelle Saint-Symphorien, à droite en entrant, et construite en même temps que le clocher-porche, est réparée et consacrée de nouveau par François de Sales le 28 avril 1619. Puis sous les Mauristes entre le 6 avril 1644 et le 26 mai 1646, la nef, les bas-côtés et le transept sont voûtés d'ogives. Pour ce remaniement important, l'on imite le style gothique primitif du chœur. Les toitures du déambulatoire et des chapelles du chœur sont abaissées afin de prolonger les fenêtres du vaisseau central du chœur, pour le rendre ainsi plus lumineux. Curieusement, les religieux ne sont pas cohérents dans leurs choix et retiennent le style de leur époque pour d'autres aménagements : le portail du bas-côté sud et la chapelle Sainte-Marguerite à côté sont de style classique, et les façades du croisillon sud font appel à des éléments de style baroque. Les grandes fenêtres aux deux extrémités du transept pastichent quant à elles le style gothique rayonnant, peut-être parce que le style gothique primitif ne propose pas de solution pour des fenêtres de cette envergure. En 1657, le chœur reçoit un abondant décor de stuc, et l'on s'éloigne ainsi de l'approche du retour au Moyen Âge qui avait encore prévalu une douzaine d'années plus tôt. La chapelle Saint-Symphorien bénéficie d'une profonde restauration en 1690. Des boiseries sont posées en 1696,.

### Les conséquences de la Révolution
Le 4 février 1791, l'église est affectée au service paroissial, et un court répit est encore accordé aux moines. La fin définitive survient le 13 février 1792, quand l'église est fermée au culte, et les moines sont expulsés du monastère. Le mobilier est en grande partie acheminé vers le dépôt du couvent des Petits-Augustins, le futur musée des Monuments français d'Alexandre Lenoir. Considérée comme bien national, l'abbaye est vendue aux enchères et adjugé à un M. Ledoux pour la somme dérisoire de 8 120 livres, en date du 13 novembre. Le spectre de la démolition plane alors sur l'ensemble de l'abbaye, y compris l'église. Sous la fureur iconoclaste, les statues du portail occidental sont brisées. Le 12 février 1794, une raffinerie de salpêtre est installée dans l'église même. Le dernier mobilier est jeté dehors, le dallage est arraché et les chapelles rayonnantes sont remplies de terre lessivée. Des bassins de cristallisation sont créés dans la nef, un grand réservoir est construit dans le transept, et le bas-côté sud accueille des fourneaux et chaudières. Le 20 août, la bibliothèque sombre dans un incendie, qui ne touche pas l'église. Le rétablissement du culte permis par le décret du 31 mai 1795 n'est d'aucun secours pour l'église, qui n'est pas disponible. Le curé de la paroisse, l'abbé de Pierre, célèbre les messes dans la chapelle de la Vierge. La situation change avec la fermeture de la manufacture le 10 février 1802. La nef menace alors ruine, car rien n'avait été entrepris pour la protéger des eaux d'écoulement hautement corrosives, qui ont attaqué les piliers. Dans le Conseil des bâtiments civils, l'architecte Louis François Petit-Radel propose la démolition de l'église, mais ses confrères ne sont pas de cet avis. L'église est donc rapidement nettoyée, puis remise au culte le 29 avril 1803. Entre-temps, au cours de l'année 1802, la chapelle de la Vierge est démolie. Le nouveau curé, l'abbé Levis, fait son possible pour remeubler l'église, fait venir des dalles de l'abbatiale de Sainte-Geneviève, un orgue de l'abbaye Saint-Victor, et réclame des tableaux à Versailles. Ce n'est qu'après sa dissolution que le musée des Monuments français restitue les principaux monuments funéraires, en 1817. Les colonnes de marbre de l'autel de 1704 demeurent au musée du Louvre,.

### La restauration depuis la réouverture au culte

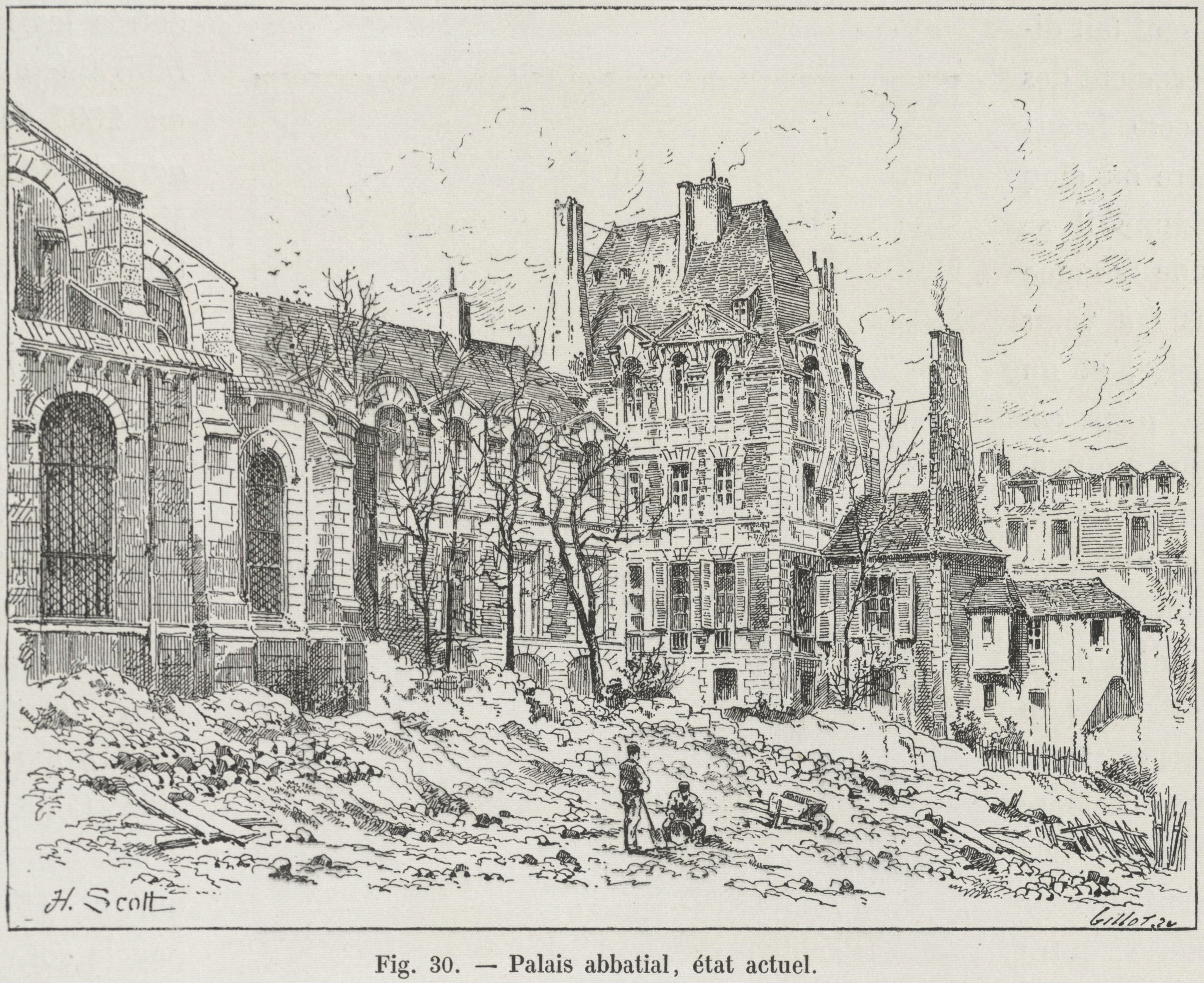
État du palais abbatial vers 1860.

Alors que l'église n'a toujours pas été restaurée, l'on n'a pas mieux à faire en 1819 que de construire une nouvelle chapelle axiale, à l'emplacement de l'ancienne. Dans un rapport du 19 juillet de la même année, l'architecte Lahiteau signale l'état dangereux de certaines parties de l'église. Un autre rapport émis par l'inspecteur général François Mazois le 4 mai 1820 va dans le même sens, et avertit de l'écrasement des piliers nord de la nef. Celle-ci est aussitôt interdite d'accès, et séparée du chœur par une cloison. Les offices se tiennent uniquement dans le chœur en attendant la restauration de la nef et des bas-côtés. La plupart des architectes estiment encore que leur démolition est inéluctable ; parmi eux, François Debret, Guy de Gisors, Hubert Rohault de Fleury et Jean-Baptiste Rondelet. Seulement François Mazois est résolu de sauvegarder l'église, et réussit à convaincre les autres. L'on demande à l'architecte des églises de Paris, Étienne-Hippolyte Godde, de soumettre un projet. Godde propose de reprendre les piliers de la nef en sous-œuvre grâce à un système d'étais et chevalement. Ce procédé, courant au Moyen Âge, est tombé aux oubliettes et laisse les experts dubitatifs. L'on doit au préfet de la Seine, Gaspard de Chabrol, d'avoir malgré tout tranché en faveur du projet de Godde, le 21 juillet 1821. Les travaux sont menés rapidement et sont achevés dès le 15 mars de l'année suivante. Ils portent notamment sur le remplacement des dix piliers de la nef et des supports engagés dans les murs, ainsi qu'une modification de la chapelle des fonts baptismaux et la construction de la sacristie au nord du chœur. Les auteurs ne s'accordent pas si douze chapiteaux des grandes arcades déposés sous cette campagne et envoyés au musée de Cluny, ont été remplacés par des copies sous Godde, ou seulement une vingtaine d'années plus tard sous Victor Baltard. Puis une décision sur l'avenir des tours jumelles s'impose. Godde estime pouvoir restaurer le clocher Sainte-Marguerite, au sud, et propose de démolir le clocher Saint-Casimir, particulièrement dégradé, au nord. Cette fois, il n'obtient pas gain de cause, et on lui impose d'araser les deux tours au-dessus du second étage, en avril 1822. Eu égard au poids important des clochers, une reprise en sous-œuvre est jugée trop périlleuse. Le chœur et les chapelles sont restaurés jusqu'au 19 mars 1823 ; les huit chapiteaux sous les tours sont reproduits à l'identique. Globalement, les restaurations sous Godde sont respectueuses du patrimoine. Les dessins pour la chaire en marbre pour la nef sont commandés par Godde à Antoine Chrysostome Quatremère de Quincy, et elle est exécutée en 1827,,. L'année suivante, François-Joseph Heim peint la nouvelle chapelle de la Vierge[réf. souhaitée].
Aucun projet d'envergure n'est réalisé pendant les années 1830. En 1840, Victor Baltard est nommé architecte chargé de la décoration des églises de Paris, et Jean-Baptiste Antoine Lassus architecte de la fabrique de Saint-Germain-des-Prés, tandis que Godde demeure architecte des églises de Paris. Comme à Saint-Germain-l'Auxerrois, il est successivement évincé de la restauration de l'église. En 1842, Baltard commande à son ami Hippolyte Flandrin la réalisation de grands tableaux muraux, qui sont financés par la ville de Paris. De 1842 à 1846, un premier programme de deux grands tableaux L'Entrée à Jérusalem (au sud) et La Montée au Calvaire (au nord), qui se font face dans le sanctuaire et sont de style néo-romain. Entre 1846 et 1848, suit un second programme dans la chapelle des Apôtres, ayant comme sujet l'étimasie et adoptant un style néo-byzantin qui fait référence au XIIe siècle.
Entre 1843 et 1847, Godde intervient encore pour diriger la construction d'une nouvelle flèche sur la tour occidentale. Cette restauration donne lieu à une polémique, et Godde doit céder la place à Baltard. La fabrique commande à Baltard un nouveau mobilier pour l'église, dont les stalles du chœur. Entre 1848 et 1853, Baltard restaure le quatrième étage de la tour occidentale et débouche ses fenêtres, mais à l'extérieur, il ne laisse pas une seule pierre ancienne en place et refait tout à neuf.
En 1854, Baltard fait sculpter à neuf tous les chapiteaux de la croisée du transept, sans laisser aucun témoin en place. Baltard intervient peu dans le chœur, sauf pour quelques reprises dans les chapelles du déambulatoire. Lassus exécute quelques travaux mineurs pour le compte de la fabrique, concernant l'escalier de la tour Sainte-Marguerite, l'ouverture d'une nouvelle fenêtre dans l'actuelle chapelle Sainte-Thérèse, et le débadigeonnage des colonnettes des galeries du chœur. Lassus dessine également les clôtures de bois du chœur (qui du reste n'existent plus). La réalisation des vitraux du chœur d'après des cartons de Flandrin est confiée au maître-verrier Alfred Gérente. Ainsi s'achèvent la restauration et le remeublement de l'église,.
Pour la nef, le travail s'échelonne entre 1856 et 1863, et porte sur vingt grands tableaux groupés, soit deux au nord et deux au sud dans chacune des cinq travées. Au nord, les motifs sont tirés du Nouveau Testament, et au sud, de l'Ancien Testament. La mort de l'artiste ne lui permit pas d'enchaîner sur un quatrième programme qui devait couvrir le transept. En suivant les préceptes de Flandrin consignés dans ses carnets, Sébastien Cornu continue l'œuvre de l'artiste. Dans le croisillon nord, le thème est le Christ juge, et dans le croisillon sud, est présenté le Christ triomphant[réf. souhaitée].
En 1919, Eugène Lefèvre-Pontalis écrit au sujet des peintures de Flandrin : « En 1843, Hippolyte Flandrin commença par le chœur la série de ses peintures justement célèbres où les scènes de l'Ancien Testament annoncent celles de la vie du Christ : son œuvre s'acheva dans la nef peinte de 1856 à 1861. Mal éclairées et noircies par la poussière, ces fresques d'un si doux coloris et d'une très grande valeur artistique auraient été mieux placées dans une église moins obscure, mais ce qui fut désastreux c'est l'ornementation dessinée par Denuelle et jugée nécessaire pour les encadrer. Étoiles d'or sur voûtes d'azur, dorure des chapiteaux neufs de la nef et des chapiteaux romans du sanctuaire, peinturlurage des colonnes et des murs, rien ne fut épargné pour dénaturer les lignes de l'architecture. Seul le déambulatoire et ses chapelles échappèrent au pinceau des décorateurs ».

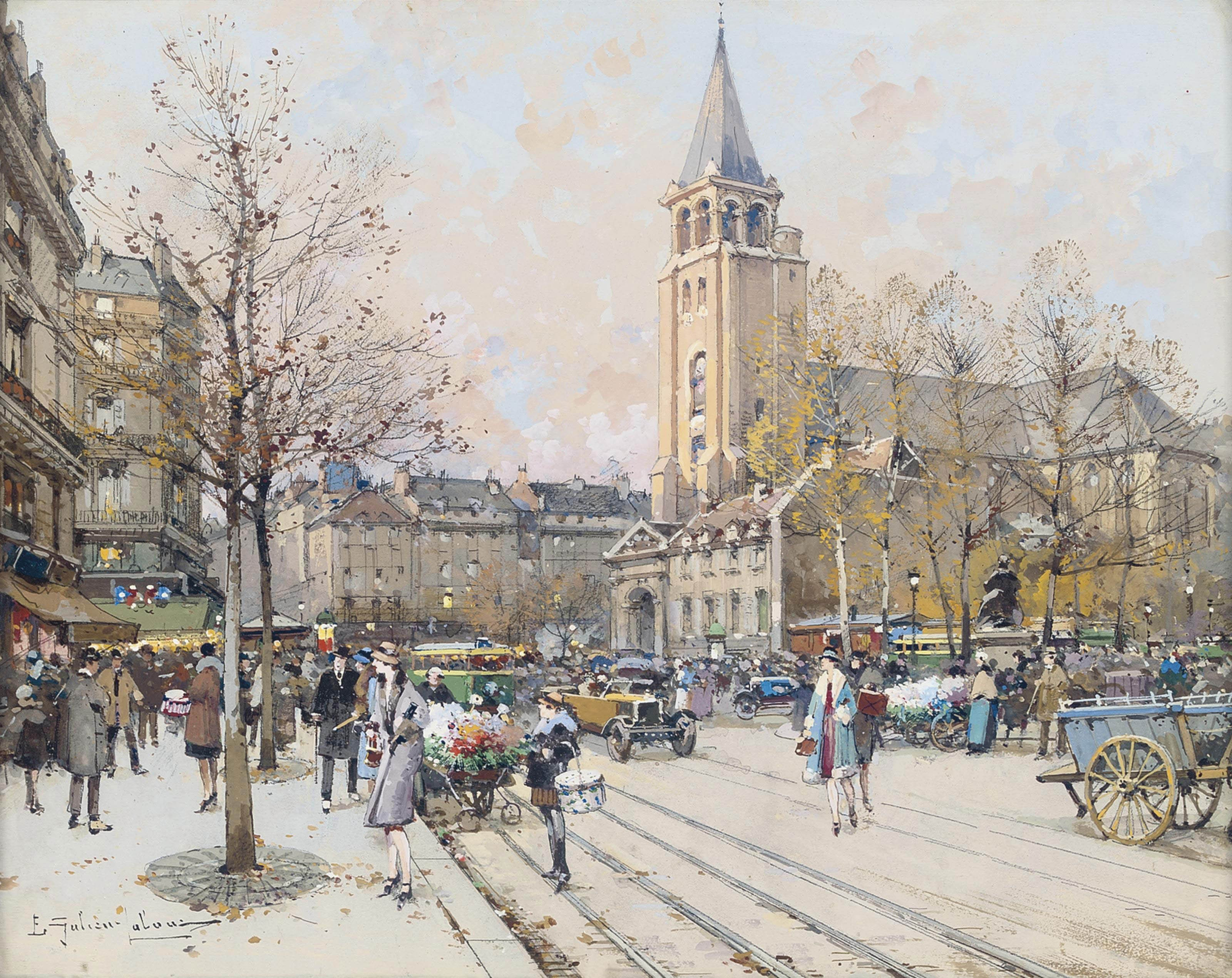
L'église Saint-Germain-des-Prés vers 1925.

L'église est classée aux monuments historiques par liste de 1862. Ce classement n'a pas enclenché de travaux de restauration supplémentaires.
Les vestiges de l'abbaye sont inscrits au titre des monuments historiques par arrêté du 26 octobre 1953. Pour le quatorzième centenaire de l'abbaye, le déambulatoire est dé-badigeonné, et les boiseries du XIXe siècle des chapelles sont enlevées.
De 2017 à 2020, la Ville de Paris procède à la restauration de la quasi-totalité de l'intérieur de l'édifice, spécialement les peintures murales du XIXe siècle, grâce au mécénat réuni par la paroisse. L'étape finale (le déambulatoire et ses chapelles) est prévue pour 2021-2022.

## Description de l'église

### Aperçu général

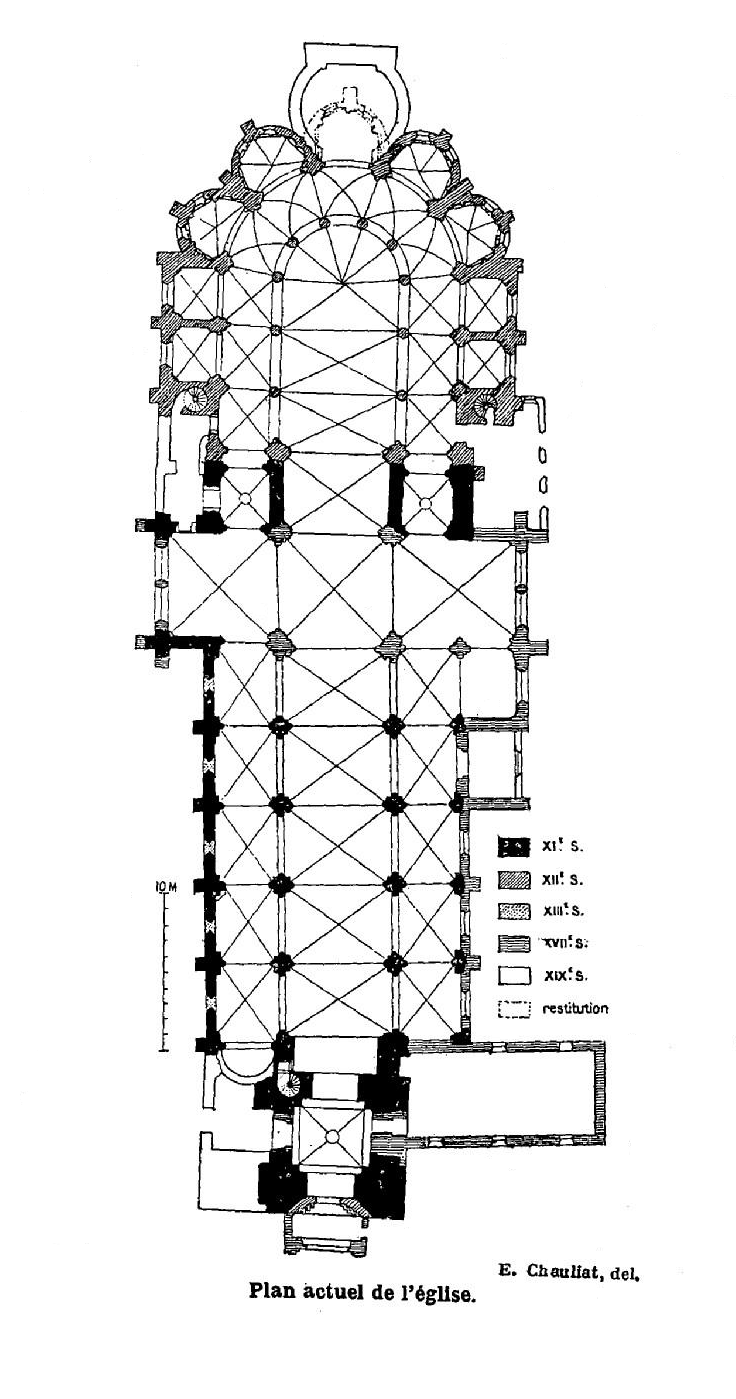
Plan de l'église.

Il subsiste aujourd'hui principalement l'église et le palais abbatial. La construction de l'abbatiale, tour et nef, remonte à l'époque romane (XIe – XIIe siècles) ; elle est considérée comme l'un des plus anciens édifices religieux de Paris qui subsistent, avec les églises Saint-Julien-le-Pauvre, Saint-Pierre-de-Montmartre et Saint-Germain-de-Charonne. C'est en même temps le monument religieux le plus remanié de Paris. À l'instar de nombreuses autres églises parisiennes, l'église est en partie cachée par des constructions mitoyennes, notamment au nord, où seule la troisième travée du chœur reste libre. Orientée un peu irrégulièrement avec une légère dérivation de l'axe vers le nord-ouest du côté de la façade, l'église répond à un plan cruciforme. Elle se compose principalement d'un clocher-porche ; d'une nef de cinq travées accompagnée de bas-côtés ; d'un transept largement débordant ; d'un chœur comportant quatre travées droites et une abside en hémicycle ; de deux collatéraux du chœur dont la troisième et la quatrième travée sont bordées de chapelles carrées ; et d'un déambulatoire bordé de cinq chapelles rayonnantes, dont la chapelle d'axe d'origine a été remplacée par la chapelle de la Vierge, de dimensions plus importantes. Il est à noter que la nef n'est pas alignée sur l'axe du clocher-porche, et le chœur n'est pas aligné sur l'axe de la nef et de la croisée du transept. Nef et chœur ont la même longueur : 35 m. La largeur de l'édifice atteint 30 m au niveau du chœur, et la hauteur sous les sommets des voûtes du vaisseau central du chœur est 20 m. Toute l'église est voûtée d'ogives, mais seulement le chœur et ses collatéraux et chapelles le sont d'origine.
Les travées de la nef sont barlongues, environ un tiers plus larges que profondes, et les travées des bas-côtés représentent un peu plus que la moitié des travées de la nef. Les trois travées du transept sont tout au contraire carrées. Dans le chœur, il faut considérer à part la première travée, qui a à peu près les mêmes dimensions que les travées de la nef, tout en étant plus profonde que les travées suivantes du chœur. Cette travée est flanquée par les anciennes tours du chœur, qui se dressent au-dessus des premières travées des collatéraux, et il n'y a pas de grandes arcades. La quatrième travée et l'abside sont voûtées ensemble par une voûte à sept branches d'ogives rayonnant autour d'une clé de voûte centrale. Les arcades du rond-point de l'abside, la limite extérieure du déambulatoire, et la limite extérieure des chapelles rayonnantes sont des hémicycles concentriques tracés à partir de cette clé de voûte. Les quatre chapelles rayonnantes d'origine sont définies par des cercles de 5 m de diamètre, dont un tiers du périmètre se trouve à l'intérieur du déambulatoire. Les quatre chapelles carrées ont une largeur de 5 m. Quelques particularités sont à mentionner. Le clocher-porche est précédé par un porche moderne qui cache l'ancien portail, et des porches modernes sont également disposés devant la porte de la quatrième travée du bas-côté sud (porte Sainte-Marguerite) et la porte de la seconde travée du collatéral nord du chœur. Ce dernier porche fait partie d'un bâtiment annexe qui contient les salles paroissiales. Une grande chapelle au chevet plat, dédiée à saint Symphorien, est située au sud du clocher-porche ; elle est d'orientation sud-nord. La chapelle baptismale se situe à l'ouest de la première travée du bas-côté nord, et prolonge celui-ci vers l'ouest. Une troisième chapelle, dédiée à Sainte-Marguerite, se situe à l'angle entre bas-côté sud et croisillon sud. Elle est éclairée par le plafond et communique avec les deux travées adjacentes. La principale sacristie se trouve au sud des deux premières travées du collatéral sud du chœur,.

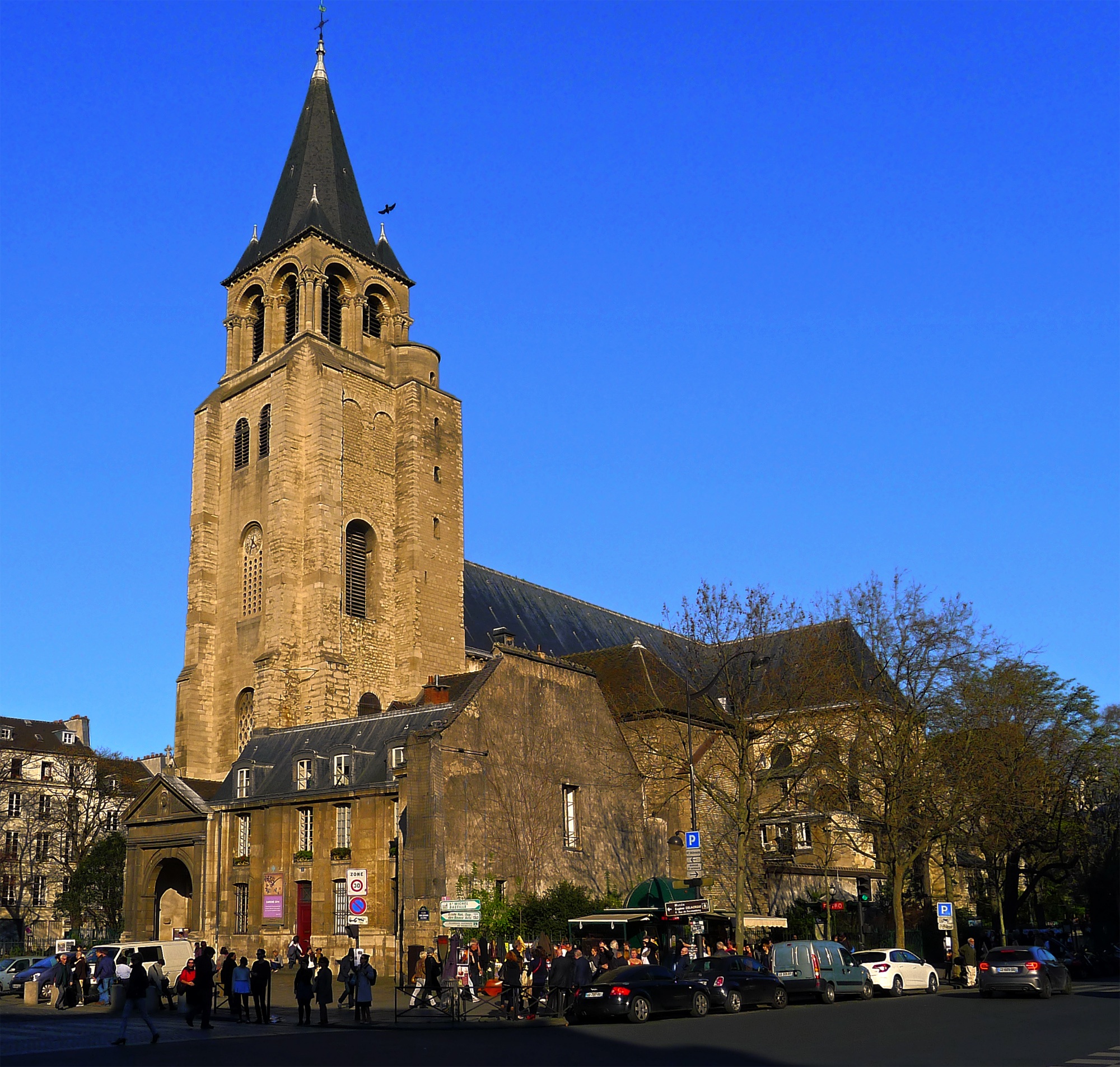
Vue générale de l'église depuis le boulevard Saint-Germain (sud-ouest).
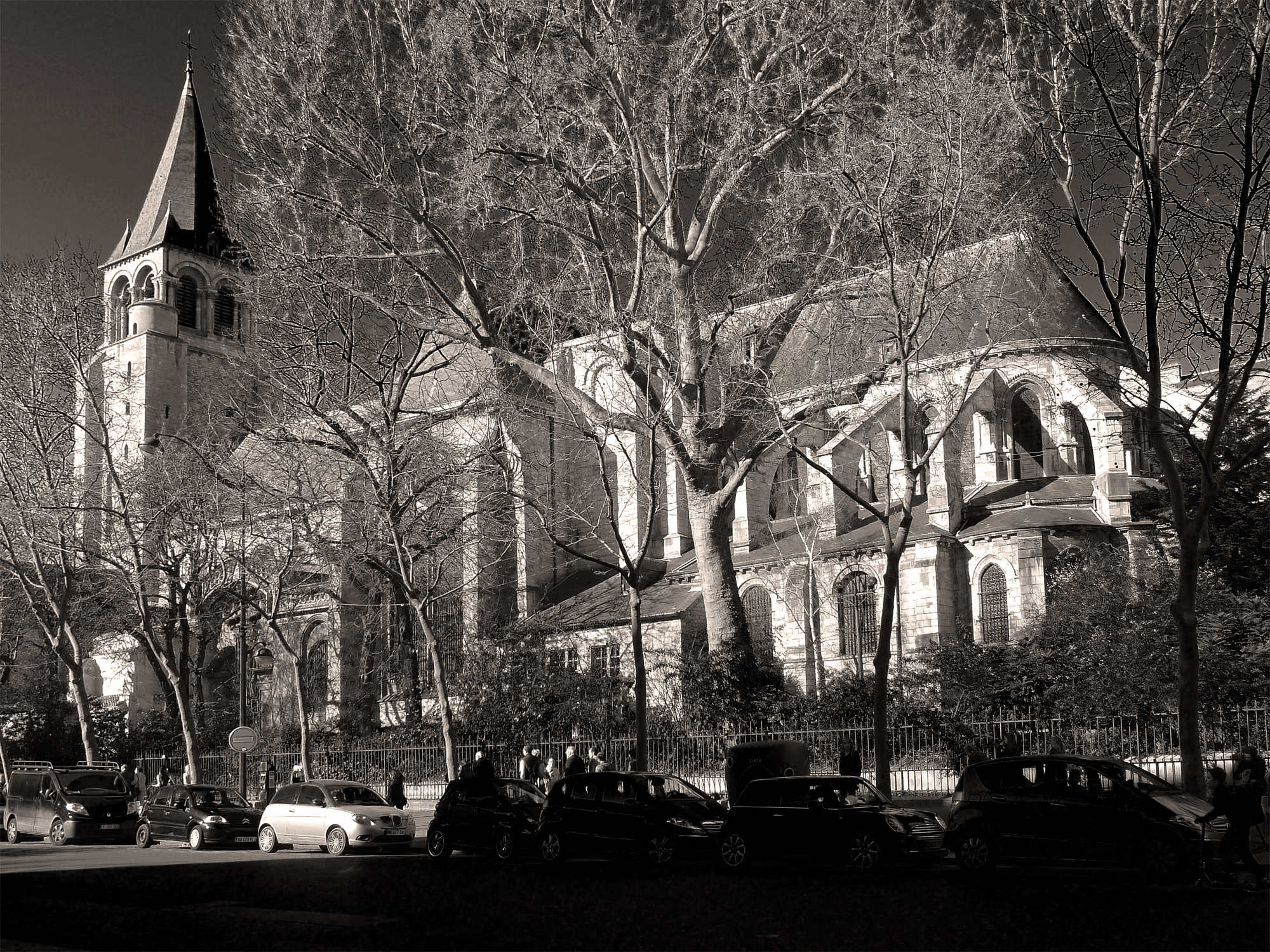
Vue générale de l'église depuis le boulevard Saint-Germain (sud-est) ; au premier plan, le transept sud et le chœur avec ses arcs-boutants.

### Intérieur

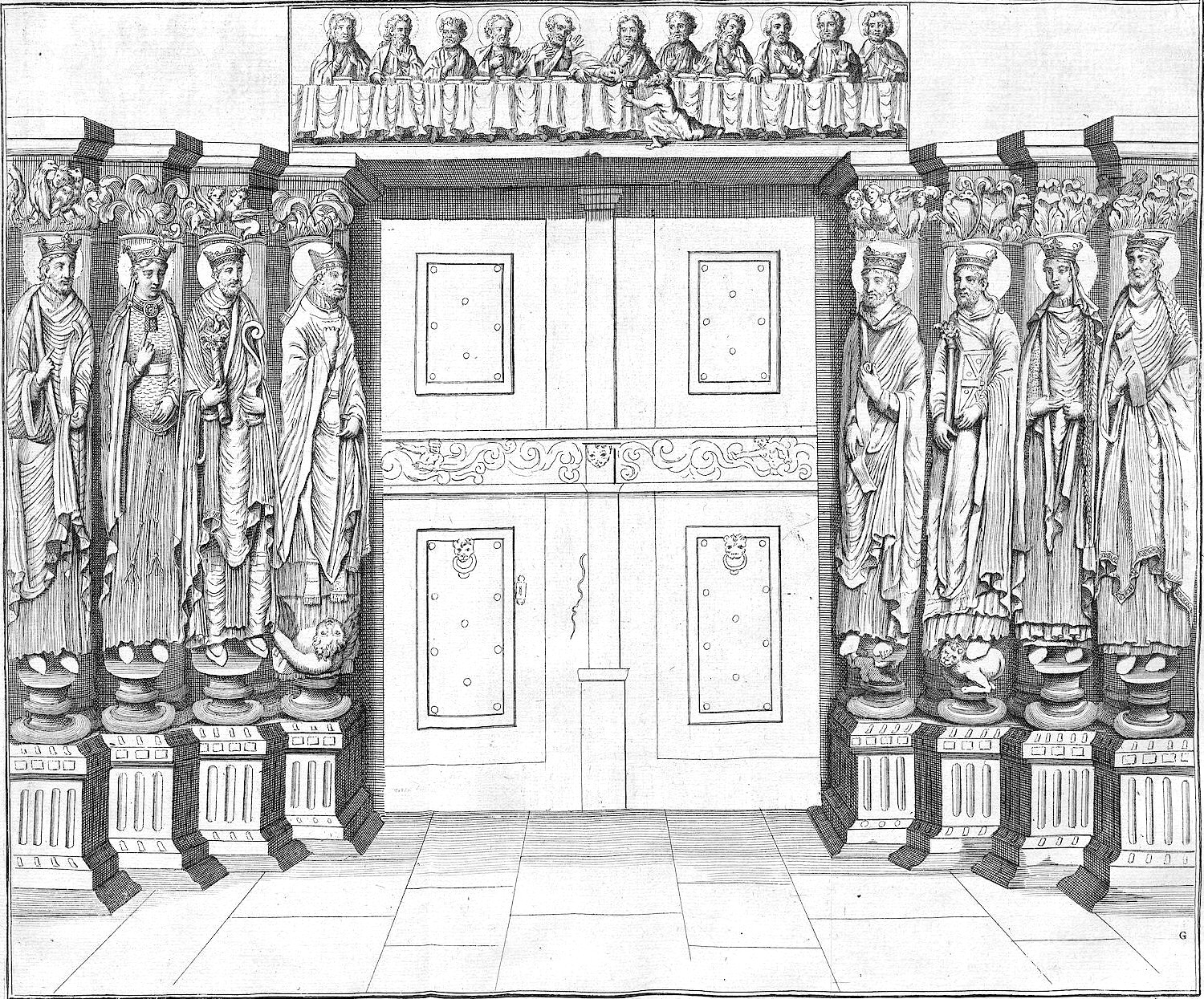
Le portail avant la Révolution.

#### Porche
Depuis 1607, un porche de style classique précède le portail occidental dans la base du clocher. Eugène Lefèvre-Pontalis qualifie le porche d'affreux et l'ajout de malencontreux, car il a entraîné la modification de l'archivolte du portail gothique de 1163, et la suppression du tympan qui représentait apparemment un Dieu en majesté flanqué d'un ange et d'animaux symboliques. Le linteau ayant supporté le tympan subsiste néanmoins, mais il est très mutilé. L'on reconnaît encore qu'il comporte une représentation de la Cène. D'après Alain Erlande-Brandenburg, le tympan et le linteau provenaient du portail méridional de la nef, et ont été remontés à l'ouest après la chute du tympan en avril 1604. Dix Apôtres sont assis derrière une table couverte d'une nappe et de plats ronds, saint Jean appuie sa tête sur la poitrine du Christ, et Judas Iscariote mutilé se tient de l'autre côté de la table.
Le portail était flanqué de huit statues nimbées en grandeur nature, ce qui est assez rare. Elles proviendraient aussi du portail méridional, et auraient été remontées à l'ouest lors des travaux menés par les Mauristes après 1644. Détruites en 1793, elles ont dû faire l'admiration des contemporains car décrites et représentées dans plusieurs ouvrages anciens. Deux statues étaient des rois tenant un sceptre ; deux étaient des femmes vêtues à la mode du XIIIe siècle ; trois tenaient des phylactères et une était un évêque, certainement saint Germain. Les pieds de trois statues étaient posés sur des animaux. Différentes hypothèses ont été formulées sur l'identité des personnages, mais par analogie avec des portails romans un peu antérieurs, les rois devraient être Salomon et David, accompagnés de la reine de Saba et de Bethsabée. Les autres personnages devraient aussi faire référence à l'Ancien Testament. Des portails comparables existent à Angers, Bourges, Chartres, Étampes, au Mans, à Saint-Ayoul de Provins et Saint-Loup-de-Naud.
Les statues remplaçaient les colonnettes qui cantonnent habituellement les portails gothiques, et les chapiteaux de ces colonnettes subsistent encore. Ils sont du même style que ceux du déambulatoire et des chapelles rayonnantes, et sont sculptés de feuilles d'acanthe et de fruits d'arum, ainsi que d'harpies et de dragons. Les bases des colonnes avec leurs socles subsistent également. Les socles sont d'un type peu commun, et sont décorés d'un cordon de pointes-de-diamant en creux et de godrons,,.

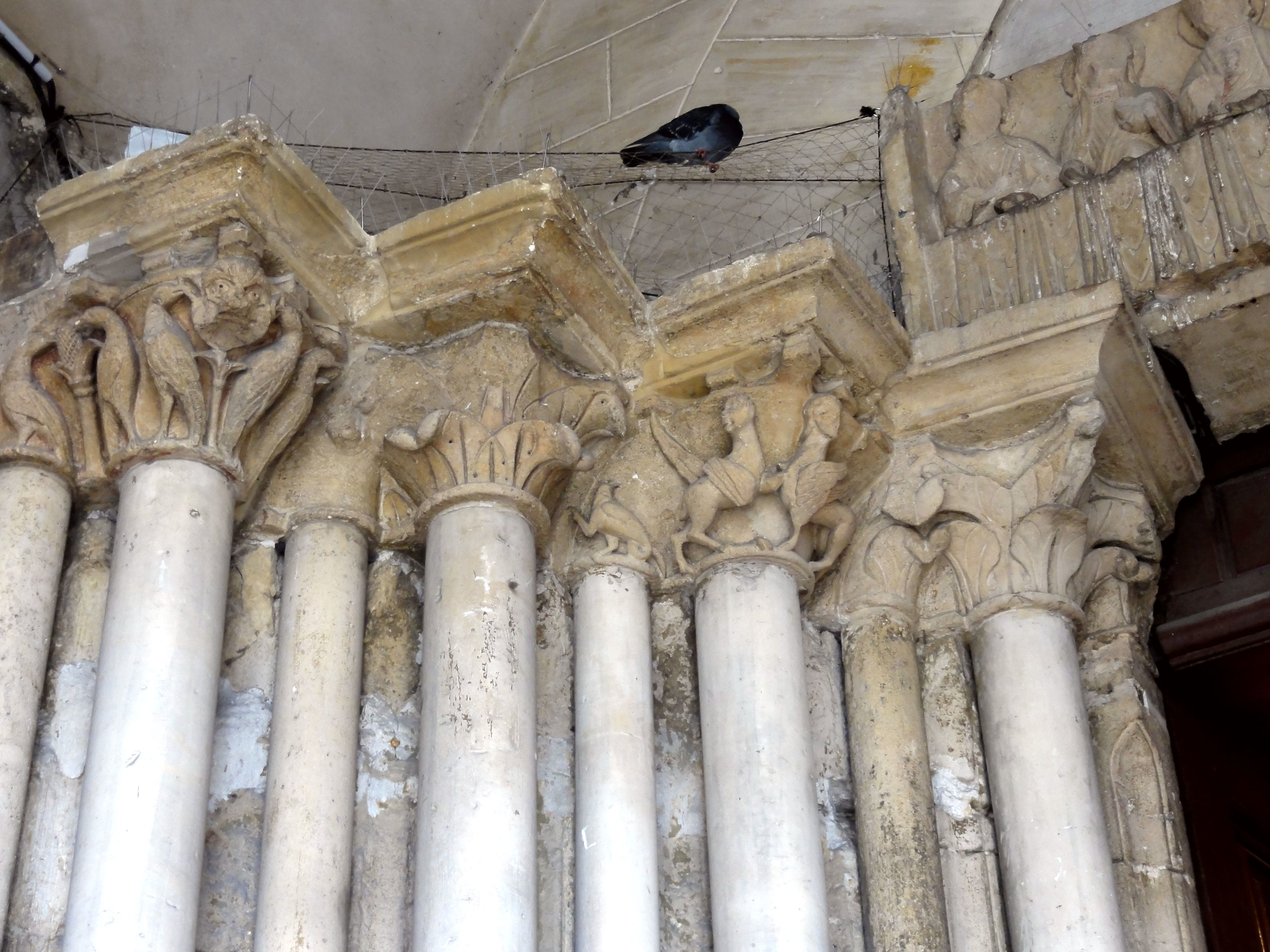
Chapiteaux à gauche.
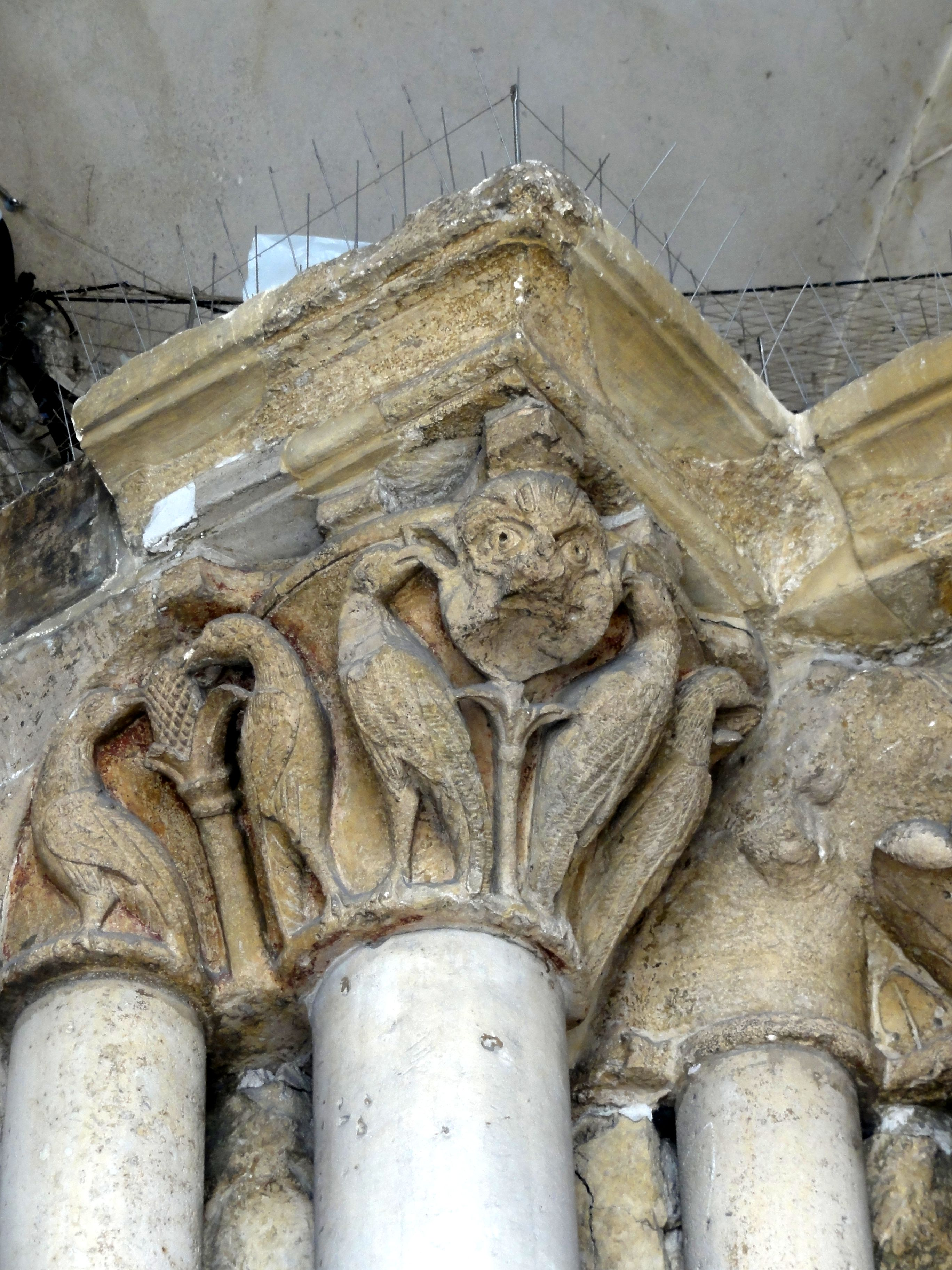
Chapiteau à gauche.
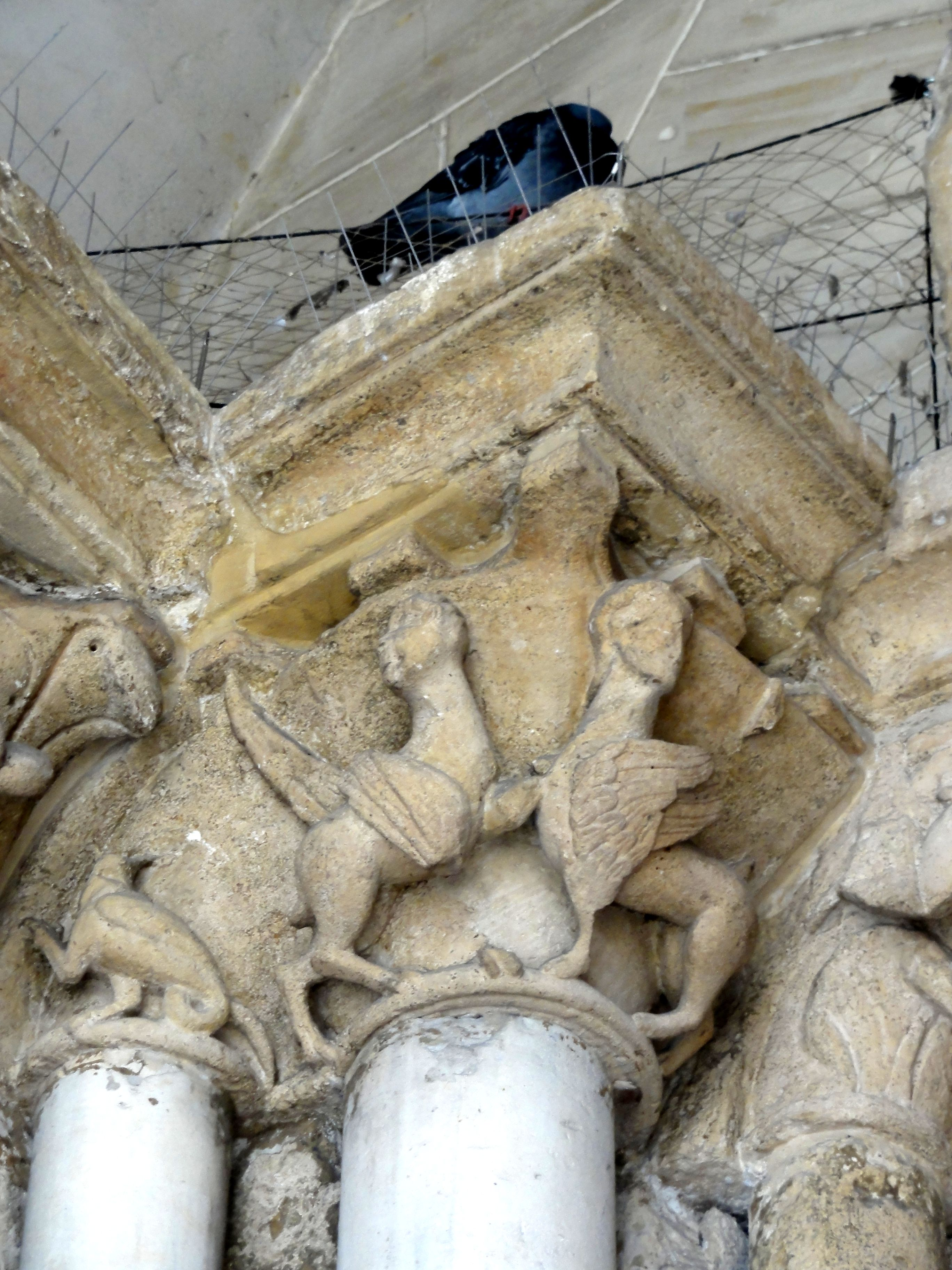
Chapiteau à gauche.
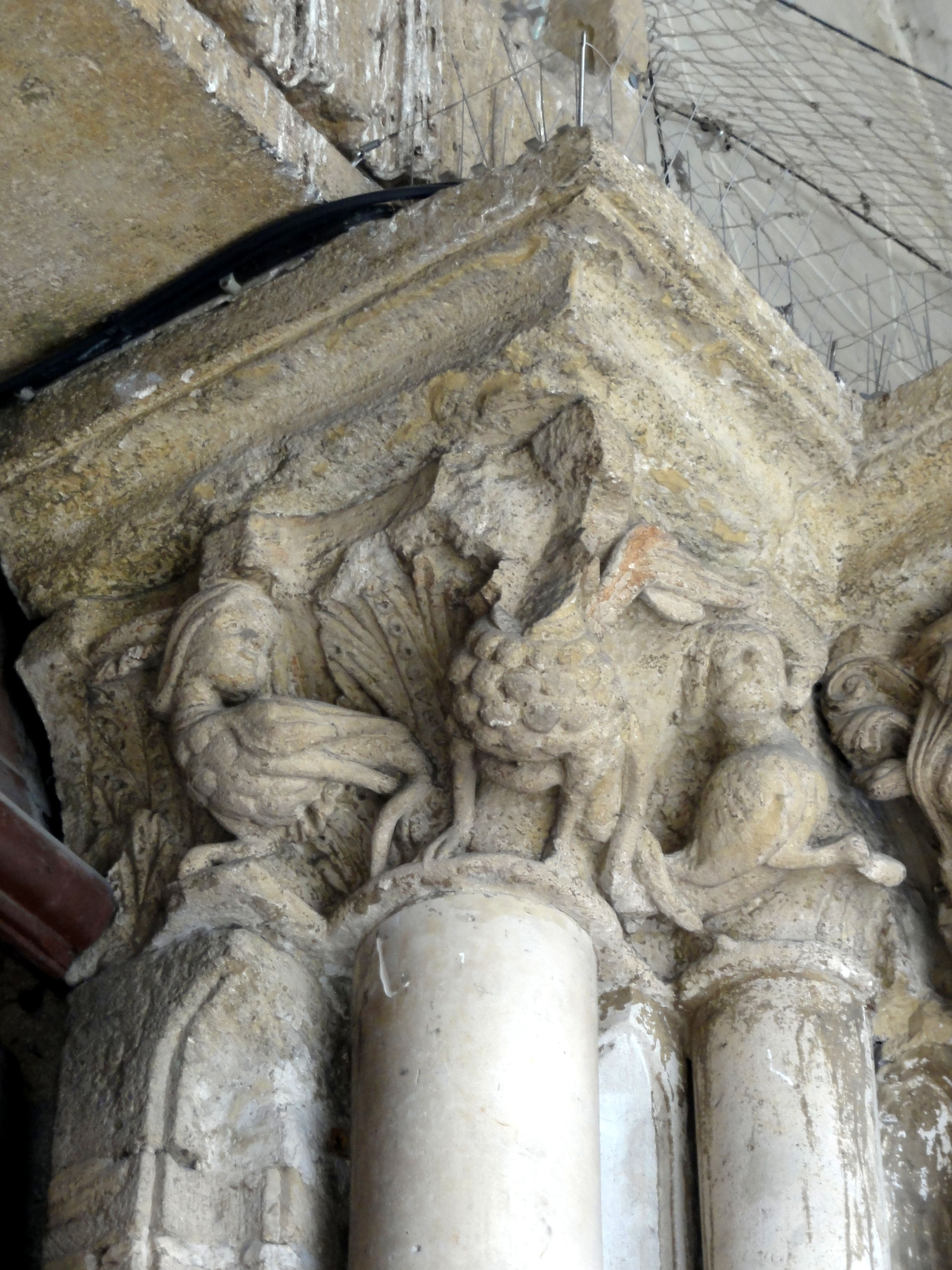
Chapiteau à droite.
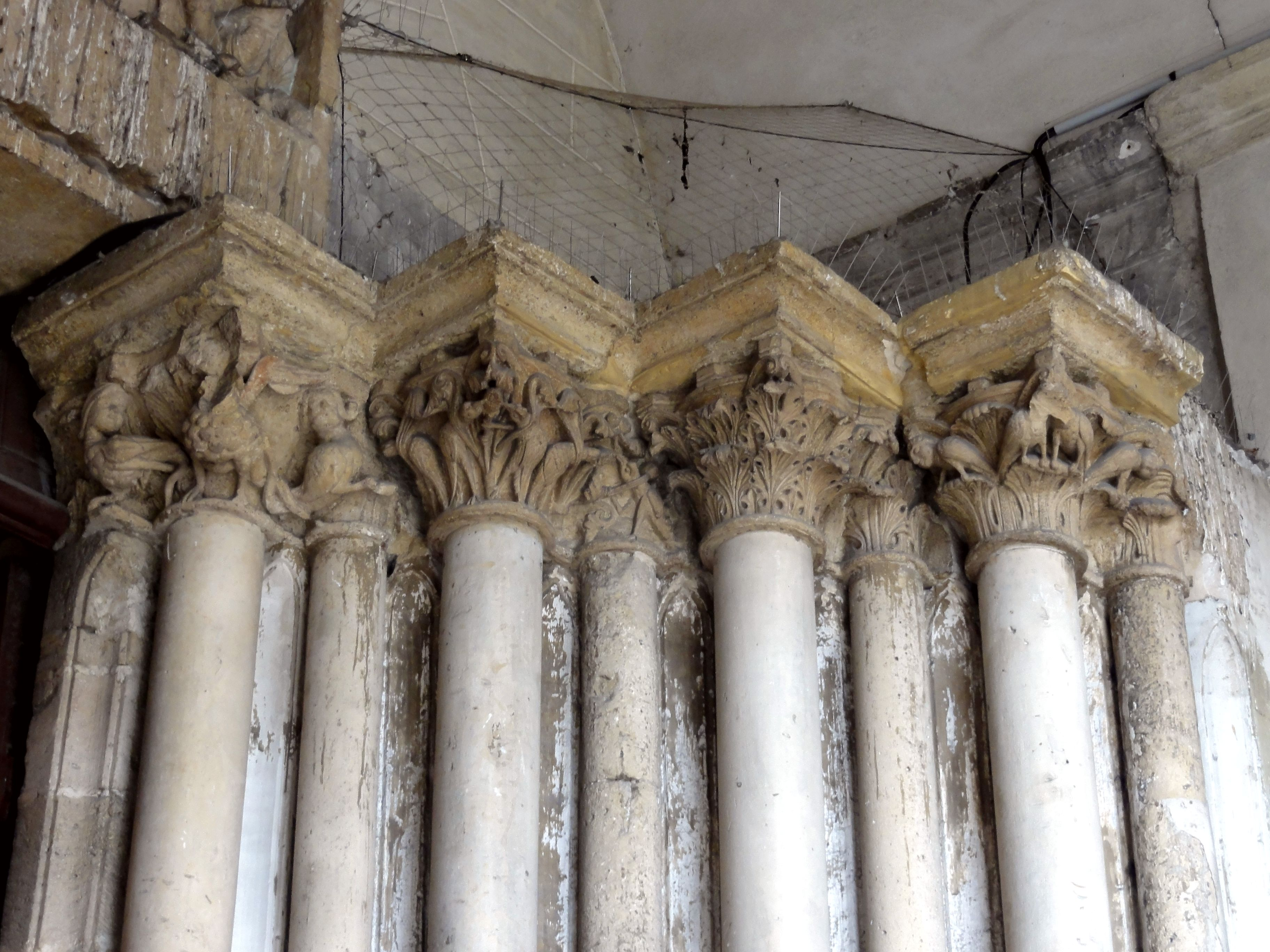
Chapiteaux à droite.

#### Nef

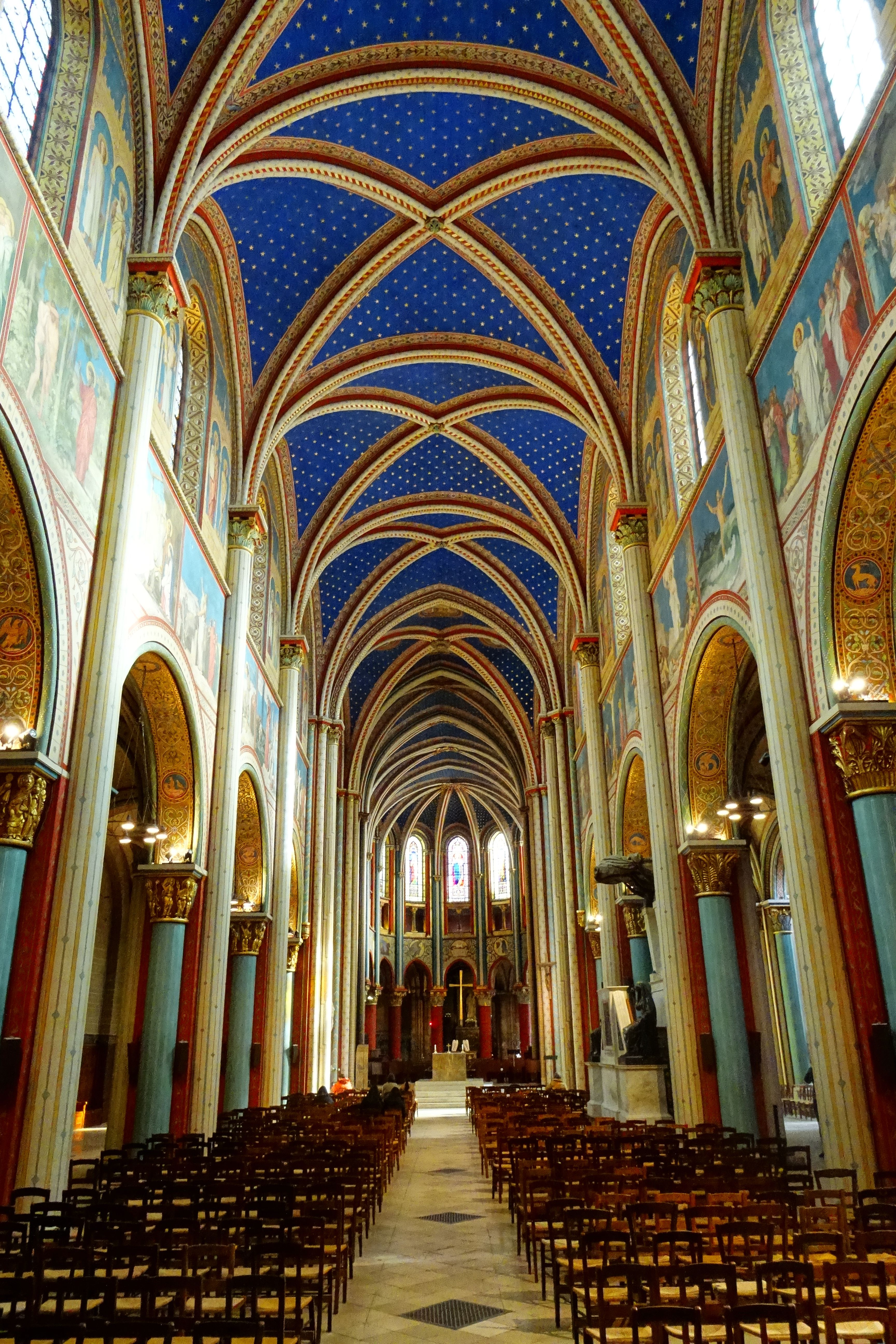
Nef, vue vers l'est, après la restauration.

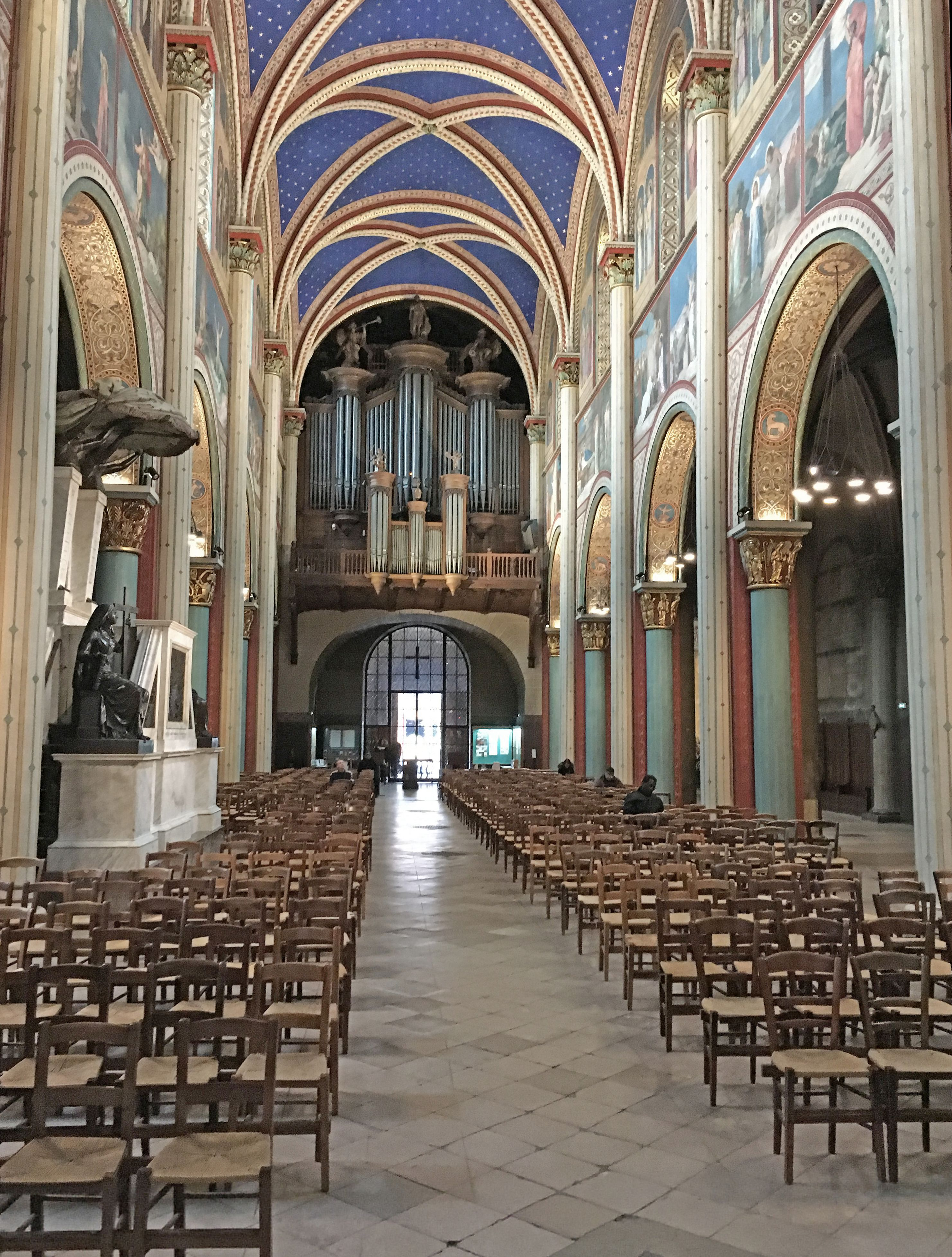
Nef, vue vers l'ouest, après la restauration.

L'architecture de la nef évoque la période romane tardive, et plus précisément le second quart du XIIe siècle, quand le voûtement d'ogives s'impose de plus en plus, mais quand l'emploi des arcs en plein cintre persiste encore. Seuls les formerets sont en arc brisé. Le rapprochement avec des églises comme Saint-Martin-des-Champs ou Saint-Julien-le-Pauvre semble s'imposer. Or, il n'en est rien, mais les remaniements au XVIIe et au XIXe siècle furent si lourds que plus rien n'évoque l'ambiance de la nef avant ces transformations. La nef remonte bien au début ou au premier quart du XIe siècle, et appartient à l'architecture préromane, mais son aspect a profondément changé lors de son voûtement d'ogives entre 1644 et 1646. Assez curieusement, le maître d'œuvre ne s'inspira pas du voûtement gothique tardif, habituellement employé dans la région sous la Renaissance jusqu'à la fin du XVIe siècle voire jusqu'au début du XVIIe siècle, mais du voûtement des parties orientales de l'église, qui datent justement du second quart du XIIe siècle. Le profil des ogives est qualifié de trompeur par Eugène Lefèvre-Pontalis : il se compose d'une arête entre deux tores. Pourtant la cohérence stylistique n'est que rarement une préoccupation avant les premiers classements aux monuments historiques. L'église Saint-Étienne de Caen fournit pourtant un autre exemple d'une reconstruction dans le style gothique, vers 1620. En regardant plus attentivement les détails, l'on notera que les clés de voûte sont d'un style fantaisiste, que les doubleaux sont inhabituellement minces pour le XIIe siècle, et que les chapiteaux hauts sont d'ordre composite, et donc influencés par la Renaissance. Ils sont garnis de deux rangs de feuilles d'acanthe superposés.
Avant le voûtement, la nef était recouverte par un plafond plat, et les colonnes engagées de 55 cm de diamètre comme à Morienval, étaient dépourvues de chapiteaux. Elles montaient jusqu'en haut des murs, comme à Montivilliers, au Mont-Saint-Michel et à Morienval. Il ne devait pas y avoir d'arc diaphragme, car des chapiteaux romans auraient existé dans ce cas. On ne peut plus voir si les colonnes se terminaient par des cônes comme à Morienval, car elles ont été coupées au-dessus des voûtes, les bahuts des murs gouttereaux ayant été refaits lors du voûtement. La charpente a été refaite à la même occasion, mais un maximum du bois du XIe siècle a été réemployé, à l'exception des chevrons, dont la longueur n'était plus suffisante. Du même type que la charpente de Saint-Pierre-de-Montmartre, celle de Saint-Germain-des-Prés est considérée comme l'une des plus anciennes de France. — Outre les colonnes engagées, les fenêtres hautes sont susceptibles de dater d'origine, mais elles ont été allongées. D'emblée ces baies étaient plus grandes que les fenêtres de la période romane (à partir du milieu XIIe siècle), comme on peut aussi le constater à la Basse-Œuvre de Beauvais, et faiblement ébrasées du fait de murs peu épais. Mais le bandeau torique qui court au niveau du seuil des fenêtres n'a rien d'authentique, pas plus que l'ornementation polychrome de Denuel, qui ne repose sur aucune réalité historique et n'est pas à confondre avec la polychromie médiévale,.
Les grandes arcades ont été reprises en sous-œuvre par Étienne-Hippolyte Godde entre 1821 et 1822, et affectent depuis lors une forme en plein cintre légèrement outrepassée et sont flanquées de deux baguettes. Avant, elles devaient être en plein cintre et à double rouleau, mais sans la moindre mouluration.
Les arcades reposent sur les tailloirs de vingt chapiteaux, dont sept sont historiés. Huit chapiteaux sont d'origine ; douze ont été refaits sous Godde, bien qu'étant encore assez bien conservés à l'époque. D'après Alain Erlande-Brandenburg, ce seraient les plus remarquables. Les originaux sont exposés au musée de Cluny, et la comparaison montre que les copies des chapiteaux de l'an mil ne ressemblent que vaguement aux modèles. Alain Erlande-Brandenburg parle de copies à l'identique, mais doit faire allusion à l'idée plutôt qu'au rendu. Ferdinand de Guilhermy, qui a observé en son temps les travaux de restauration, juge la sculpture des chapiteaux de l'an mil grossière, mais estime que ceux qu'on y a substitué n'ont plus aucun caractère. Les chapiteaux conservés ont quant à eux été retaillés pour accentuer le relief, et cette tâche a été confiée à des ouvriers sans la qualification pour restaurer un monument historique, de sorte que certains détails de l'iconographie ont été modifiés abusivement, voire restitués en plâtre : la fonction de la dorure est aussi de cacher ces disparités. Quoi qu'il en soit, et malgré toute la réserve qui est de mise lors de leur examen détaillé, les chapiteaux préromans de la nef de Saint-Germain-des-Prés restent de précieux témoins d'une époque qui n'a laissé que peu de vestiges en Île-de-France, et encore moins de chapiteaux historiés. À plus forte raison, les chapiteaux exposés à l'hôtel de Cluny doivent être considérés comme les éléments les plus intéressants de la nef de Saint-Germain-des-Prés.
Quant aux bases des colonnes, elles datent sans exception des années 1821-1822. Elles sont très simples et cerclées d'un seul tore, et ne correspondent pas à la disposition d'origine, qui n'existait déjà plus depuis la réfection du sol au XVIIe siècle,,.

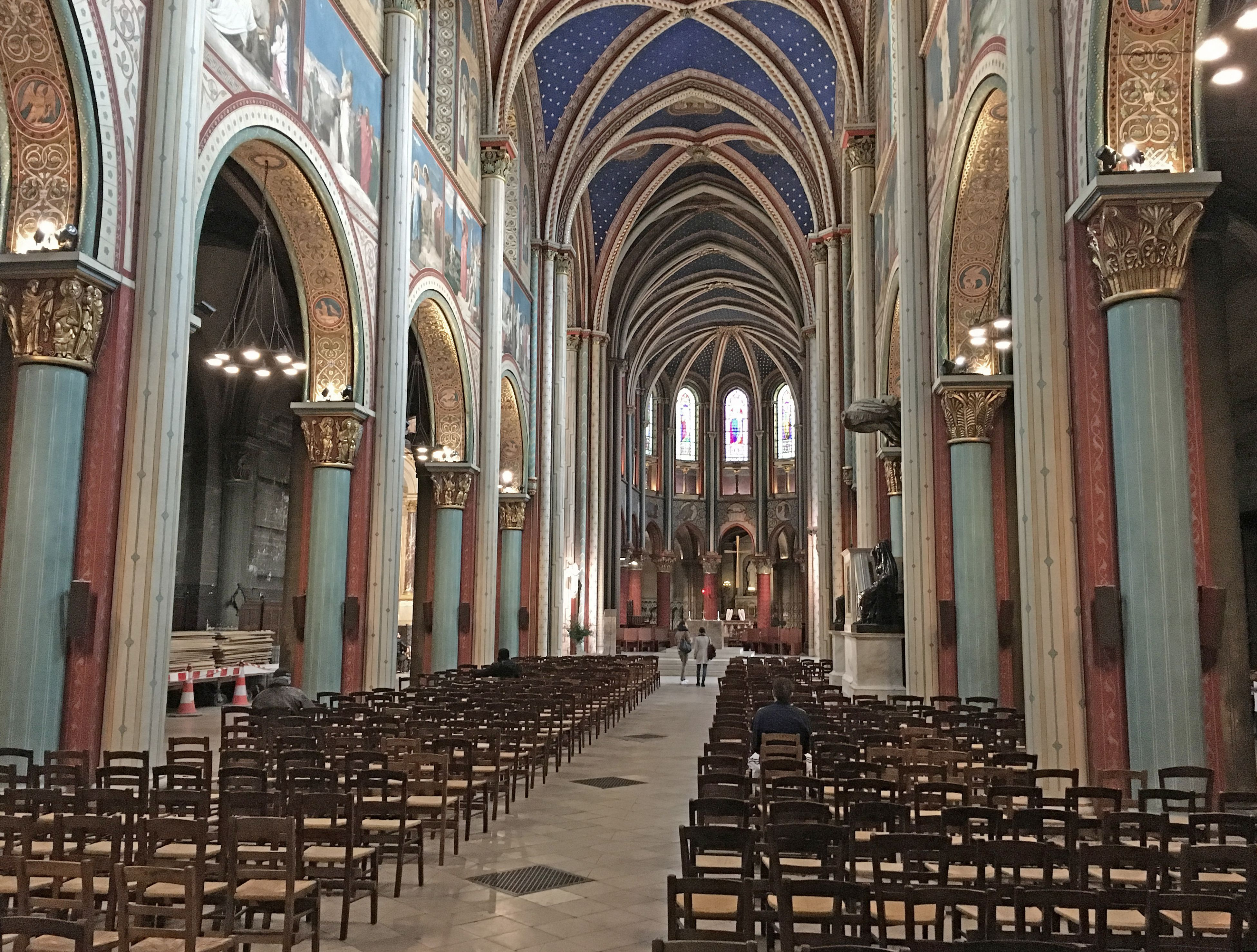
Nef, vue vers le nord-est, après la restauration.
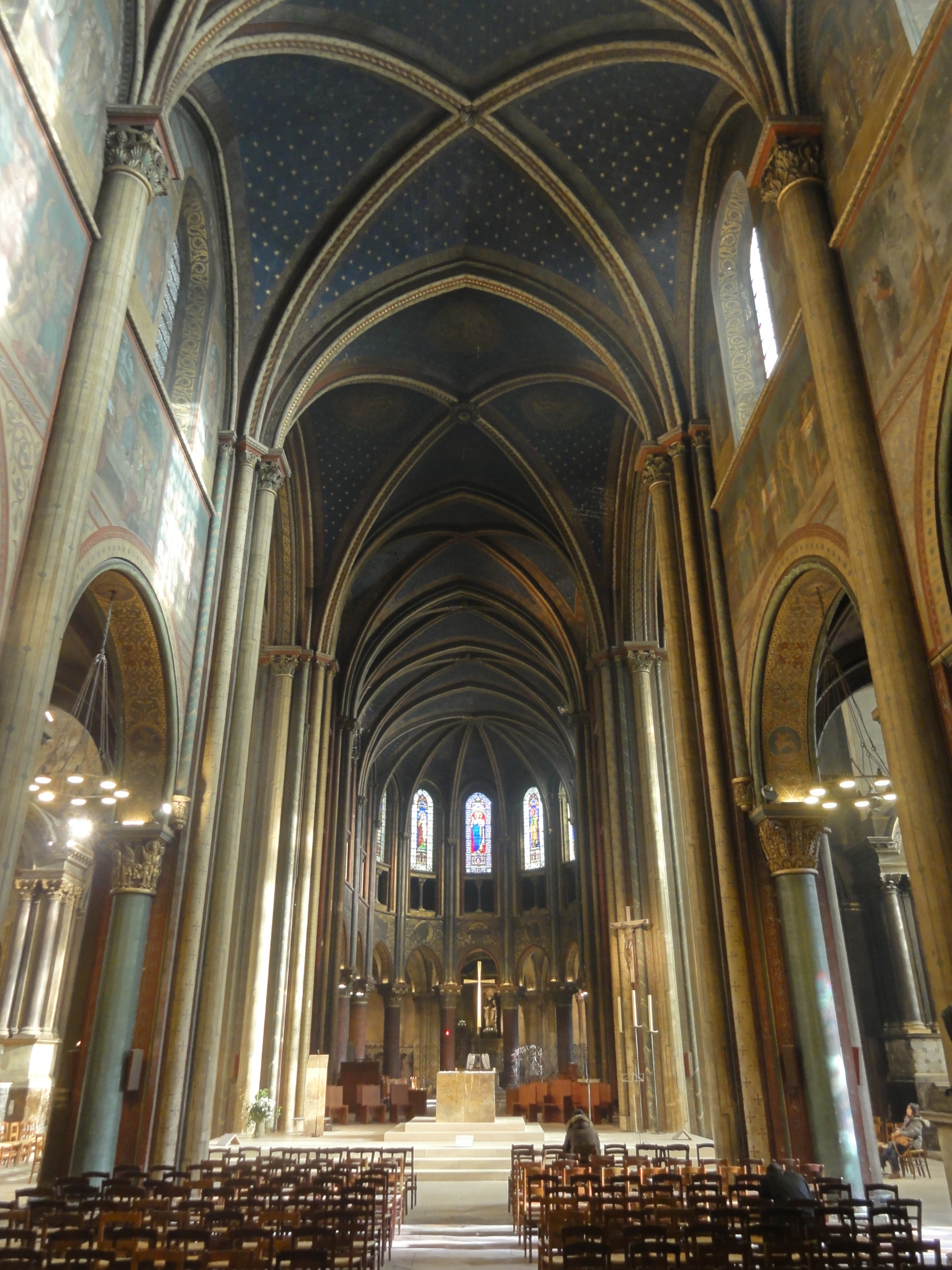
Nef, vue vers l'est, avant la restauration.
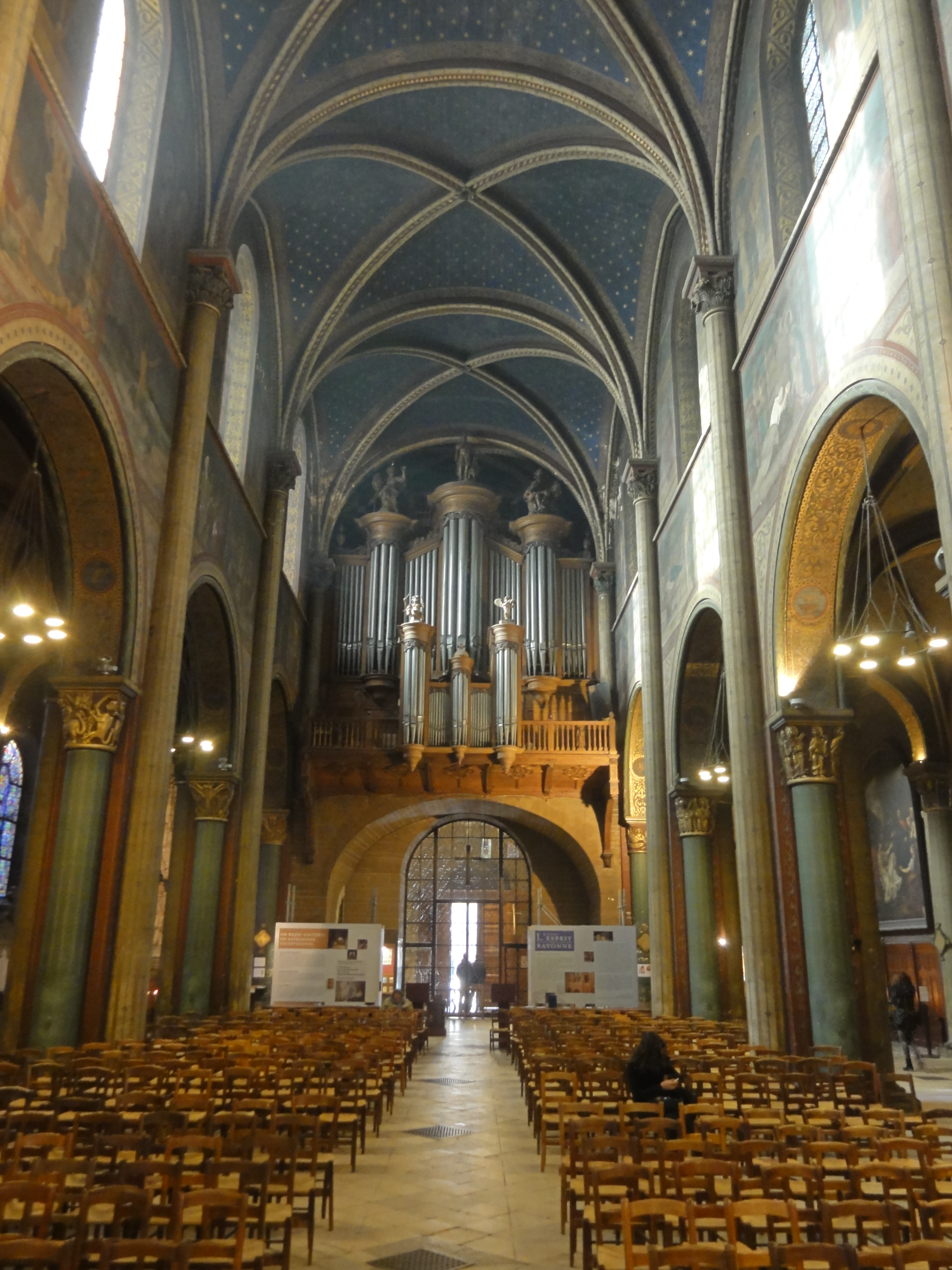
Nef, vue vers l'ouest, avant la restauration.
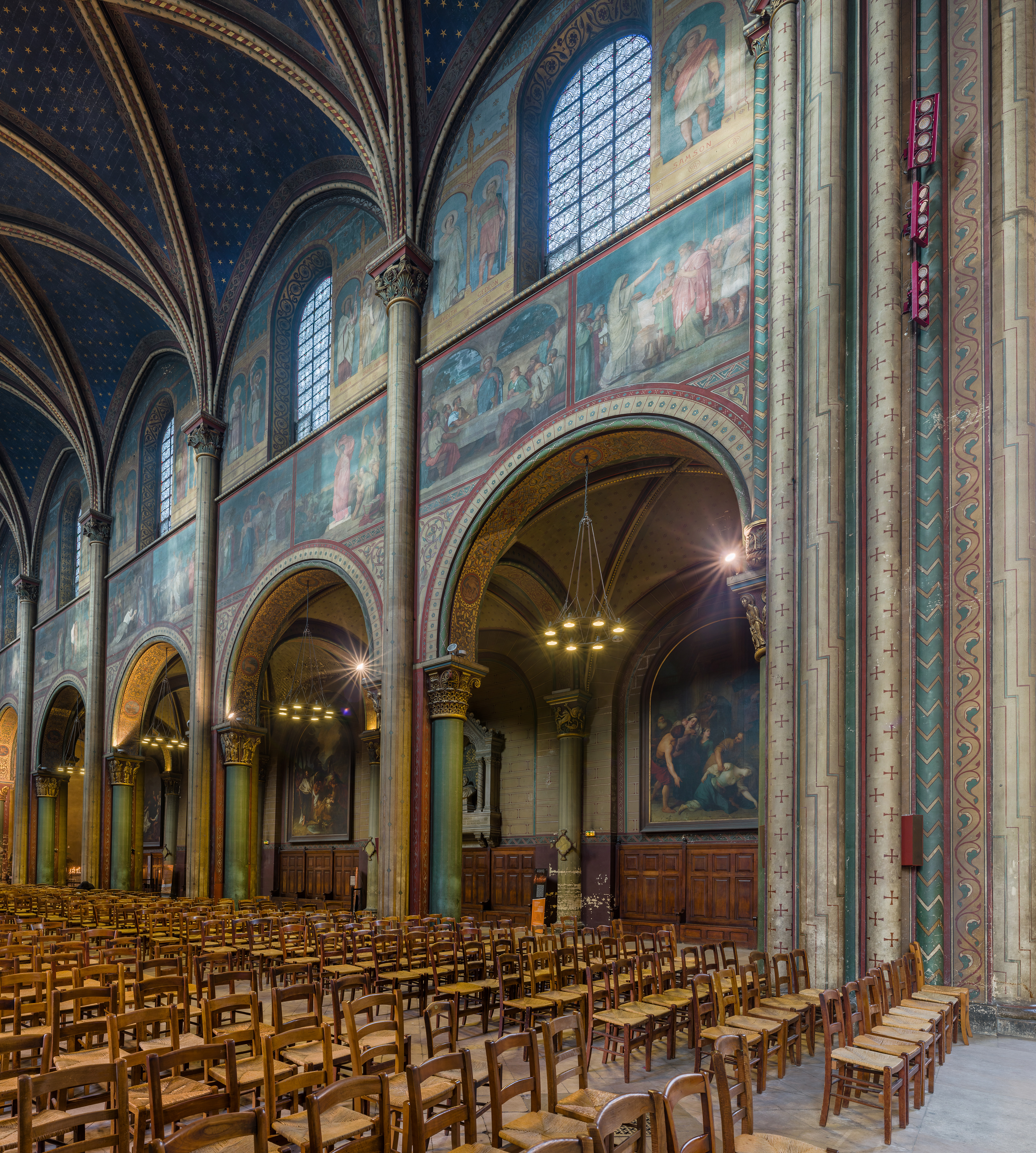
Nef, vue diagonale vers le nord-ouest.
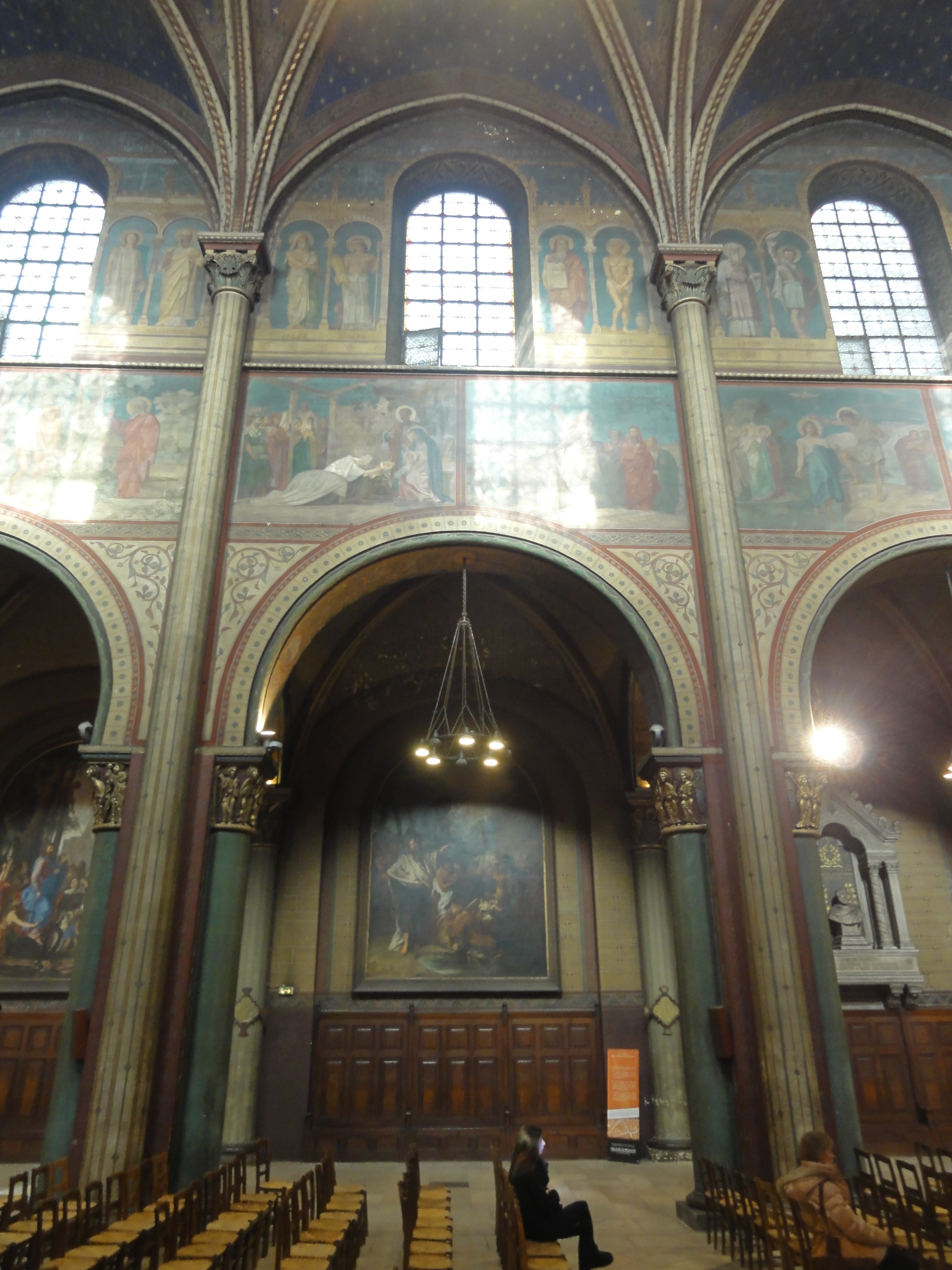
3e travée, côté nord, avant la restauration.
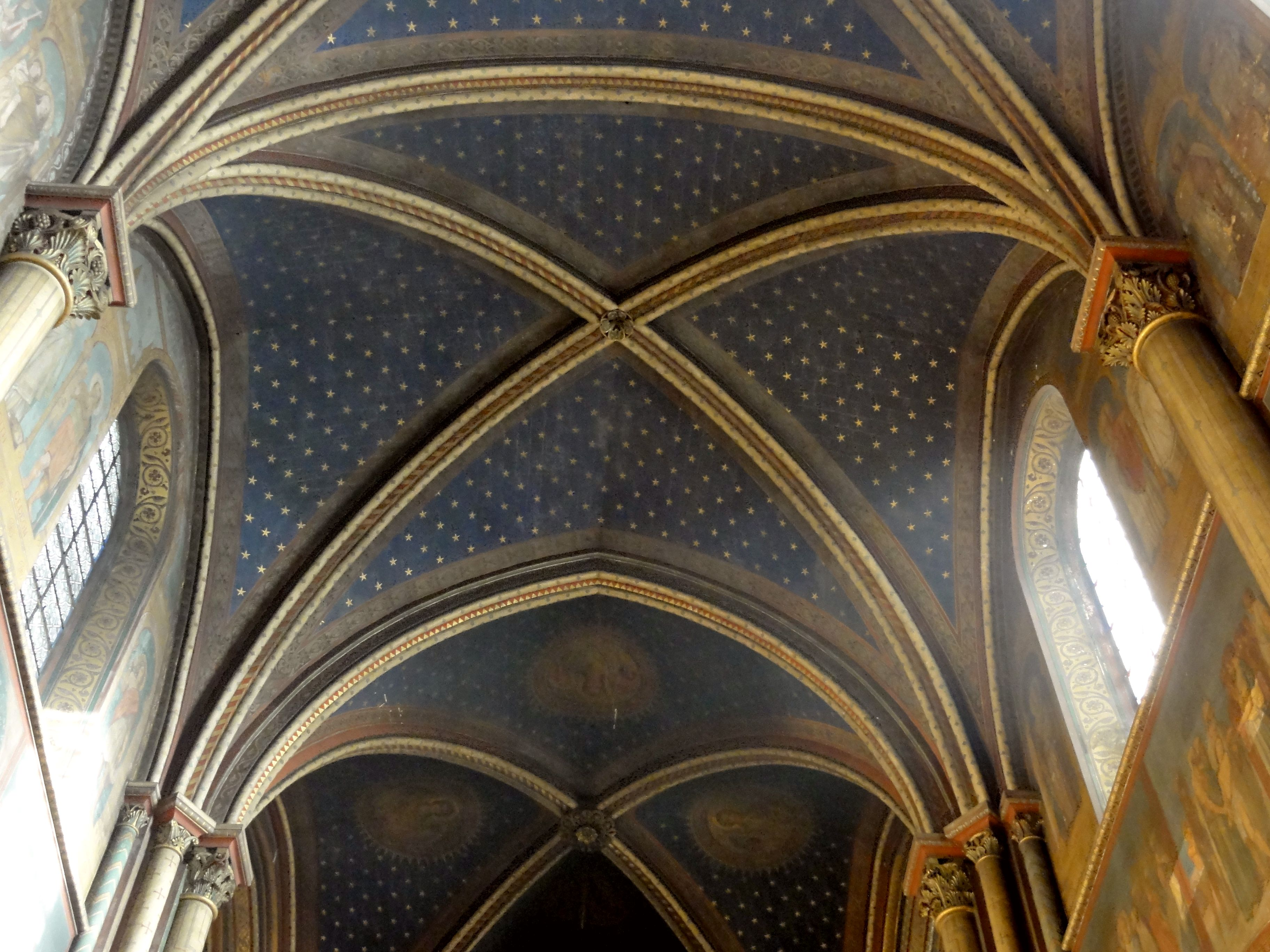
Nef, voûte de la 4e travée.

#### Bas-côtés

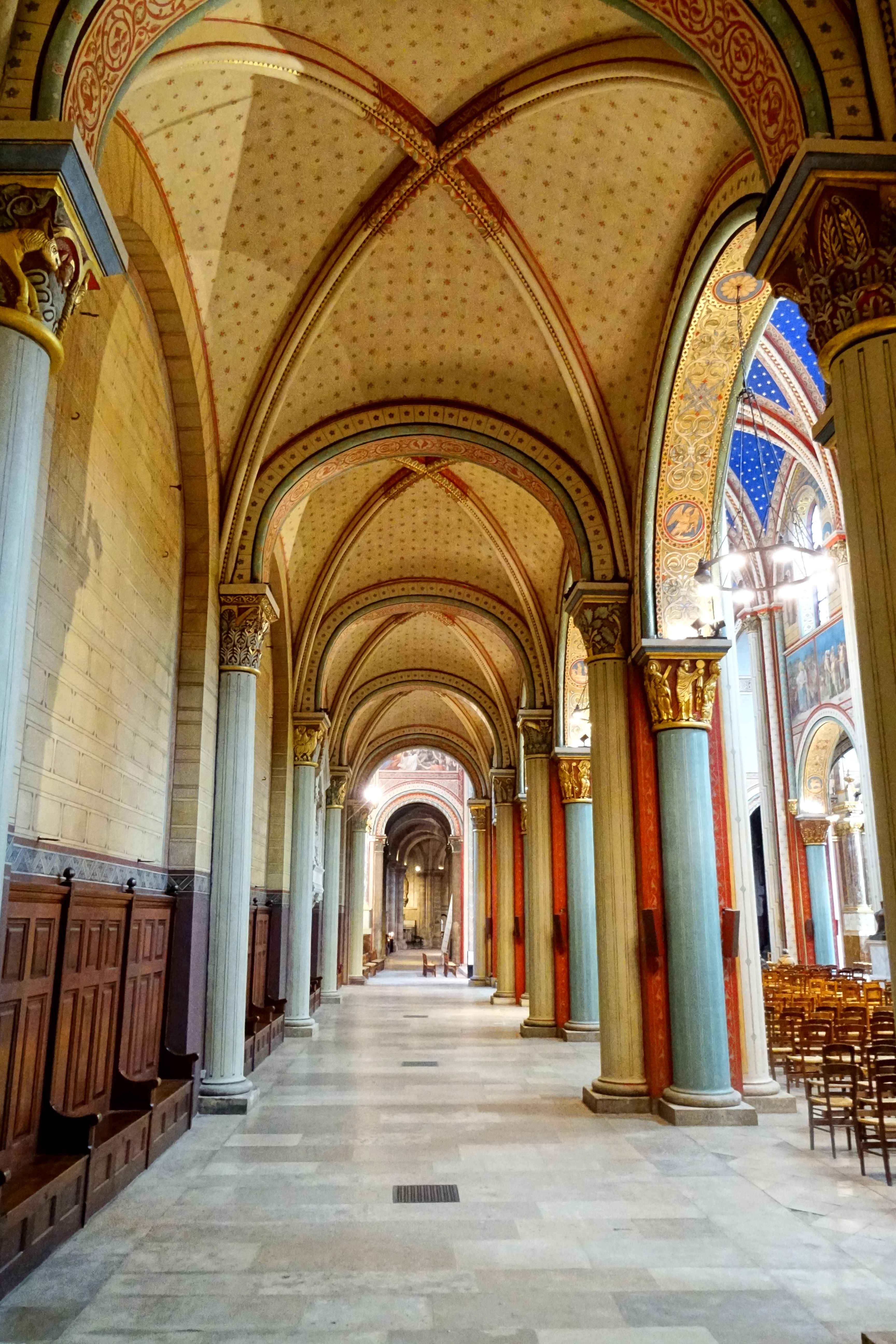
Bas-côté nord, vue vers l'ouest.

Les bas-côtés ont été aussi radicalement transformés que la nef, et voûtés en même temps et selon les mêmes principes. Le mur du sud a été entièrement bâti à neuf à la même occasion, en conservant toutefois les colonnes engagées dans le mur. Toutes les fenêtres du bas-côté nord sont depuis longtemps bouchées. Les tailloirs taillés en biseau de la baie bouchée de la première travée, et les arcs de décharge non moulurées qui subsistent des quatre autres baies, permettent de restituer la disposition des fenêtres d'origine. Les jambages des fenêtres de la seconde à la cinquième travée ont été refaits bien avant leur bouchage. Au sud, seulement les trois premières travées gardent des fenêtres : devant la quatrième travée se situe la porte Sainte-Marguerite, et devant la dernière travée, la chapelle dédiée à cette même sainte. Puisque les grandes arcades ont été reprises en sous-œuvre et les bases refaites, il n'y a plus guère que les piliers et les colonnes engagées dans les murs extérieurs qui restent d'origine, certains chapiteaux, ainsi que peut-être les arcs-doubleaux, puis l'arcade bouchée vers la chapelle Saint-Symphorien, à l'extrémité occidentale du bas-côté sud. C'est ici qu'a été placée la Vierge à l'Enfant du XIIVe siècle. En face côté sud, l'existence d'une travée prolongeant le bas-côté vers l'ouest est déjà ancienne, comme à Morienval, mais l'abside en hémicycle qui condamne la plus grande partie de cette travée ne date que du XIXe siècle. Deux autres particularités sont à mentionner : les chapiteaux de la première grande arcade du nord et du sud sont situés à un niveau plus élevé. La dernière grande arcade, et donc la dernière travée de chacun des bas-côtés, sont plus courtes que les autres : il s'agit ici de contrebuter les croisillons du transept, qui sont aussi élevés que la nef.
À l'origine, les bas-côtés étaient simplement plafonnés, à l'instar de la nef. À l'intersection entre les travées, des arcs diaphragmes renforçaient la structure, comme à Cerny-en-Laonnois (église détruite), Morienval, Trucy, Urcel, Vailly-sur-Aisne et Villers-Saint-Paul. L'existence des colonnes engagées dans les piliers de la nef et dans les murs ne s'explique pas autrement. Par ailleurs, leurs chapiteaux sont situés à un niveau plus élevé que ceux des grandes arcades, ce qui est un simple choix du maître d'œuvre du XIe siècle, et pas un apanage systématique des bas-côtés munis d'arcs diaphragmes. Il reste à examiner si ces arcs subsistent d'origine : dans ce cas, il s'agirait des doubleaux des voûtes du milieu du XVIe siècle, qui sont toujours en plein cintre. Eugène Lefèvre-Pontalis ne croit pas que les arcs diaphragmes servaient de doubleaux à des voûtes d'arêtes antérieures, car contrairement à la Normandie, les nefs et bas-côtés plafonnés étaient la règle en Île-de-France et le nord de la France jusqu'à l'apparition du voûtement d'ogives. Ce n'est toutefois pas une preuve, car comme le montrent les chapiteaux historiés précoces, qui ailleurs dans la région n'apparaissent qu'à la fin de la période romane, des exceptions peuvent exister. Aujourd'hui, les chapiteaux des bas-côtés sont au nombre de dix pour chacun, sans compter ceux des grandes arcades : deux pour chacun des quatre arcs diaphragmes, et un du côté extérieur des arcades du début et de la fin des bas-côtés. Sur les vingt chapiteaux, dix ont été refaits sous Godde, vers 1822-1823. Ici, les chapiteaux d'origine n'ont pas été conservés, et les archives se sont perdues. Quatre fragments ont été découverts par Jacques Derens dans la chapelle Saint-Symphorien en 1971, et un cinquième fragment a été remonté sous le porche,.

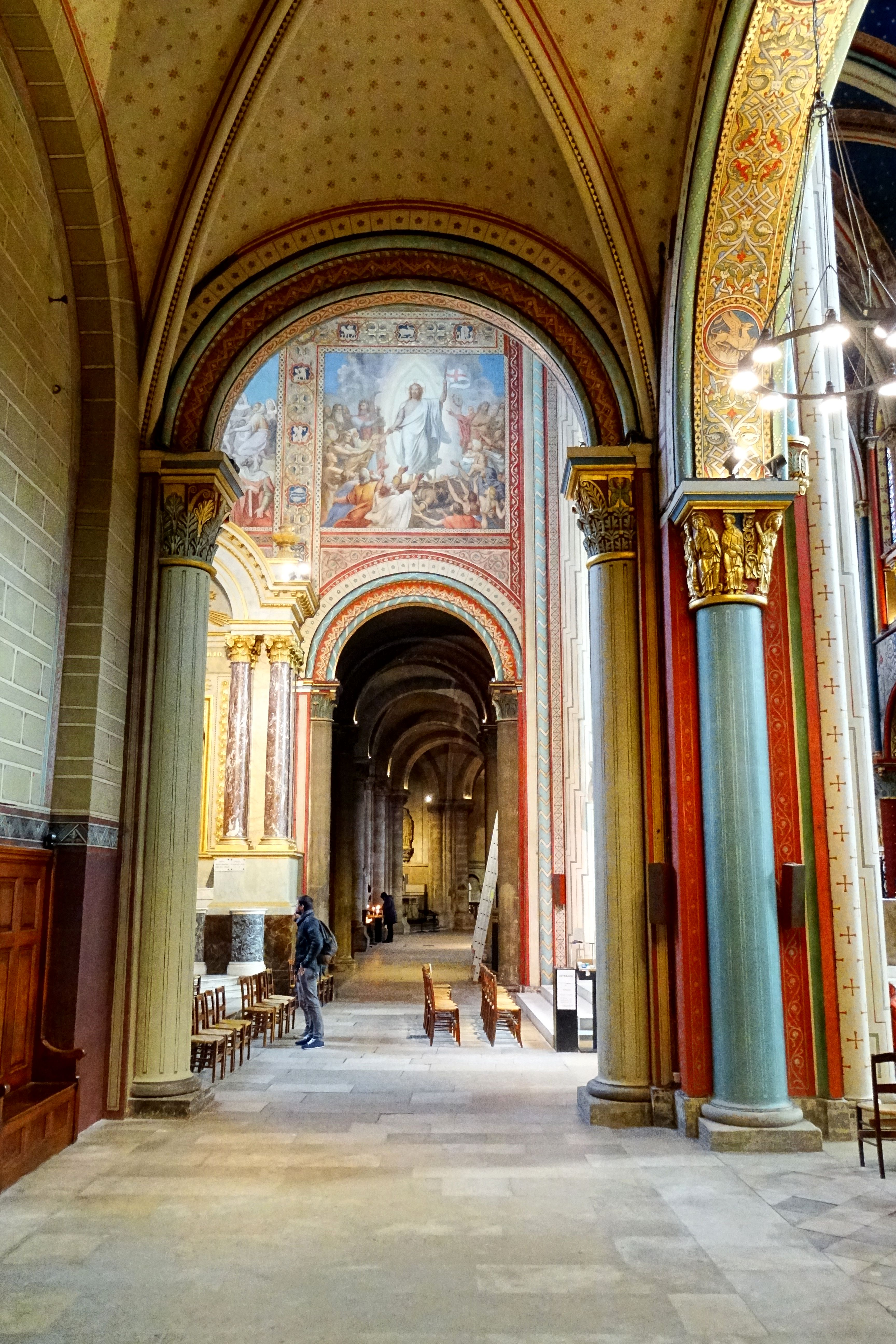
Bas-côté nord, vue vers l'est dans le croisillon.
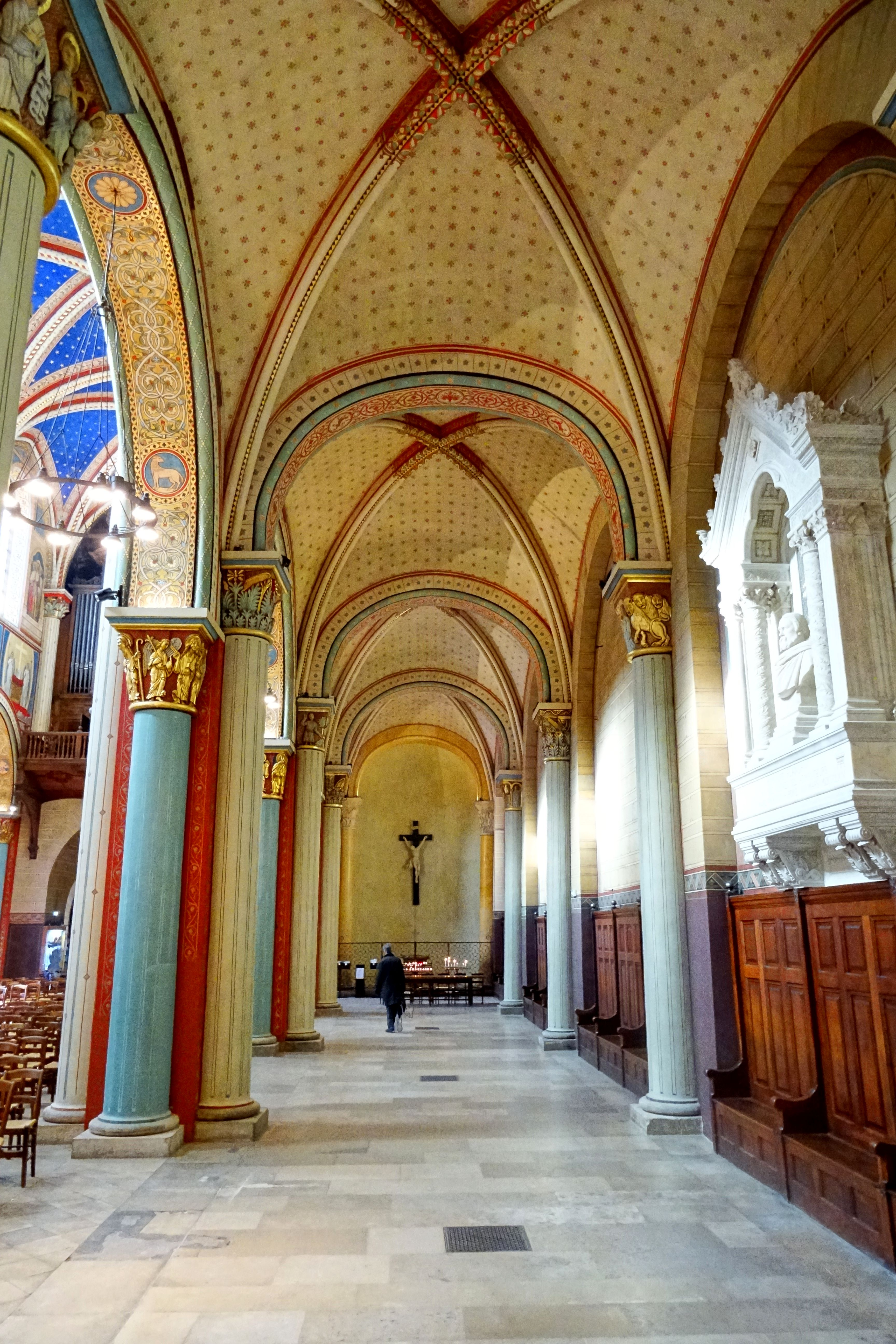
Bas-côté nord, vue vers l'ouest.
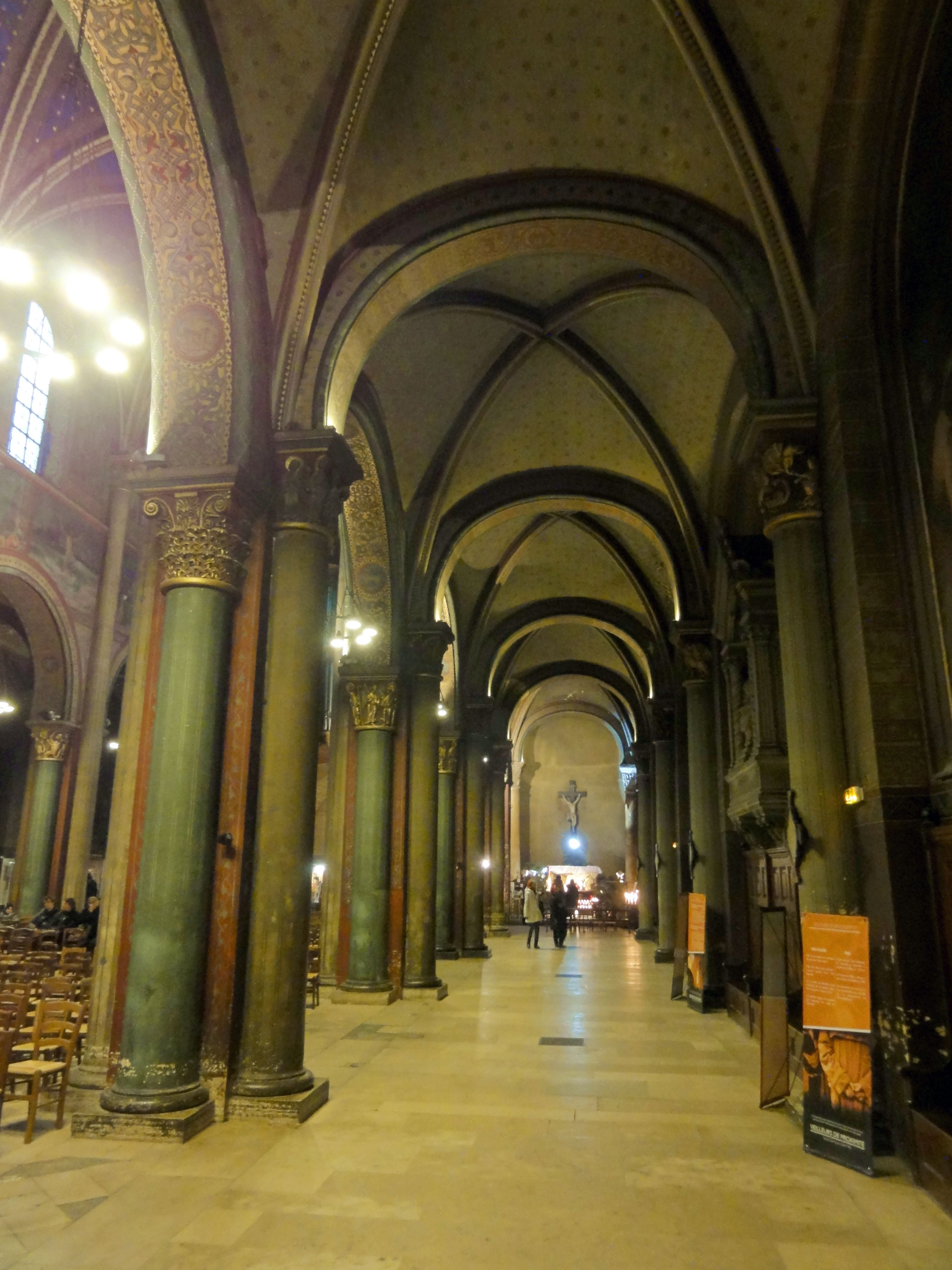
Bas-côté nord, vue vers l'ouest avant la restauration.
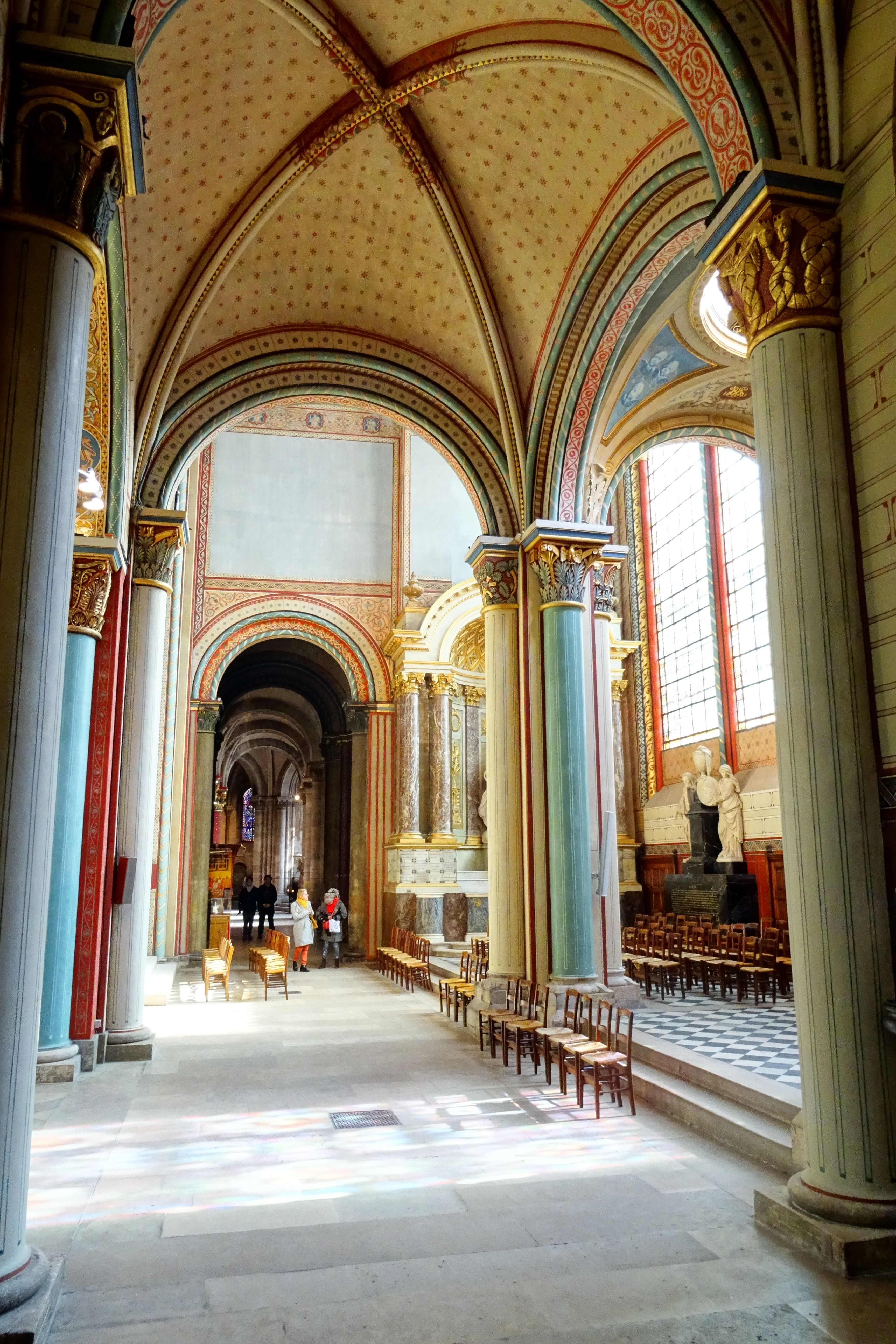
Bas-côté sud, vue vers l'est dans le croisillon.
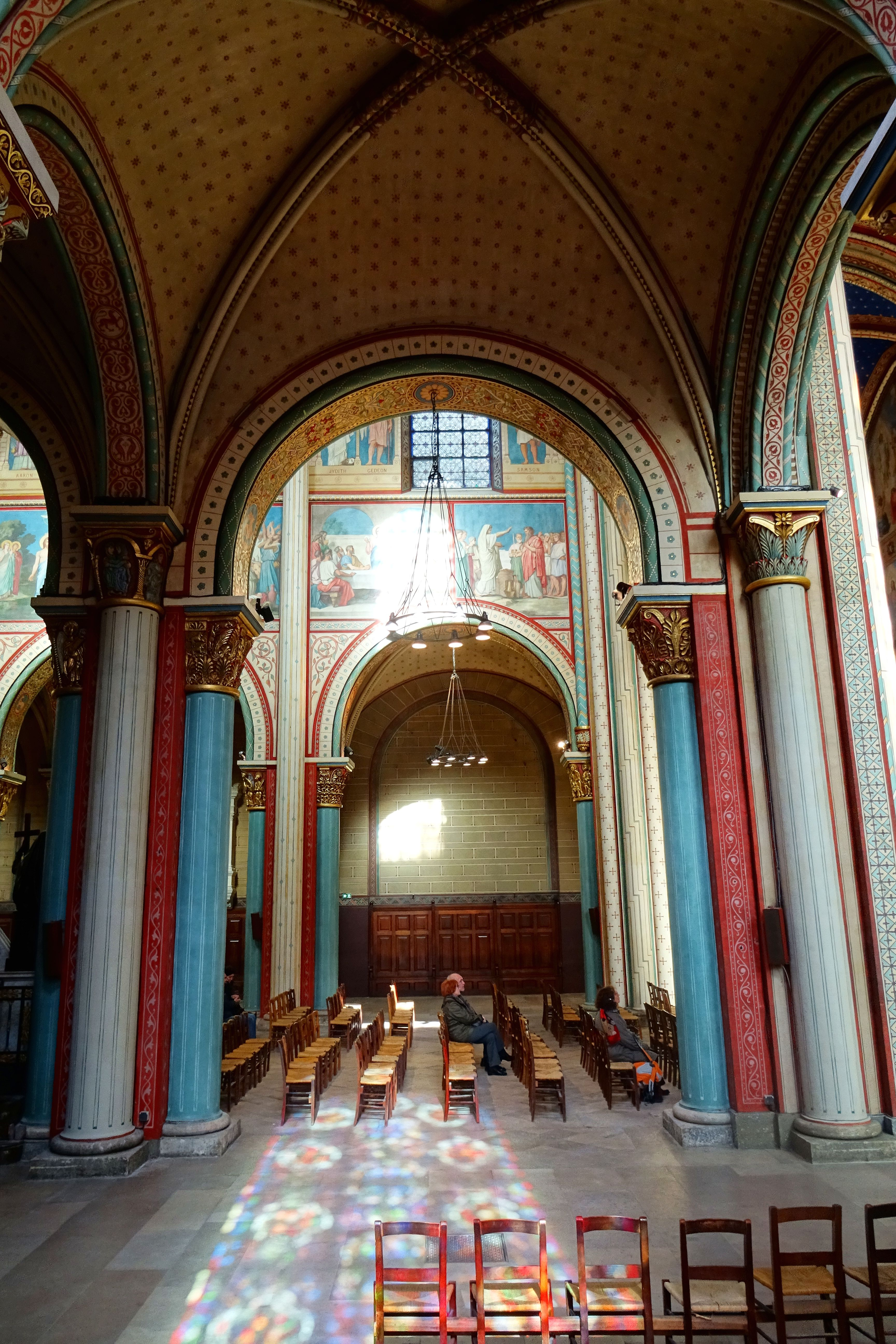
Bas-côté sud, 5e travée, vue vers le nord à travers la nef.
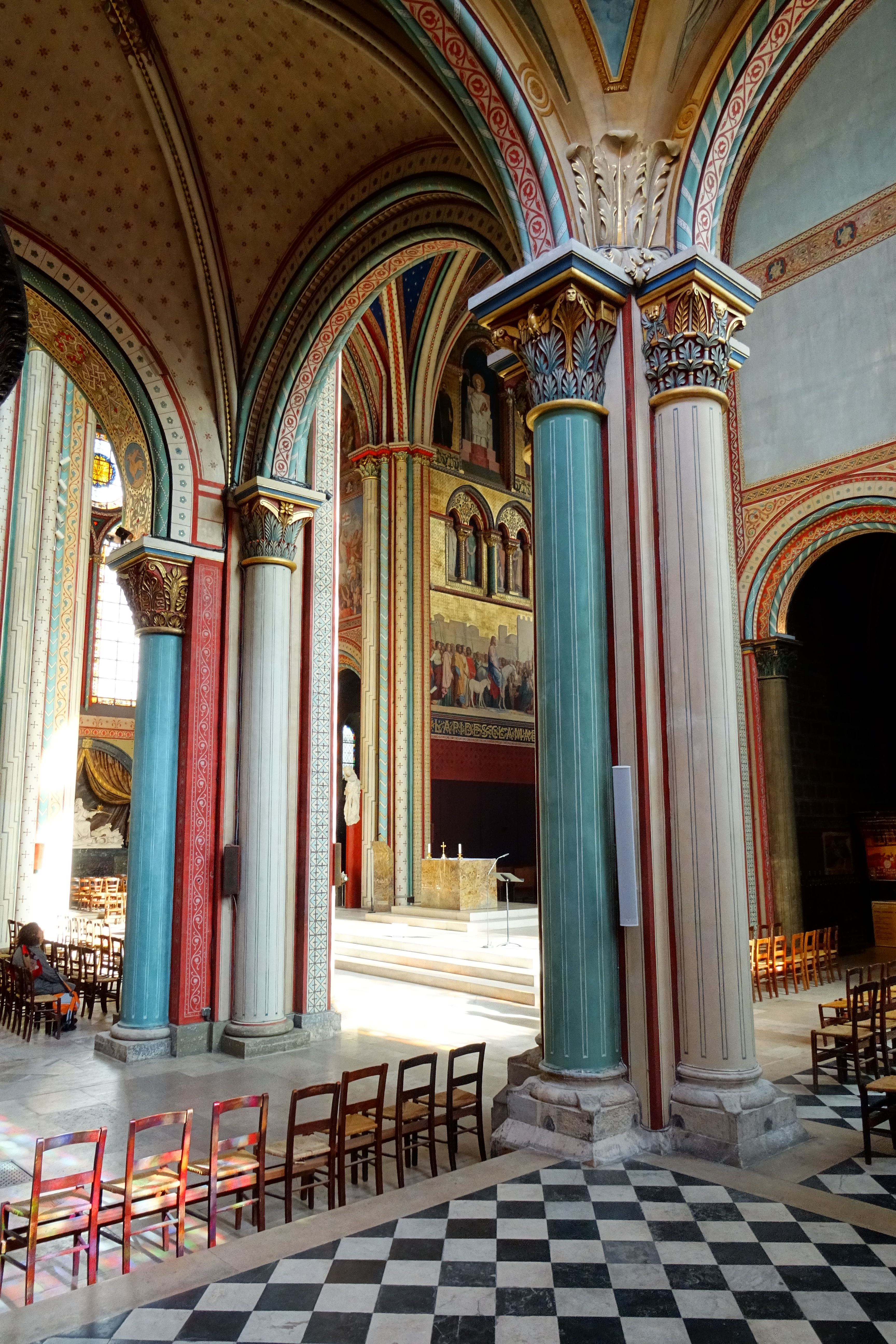
Bas-côté sud, chapelle Sainte-Marguerite, vue vers le nord-est.

#### Interprétation des chapiteaux historiés

Grandes arcades du nord
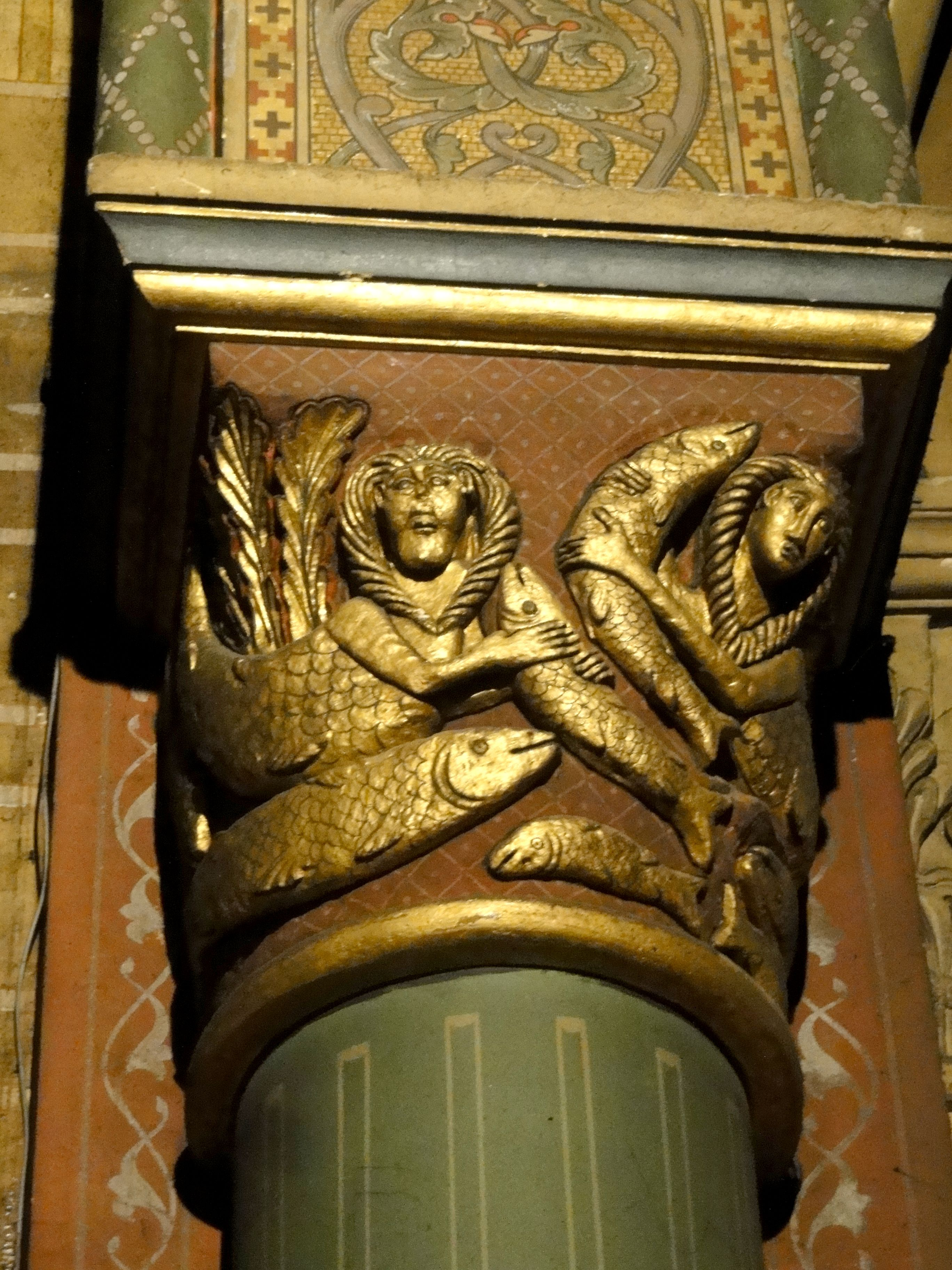
1re arcade, chapiteau côté ouest.
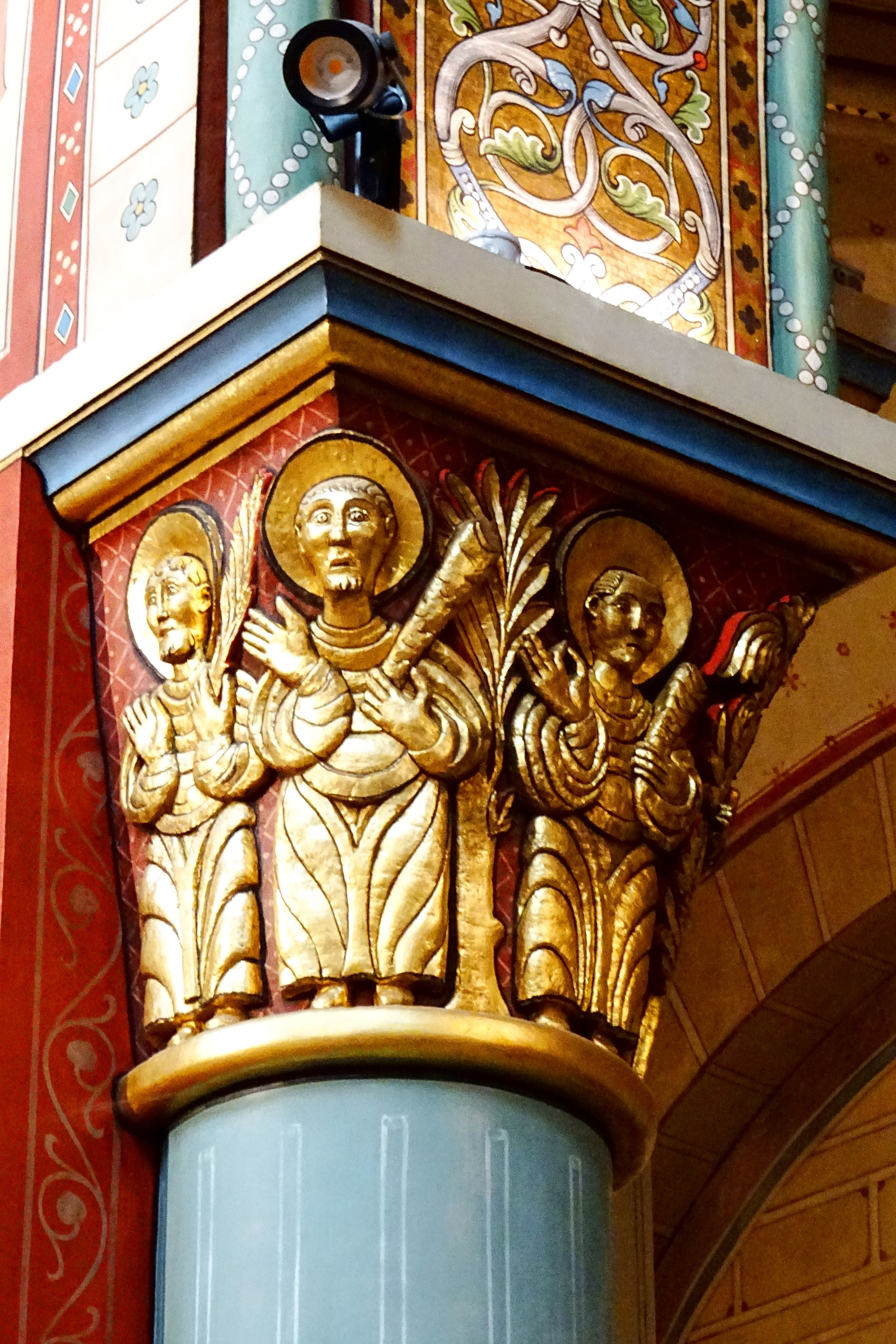
2e arcade, chapiteau côté ouest.
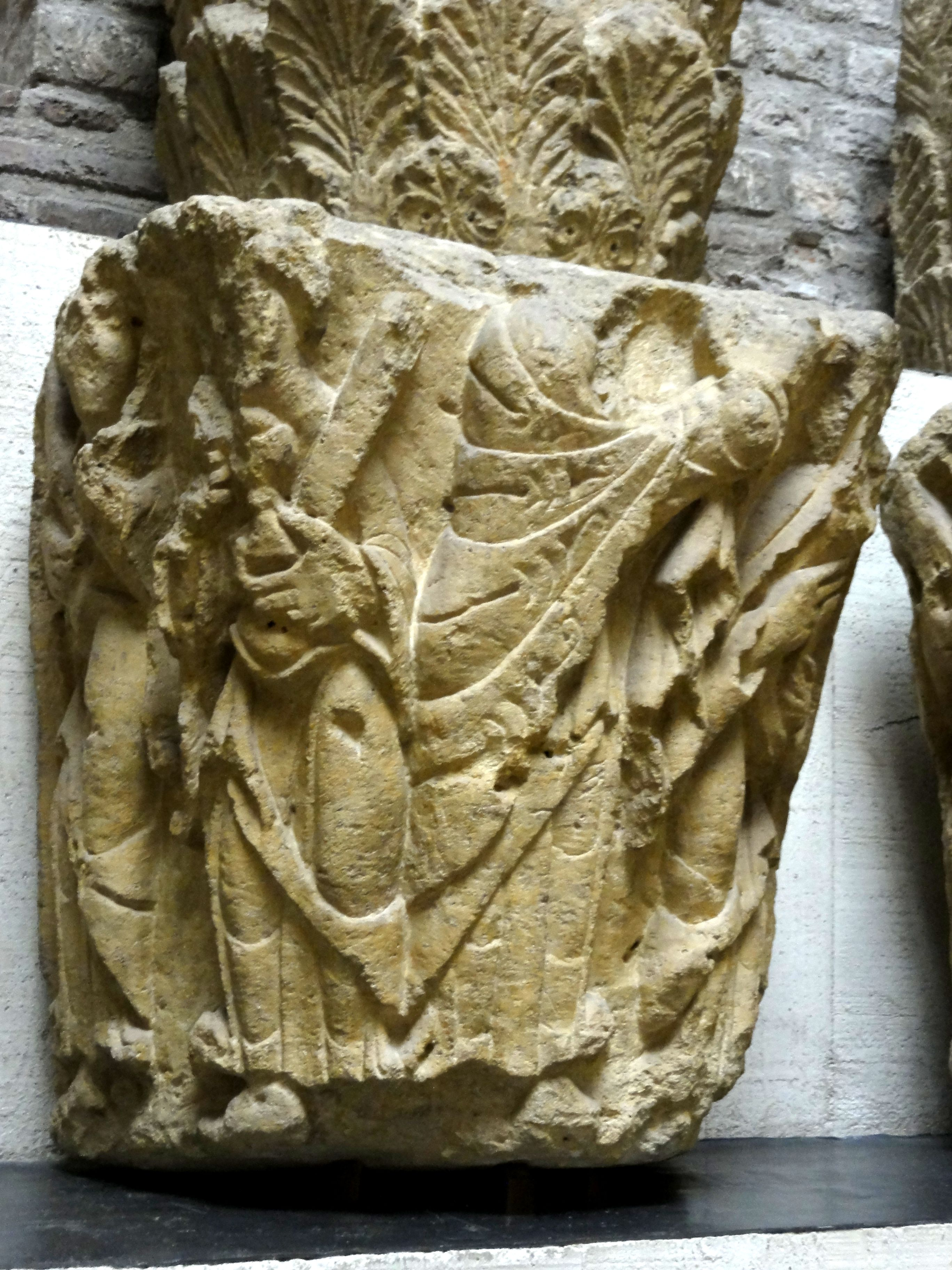
2e arcade, chapiteau côté est « chapiteau à longues figures ».
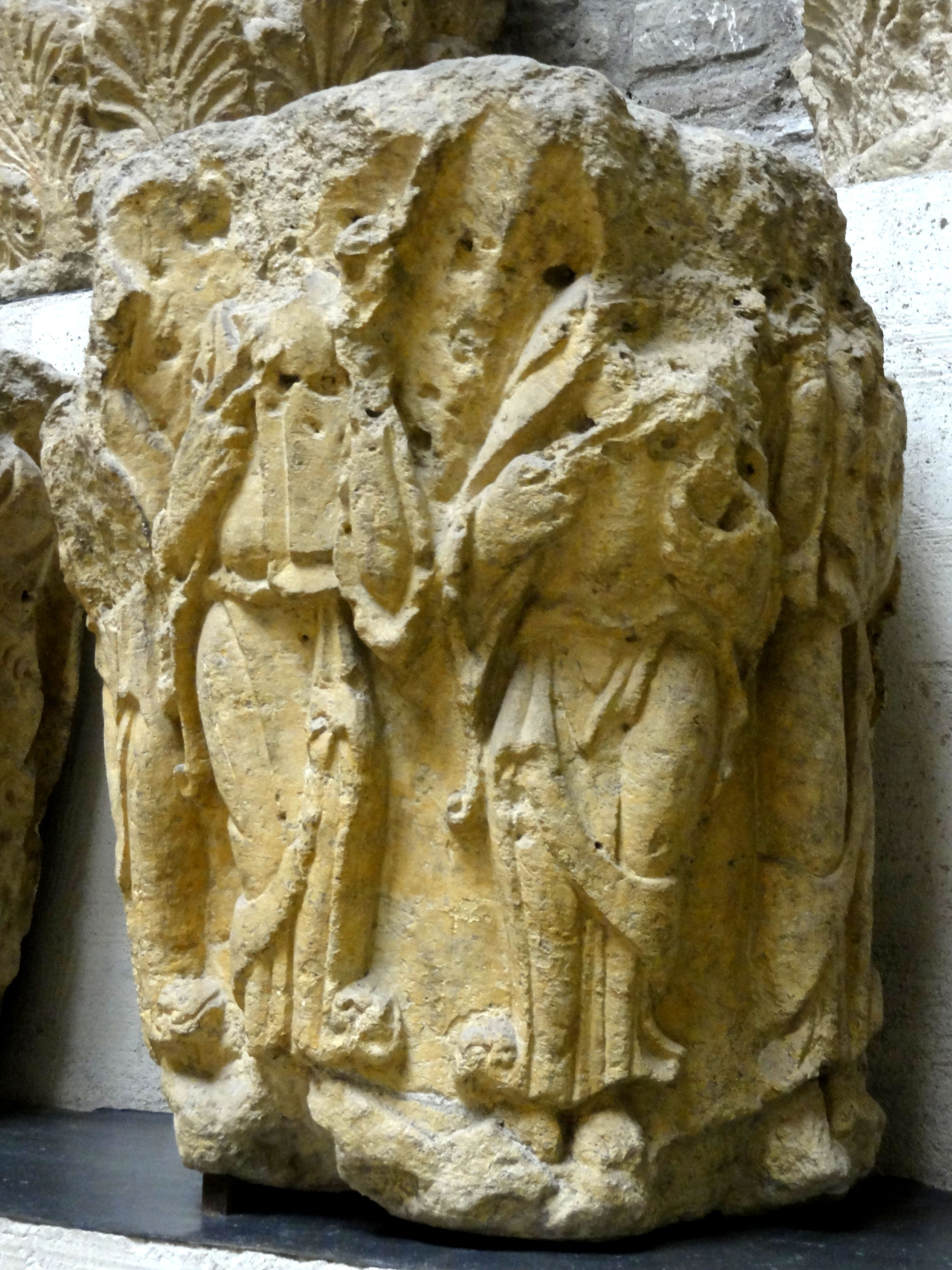
3e arcade, chapiteau côté ouest « chapiteau à longues figures ».
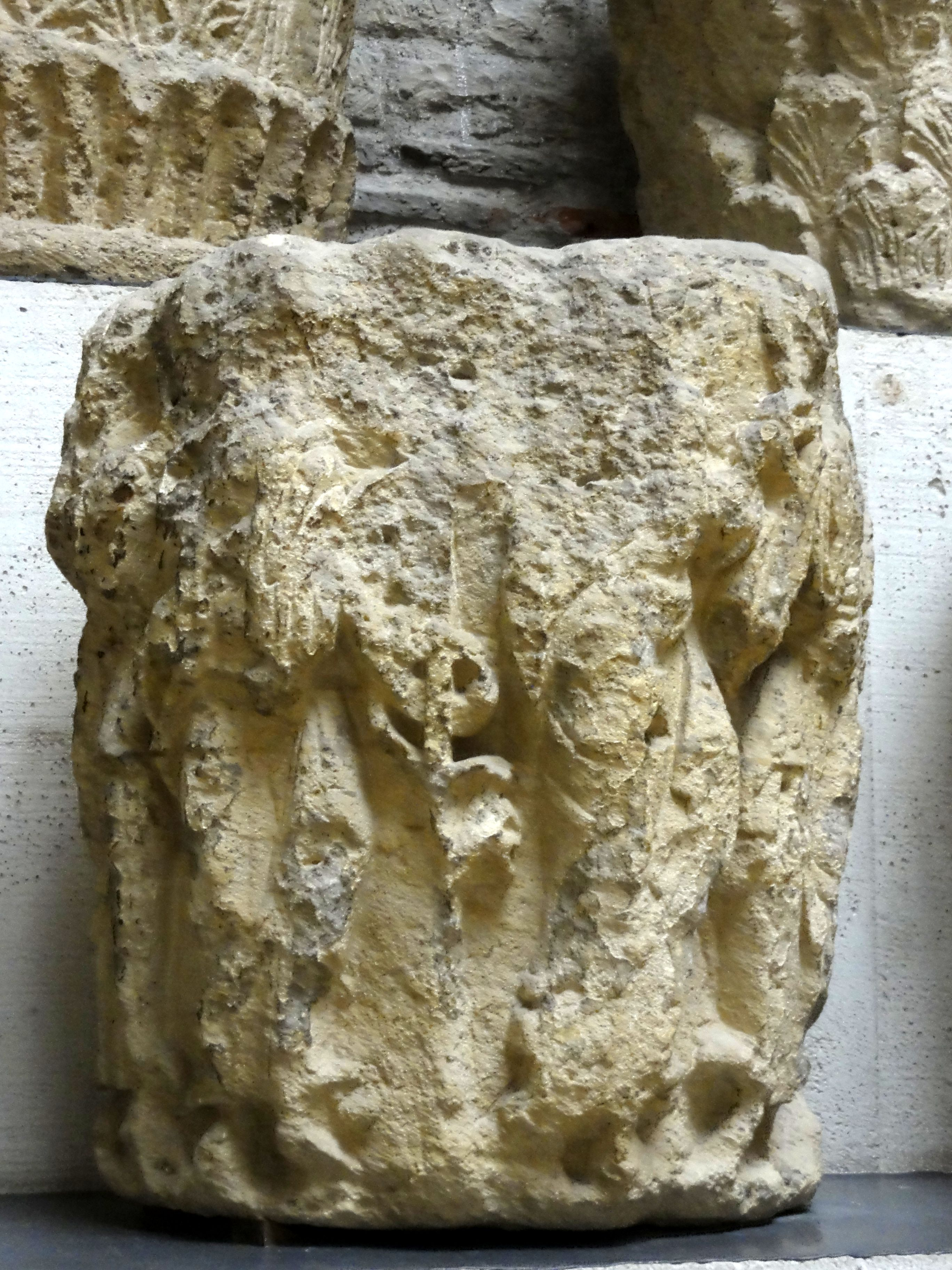
3e arcade, chapiteau côté est « chapiteau à longues figures ».
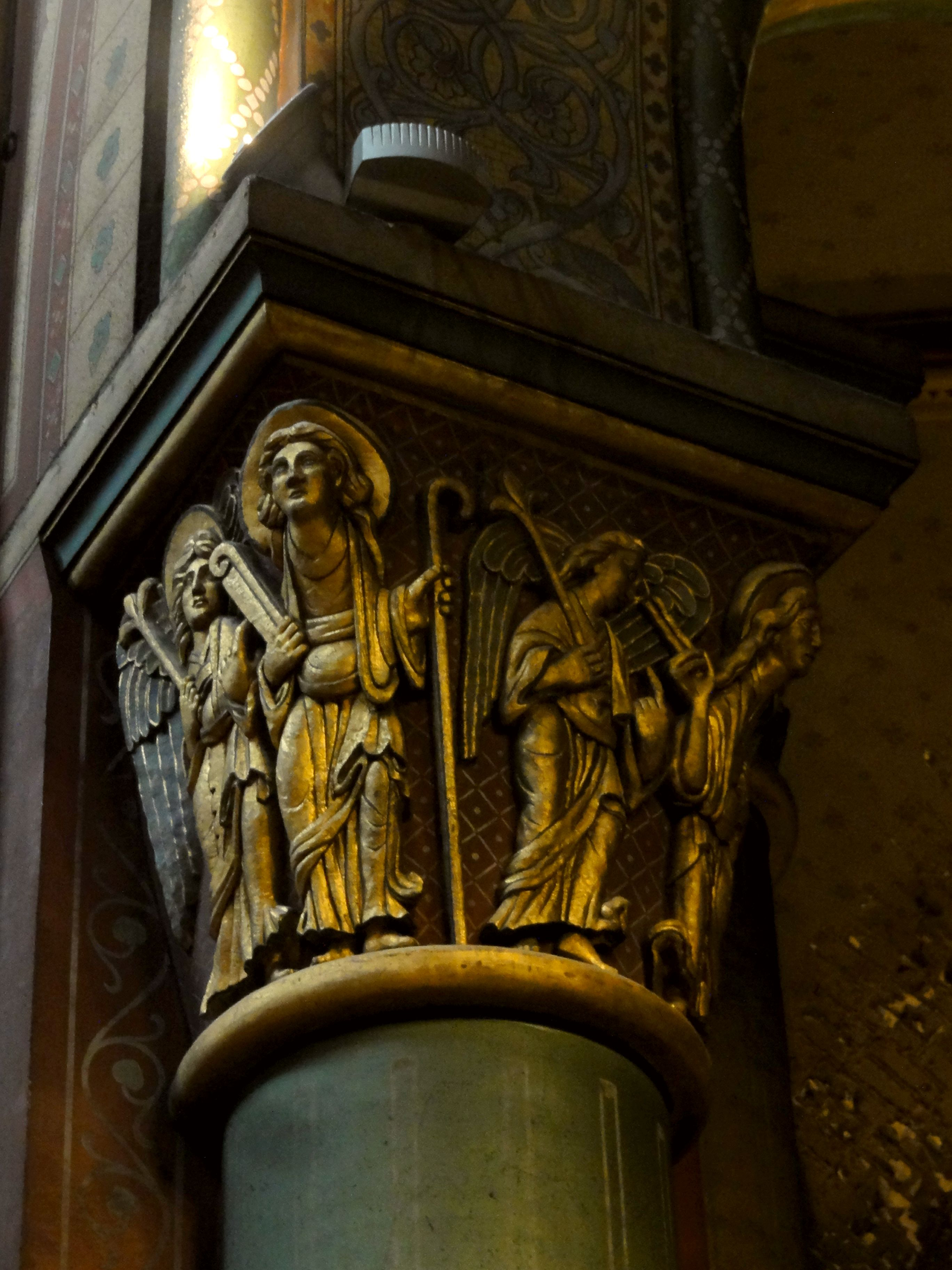
4e arcade, chapiteau côté ouest.
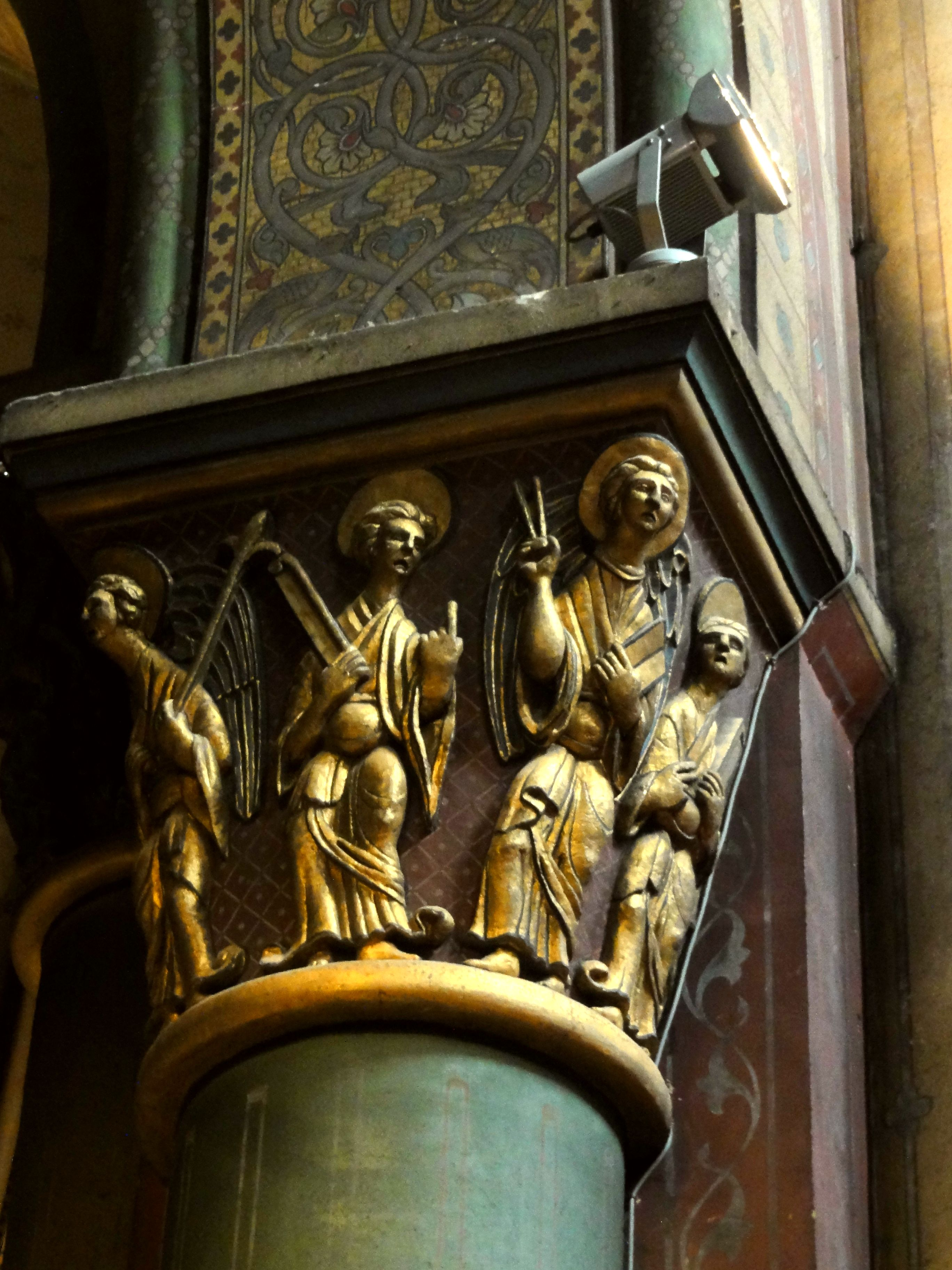
4e arcade, chapiteau côté est.
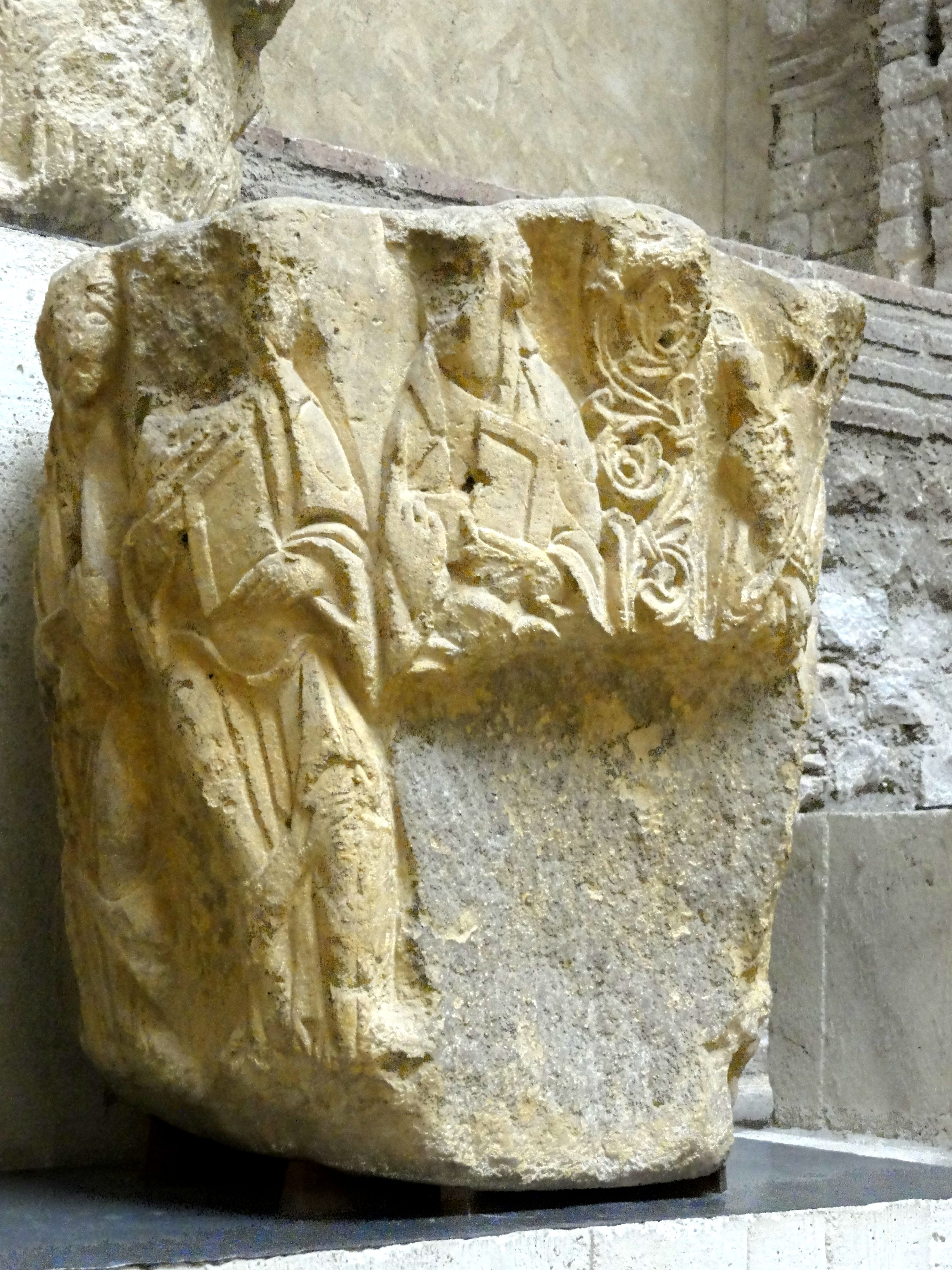
5e arcade, chapiteau côté est « chapiteau à longues figures ».

Grandes arcades du sud
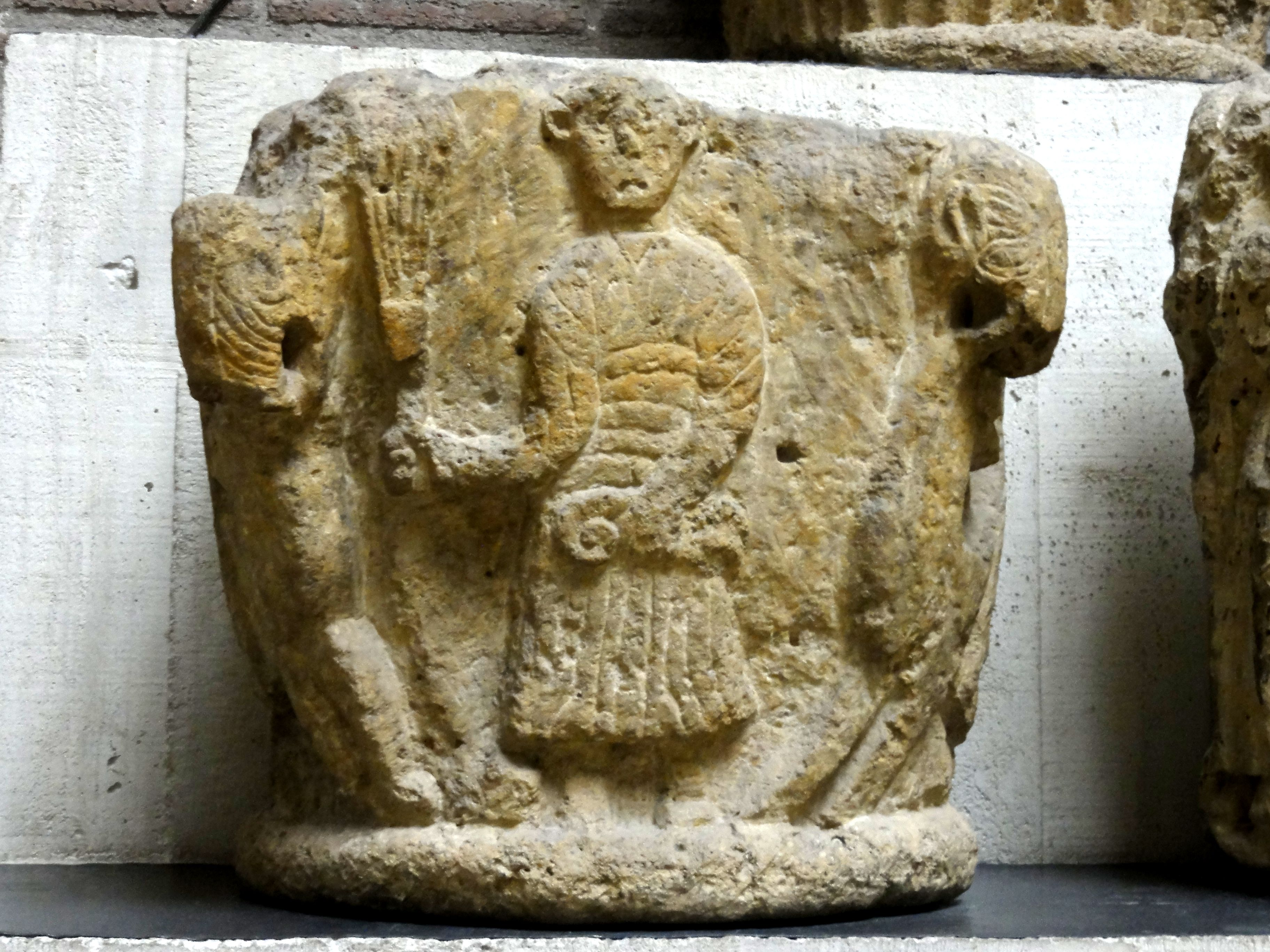
1re arcade, chapiteau côté est « chapiteau de Daniel ».
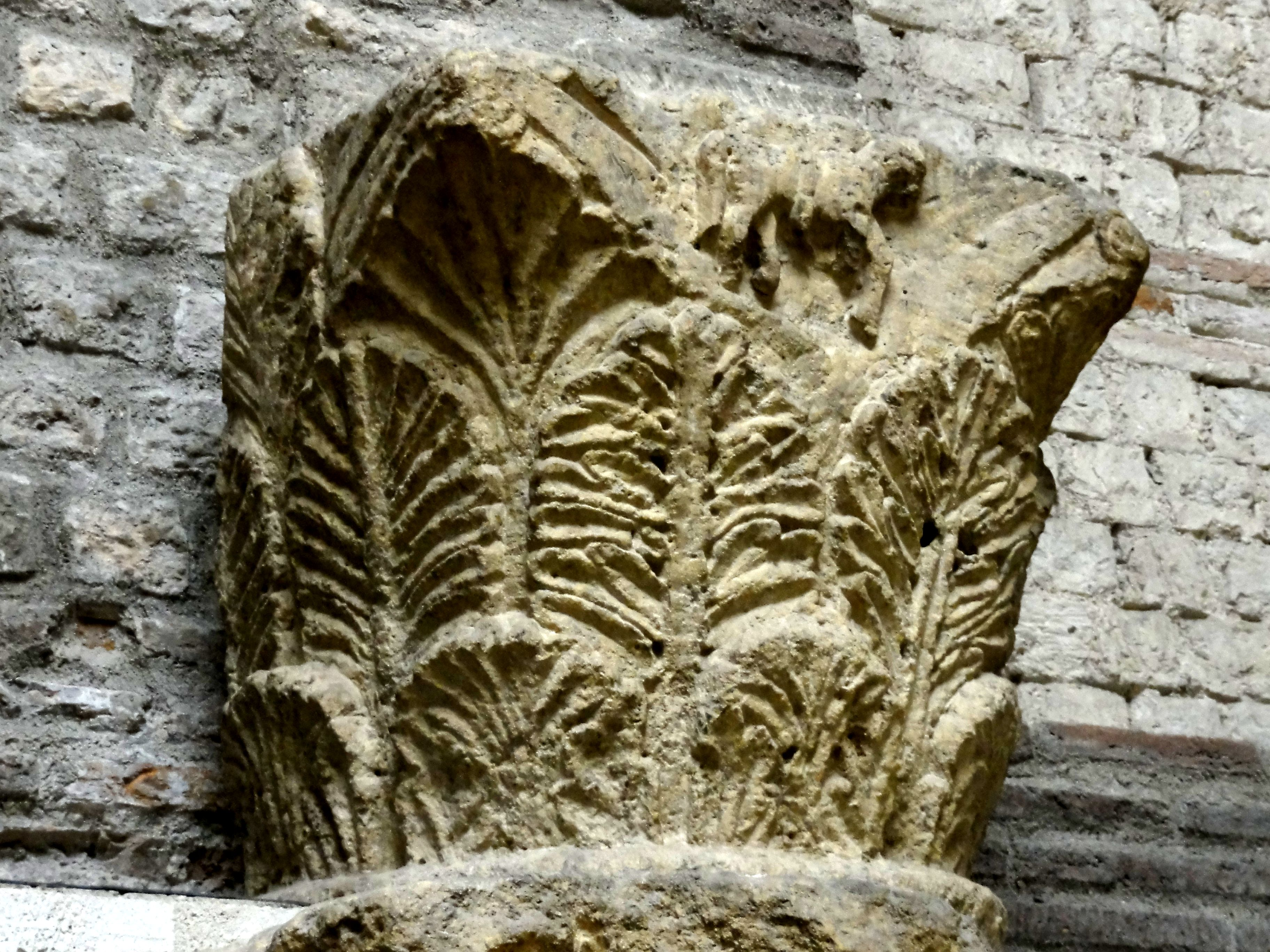
2e arcade, chapiteau côté est « chapiteau à l'Agnus Dei ».
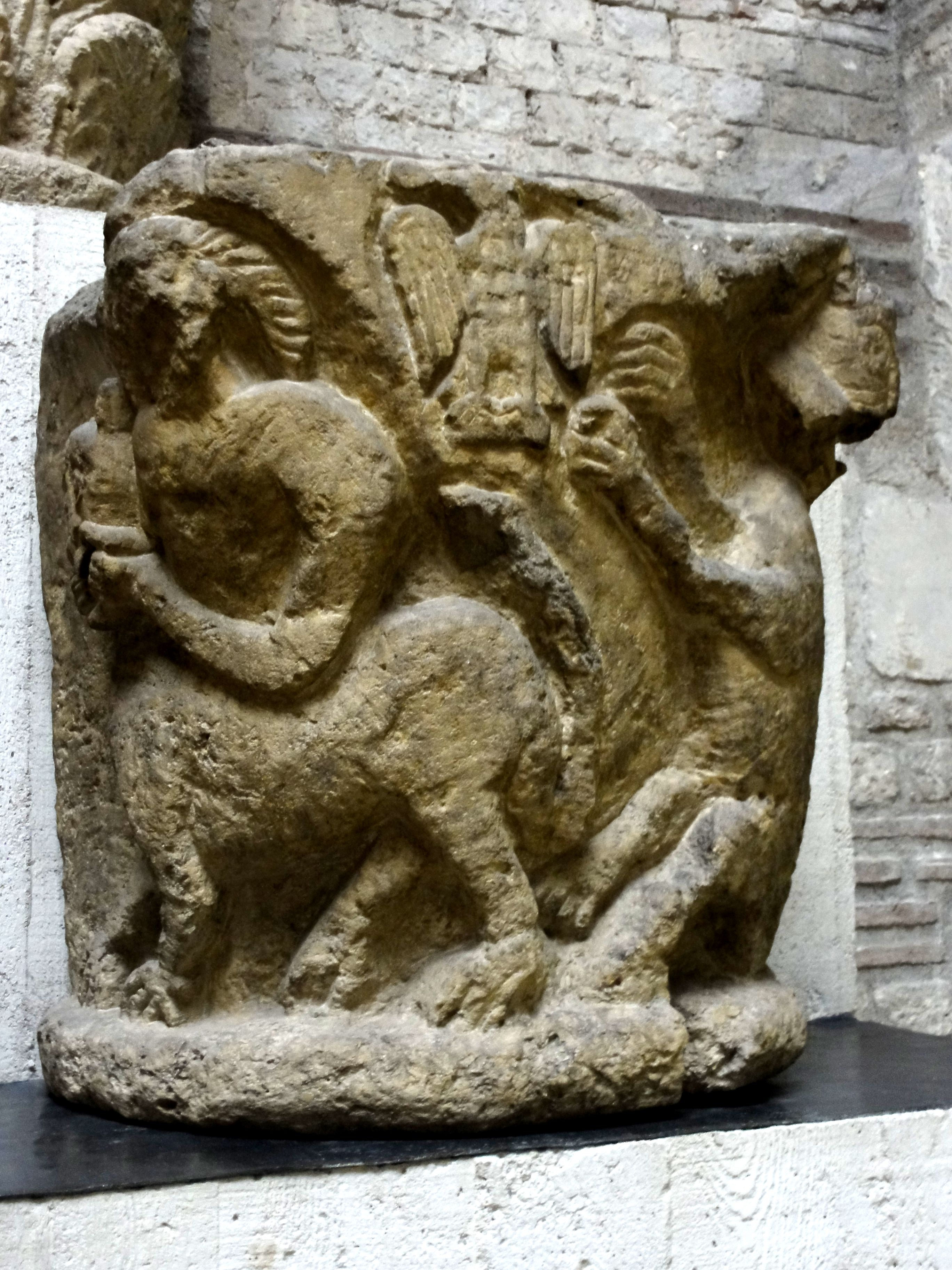
3e arcade, côté ouest « chapiteau de Samson ».
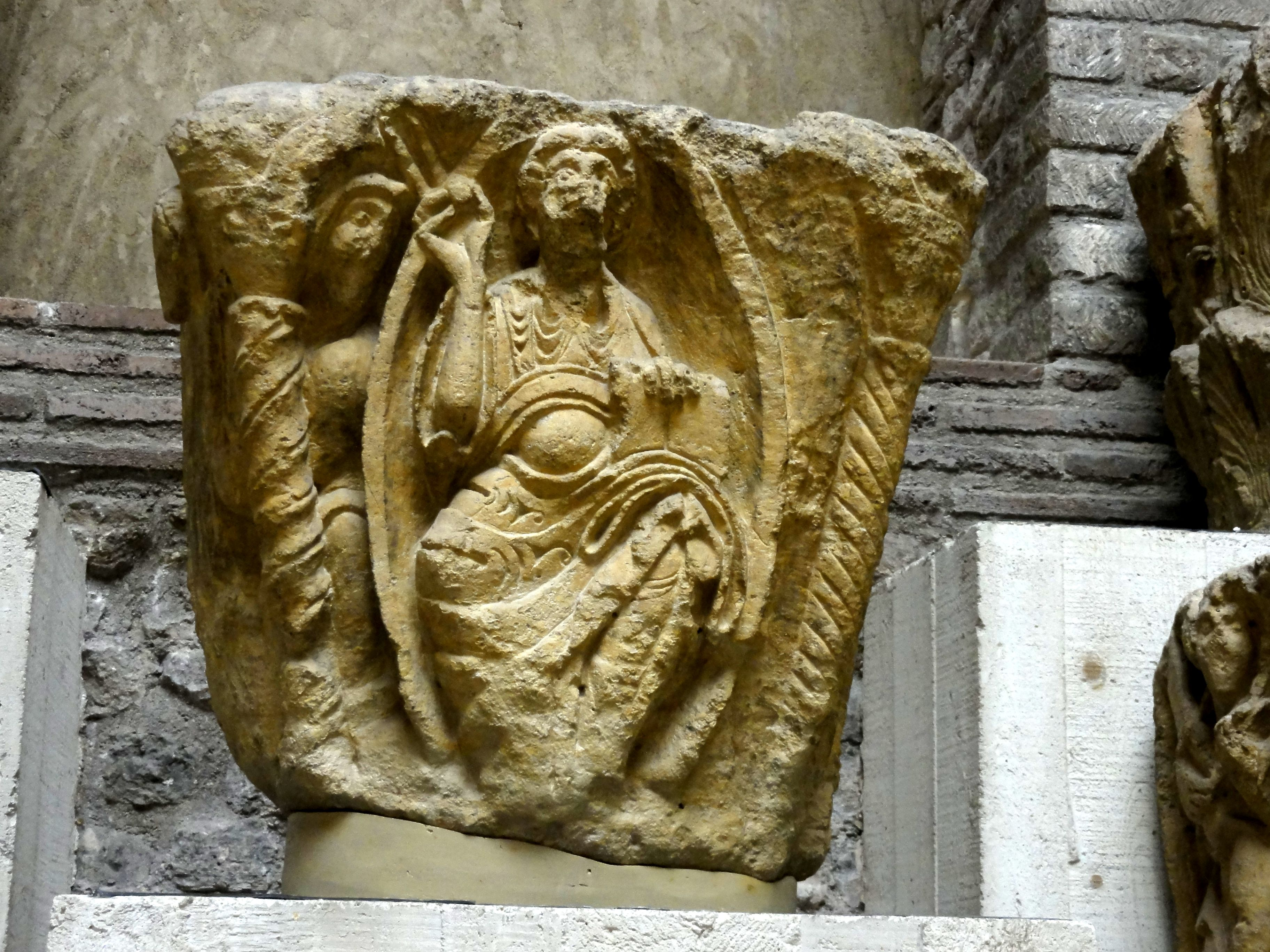
4e arcade, côté est « chapiteau au Christ en majesté ».

#### Transept

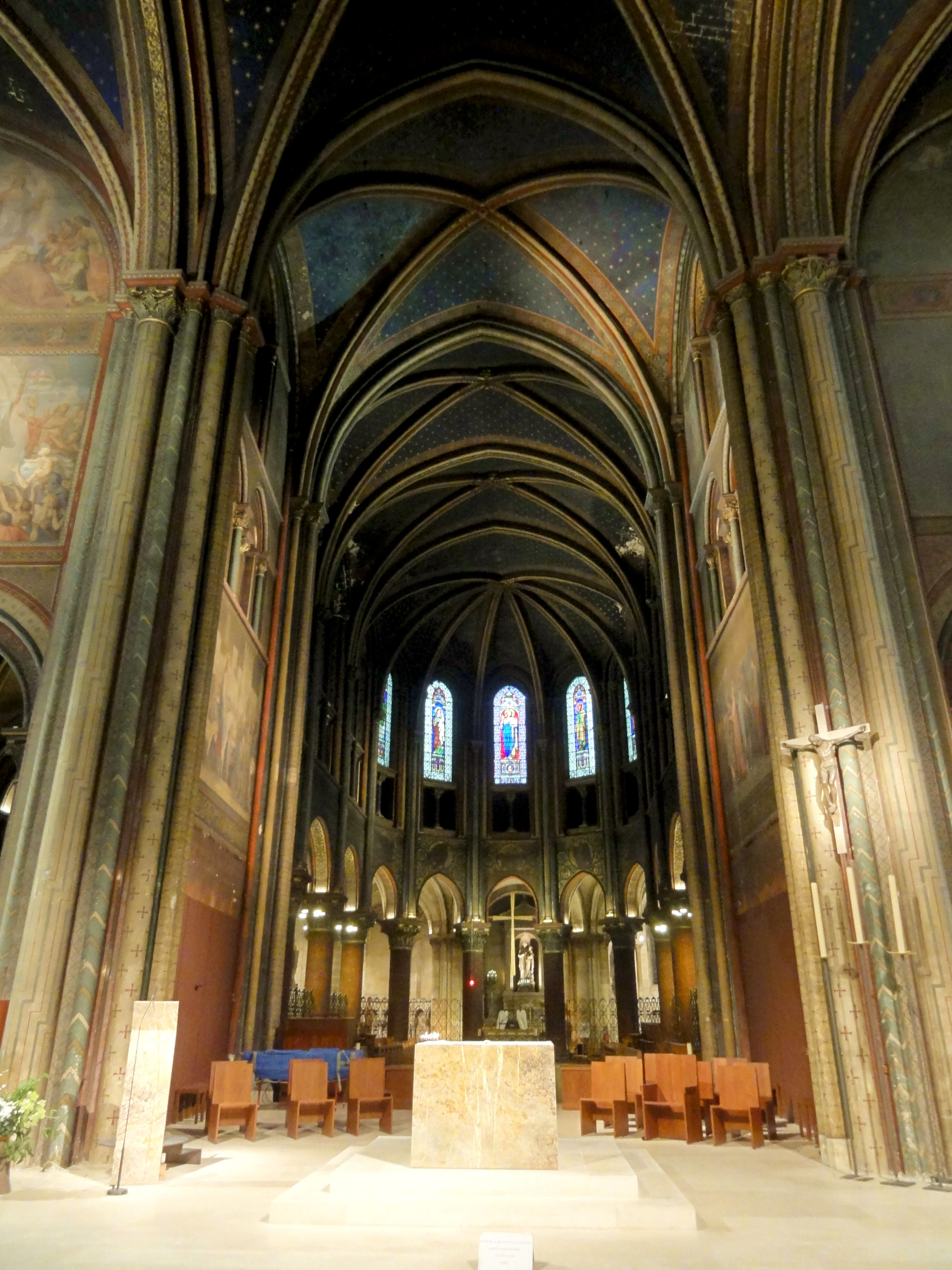
Croisée, vue vers l'est.

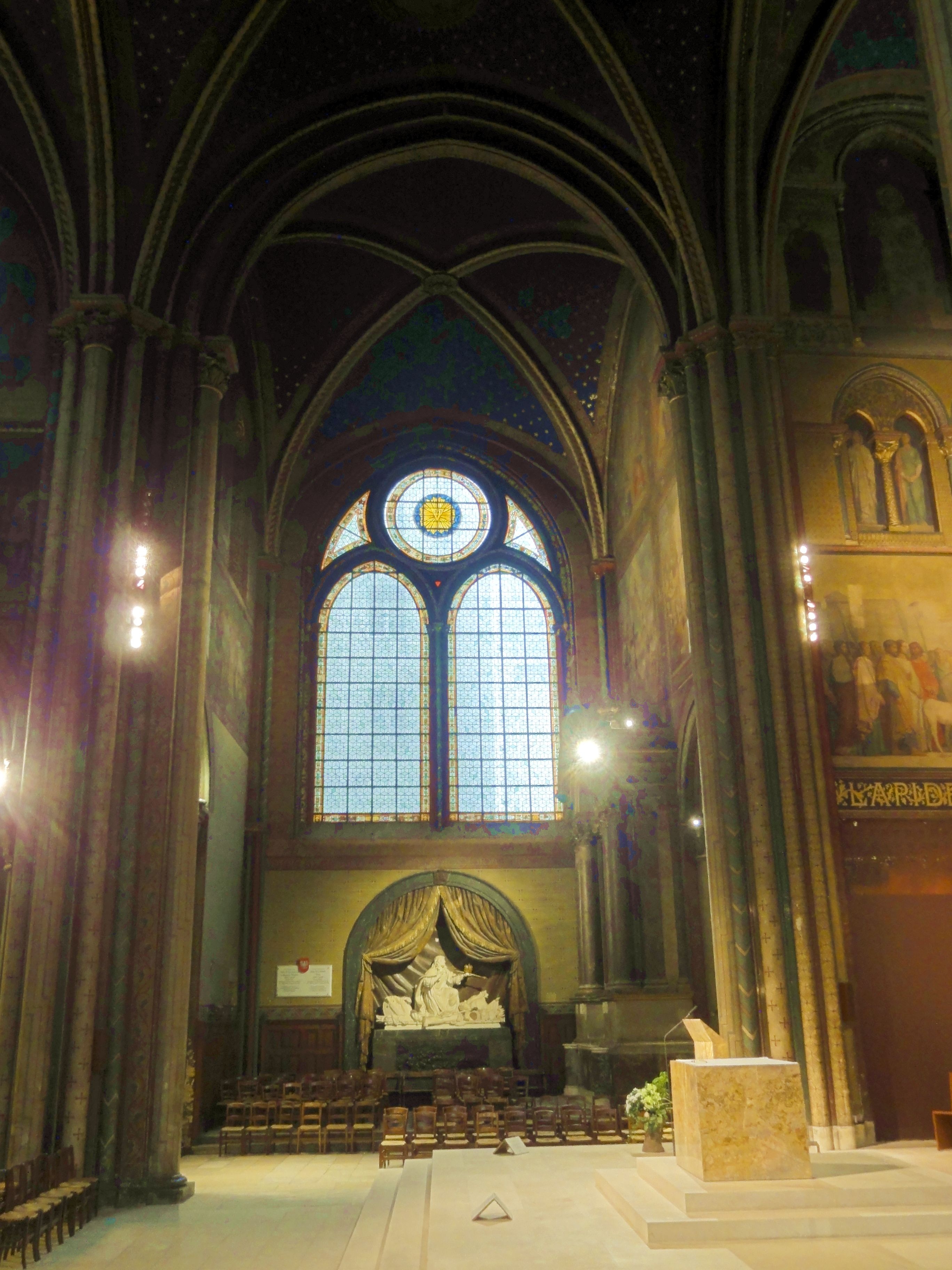
Croisée, vue vers le nord.

La croisée du transept a été voûtée d'ogives en 1645, soit deux ans après la nef. Cette fois-ci, les quatre doubleaux qui délimitent la croisée du transept sont en tiers-point, ce qui suggère une période plus avancée que le faux style roman tardif de la nef. Une fois de plus le maître d'œuvre a eu recours à des profils médiévaux, empreints à la période gothique. Les doubleaux présentent un méplat entre deux tores, et sont flanqués des deux côtés par un doubleau secondaire au profil d'un tore. Les ogives sont au profil d'une arête entre deux tores. Comme dans la nef, les clés de voûte ne concordent pas avec le XIIe ou XIIIe siècle, mais ce qui prouve réellement que la croisée du transept ne date pas de la période gothique, sont les documents d'archives relatifs au voûtement, ainsi que les colonnes engagées d'autour de l'an mil qui subsistent derrière les colonnes et colonnettes qui y ont été accolées en 1645. Les chapiteaux ont tous été refaits en 1854 sous Baltard, qui n'a laissé aucun témoin en place. Initialement, la croisée du transept ne pouvait qu'être plafonnée de bois, comme à Domfront, Morienval, Saint-Léger-aux-Bois (Oise), Saint-Remi de Reims et Vignory,.

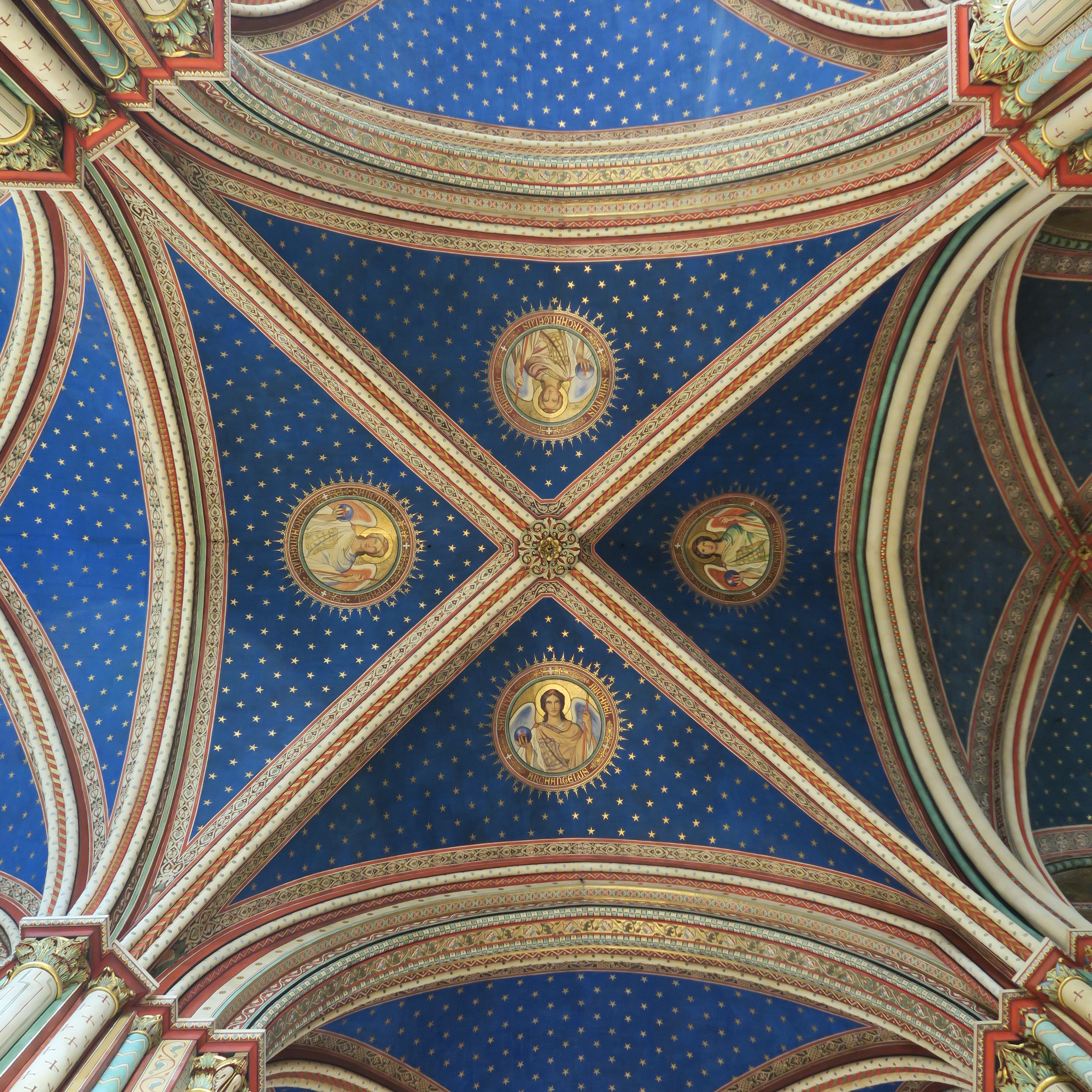
Voûtes de la croisée du transept après restauration.

Les croisillons devaient eux aussi plafonner, car aucun exemple de voûtes d'une portée aussi importante n'est connu dans la région pour tout le XIe siècle. Peu de chose subsiste de l'édifice d'autour de l'an mil : ce sont essentiellement les fenêtres hautes côté ouest, assez grandes et faiblement ébrasées comme dans la nef. Dès le départ, les croisillons avaient donc la même profondeur. Côté est, les arcades vers les collatéraux du chœur s'ouvrent dans les bases des deux tours du chœur, qui sont encore plus anciennes, soit du Xe siècle. Avant la construction du chœur actuel à partir de 1145, il n'y avait pas de collatéraux, et des absidioles en hémicycle et voûtées en cul-de-four devaient prolonger les bases des clochers vers l'est. Des absidioles profondes existaient dans de nombreuses églises bénédictines. Sous les clochers, subsistent toujours les doubleaux non moulurés et les colonnes engagées de cette époque. Comme à Morienval, des absidioles supplémentaires flanquaient les deux tours. Celle du nord a été démolie en 1717 pour créer un passage vers le cloître, et celle du sud a disparu lors de la construction de la sacristie. Les arcades vers ces absidioles se situaient derrière les grands autels actuels, dédiés à saint François Xavier et à sainte Marguerite. Les grandes fenêtres au nord et au sud datent de 1644-1646. Elles sont d'un faux style gothique, néanmoins pas moins fidèlement reproduit que dans nombre d'églises néogothiques du XIXe siècle. Le remplage est constitué de deux lancettes en tiers-point, surmontées d'un oculus. À la période gothique, l'on aurait opté pour plus d'un meneau central. Les chapiteaux de la fenêtre sont sans caractère, et les colonnettes du meneau central sont dépourvues de bases,.
Le croisillon sud est encore plus remanié que son homologue du nord, car le mur occidental a été repris en sous-œuvre en 1645 afin d'ouvrir l'arcade vers la chapelle Sainte-Marguerite, sans toucher aux fenêtres hautes. Un contrefort plat du clocher est visible au milieu du mur oriental. Philippe Plagnieux exagère donc en avançant que le croisillon sud aurait été entièrement reconstruit au XVIIe siècle. D'autre part, il rappelle le premier voûtement qu'ont connu les croisillons, mentionné dans des documents d'archives du XVIIe siècle, et qui n'est pas allé de pair avec la construction de contreforts, qui sont toujours absents côté nord. On ignore la nature et la date des voûtes antérieures ; curieusement, Philippe Plagnieux dit qu'elles ne sont « peut-être » pas d'origine. Mal proportionnées, toutes fendues et crevassées, elles ont dû être remplacées entre 1644 et 1646. Un indice pourrait être fourni par le faisceau de trois fines colonnettes dans l'angle nord-ouest du croisillon nord, qui s'arrête au niveau du seuil de la grande fenêtre. Philippe Plagnieux n'en a pas pris note. Il pourrait provenir de la voûte remplacée en 1644-1646, et Eugène Lefèvre-Pontalis le date du XIIIe siècle, et conclut donc à un premier voûtement à cette époque. Aujourd'hui, les nervures retombent sur une seule colonnette dans les angles nord-ouest et nord-est, alors que ce sont des faisceaux de trois colonnettes dans le croisillon sud, revoûté sous la même campagne,.

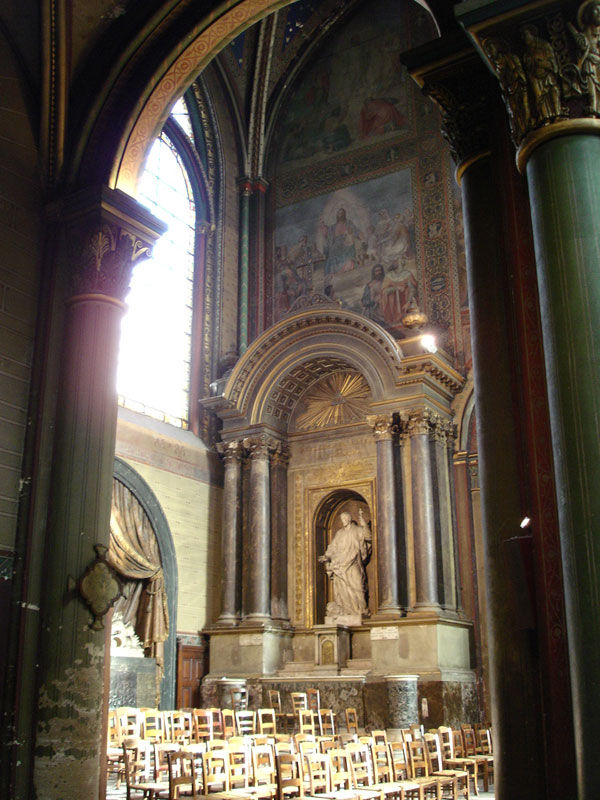
Croisillon nord, vue vers l'est.
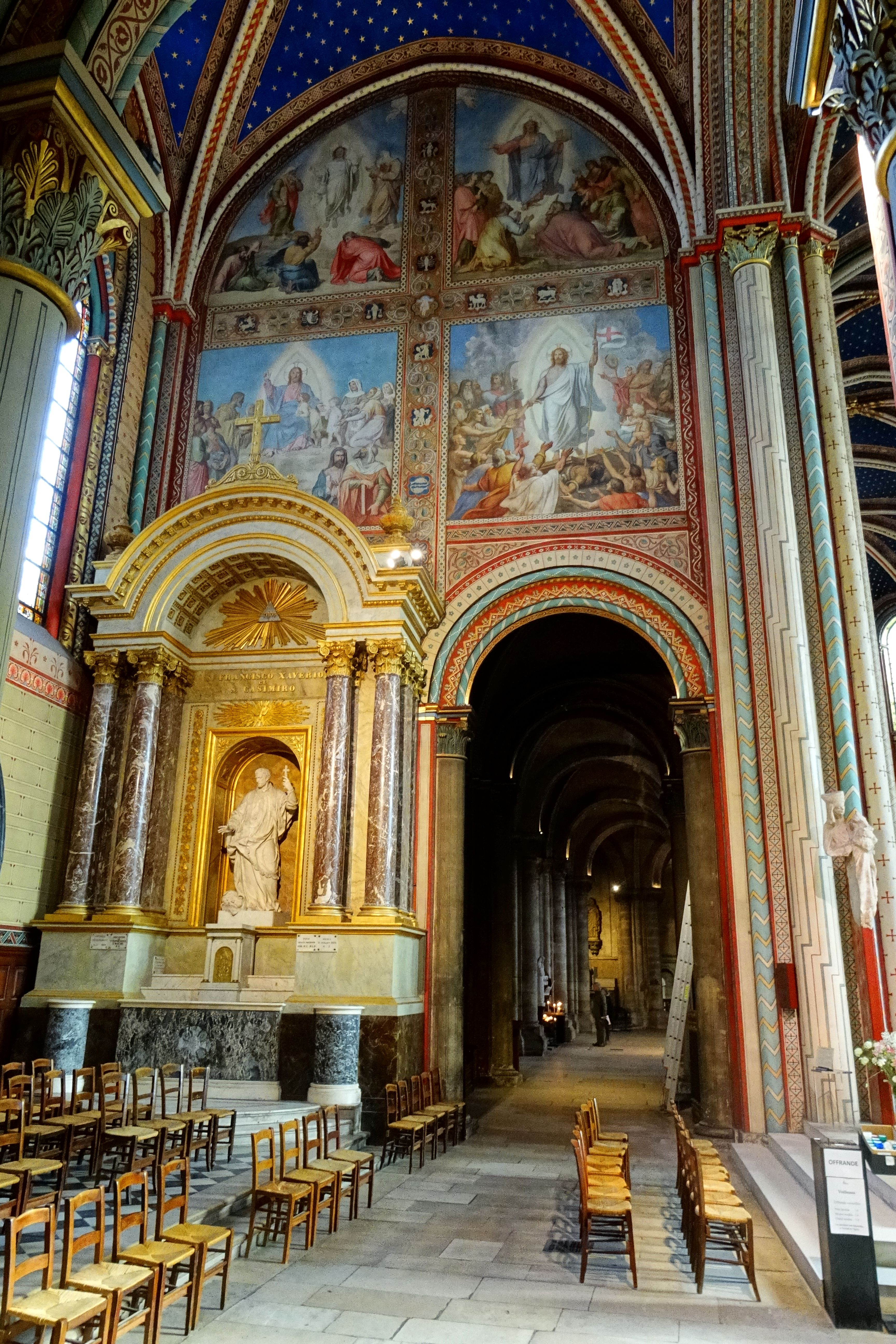
Croisillon nord, vue vers l'est.
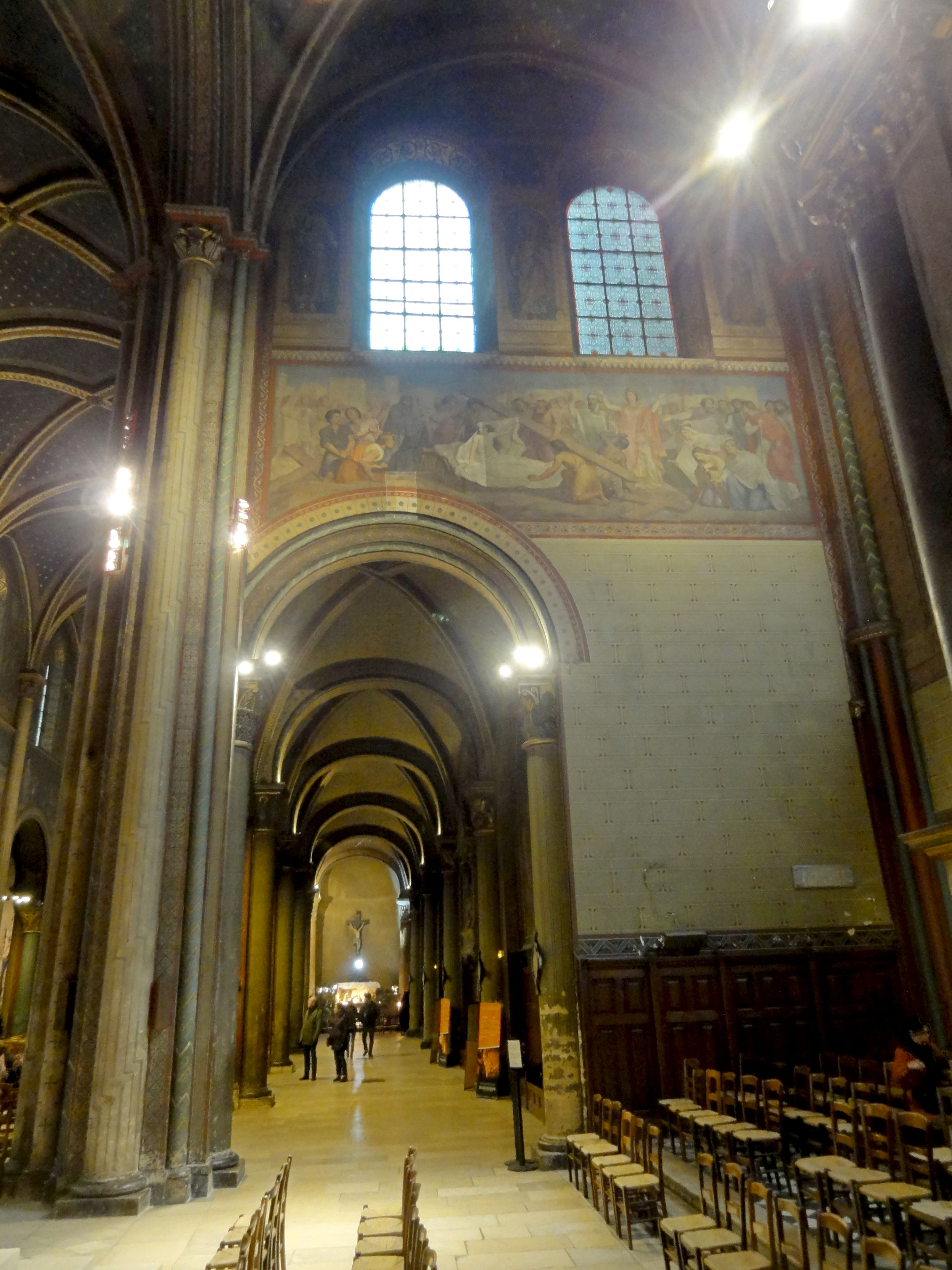
Croisillon nord, vue vers l'ouest.
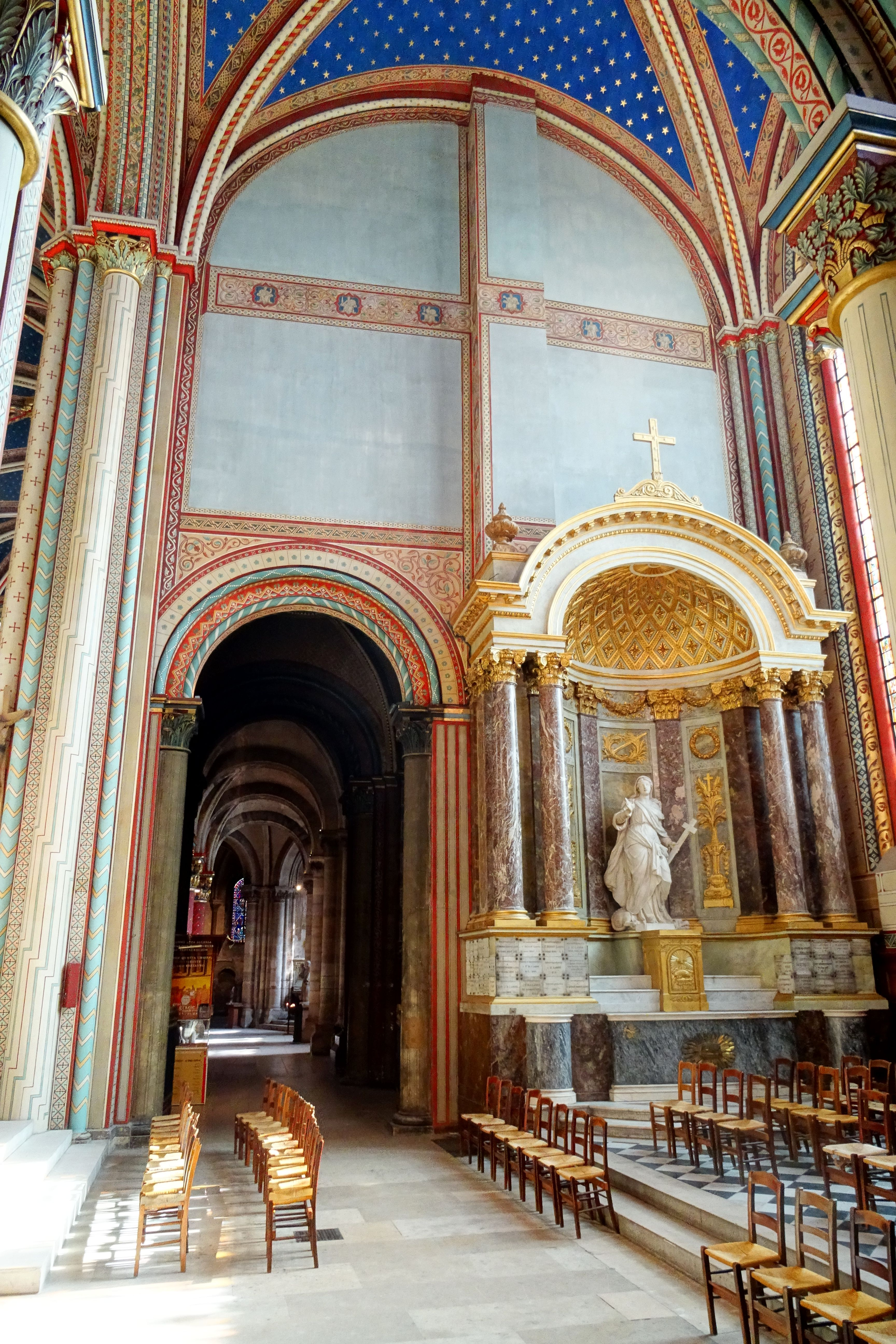
Croisillon sud, vue vers l'est.
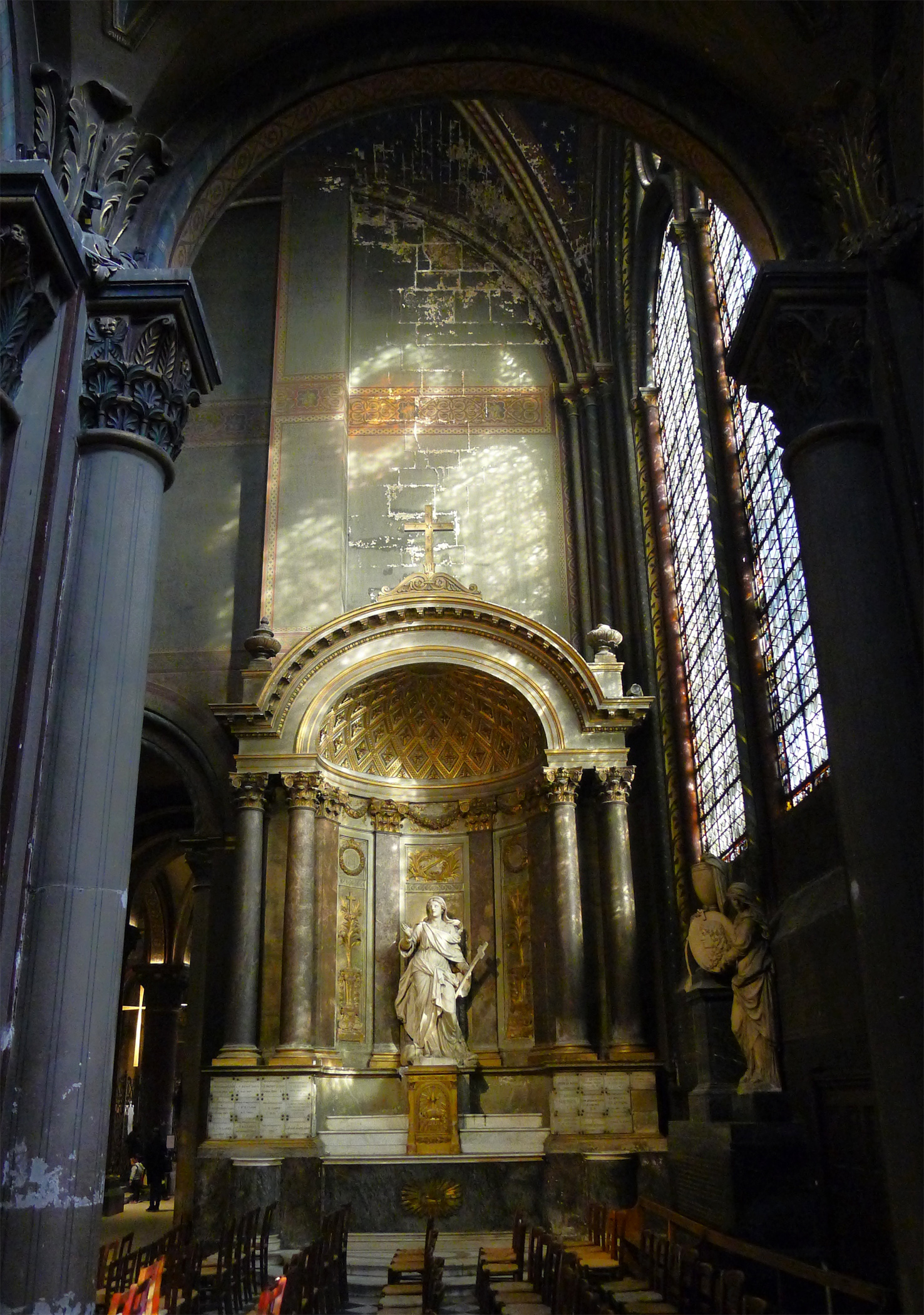
Croisillon sud, autel de sainte Marguerite.
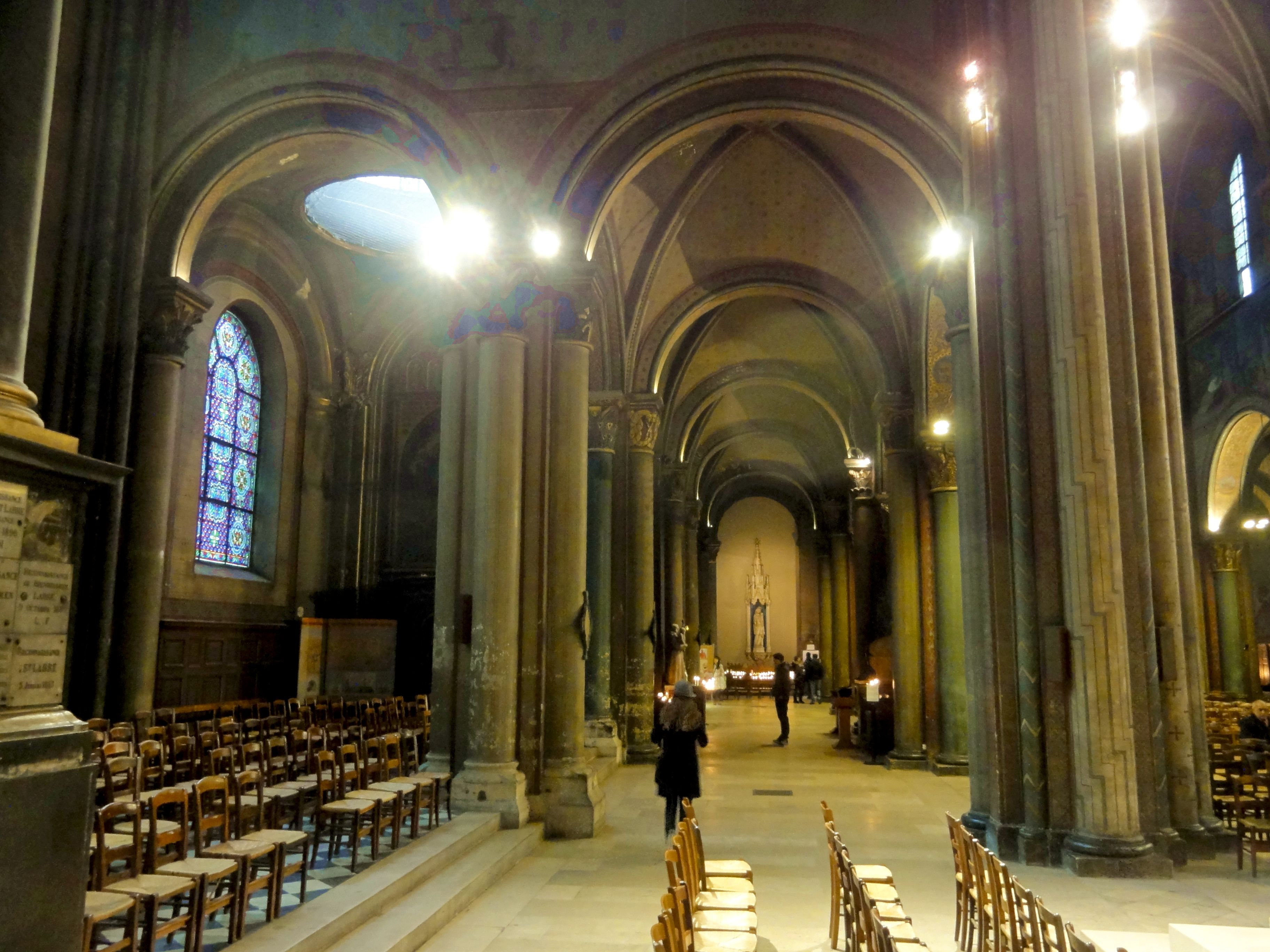
Croisillon sud, vue vers l'ouest.

#### Chœur

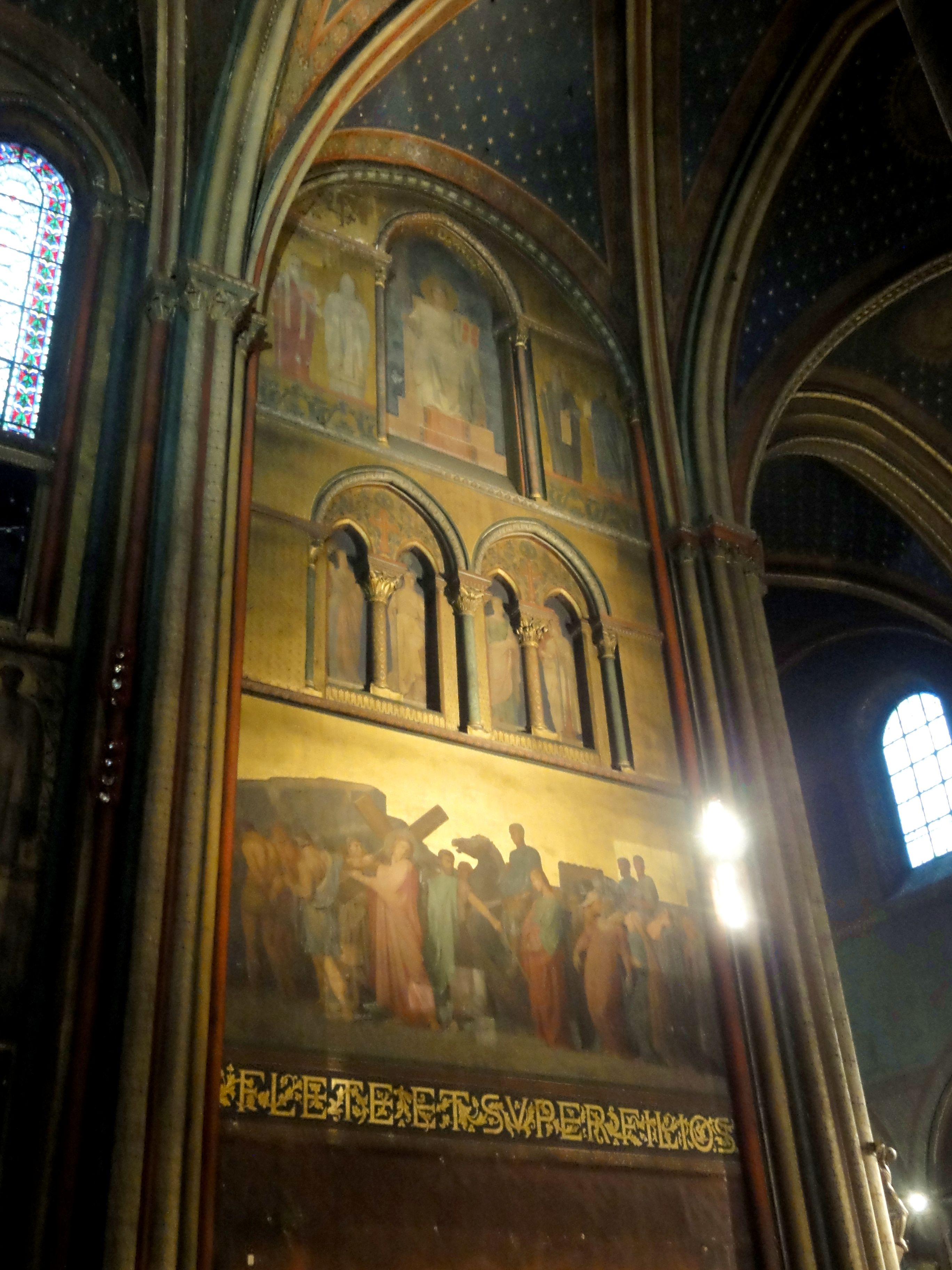
Clocher sud, côté nord.

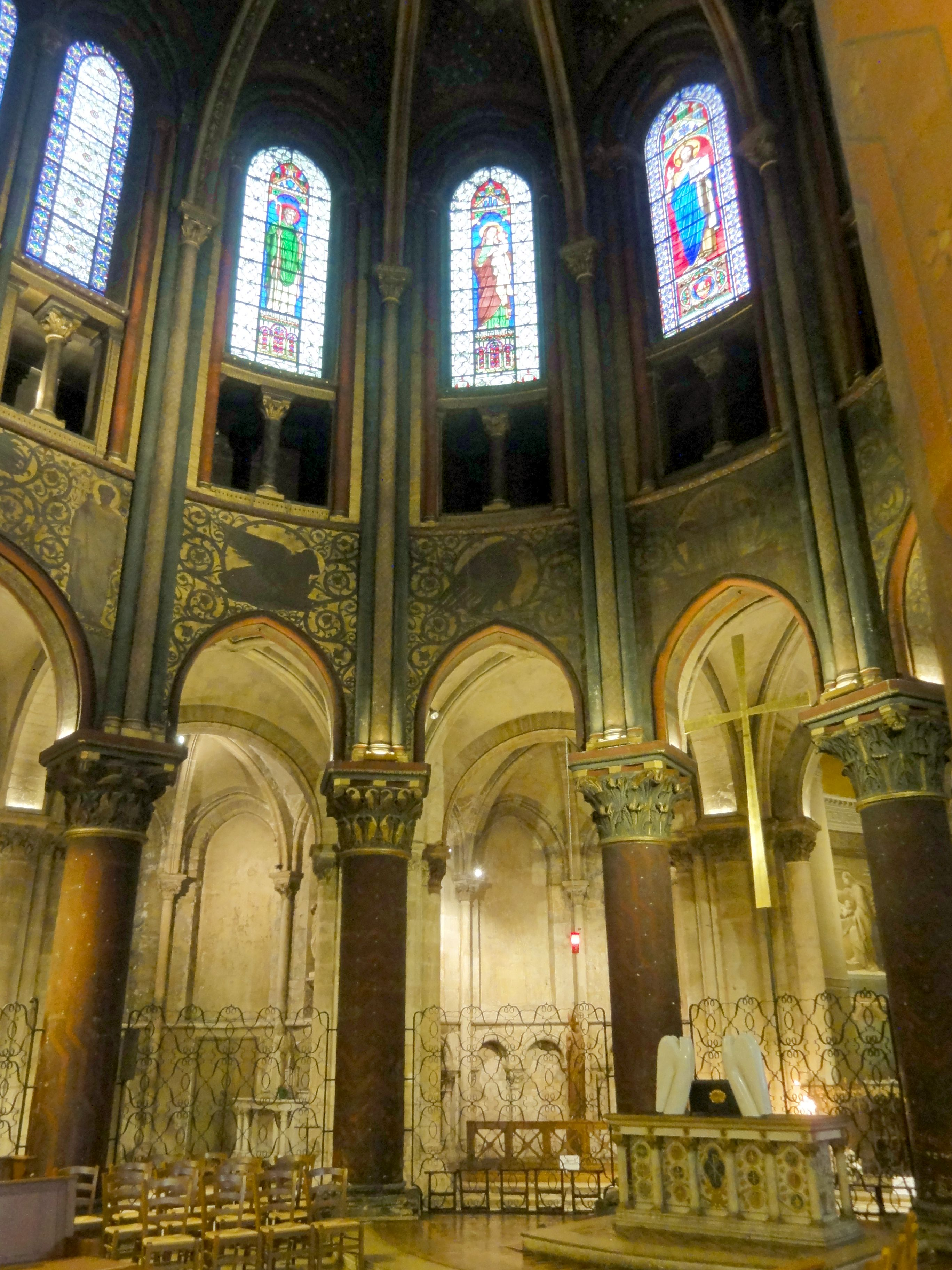
Rond-point de l'abside.

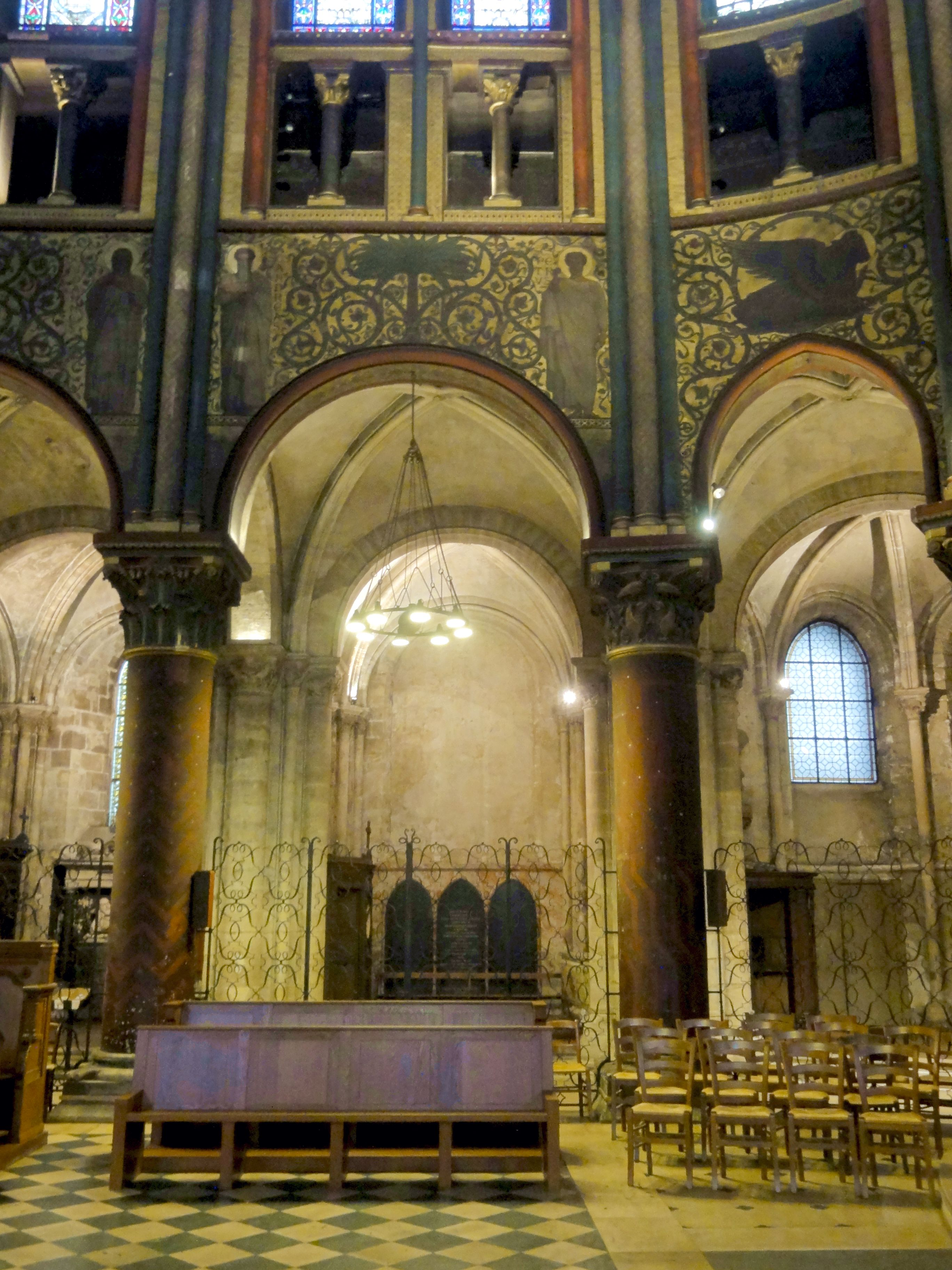
2e grande arcade du nord.

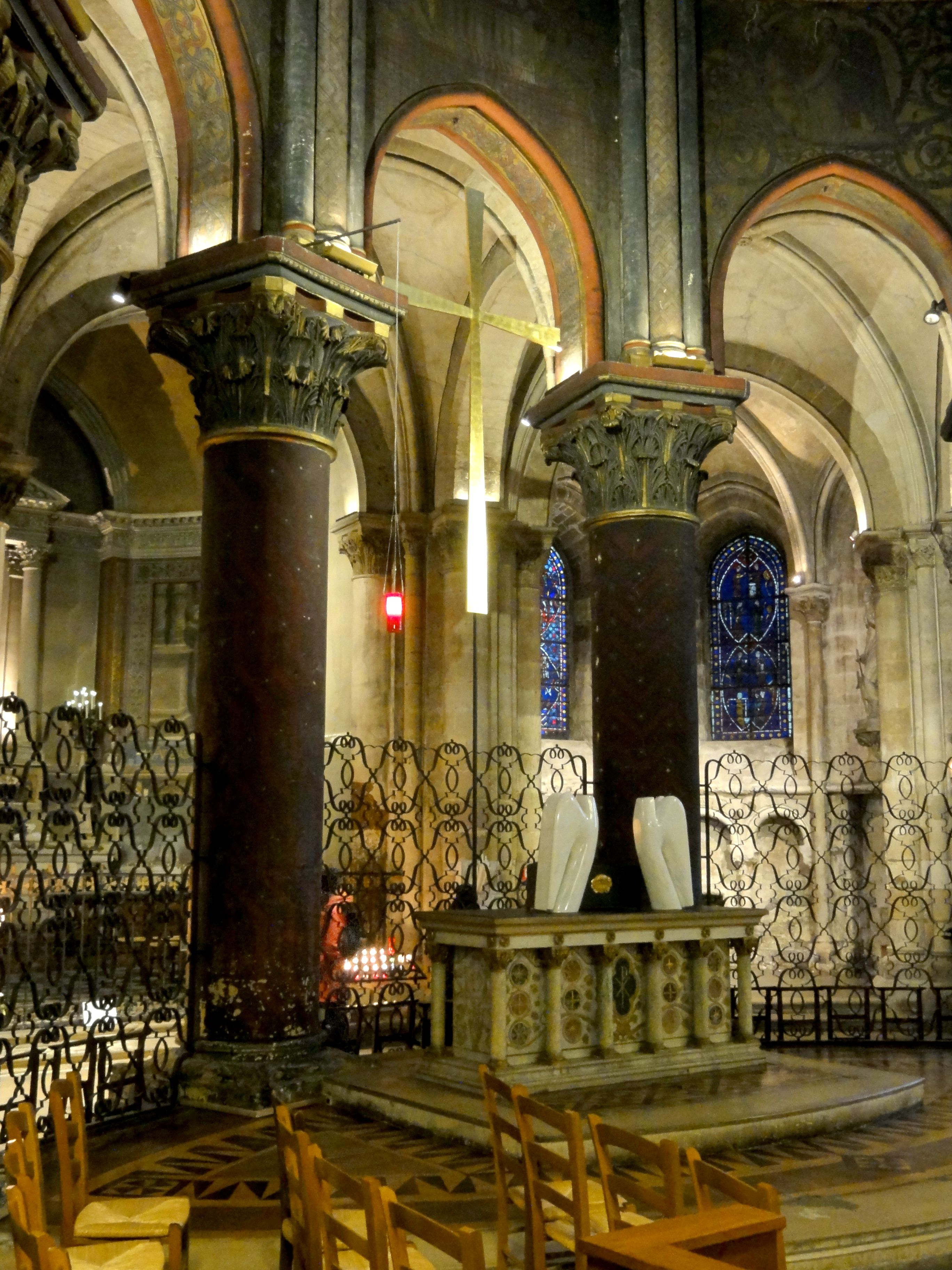
Autel du Saint-Sacrement.

La hauteur du chœur est la même que celle de la nef et du transept, mais avant le voûtement de ces parties, il devait paraître plus bas, car la hauteur maximale y était atteint sur toute la superficie et non seulement sous les sommets des voûtes. La largeur du chœur fut commandé par l'écart entre les deux tours, qui sont par ailleurs reliées par les fondations. Des fenêtres existent sur les murs des clochers orientées vers l'intérieur du chœur, et à l'intérieur des tours, Philippe Plagnieux a aussi retrouvé les restes de fenêtres donnant sur le transept. Si ces fenêtres datent de l'époque de construction des tours du chœur au Xe siècle, ce n'est pas le cas des fenêtres aujourd'hui visibles, qui sont en arc brisé. Elles ont été ménagées lors de la construction du chœur actuel. Au premier étage, l'on trouve deux baies gémelées, qui s'ouvrent entre deux colonnettes à chapiteaux, dont celle du centre est partagée par les deux baies voisines. Des bandeaux courent au niveau du seuil des fenêtres, ainsi qu'au niveau des impostes, tenant lieu de tailloirs aux chapiteaux. Ceux-ci reçoivent l'archivolte torique de la fenêtre. Chacune des deux baies est réséquée en deux étroites baies, toujours en arc brisé, moyennant une colonnette à chapiteau central et des piédroits nus, qui supportent un tympan nu. Toutes ces baies sont bouchées. Au second étage, l'on trouve une baie unique, plus grande que les précédentes et sans subdivision en deux petites baies, et sinon analogue. C'est une baie factice destinée à reprendre le rythme des fenêtres hautes du chœur. La travée entre les clochers est délimitée vers l'est et vers l'ouest par un large doubleau, mouluré de deux gros tores encadrant une arête, et reposant sur des colonnettes jumelles à chapiteaux. Un peu en dessus des baies supérieures, un formeret torique en plein cintre sert d'appui à la voûte, et retombe sur de fines colonnettes à chapiteaux. Il reste à souligner qu'aucune grande arcade n'est percée dans les murs latéraux des clochers, de sorte que la première travée du chœur ne communique pas avec les anciennes absidioles (les collatéraux).
Le reste du chœur est le résultat d'une unique campagne de construction, lancée en 1145 par l'abbé Hugues de Saint-Denis, élu en 1116 et mort en 1146. Il ne laisse aucune œuvre écrite, contrairement à son contemporain Suger, mais est un excellent administrateur et l'un des guides spirituels les plus influents dans l'histoire de l'abbaye. Il obtient, jusqu'en 1144, de nombreuses bulles pontificales confirmant les possessions et revenus de l'abbaye, et jette ainsi la base pour le financement du grand chantier. En dépit de son rôle prépondérant dans l'histoire de Saint-Germain-des-Prés, aucune source textuelle ne le mentionne comme grand bâtisseur, et il n'a été identifié tel quel que par Philippe Plagnieux, en 2000. À sa mort, le chantier n'est qu'à ses débuts, ce qui explique ce grand oubli. Quatre abbés se succèdent jusqu'en 1162, année de l'élection de Hugues de Monceaux, et aucun ne se remarque par son rôle ou sa personnalité, ce qui persuade Philippe Plagnieux de les exclure comme bâtisseurs. Eugène Lefèvre-Pontalis ne s'est pas préoccupé de cet aspect et semble vouloir situer le début du chantier quelques années plus tard, en faisant le rapprochement avec le chœur de la cathédrale Notre-Dame de Noyon, dont le gros œuvre est achevé en 1157. Sans avancer une date pour le début de la construction, il retient seulement l'année de la consécration, 1163, comme date limite pour la fin des travaux,.
Les dates de 1145 et de 1163 laissent un délai de dix-huit ans pour la construction de l'ensemble chœur, déambulatoire et chapelles, ce qui est déjà une période relativement courte. Pourtant Philippe Plagnieux a gagné la certitude que le chœur est achevé dès 1155, mais son argumentation est uniquement basée sur l'absence de décrochements ou de ruptures dans l'appareil, sur le constat que les mêmes carrières ont fourni le chantier du début à la fin, et sur l'unicité stylistique, sans nier que les parties hautes du chœur montre une certaine évolution. Ce sont les preuves incontestables d'un chantier rapidement mené. Or, il n'est pas évident pourquoi un délai de construction bref doit signifier dix ans et non quinze ans, par exemple. Cette petite différence n'est pas sans importance, puisque le milieu du XIIe siècle voit la naissance de l'architecture gothique, et les premiers édifices gothiques jouent ainsi un rôle prépondérant pour la diffusion du nouveau style. Un rôle-clé a traditionnellement été accordé au massif occidental et au chœur de la basilique Saint-Denis, mais les recherches de Philippe Plagnieux permettent désormais d'accorder un rôle équivalent à Saint-Germain-des-Prés. Il faut y ajouter la cathédrale Saint-Étienne de Sens, qui est l'œuvre du même architecte, resté anonyme. Le voûtement sexpartite de la cathédrale de Sens n'a pas été repris pour Saint-Germain-des-Prés. Comme principaux édifices influencés par le chœur de l'abbatiale parisienne, Philippe Plagnieux cite les cathédrales de Noyon, de Pontoise et de Senlis.
À l'instar des autres parties de l'église, le chœur n'a pas échappé aux remaniements entre 1644 et 1646, qui ici ne portent pas sur le voûtement, ni sur l'adjonction de chapelles annexes, mais sur l'abaissement des galeries ouvertes sur combles, transformées en triforium sous Godde, en 1823 ou un peu après. L'abaissement des galeries a permis, en lien avec un abaissement des toits des collatéraux et du déambulatoire, d'agrandir les fenêtres hautes pour améliorer l'éclairage du chœur par la lumière naturelle. Les seuils des fenêtres ont été abaissés, mais les piédroits et archivoltes sont toujours d'origine, ce qui est bien visible depuis l'extérieur. Initialement les baies du triforium ressemblaient à celles du premier étage du clocher. Depuis 1646, les archivoltes et tympans ont disparu, et les colonnettes flanquant les baies sont respectivement celles des formerets et des archivoltes des fenêtres. Contrairement au clocher, les trois travées droites du chœur de 1145-1155 comportent deux baies de chaque côté au lieu d'une seule. En raison de l'étroitesse des cinq pans du rond-point de l'abside, le nombre de baies se trouve ici réduit à une seule. Au nord (en partie) et dans l'abside, huit colonnettes médianes des baies des galeries sont en marbre et proviennent de la première basilique fondée par Chilperic. Philippe Plagnieux estime qu'il était important pour Hugues de Saint-Denis de prolonger la mémoire de cette première basilique et d'accorder des places d'honneur aux sépultures royales ainsi qu'à celle de saint Germain, et le maître-autel consacré en 1163 occupe ainsi le même emplacement que celui de la première basilique. Puis l'aménagement intérieur du chœur a connu de nombreuses mutations au fil des siècles. Mais pour revenir aux colonnettes des galeries, celles des deux premières travées ont toutes été refaites en stuc à partir de fin 1657, bien qu'on les crût longtemps être de marbre.
Les grandes arcades reposent sur les tailloirs carrés aux angles abattus de gros chapiteaux, dont les faces ont une hauteur de 110 cm et une largeur de 90 cm. Les corbeilles sont pour moitié sculptées de deux rangs de feuilles d'acanthe, dont celles du rang supérieur forment des volutes d'angle. Ces chapiteaux sont inspirés de l'ordre corinthien et d'une grande qualité. La feuille d'acanthe est rare sous la première période gothique, et elle est encore plus rarement représentée fidèlement, comme c'est le cas à Saint-Germain-des-Prés. Les autres chapiteaux sont historiés de chimères très variés, et puisent eux aussi leur répertoire iconographique dans l'antiquité. Immédiatement en dessous des tailloirs, la partie haute des corbeilles est évasée par deux segments de cercle par face, ce qui donne l'impression que le tailloir repose sur des modillons. L'astragale est mince et plate. Les chapiteaux sont portés par de piliers monocylindriques isolés appareillés en demi-tambours alternés. Les arcades des travées droites sont en plein cintre, alors que celles de l'abside, plus étroites, sont surhaussées et en tiers-point. Selon l'usage, les piliers sont en effet implantés dans une même ligne avec les piliers entre les chapelles rayonnantes, ce qui n'est toutefois pas le cas dans le chœur de Saint-Martin-des-Champs, édifice légèrement antérieur. Les arcades sont bordées par un tore de chaque côté. Les tailloirs sont suffisamment grands pour accueillir les bases des faisceaux de trois colonnettes correspondant respectivement aux doubleaux et ogives, ou aux ogives et formerets, dans l'abside. La colonnette centrale est légèrement plus forte et le socle de sa base fait saillie devant le tailloir. Son chapiteau se situe à mi-hauteur des fenêtres hautes. Les chapiteaux des ogives se situent à la même hauteur, mais ceux des formerets sont situés à un niveau plus élevé, ce qui correspond à la règle générale. L'originalité du chœur de Saint-Germain-des-Prés tient en l'utilisation des colonnettes des formerets pour délimiter les baies du triforium, dans les travées droites sauf à côté des clochers, et en l'utilisation des colonnettes encadrant les fenêtres à la même fin, dans l'abside. Ce parti date bien d'origine, et a aussi été adopté dans la basilique Saint-Remi de Reims et dans la cathédrale d'Arras. Dans les parties droites, il n'y a pas de colonnettes dédiées pour encadrer les fenêtres, ce rôle étant également assumé par les colonnettes des formerets, ce qui est une disposition très répandue. Ainsi des faisceaux de cinq colonnettes existent partout à la limite entre les travées, dont deux colonnettes se terminant sur le bandeau d'appui du triforium, et trois sur les tailloirs des chapiteaux des grandes arcades. Le plein cintre, employé pour les formerets plaqués contre les clochers, n'est pas utilisé dans le reste du chœur, sauf pour les grandes arcades dans les parties droites.

#### Collatéraux et déambulatoire

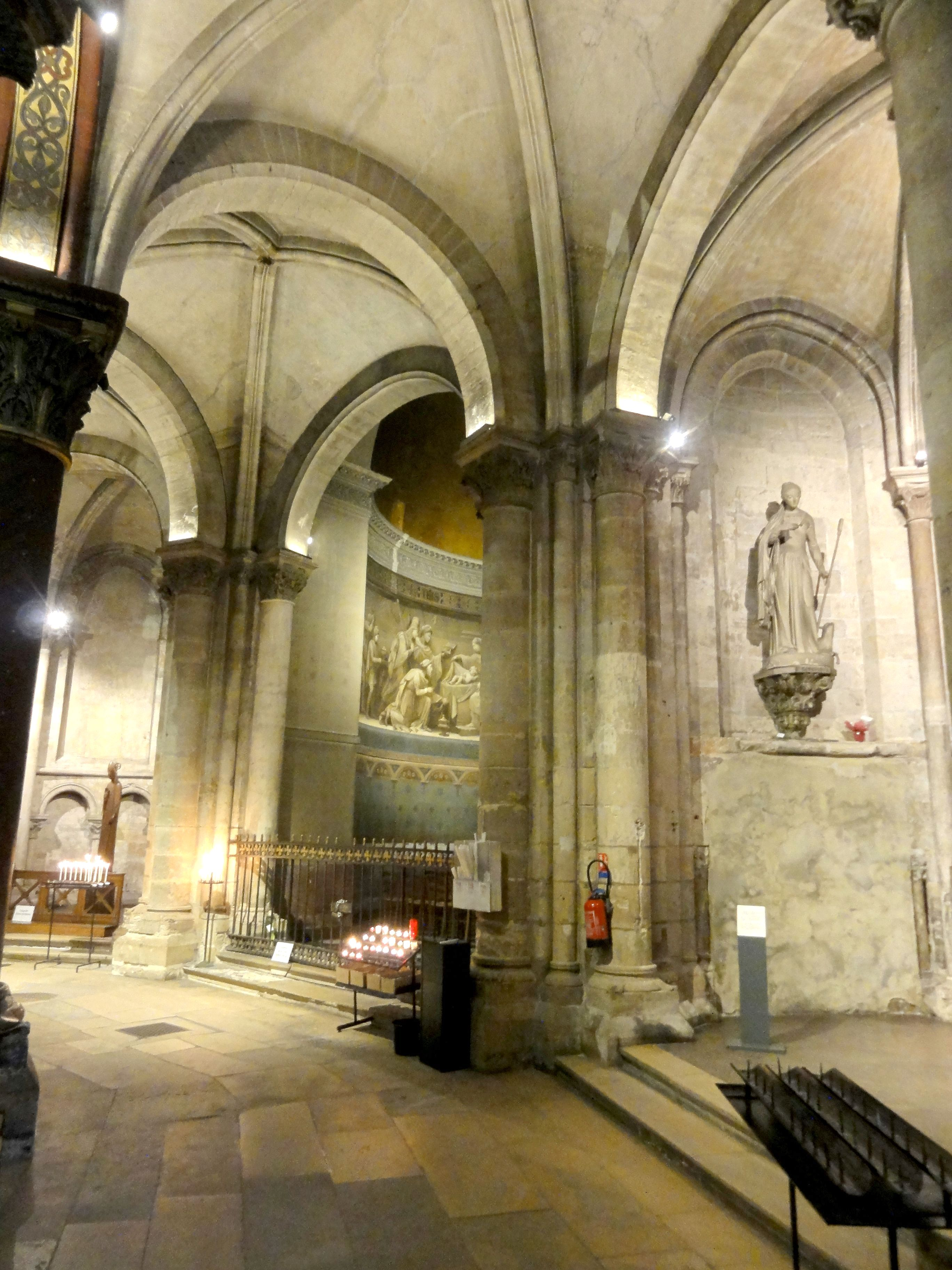
Partie centrale du déambulatoire, vue vers le nord-est.

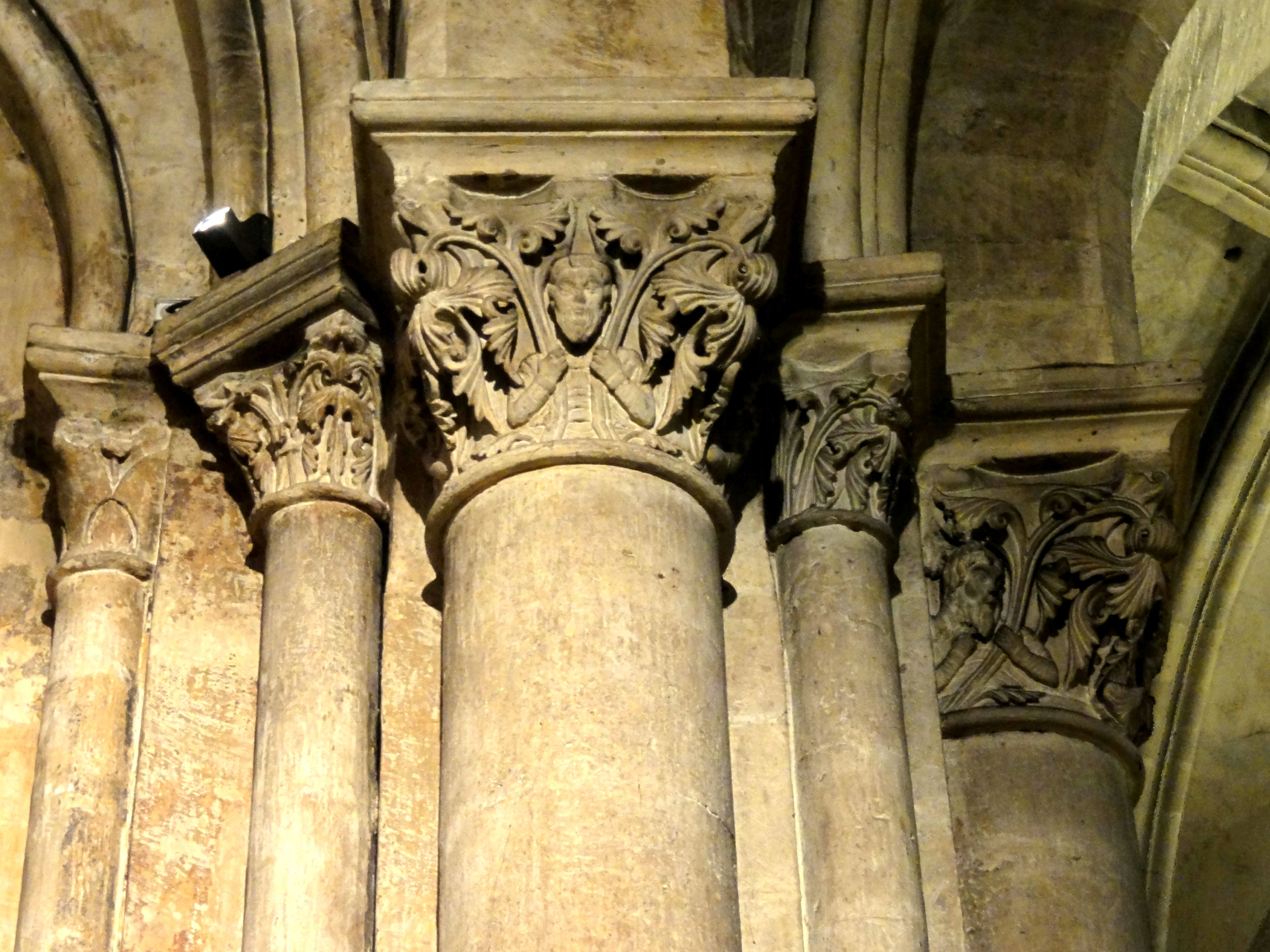
Chapiteaux à l'entrée d'une chapelle carrée.

Les pourtours du chœur ont été épargnés par la décoration peinte d'Alexandre Denuelle, et restent les parties les plus authentiques de l'église. Les parties droites du déambulatoire peuvent être qualifiés de collatéraux, car pouvant exister dans une église sans déambulatoire contournant l'abside. Il convient de distinguer les parties droites et les parties tournantes, où le plan peut exiger des dispositions particulières. En l'occurrence, des irrégularités existent dans les premières travées du nord et au sud, qui sont les bases des clochers déjà évoquées, et dans les secondes travées, qui sont dépourvues de chapelles et sont délimitées par des murs respectivement au nord et au sud. L'absence de chapelles a donné lieu à l'établissement de formerets le long des murs évoqués, et donc de colonnettes supplémentaires adossées aux piliers extérieurs. Ailleurs, ces piliers paraissent comme cruciformes du côté des collatéraux et du déambulatoire, le plan s'adaptant évidemment aux besoins dans les parties tournantes. Une seule colonnette est ici logée dans les angles. Vers les chapelles, les piliers suivent un plan plus complexe et comportent deux ressauts, qui accueillent les colonnettes réservées aux ogives et formerets. C'est cette disposition qui existe dans les secondes travées des collatéraux, et fait leur irrégularité. Sinon une grande rigueur règne sur l'agencement des supports, qui obéissent tous aux mêmes principes, alors que des plans différents adapter aux particularités particulières sont fréquents dans d'autres églises. Les grandes arcades sont également toutes analogues, mais les deux premières bases au nord et au sud ont des scoties surcreusées, ce qui est rare au milieu du XIIe siècle mais courant à l'Antiquité, et les deux avant-dernières bases ont des tores inférieurs dédoublées.
Contrairement à ce que suggère le vaisseau central du chœur où le plein cintre n'est employé que pour les arcs très ouverts, qui auraient néanmoins pu être appareillées en cintre surbaissé, le plein cintre règne sur les doubleaux et ogives des collatéraux et du déambulatoire. Ici l'arc en tiers-point des grandes arcades du rond-point n'apparaît que comme une solution pour éviter des arcades trop surhaussées. En effet, la construction a commencé par le déambulatoire et ses chapelles rayonnantes, dont le gros œuvre a dû être achevé au milieu du XIIe siècle. En considérant l'ensemble du chœur, il est bien difficile de déterminer si le plein cintre ou l'arc en tiers-point domine ; pour anticiper, celui-ci est aussi utilisé pour les formerets latéraux et les fenêtres des chapelles rayonnantes. Cet emploi simultanéité du plein cintre et de l'arc brisé est aussi caractéristique du chœur de la cathédrale de Noyon. Une autre alternance est celle entre les arcades moulurées ouvrant sur le vaisseau central du chœur, et les arcades simplement chanfreinées ouvrant sur les chapelles. Les doubleaux sont eux aussi simplement chanfreinés, et la ressemblance avec le style des bas-côtés de la nef est frappante. Le profil des ogives est le même, car le maître d'œuvre du milieu du XVIe siècle s'inspira évidemment des parties orientales de l'église. Les clés de voûte sont de toutes petites rosaces de feuillages, qui ne dépassent pas la largeur de l'arête insérée entre les deux tores. L'on note que les clés de voûte sont situées plus hauts que les sommets des arcs encadrants, de sorte que les voûtes sont bombées : c'est une caractéristique qui n'est pas rare pour le voûtement d'ogives roman, mais ultérieurement, l'on vise des lignes faîtières horizontales. Contrairement au vaisseau central, les chapiteaux des ogives sont placés de biais. Comme à Sens, les chapiteaux des colonnettes sont moins hauts que les chapiteaux des colonnes supportant les doubleaux, mais l'harmonisation se fait par la sculpture, qui est partout traitée de la même façon. La variété des motifs est pourtant plus riche que dans le vaisseau central : palmettes, grandes feuilles, harpies, lions, oiseaux, personnages tenant des rinceaux. Les grandes feuilles dominent et sont déclinées en diverses façons, qui sont toutes des réinterprétations du corinthien, avec une réduction du nombre des feuilles, et l'introduction d'éléments nouveaux, comme des galons perlés ou des têtes d'animaux.

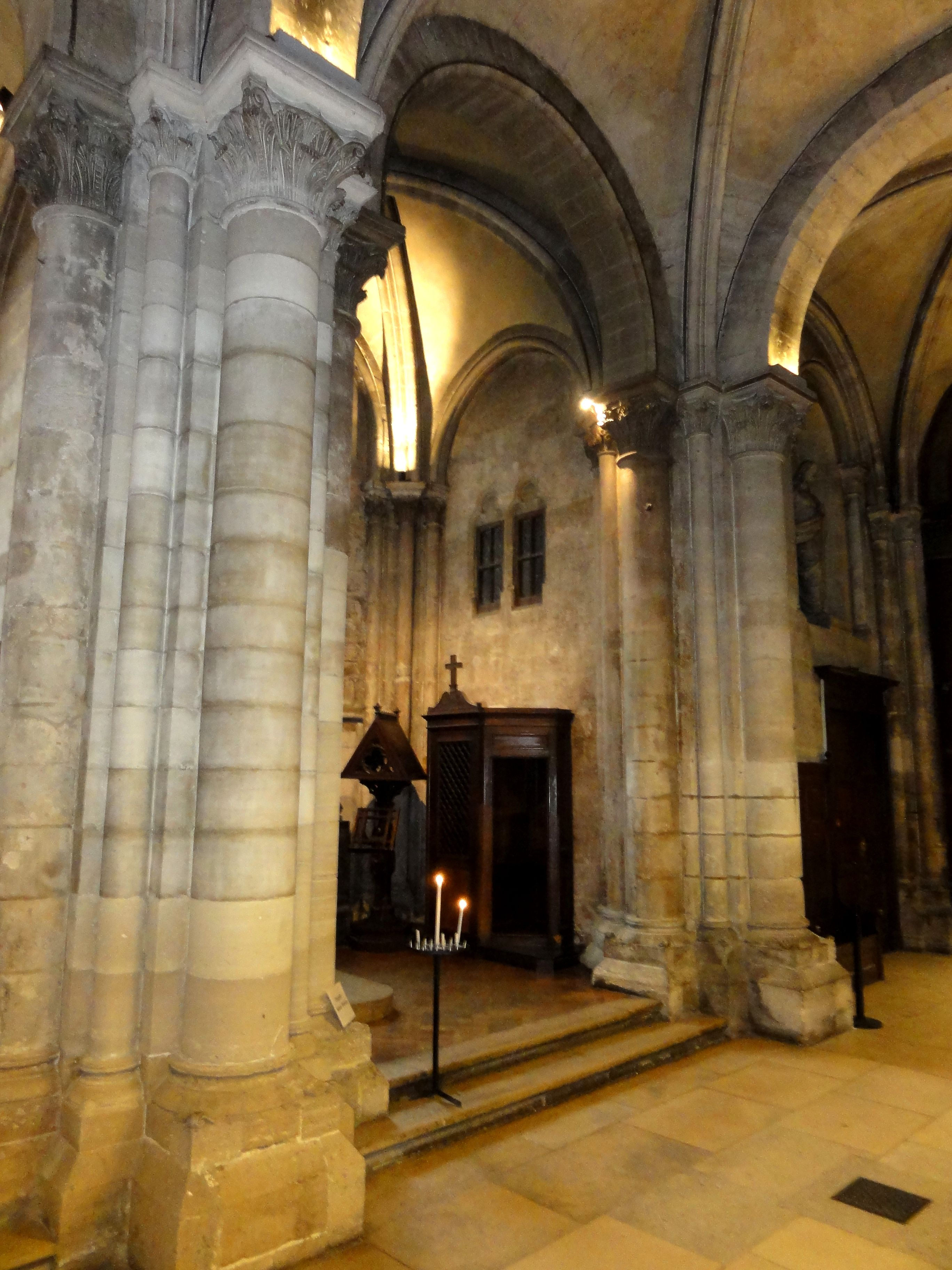
Entrée de la chapelle Ste-Thérèse, côté nord.
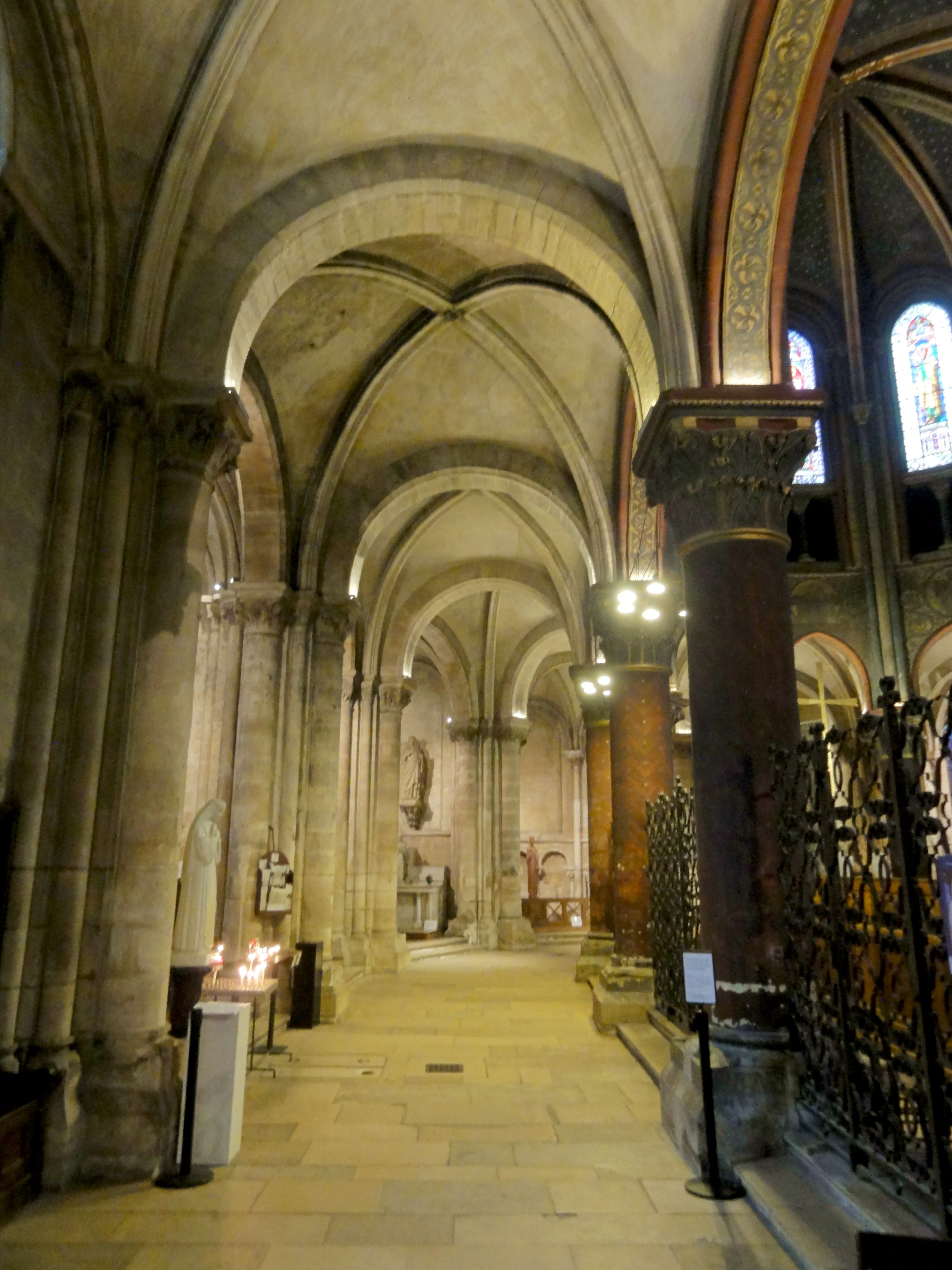
Déambulatoire nord, vue vers l'est.
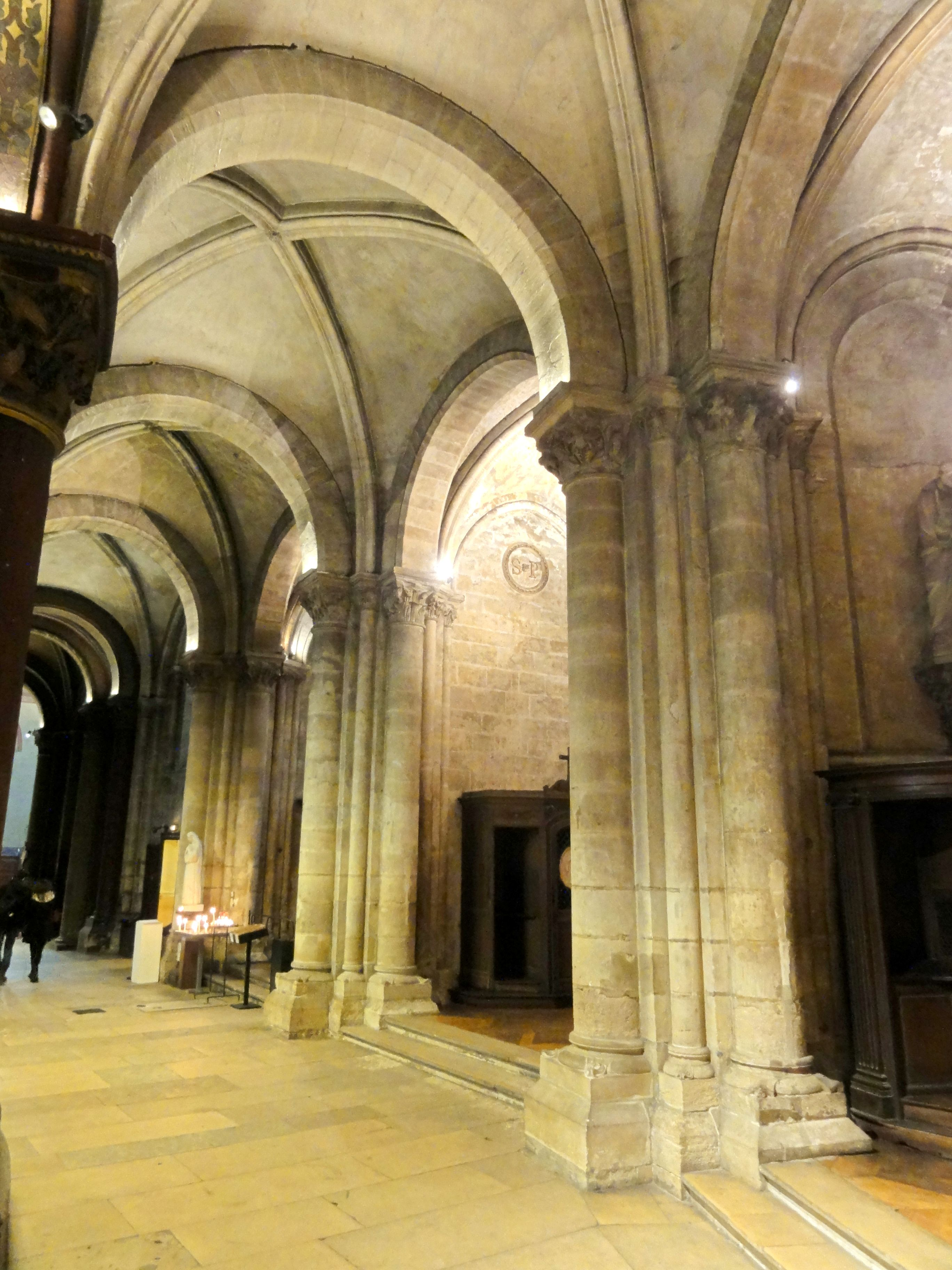
Déambulatoire nord, vue vers l'ouest.
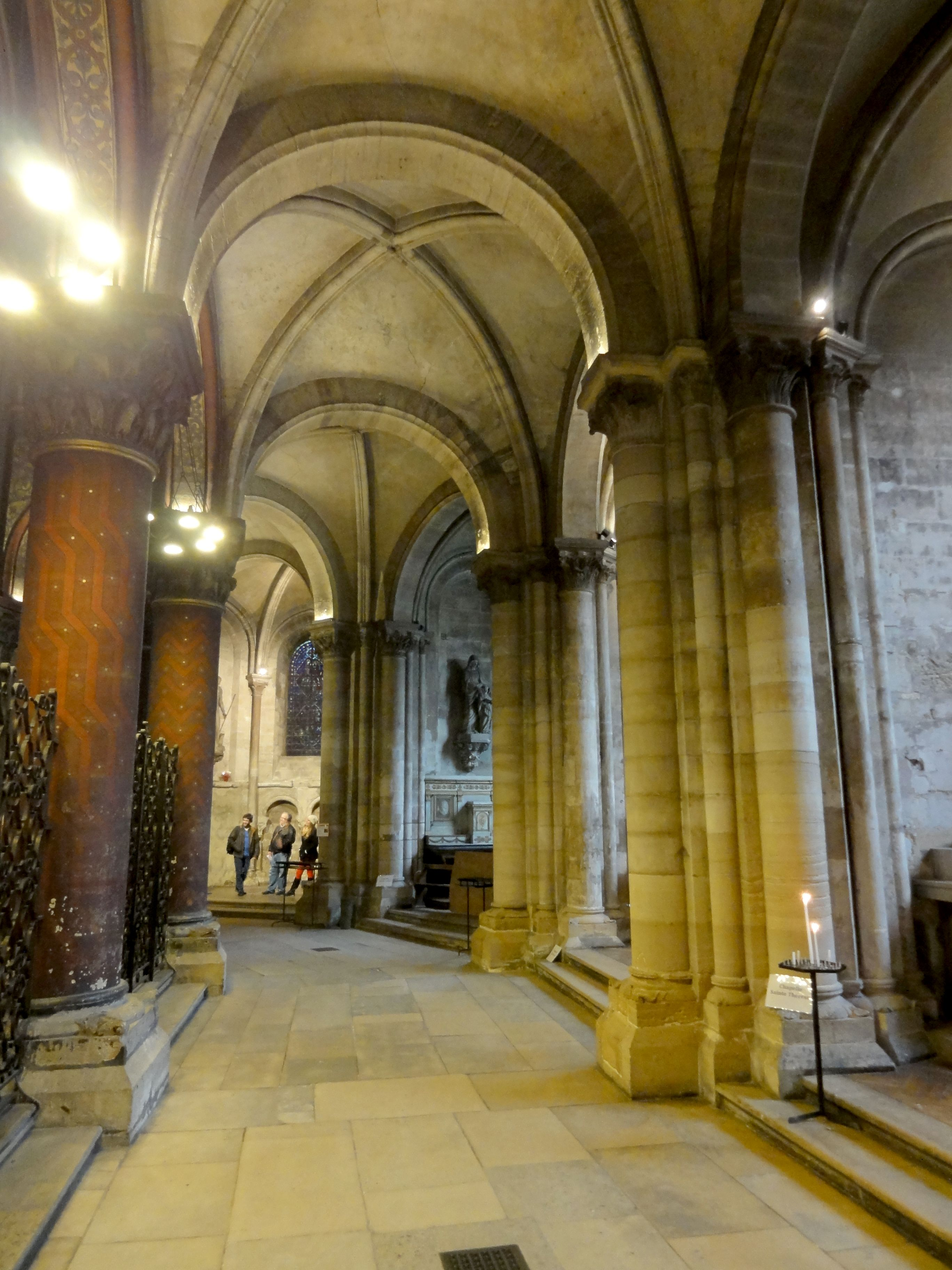
Déambulatoire sud, vue vers l'est.
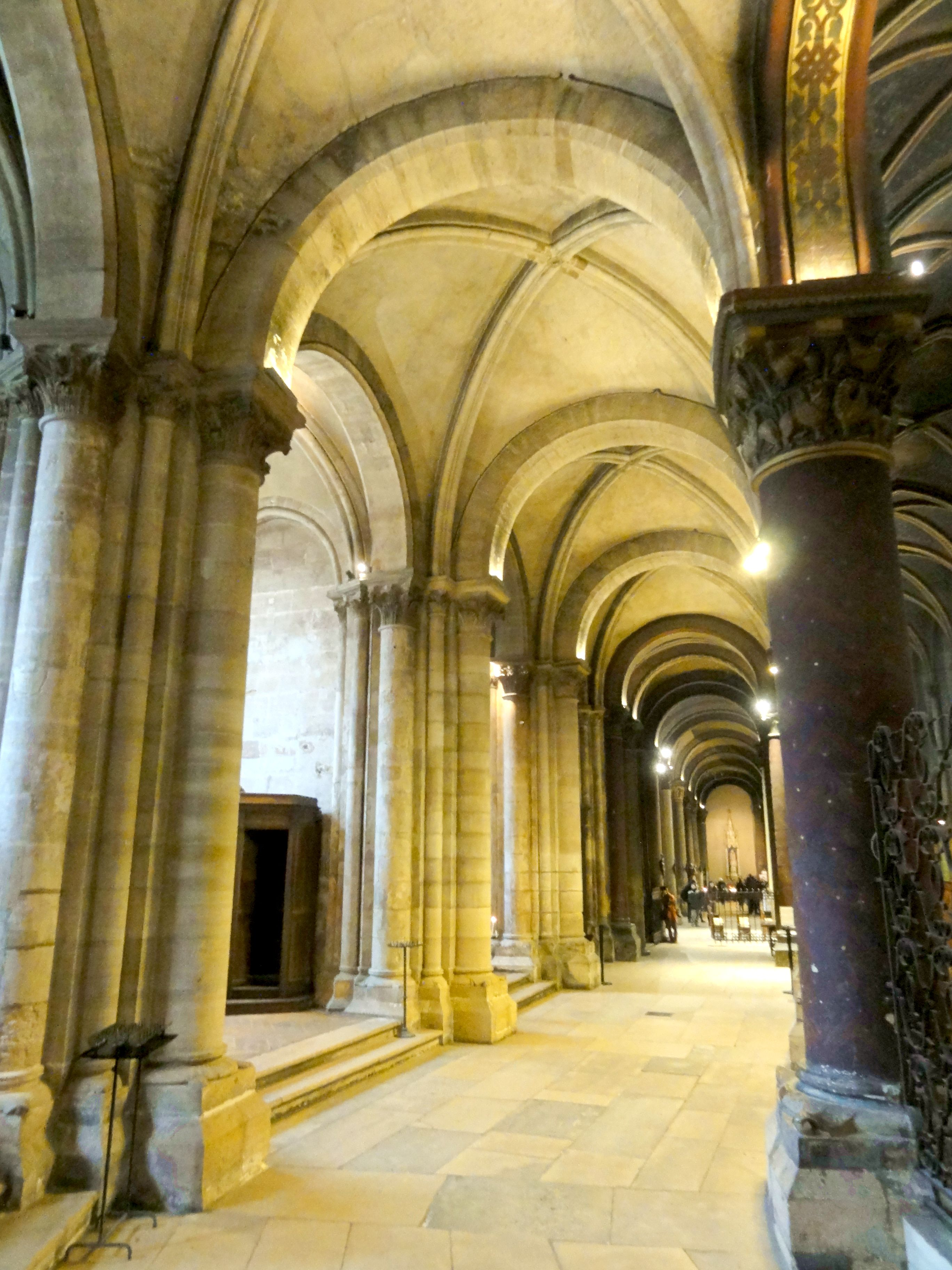
Déambulatoire sud, vue vers l'ouest.
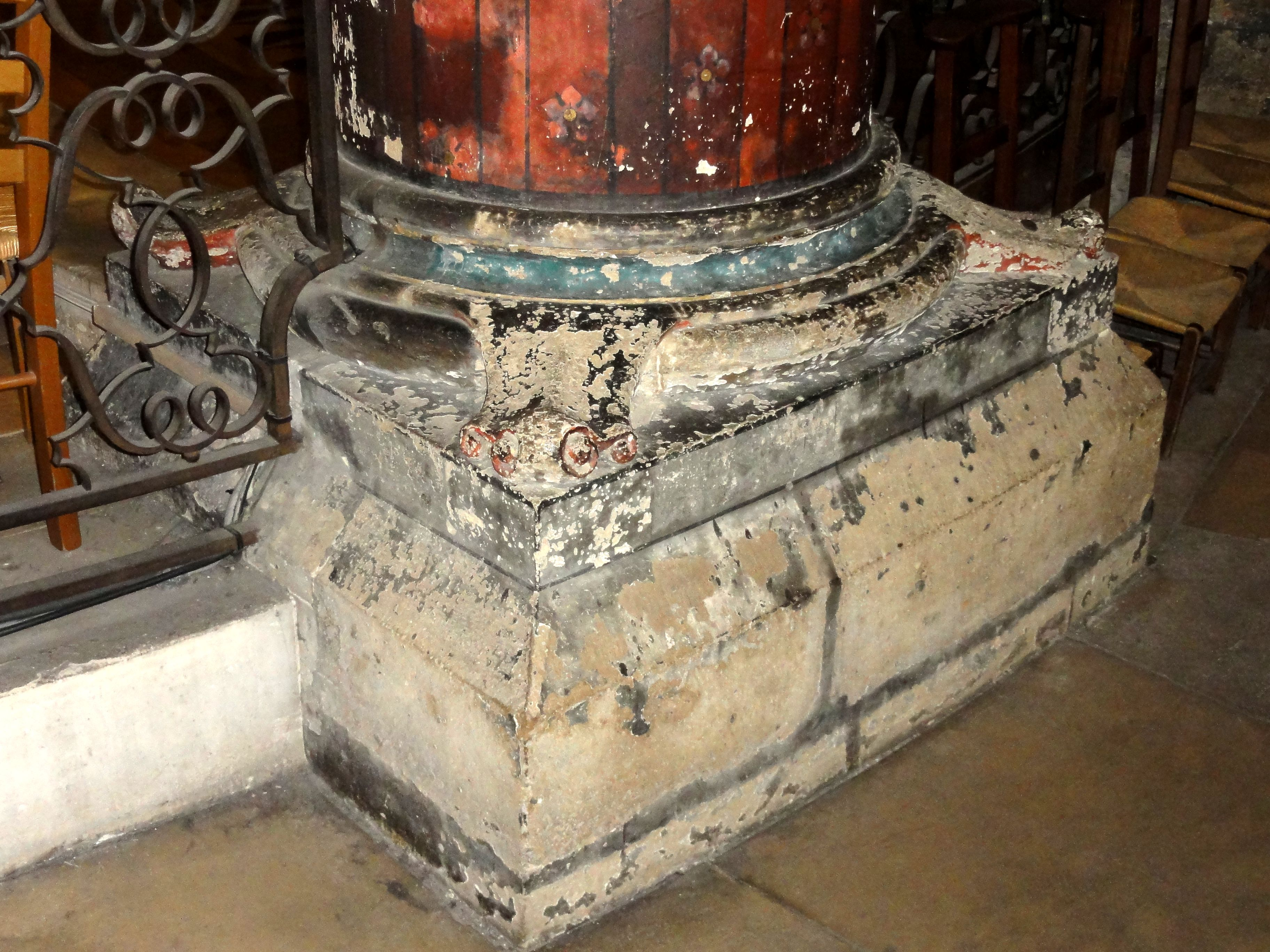
Base côté sud.

#### Chapelles des collatéraux et du déambulatoire

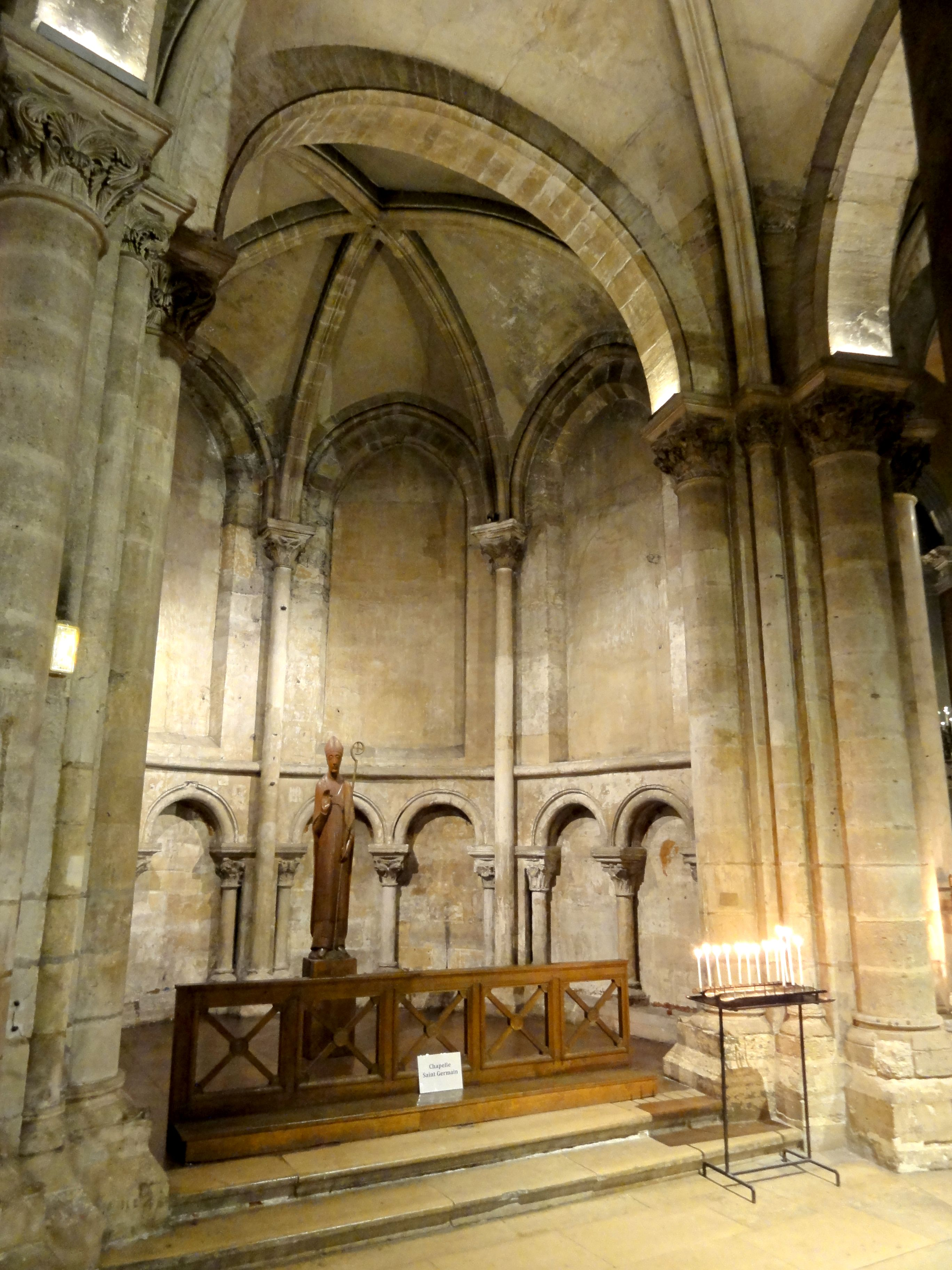
Chapelle Saint-Germain.

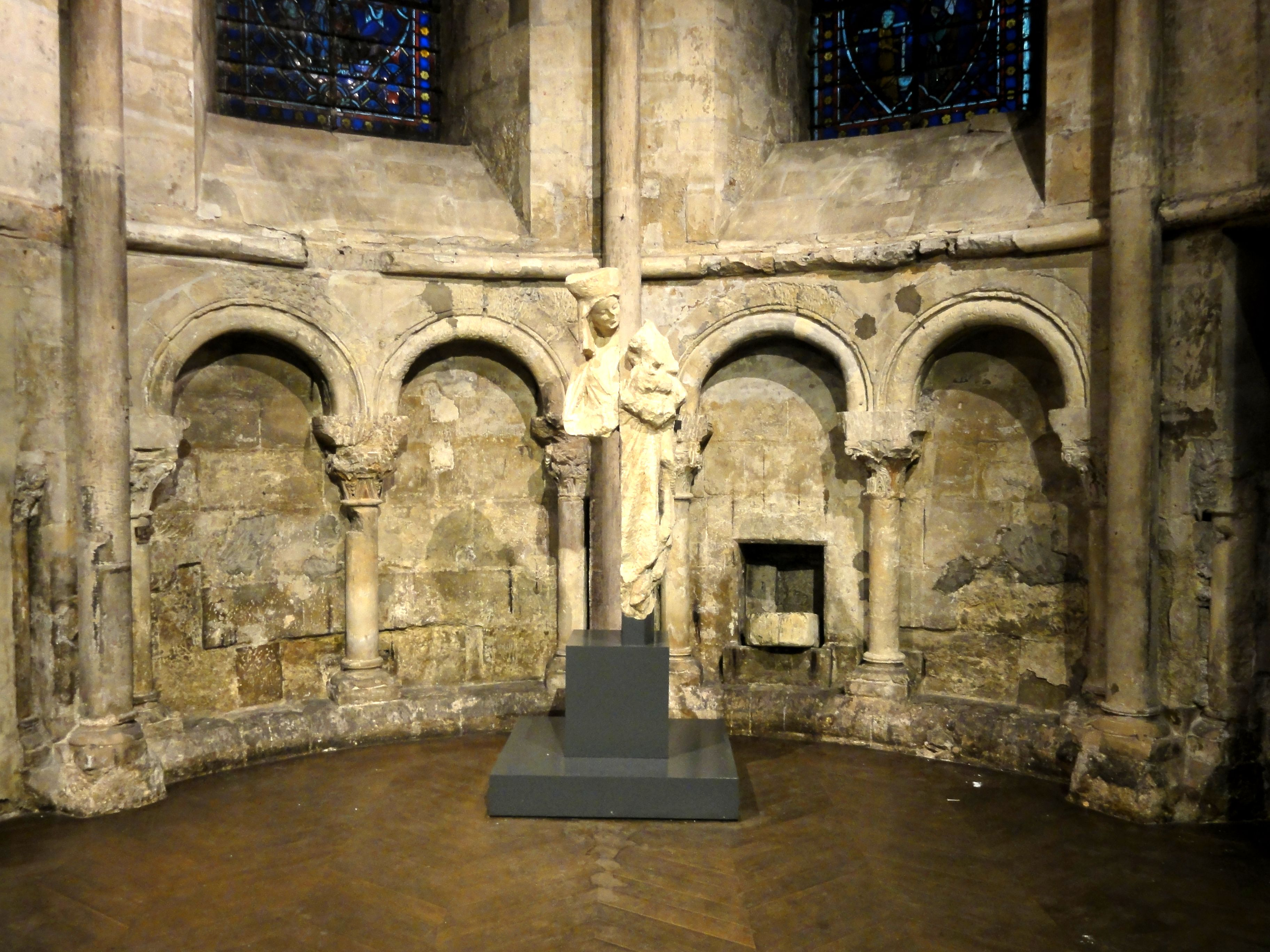
Arcatures plaquées des chapelles rayonnantes.

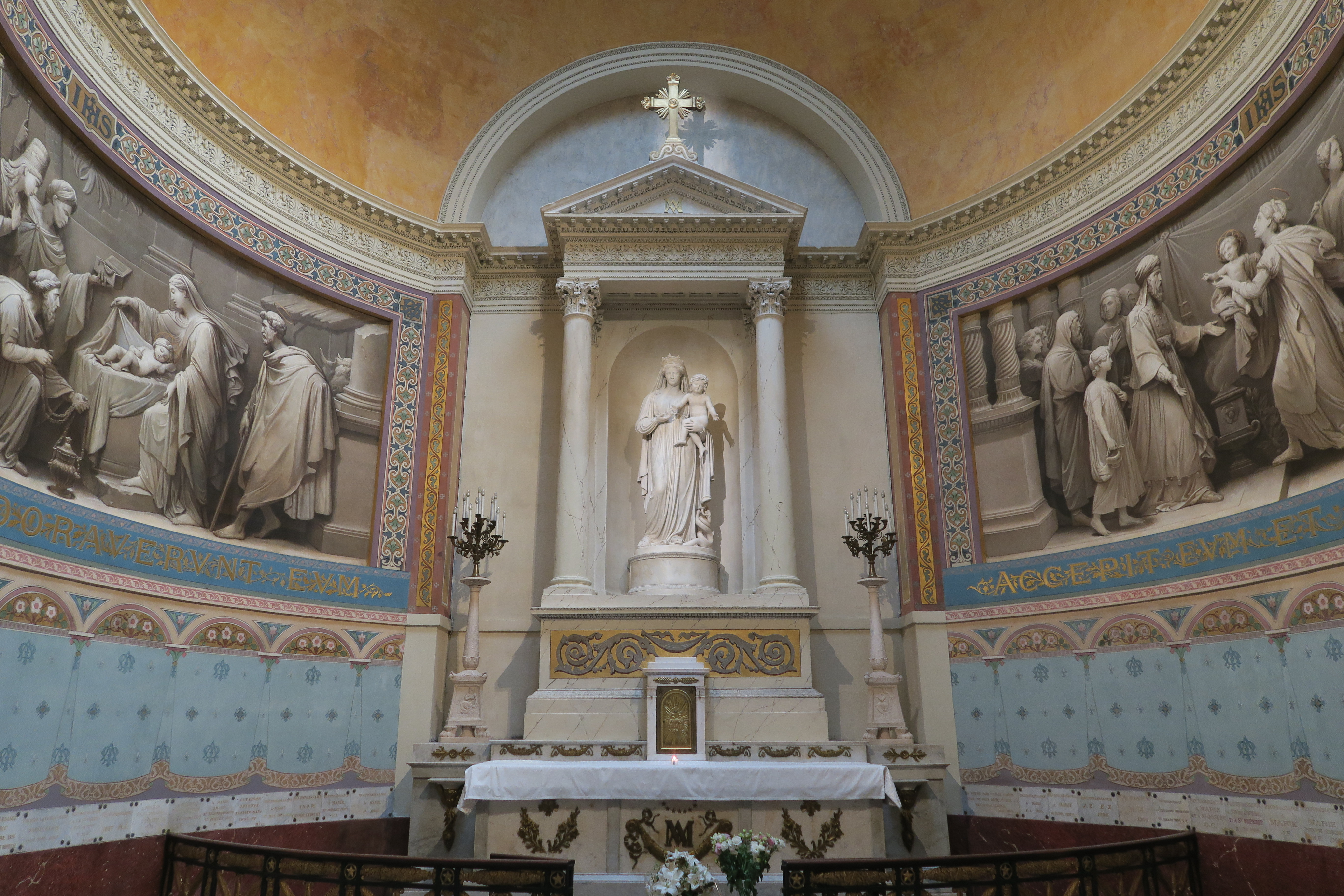
Chapelle de la Vierge après restauration.

Les collatéraux sont flanqués de chapelles carrées sur leurs deux dernières travées seulement, ce qui donne un total de huit chapelles. Le déambulatoire est flanqué d'une chapelle rayonnante par travée, soit cinq chapelles.
La chapelle d'axe a été démolie en 1819 et remplacée par une chapelle plus grande, dessinée par Godde. Eugène Lefèvre-Pontalis qualifie son style de très médiocre. Elle est circulaire et éclairée par une fenêtre ronde au milieu du plafond, à l'instar de la chapelle Sainte-Marguerite. Une arcature aveugle en plein cintre dans le mur du fond sert à mettre en valeur la chapelle de la Vierge. Le décor architectural est inspiré de la Renaissance ; il se compose d'une frise de rinceaux sous une corniche de dentelures. Le retable de la Vierge est intégré dans ce décor qui s'y poursuit ; ici, la corniche est surmontée d'un fronton triangulaire, et la frise en pierre repose sur deux colonnes corinthiennes qui encadrent la niche abritant une statue de la Vierge à l'Enfant. Les toiles marouflées peintes par Heim représentent la Nativité et la Présentation de Jésus au Temple, et sont exécutées en camaïeu de gris. La décoration peinte ornementale se base essentiellement sur le bleu clair, le gris clair, le jaune et l'or, et la coupole est recouverte de stuc-marbre.
Mis à part la chapelle de la Vierge, existent donc deux types de chapelle, qui sont conçues de manière assez différente,.
Les chapelles carrées, ou plutôt rectangulaires, sont très sobres mais harmonieuses. Des faisceaux de trois colonnettes sont logés dans les angles près du mur extérieur, et correspondent aux ogives et formerets. Les chapiteaux des ogives sont placés de biais, comme dans les collatéraux et le déambulatoire. Par rapport aux dimensions restreintes des chapelles, les ogives paraissent un peu larges ; le profil est une fois de plus une arête entre deux tores. Les formerets sont des tores simples. Ils sont en arc à peine brisé sur les murs latéraux, mais en plein cintre sur le mur de fond. Les ogives sont elles aussi en plein cintre. Une vaste baie occupe la majeure partie de ce mur, sauf dans la seconde chapelle du nord, actuellement dédiée à saint Pierre et saint Paul.
La première chapelle du nord est consacrée à saint Joseph, et celles du sud sont vouées à saint Benoît de Nursie et sainte Thérèse de Lisieux. Si ce dernier vocable est évidemment récent, les titres des autres chapelles ont également changé plusieurs fois au cours de l'histoire, ce qui ne facilite pas l'orientation si l'on consulte des ouvrages anciens.
Pour ce qui est des chapelles rayonnantes, elles sont d'un style plus léger, car les formerets n'ont pas bénéficié de formerets dédiés (sauf à côté de l'arcade vers le déambulatoire), ce qui ne donne qu'une seule colonnette en délit dans les trois angles entre les quatre pans. Deux pans sont généralement percées de fenêtres, qui sont des lancettes simples en tiers-point, et harmonisent ainsi avec les formerets également tous en tiers-point. Les pans aveugles, qui sont directement contigus aux chapelles voisines, sont agrémentés de baies factices qui évitent la nudité des murs. Un bandeau torique court au niveau du seuil des fenêtres, dont les soubassements, ainsi que ceux des baies factices, sont initialement animés par deux arcatures plaquées en plein cintre. Elles ont disparu dans la chapelle du Sacré-Cœur, au nord-est, et la chapelle Sainte-Anne, au sud-est, et sont mutilées et en partie manquantes dans la chapelle sainte-Geneviève, au sud-est. Les arcatures ne sont donc plus complètes que dans la chapelle Saint-Germain, au nord-est, qui a en même temps perdu toutes ses fenêtres. La chapelle du Sacré-Cœur ne conserve que les deux tiers de la baie de gauche,.

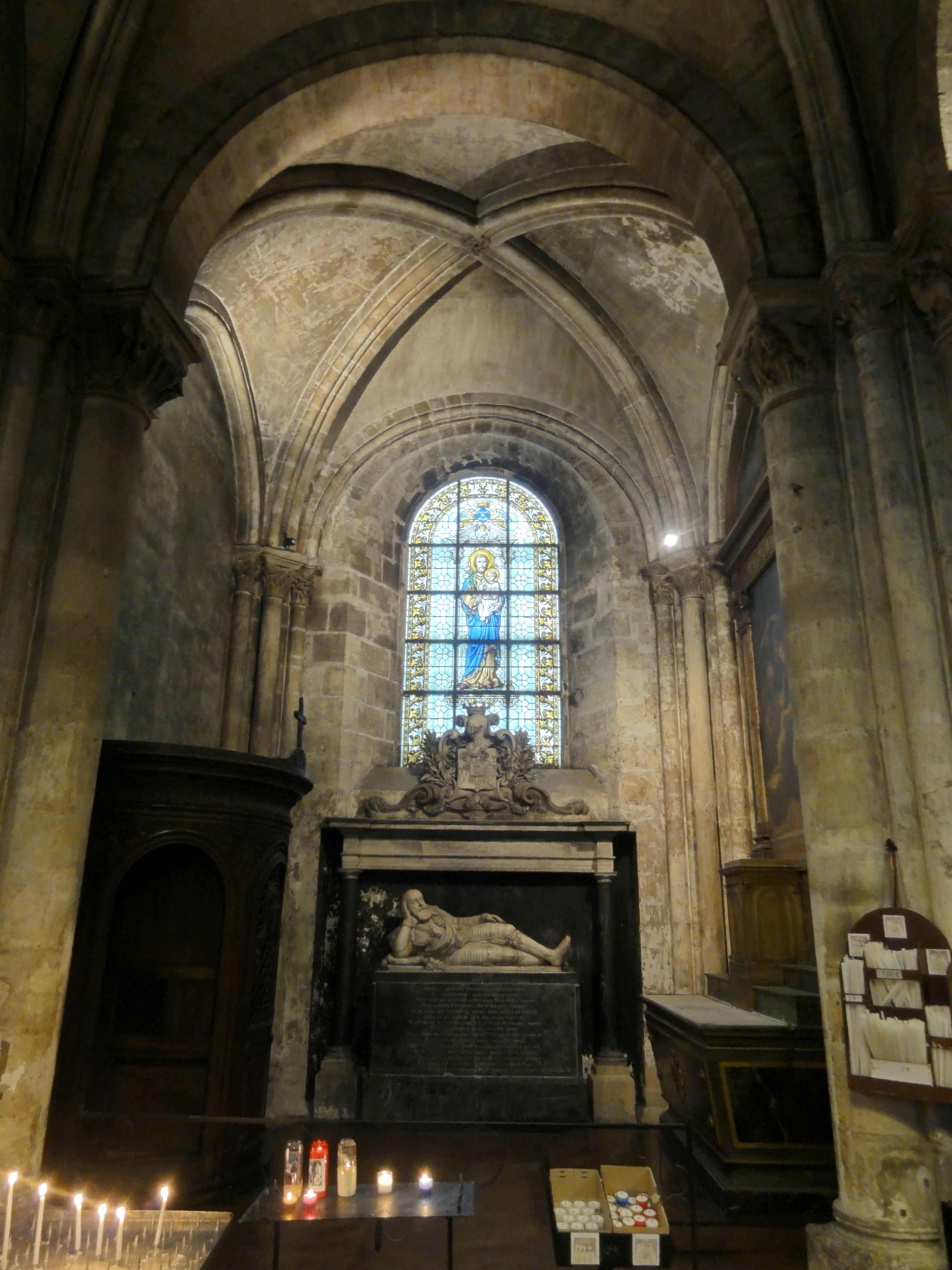
Chapelle Saint-Joseph.
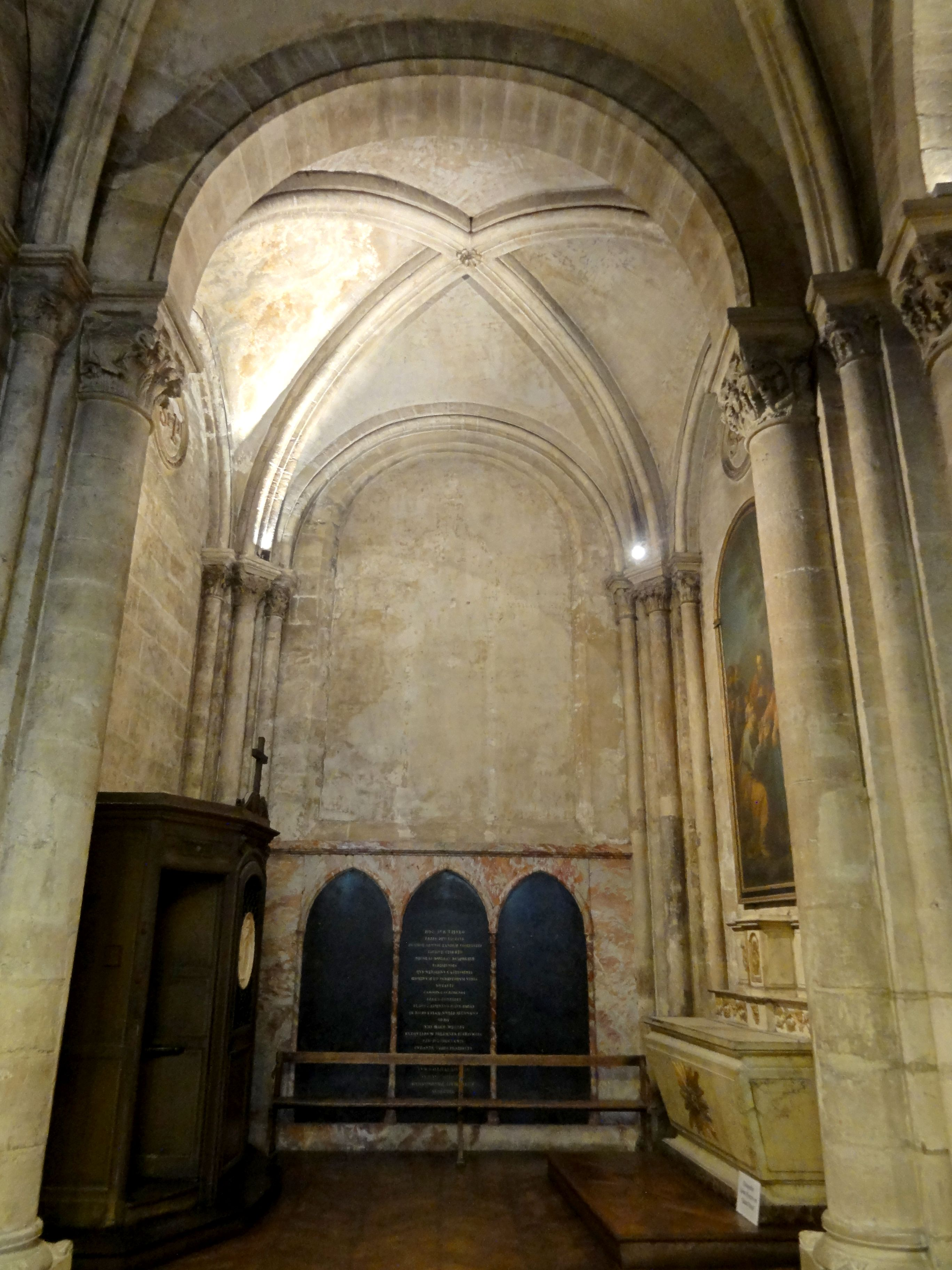
Chapelle Saint-Pierre-et-Saint-Paul.
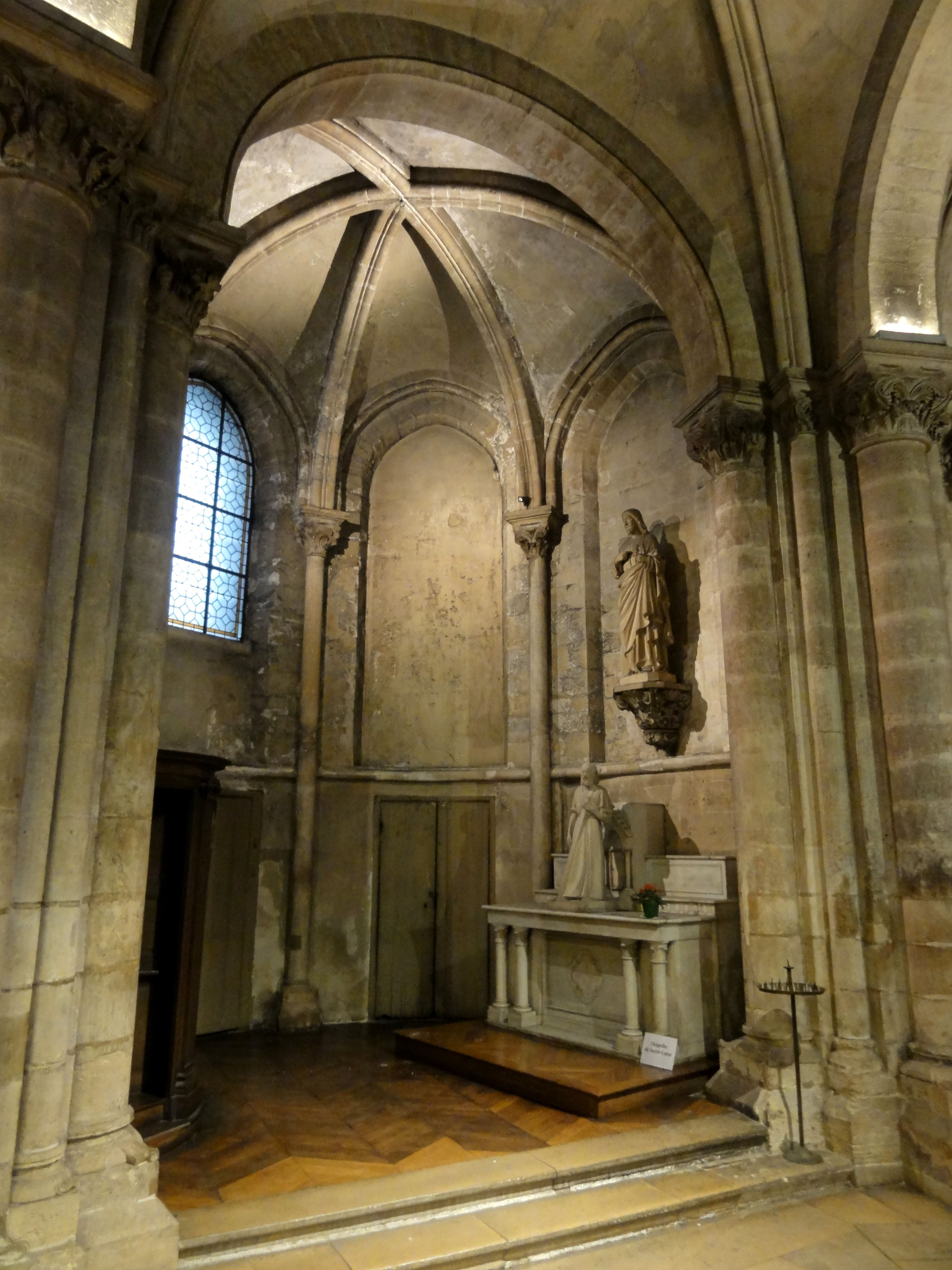
Chapelle du Sacré-Cœur.
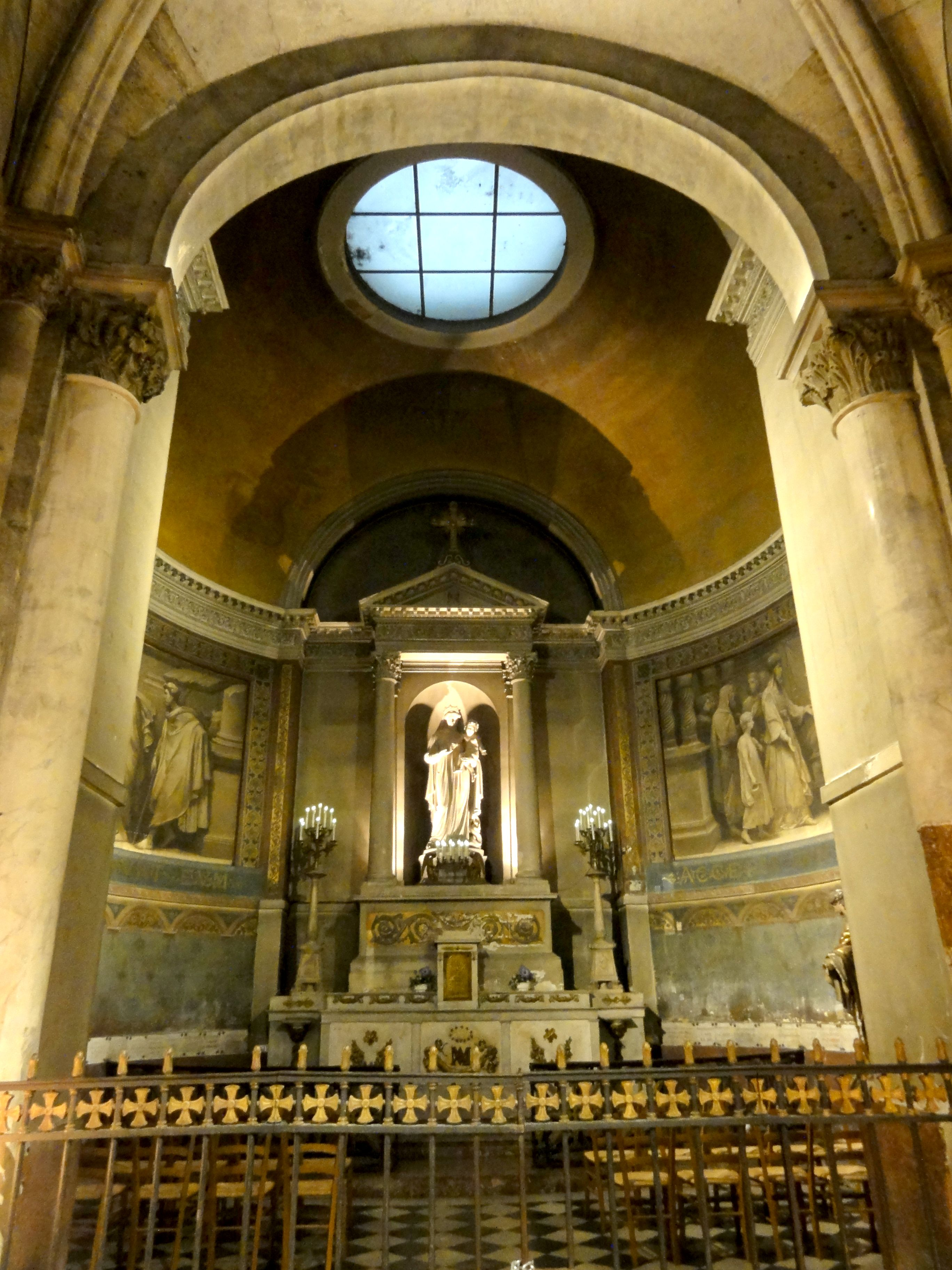
Chapelle de la Vierge.
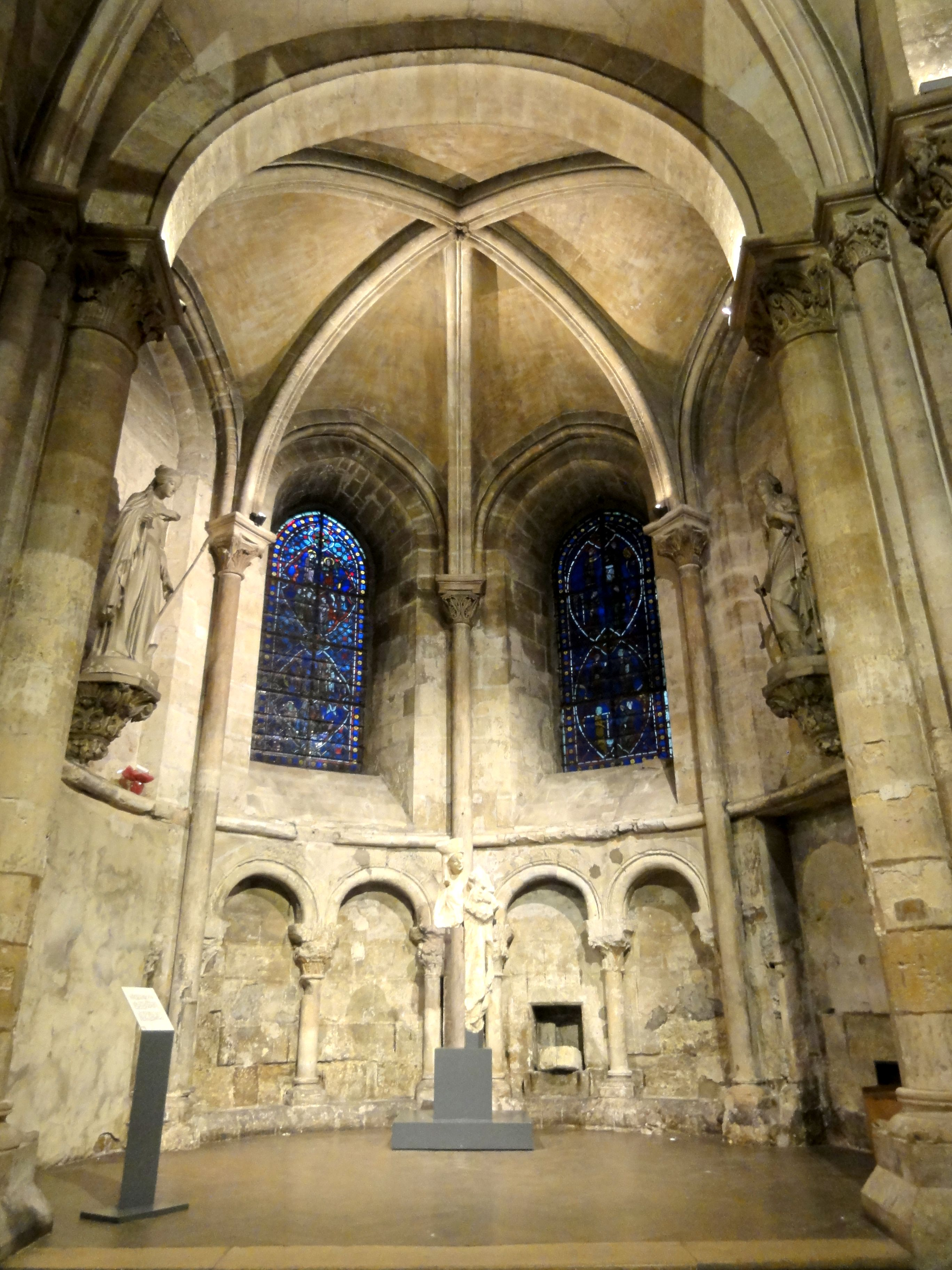
Chapelle Sainte-Geneviève.
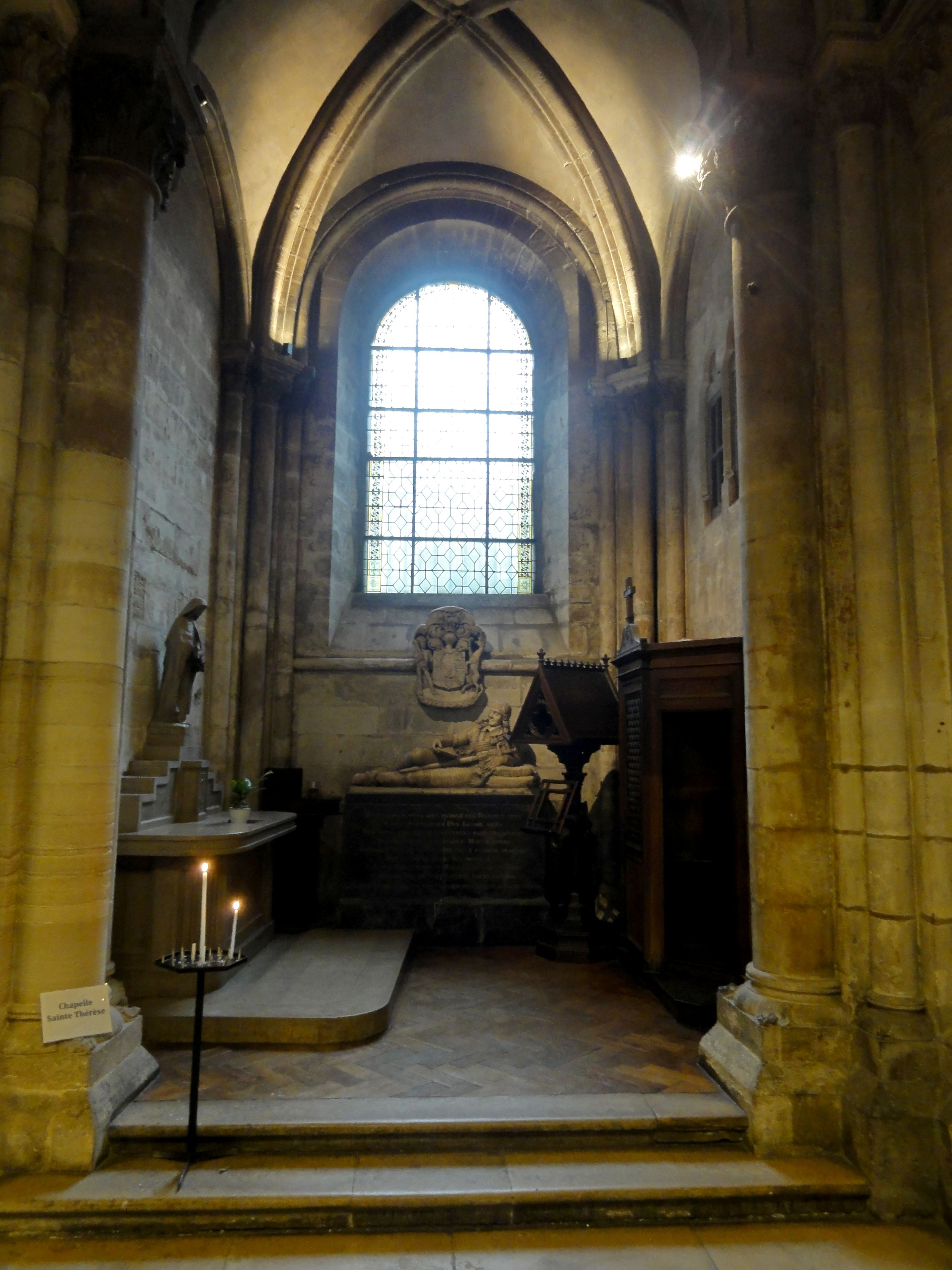
Chapelle Sainte-Thérèse.

#### Chapelle Saint-Symphorien

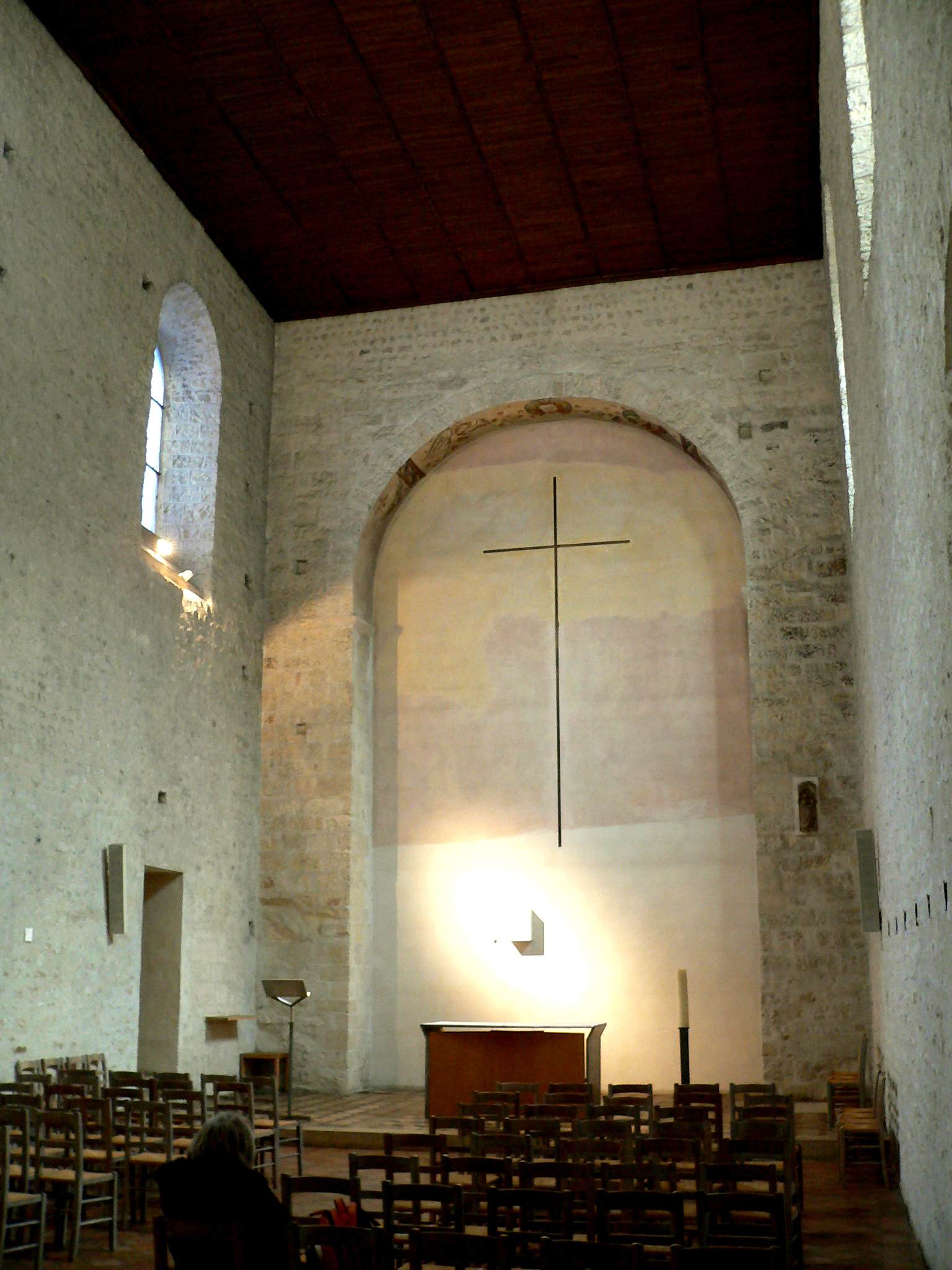
Chapelle Saint-Symphorien.

La chapelle Saint-Symphorien a été bâtie sous l'abbé Morard, en même temps que le clocher-porche, et sans doute un peu avant la nef, à la fin du Xe siècle. Cette chapelle est d'une grande simplicité, et d'une grande luminosité. C'est aujourd'hui un lieu de prière et de recueillement, à l'abri des flux de touristes qui flânent incessamment dans l'église. Plus aucune trace ne subsiste à l'intérieur des travaux de 1619, qui ont porté sur une restauration, mais aussi sur une adaptation de l'aménagement intérieur au goût du jour. Les boiseries ont été retirées lors d'une récente restauration. Ainsi le petit appareil de moellons irréguliers est devenu apparent partout. Les fenêtres en plein cintre sont situées très haut sur les murs, et elles sont fortement ébrasées. De l'abside orientée vers le sud, ne subsiste plus que l'arc triomphal, en plein cintre et à simple rouleau, décoré seulement d'impostes. L'intrados est agrémenté de peintures murales très anciennes, réalisé avec de l'ocre marron, rouge et jaune.
Au sol de l'angle nord-est de la chapelle, une dalle présume l'emplacement d'origine du tombeau de saint Germain, décédé en 576.
L'aménagement et le décor contemporains ont été réalisés en 1993 par Pierre Buraglio[réf. nécessaire].

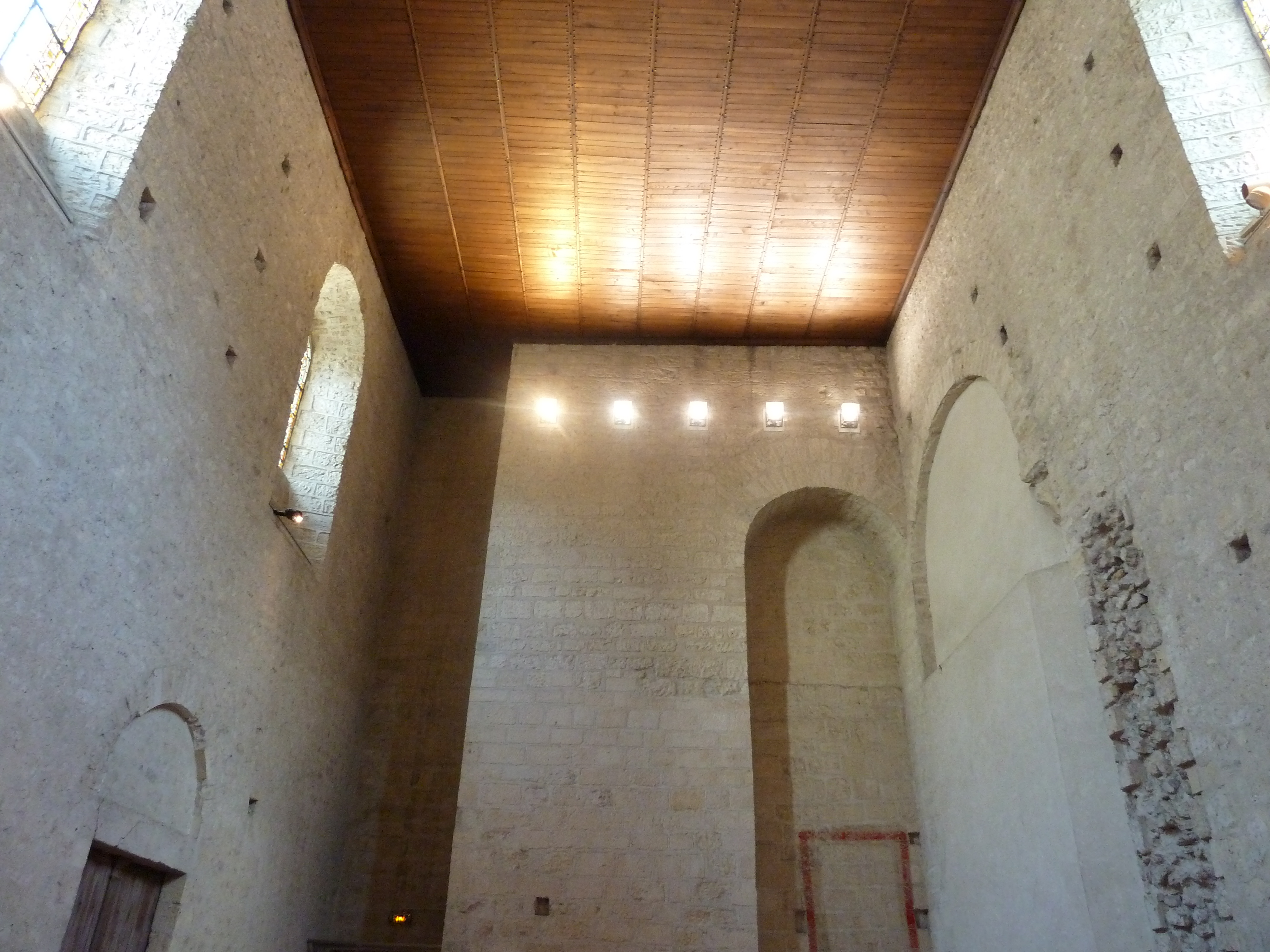
Côté septentrional.
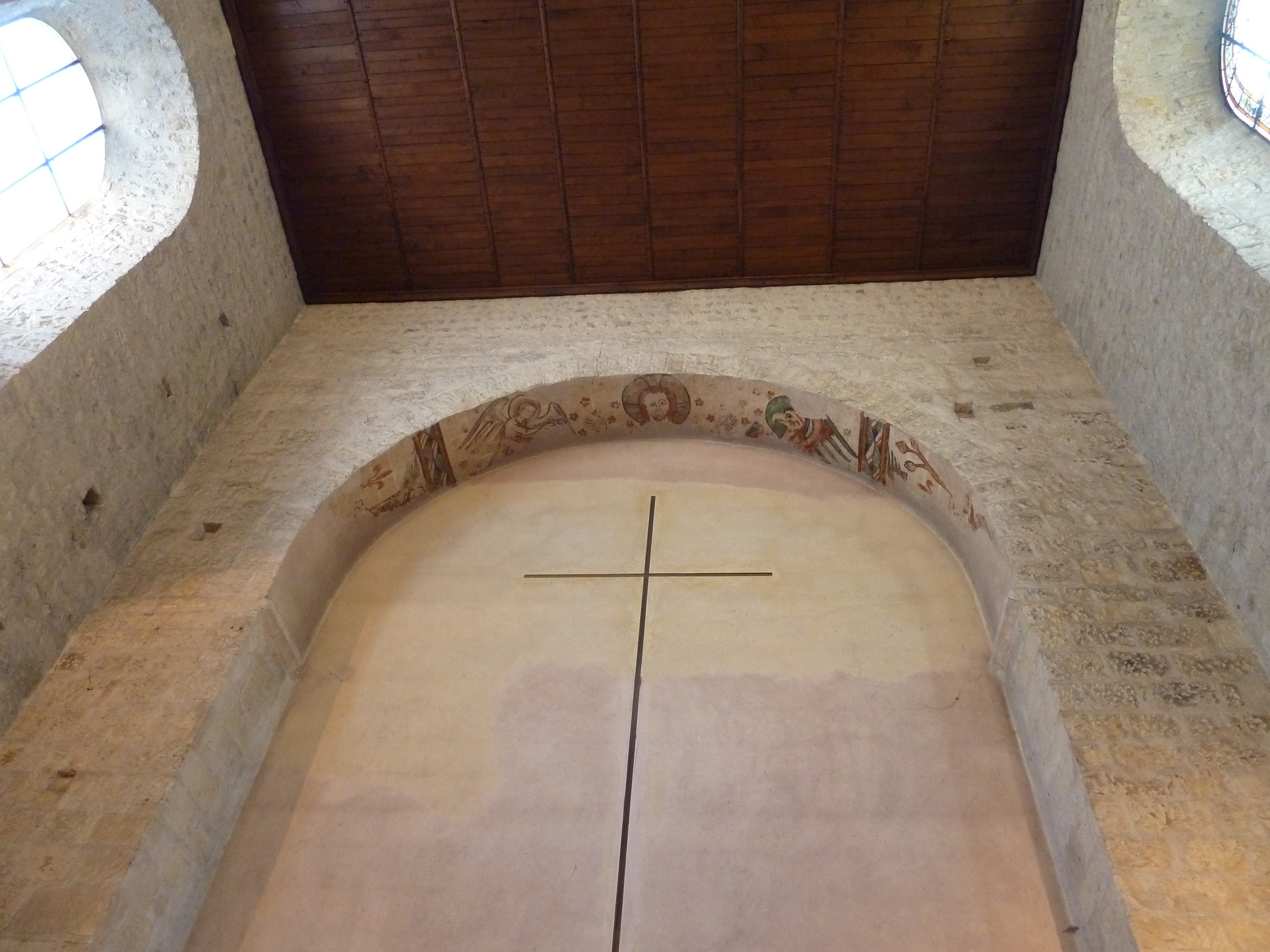
Ensemble des fresques de l'intrados de l'arc triomphal.
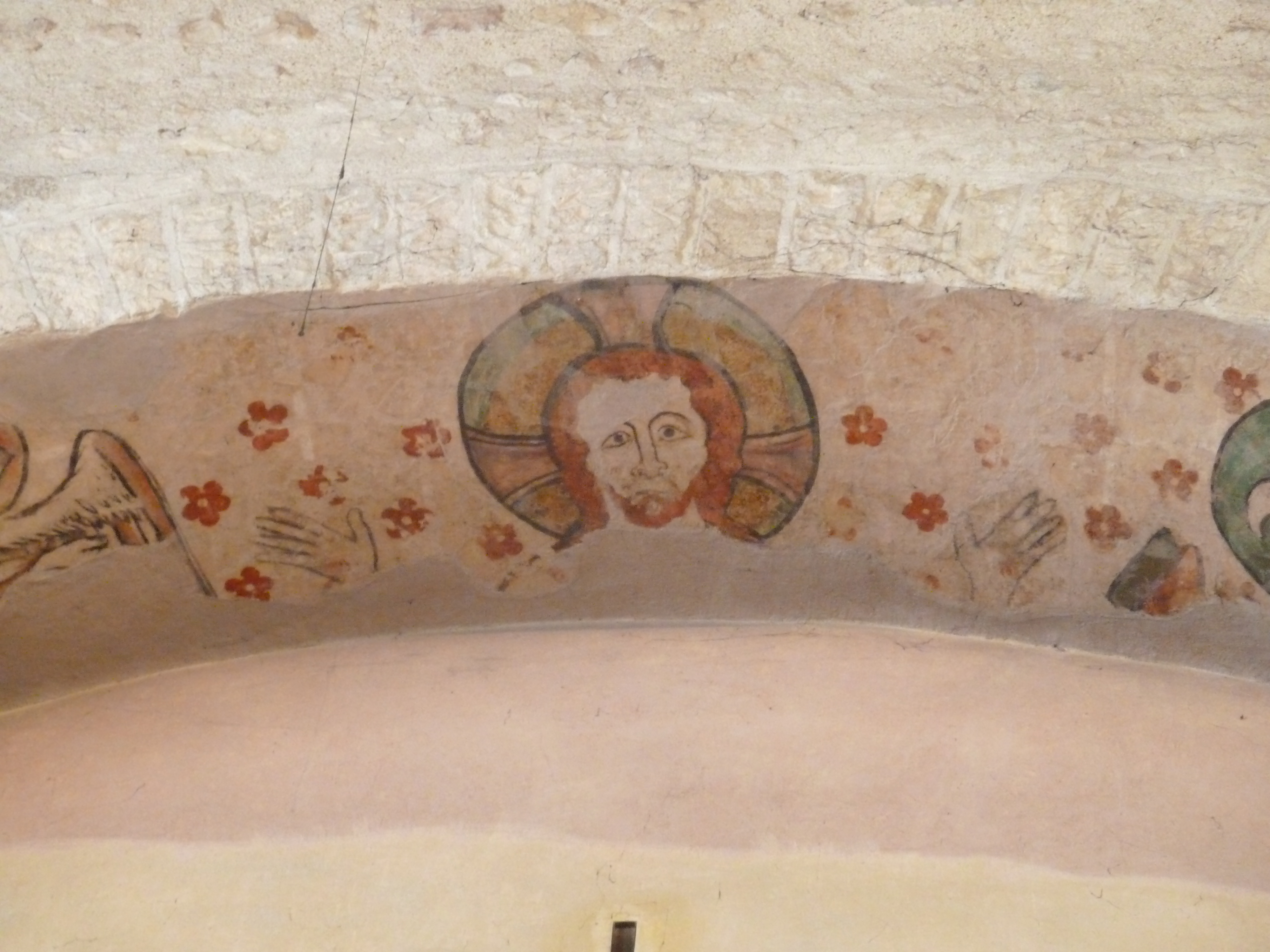
Partie centrale des fresques de l'intrados de l'arc triomphal.
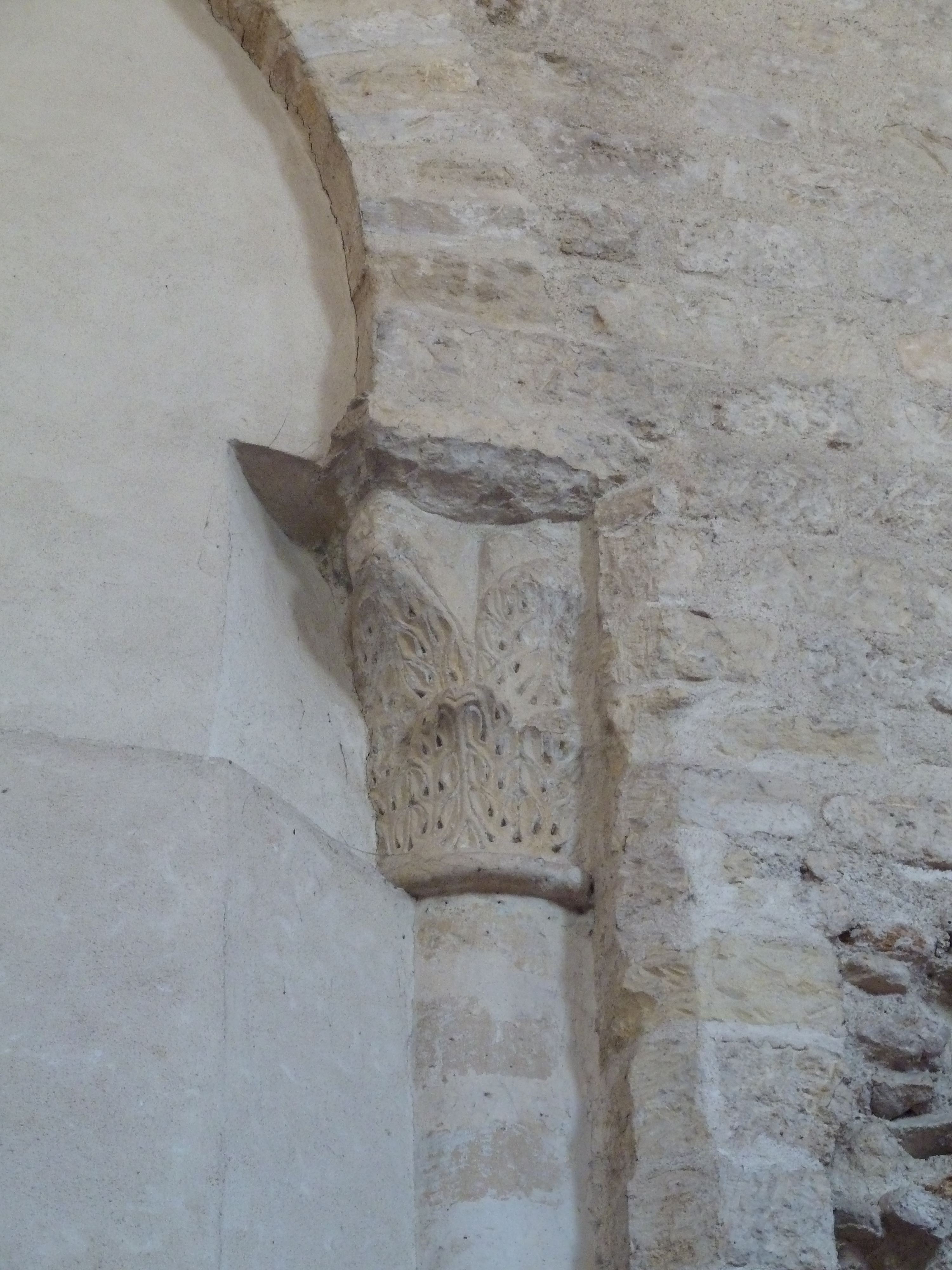
Chapiteau encastré dans le mur oriental.

### Extérieur

#### Clocher-porche

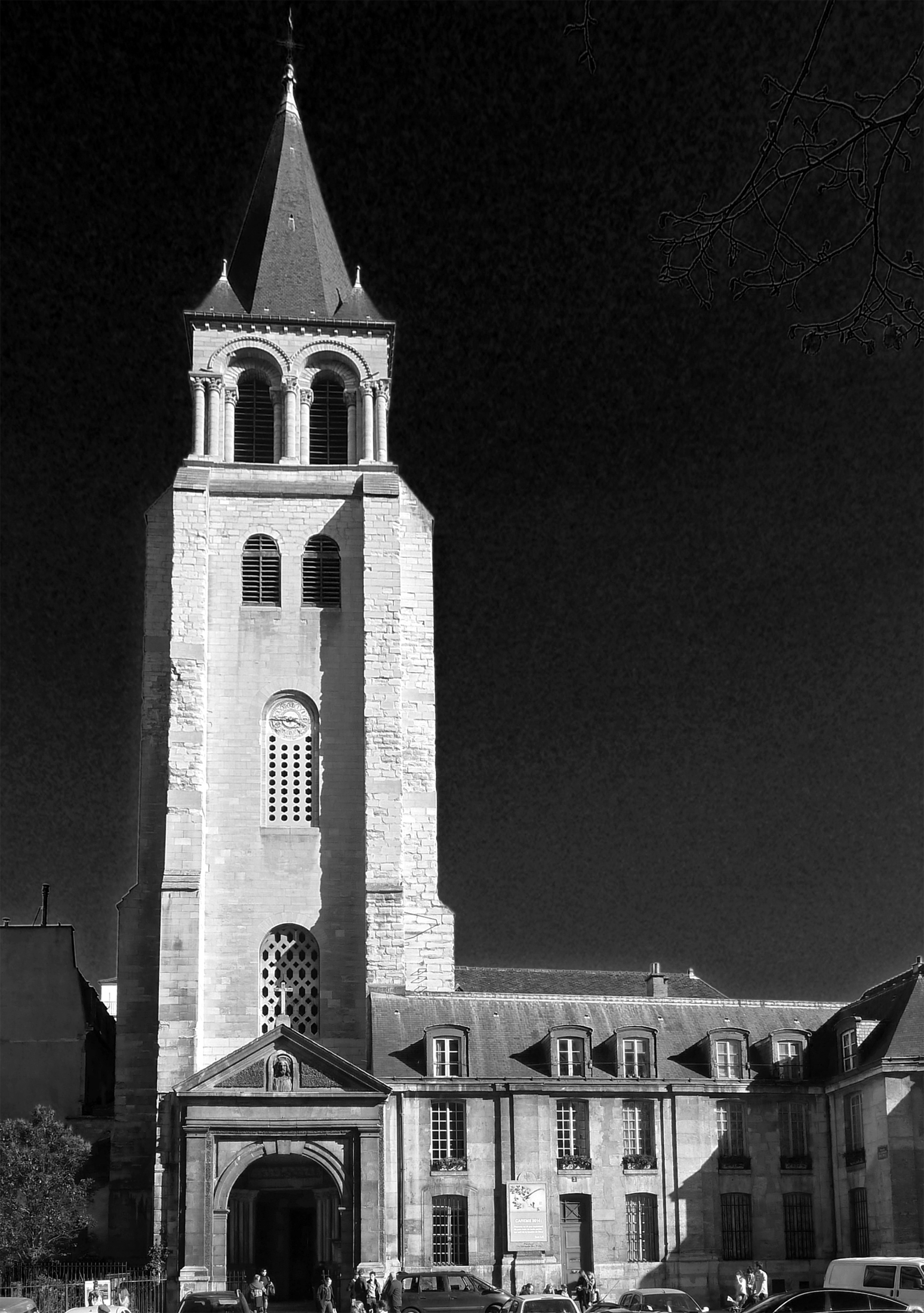
Façade ouest avec le clocher-porche.

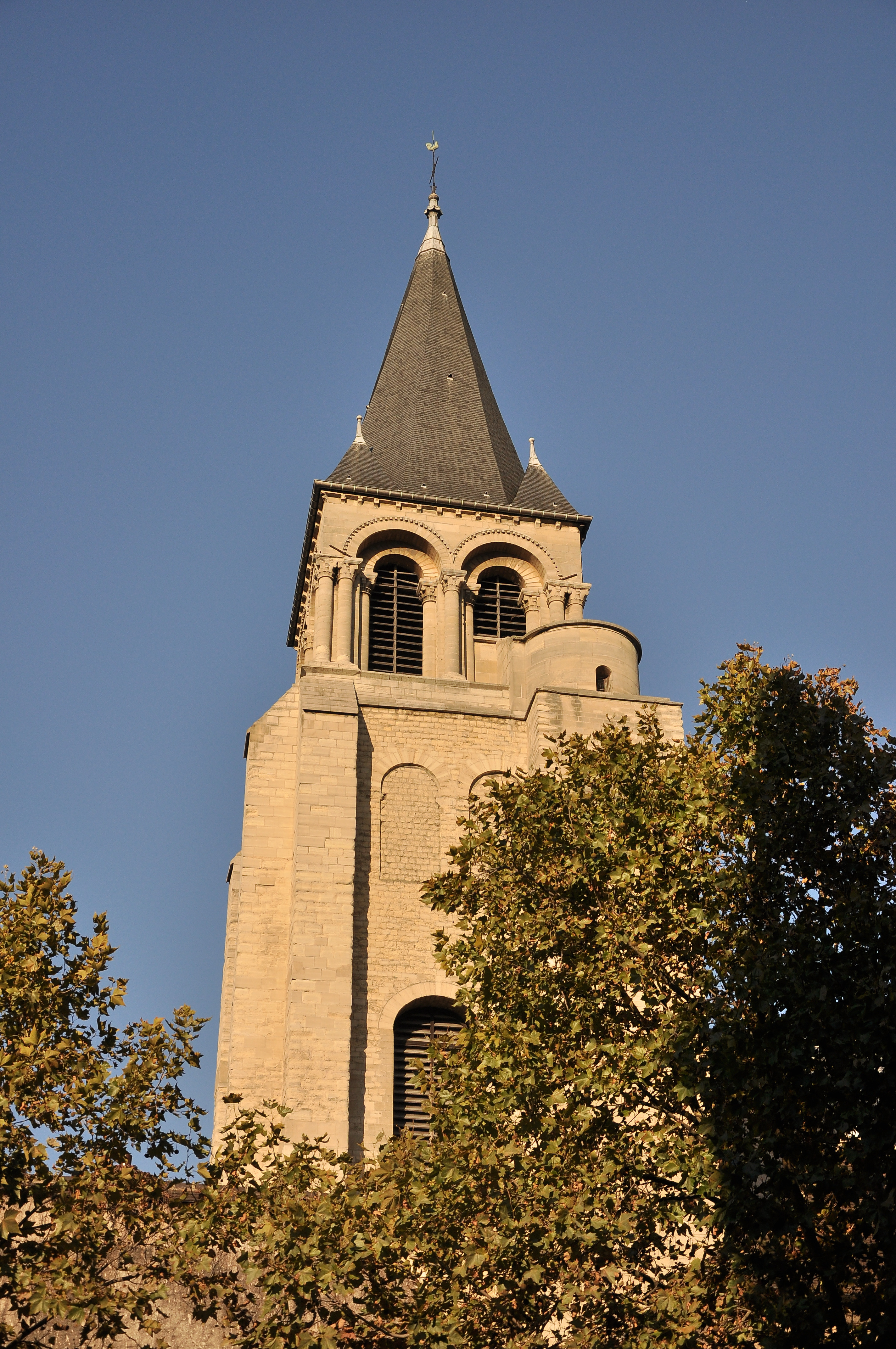
Clocher-porche, côté sud.

Le clocher occidental, qui sert en même temps de porche comme son homologue de Morienval, a été bâti sous l'abbé Morard à la fin du Xe siècle. Il est un peu antérieur à la nef et les bas-côtés, car le bas-côté nord englobe un angle de la tour, et la nef est désaxée par rapport à celle-ci. D'après Eugène Lefèvre-Pontalis, ce serait l'un des plus anciens clochers de France. Il se compose primitivement de la base, de deux étages avec une baie unique en plein cintre par face, et d'un étage de beffroi ajouré de deux baies abat-son géminées par face. Le quatrième étage a été ajouté ultérieurement, au tout début du XIIe siècle. Les curieux remplages des fenêtres du premier et du second étage sont des inventions de Baltard et ne sont aucunement inspirés par l'architecture d'origine. Le parement du mur occidental n'est également plus authentique, mais les autres murs n'ont jamais été rebâtis. Les grandes baies des deux premiers étages sont très archaïques, avec d'étroits claveaux et un extrados qui n'est pas concentrique à l'intrados. Les marques de tâcheron sont très nombreuses sur les assises, qui ont 20 cm de hauteur, avec des joints de 3 cm à 4 cm d'épaisseur. Au niveau du troisième étage, le mur a encore une épaisseur de 1,64 m. Les baies ne sont plus authentiques qu'au sud, où elles possèdent des arcs de décharge visibles depuis l'intérieur. Chaque angle du clocher est épaulé par deux contreforts orthogonaux, qui présentent une retraite à mi-hauteur, et se terminent par des glacis. Quant au quatrième étage, il a été presque entièrement rebâti sous Godde et Baltard, qui n'ont laissé aucun témoin en place. Extérieurement, plus le moindre élément n'est antérieur au XIXe siècle. Les quatre angles sont agrémentés par des colonnes à chapiteaux, qui flanquent directement les colonnes des archivoltes extérieures des baies. Placées en retrait, les baies sont elles-mêmes cantonnées de deux colonnes identiques, ce qui donne u total de trente-deux colonnes. L'archivolte inférieure est un simple rang de claveaux, et l'archivolte supérieure également, mais elle est surmontée d'un cordon de billettes. Une corniche de modillons termine les murs. Le beffroi en charpente qui se situe à l'intérieur est du XVIIe siècle, et la flèche octogonale couverte d'ardoise est également moderne. Sa forme trapue est conforme à un dessin de 1368.
L'ornementation est très rare sur le clocher de la fin du Xe siècle. Elle se limite aux impostes des baies du troisième étage, dont une partie est pourvue de rainures dans l'échine, et une autre partie couverte de chevrons gravés et décorée de quatre rangs de damier dans l'échine. Les corbeaux destinés à supporter la charpente sont également moulurés. À l'intérieur, le clocher possède une voûte en berceau non datée, et deux remarquables escaliers en colimaçon. Le premier se situe dans l'angle nord-est, et ne va pas plus loin que le premier étage. Il possède une voûte réalisée en coffrage, technique de construction héritée de l'Antiquité. De telles voûtes, autrement grandes, peuvent se voir dans les thermes de Cluny. L'architecture préromane en fait encore appel pour le couvrement de petites surfaces. Le second escalier ne commence qu'au niveau du premier étage et se situe dans l'angle sud-est. Sa cage est de plan carré.

#### Élévations latérales
Les murs des bas-côtés ont perdu leur intérêt, mais les murs hauts de la nef restent bien intacts. Un cordon de billettes court le long des murs, y compris sur les contreforts, et s'infléchit au-dessus des grandes fenêtres en plein cintre. Les murs sont couronnés par des corniches de modillons, qui devaient tous être décorés. Alexandre Lenoir a fait plusieurs relevés : on peut voir de différents types d'entrelacs sous des tablettes garnies de trois rangs de damiers. La porte Sainte-Marguerite devant la quatrième travée du sud est du XVIIe siècle. Elle est surmontée d'un entablement et d'une balustrade pleine. À proximité, le croisillon sud a été fortement remanié au milieu du XVIIe siècle. Les contreforts s'amortissent par des ailerons de goût baroque, et curieusement, un cordon de billettes qui renvoie à la période romane ou au style gothique primitif y est également présent. D'après Eugène Lefèvre-Pontalis, ces billettes sont des pastiches, à l'instar des voûtes à l'intérieur. Le clé d'arc de la grande fenêtre présentent les armes martelées de l'abbaye. Le croisillon nord est encore beaucoup plus proche de son état d'origine, et l'on peut s'étonner de l'absence de contreforts en dépit d'un premier voûtement d'ogives remontant vraisemblablement au XIIIe siècle. C'est au nord également que la tour du chevet reste la plus authentique, car le parement de son homologue du sud a été entièrement refait lors de la construction du chœur, au milieu du XIIe siècle. L'intérieur est resté inchangé, et prouve que les deux clochers étaient strictement identiques et ont été édifiés simultanément. Les tours jumelles dénotent d'une influence rhénane et ont toujours été rares en France. Dans la région, on les trouve toujours à Morienval, Noyon et Saint-Leu-d'Esserent. Eugène Lefèvre-Pontalis estime que ces clochers datent du XIe siècle, mais le contrefort d'angle nord-est du clocher nord ne remonte qu'au XIIe siècle. Les marques de tâcherons à l'intérieur sont les mêmes que dans le clocher-porche occidental. Les baies du clocher nord, une par étage sur les deux faces libres, ont les mêmes impostes que les baies du troisième étage du clocher-porche : le bandeau qui surmonte les fenêtres du second étage du clocher sud ne date donc que du milieu du XIIe siècle. Trois étages supplémentaires, qu'Eugène Lefèvre-Pontalis croit contemporains du chœur, existaient jusqu'en 1822 et donnaient un caractère très élancé aux tours jumelles, grâce à des contreforts plats et un diamètre réduit par rapport au clocher-porche, et grâce aussi à des flèches mieux proportionnées,.

#### Chevet

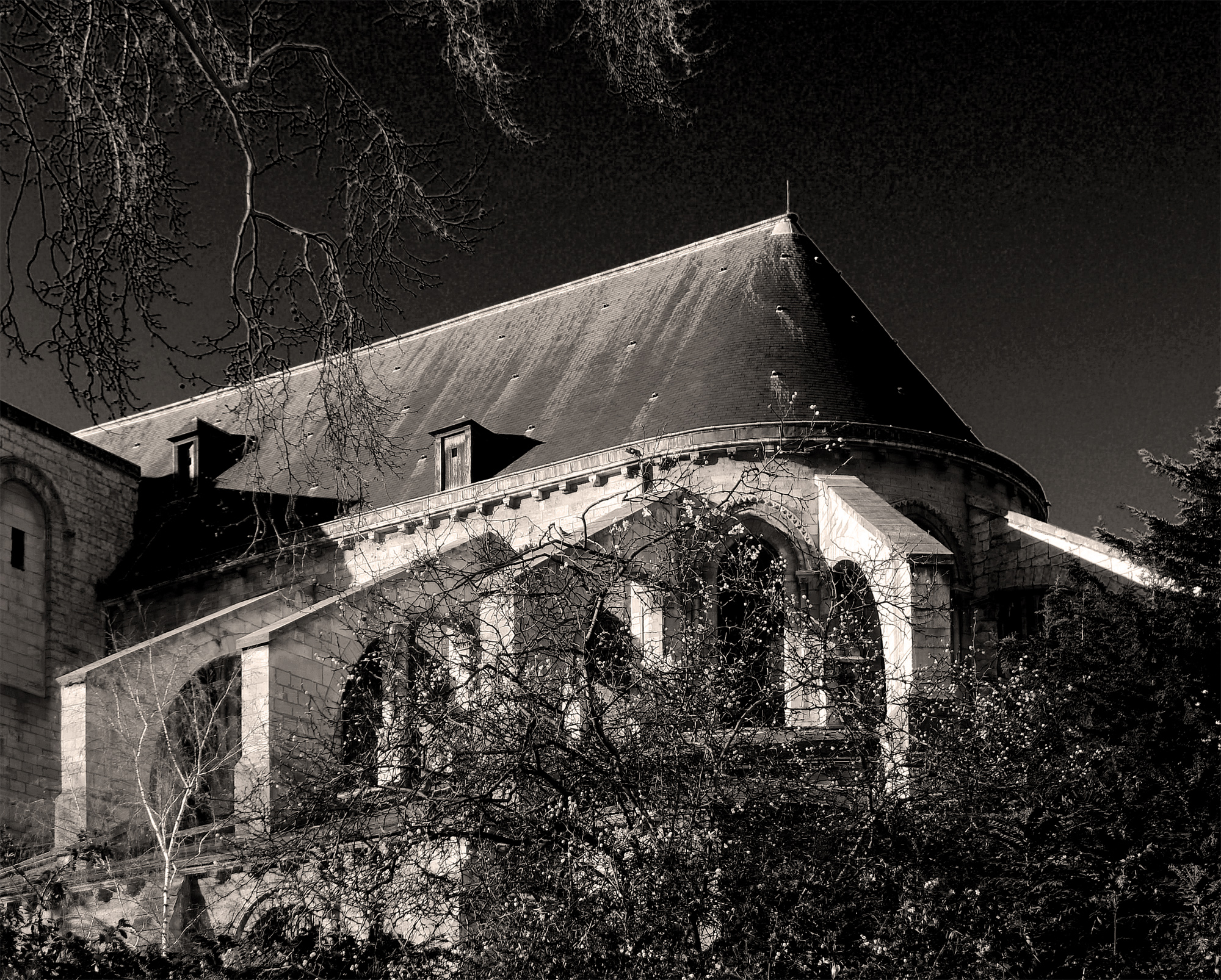
Chœur, vue depuis le sud-est.

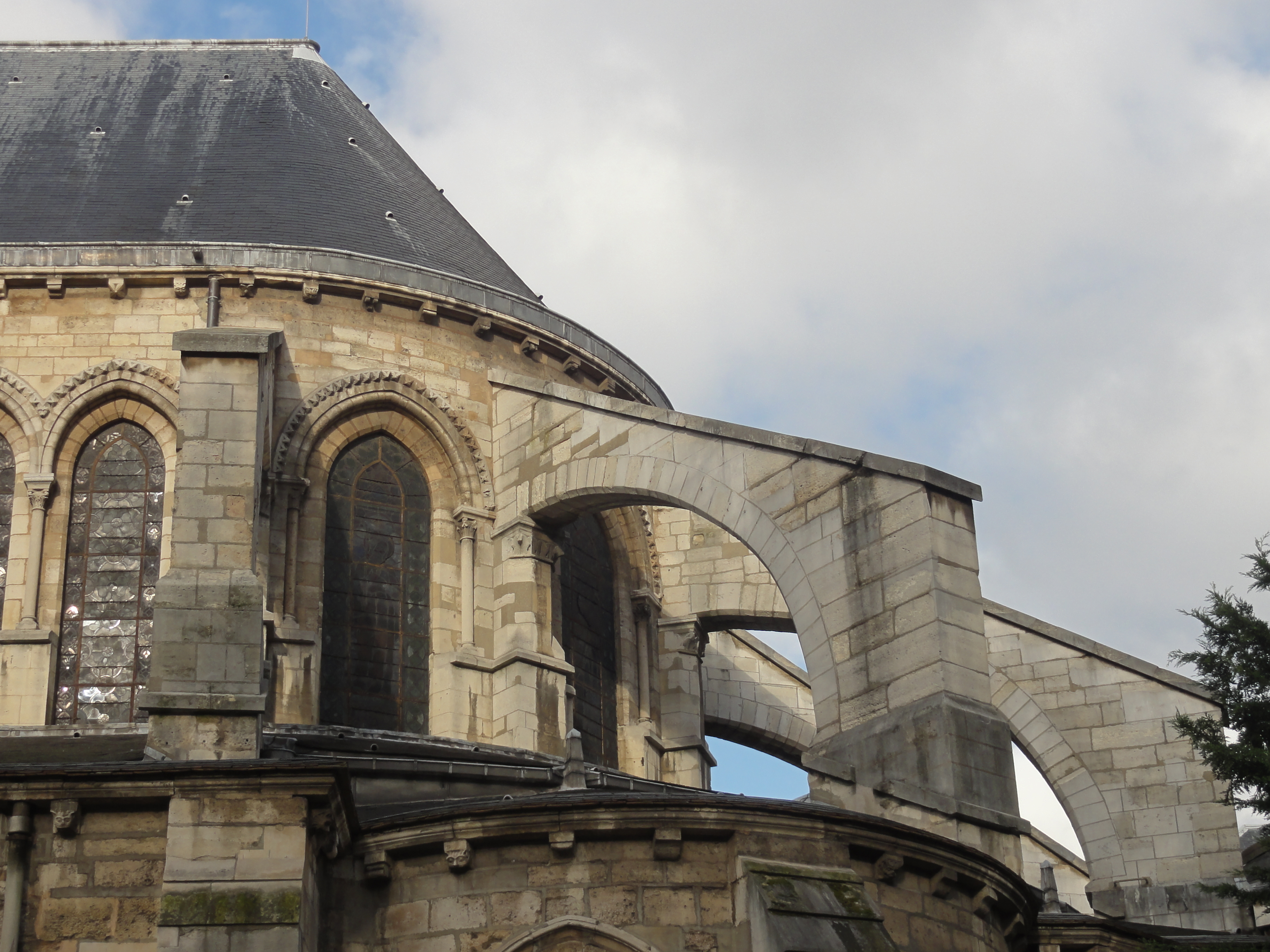
Abside, parties hautes côté sud.

Le chœur des années 1145-1155 se remarque par sa décoration soignée et par ses arcs-boutants. En principe indispensables pour de hauts vaisseaux voûtés d'ogives, à moins de disposer de murs très épais et d'accepter leur déversement successif et des désordres de structure, ils ne sont en principe pas connus avant la fin du XIIe siècle. Se basant sur des observations faites ailleurs, Eugène Lefèvre-Pontalis avait la conviction que les arcs-boutants de Saint-Germain-des-Prés devaient être des ajouts postérieurs, datant d'autour de 1190 : à la période de construction, les arcs-boutants n'auraient pas existé, ou se seraient limités à des structures de faible envergure dissimulées sous les toits des galeries ou des collatéraux. Or, pour le milieu du XIIe siècle, Philippe Plagnieux a démontré que le chevet de l'église Sainte-Marie-Madeleine de Domont en possédait déjà. Ils sont à simple volée et s'arrêtent un peu au-dessus du niveau du seuil des fenêtres hautes, de sorte que peu d'espace libre reste entre le toit du déambulatoire et l'intrados des arcs. À Saint-Germain-des-Prés, les arcs-boutants vont presque jusqu'au sommet des murs hauts et montrent un caractère plus affirmé. Malgré leur date précoce, aucun élément ne permet de supposer qu'ils n'existaient pas depuis l'origine, et ils sont subordonnés à la structure générale du chevet. L'ornementation en tient compte, avec un genre de grosse colonne appareillée à chapiteau sous chaque contrefort ; des murs largement évidés avec galeries et de grandes fenêtres hautes, et une épaisseur des murs très réduite, qui n'est plus que de 40 cm à hauteur des fenêtres hautes. Tout porte à croire que l'arc-boutant proprement dit fut mis au point pour la première fois par l'architecte du chœur de Saint-Germain-des-Prés, dont le plan correspond également à l'attente des instances religieuses de l'époque. Ainsi, selon Philippe Plagnieux, le plan du chœur se diffuse avec une grande rapidité (bien que s'il n'énumère qu'un petit nombre d'édifices qui en sont dérivés). L'auteur n'explique toutefois pas pourquoi l'arc-boutant se généralise seulement avec quelques décennies de retard,.
Restaurés par Godde entre 1823 et 1825, les arcs-boutants n'ont apparemment pas subi de modifications de structure ou de physionomie. Ils décrivent des quarts-de-cercle. Sur leur dos parfaitement plat, aucun dispositif n'est prévu pour faciliter l'écoulement des eaux pluviales : à Domont, un chaperon recouvre les arcs-boutants et leurs culées, et plus tardivement, l'on ménagera des chéneaux. Un peu avant les bandeaux qui marquent le niveau initial des toitures des chapelles, le mur devient plus épais grâce à un fruit : c'est le seul signe qui distingue l'arc-boutant de la culée. Les culées continuent jusqu'au sol tout en s'insérant entre les chapelles, ce qui est le mieux visible entre deux chapelles rayonnantes. Un épais mur y sépare les chapelles dans le prolongement des culées, et ce mur bénéficie en plus d'un contrefort assez saillant, qui se termine par un glacis à gradins. Des contreforts analogues, mais en partie remaniés, épaulent également les chapelles rayonnantes au niveau des trumeaux entre les fenêtres. Les contreforts des chapelles carrées sont moins saillants et n'ont pas de glacis sommital. Quant à la décoration, les chapiteaux sous les arcs-boutants ont déjà été mentionnés. Les fenêtres hautes s'ouvrent entre deux colonnettes, et sous des archivoltes toriques surmontés d'un cordon de fleurs de violette excavées. Entre deux baies gémelées des parties droites, il n'y a qu'une unique colonnette. Ces colonnettes ont leurs bases à un tiers de la hauteur des piédroits, où elles prennent appui sur un bandeau qui marquait initialement le niveau des toits des collatéraux et du déambulatoire. Les fenêtres basses sont seulement surmontées d'un cordon à double biseau, qui se poursuit sur une courte distance au niveau des impostes. Les corniches prennent appui sur des modillons, dont certains sont sculptés en masques, alors que d'autres sont simplement moulurés,.

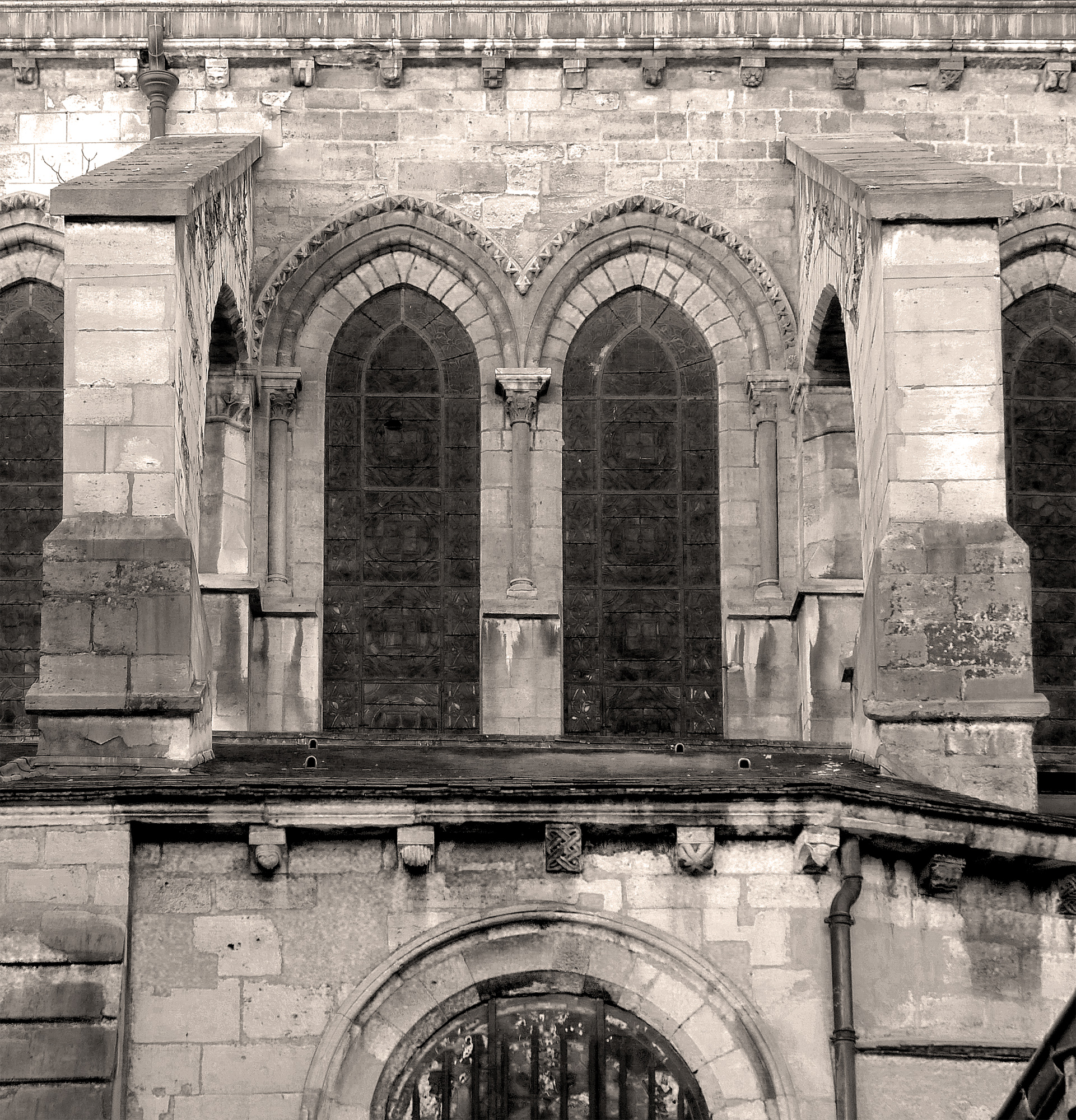
Côté nord.
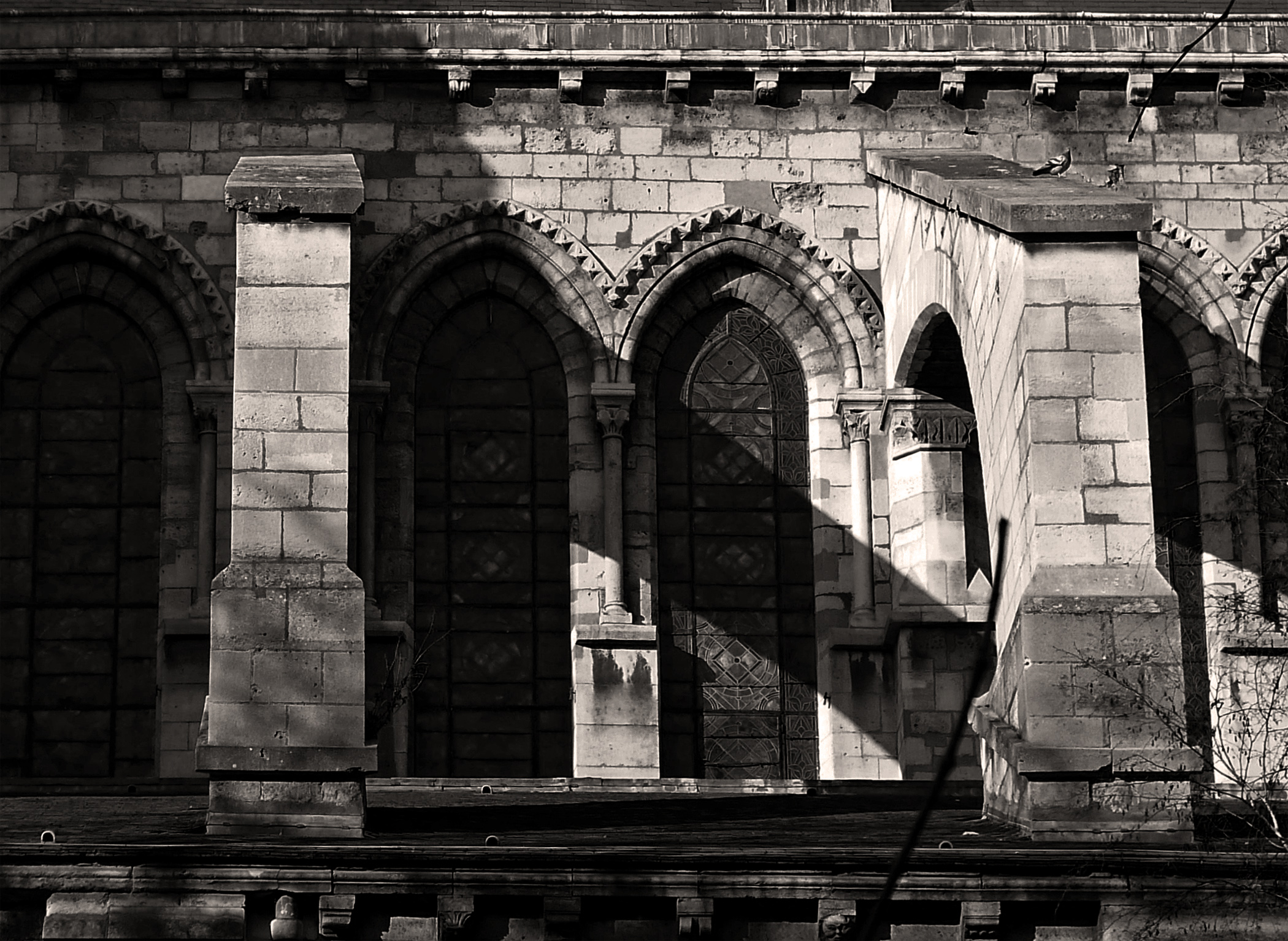
Côté sud.
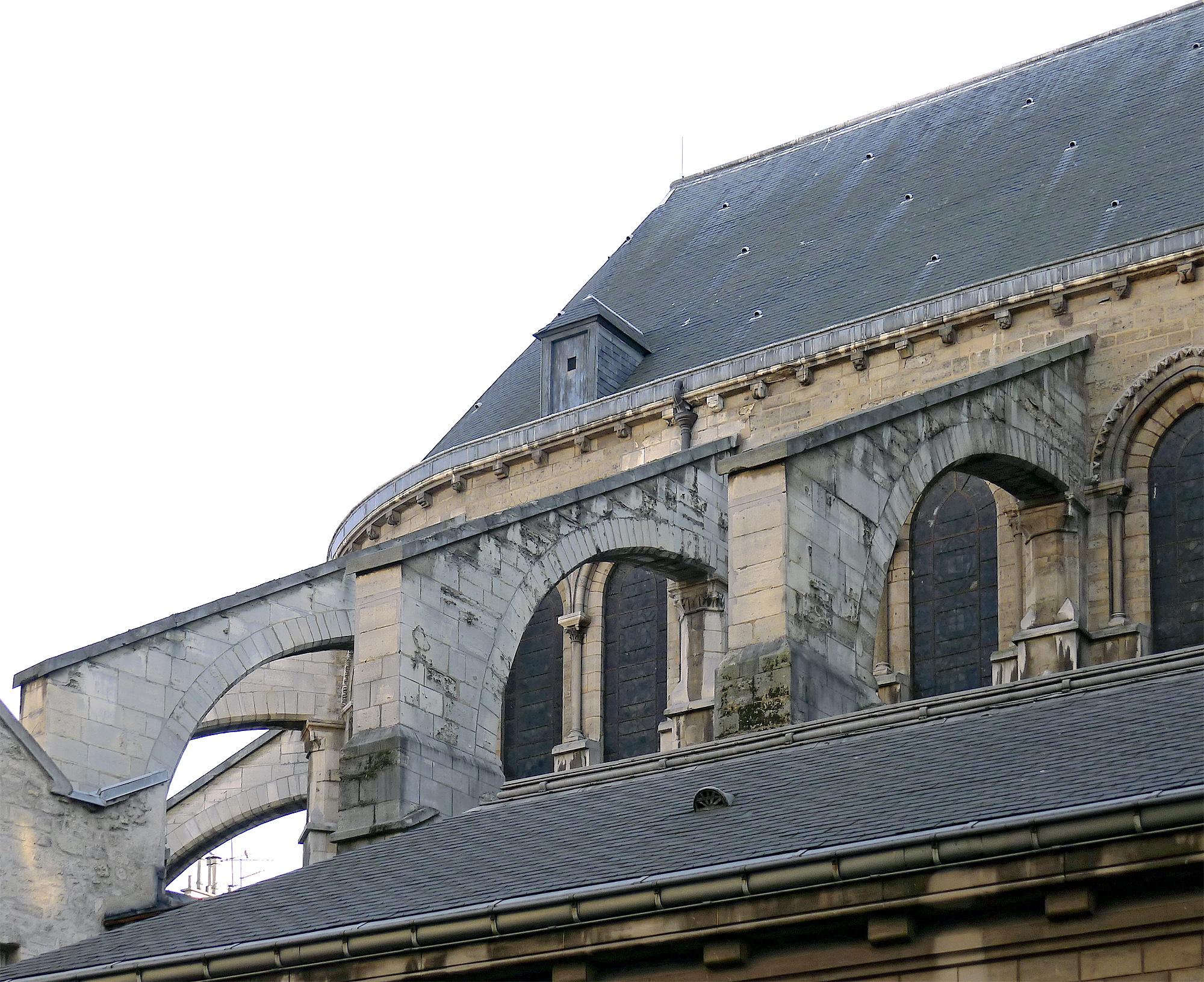
Côté nord-est.

### Mobilier

#### Les monuments funéraires
L'église renferme quatre monuments funéraires classés, ainsi qu'un monument funéraire et un monument commémoratif non classés. Lors de la transformation de l'église en manufacture de salpêtre, ils ont tous été enlevés et entreposés au musée des Monuments français, puis restitués après la réouverture de l'église au culte.

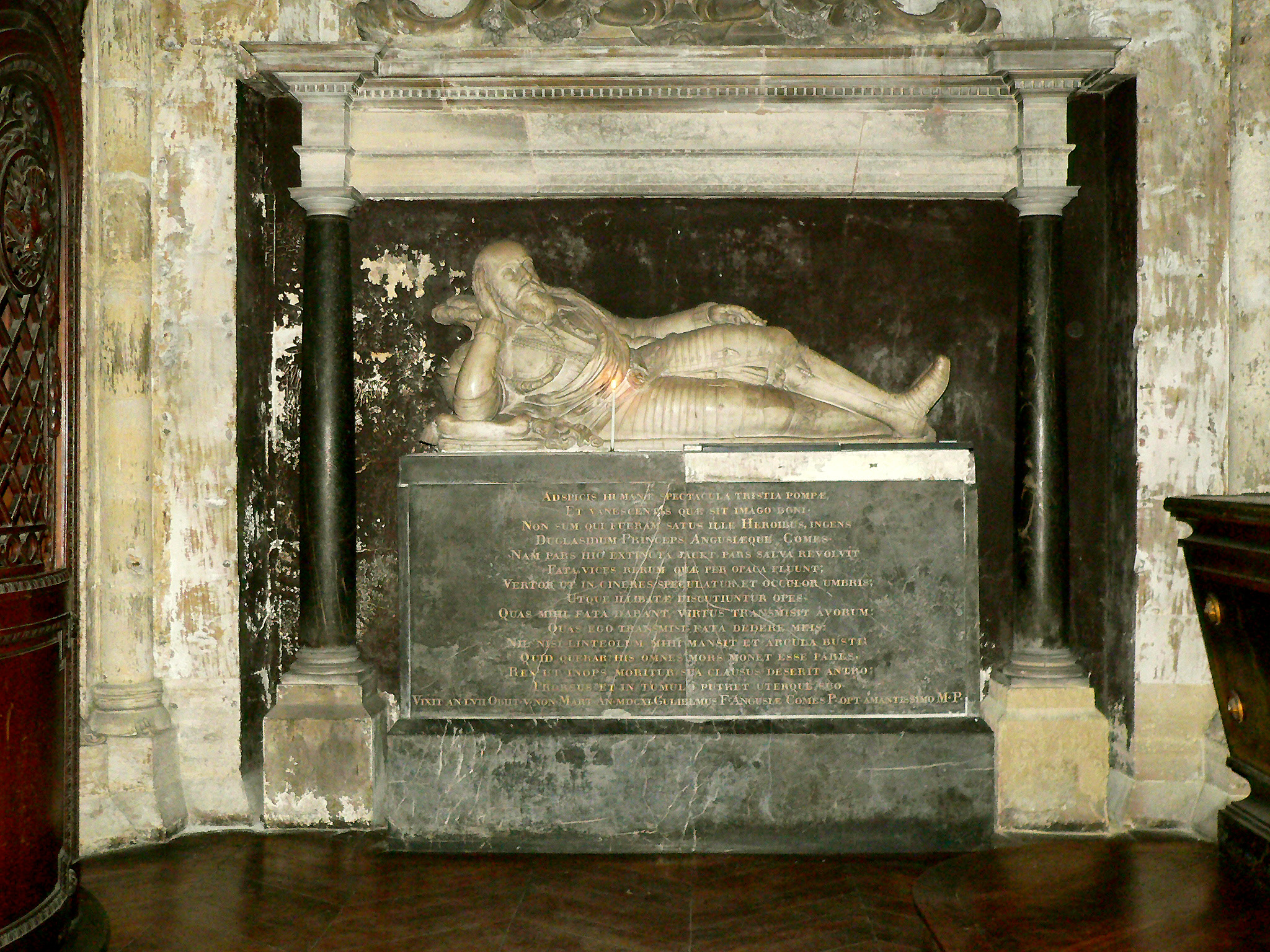
Guillaume Douglas.

- Le monument funéraire en marbre pour Guillaume Douglas (en), prince d'Écosse, grand-père de Jacques Douglas mentionné ci-dessous, mort en 1611. C'est une œuvre de Michel Bourdin père. On le trouve dans la première chapelle du collatéral nord, dédiée à saint Joseph.
- Le monument funéraire en marbre de Jacques Douglas, prince d'Écosse exilé en France et au service de Louis XIII, mort en 1645[73]. Il se trouve dans la première chapelle du collatéral sud.
- Le monument funéraire en marbre de Jean II Casimir Vasa, roi de Pologne et abbé commendataire de l'abbaye. Œuvre des frères Gaspard et Balthazar Marsy, il date de 1672 ou un peu après[74]. Il se trouve dans le croisillon nord.
- Un bas-relief en bronze, représentant une victoire de Jean Casimir et faisant partie du monument funéraire mentionné ci-dessus. C'est une œuvre de Jean Thibaut, frère lai de l'abbaye[75].
- Le monument funéraire en marbre d'Olivier et de Louis Castellan, accompagné de deux statues féminines représentant la Fidélité et la Piété. Œuvre de François Girardon, il date de 1683[76]. Il se trouve dans le croisillon sud.
- Le monument commémoratif pour le peintre Hippolyte Flandrin, qui est l'auteur des peintures murales du chœur et de la nef (à ne pas confondre avec l'ornementation peinte qui les encadre, qui est de Denuelle). Le monument date de 1864 et se trouve dans le bas-côté nord de la nef.

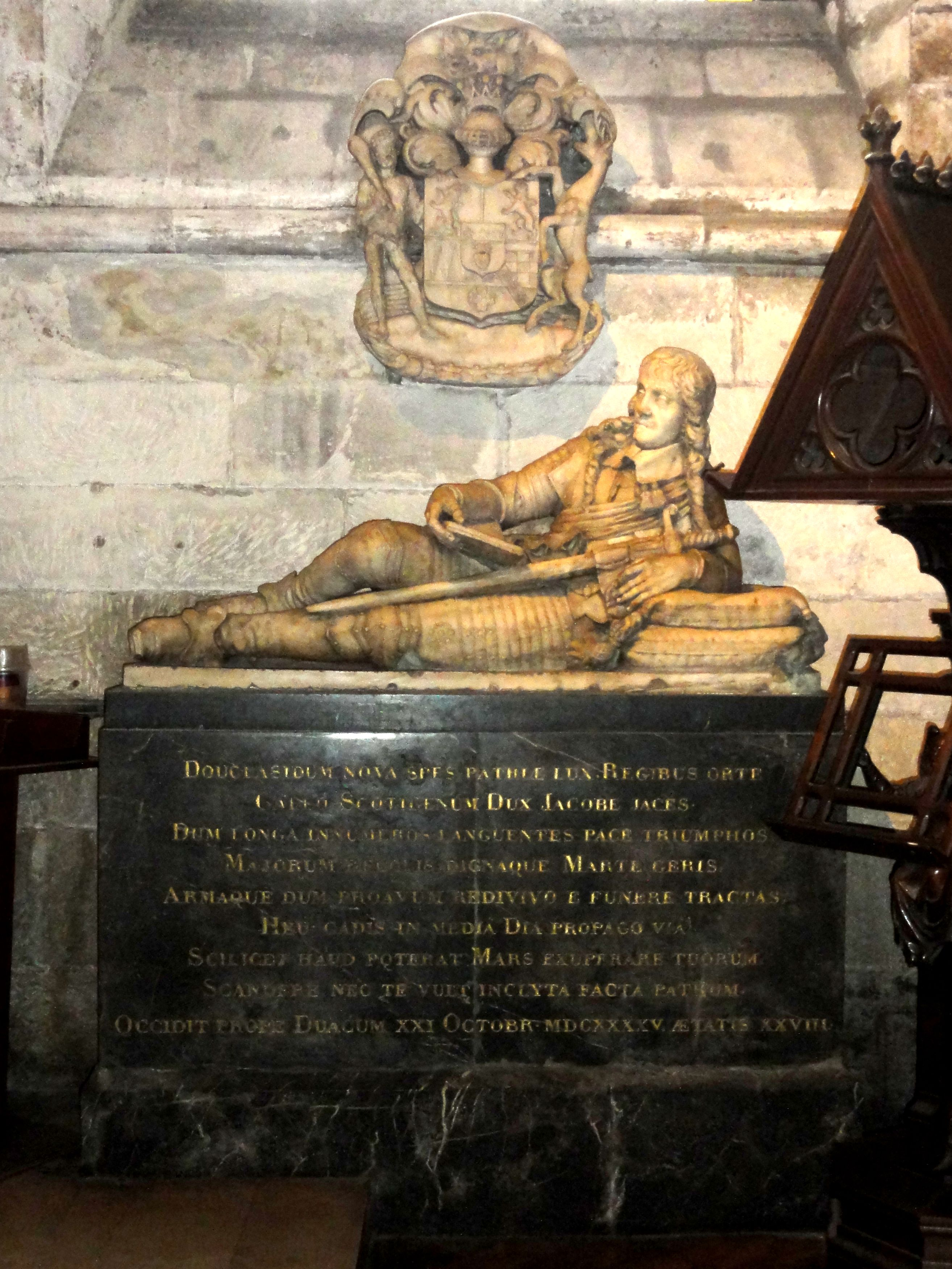
Monument pour Jacques Douglas.
Monument pour les frères de Castellan[77].
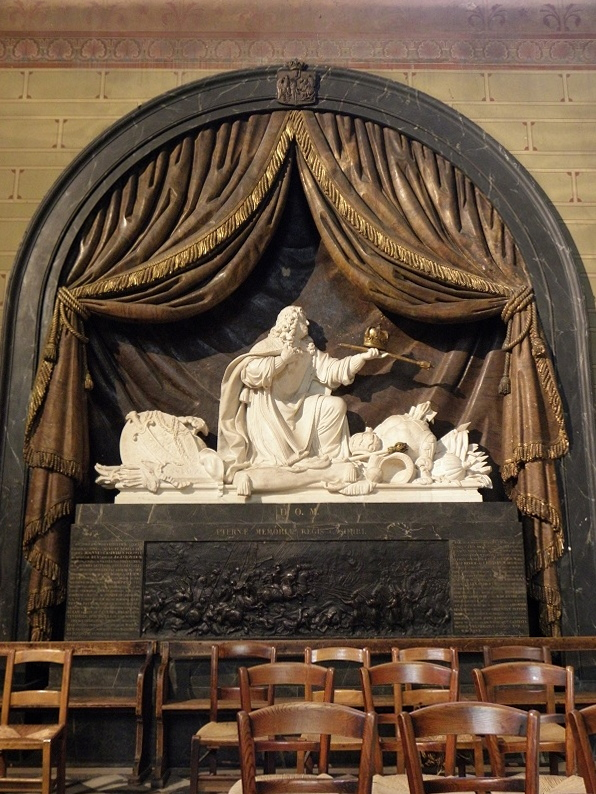
Monument pour Jean II Casimir Vasa.
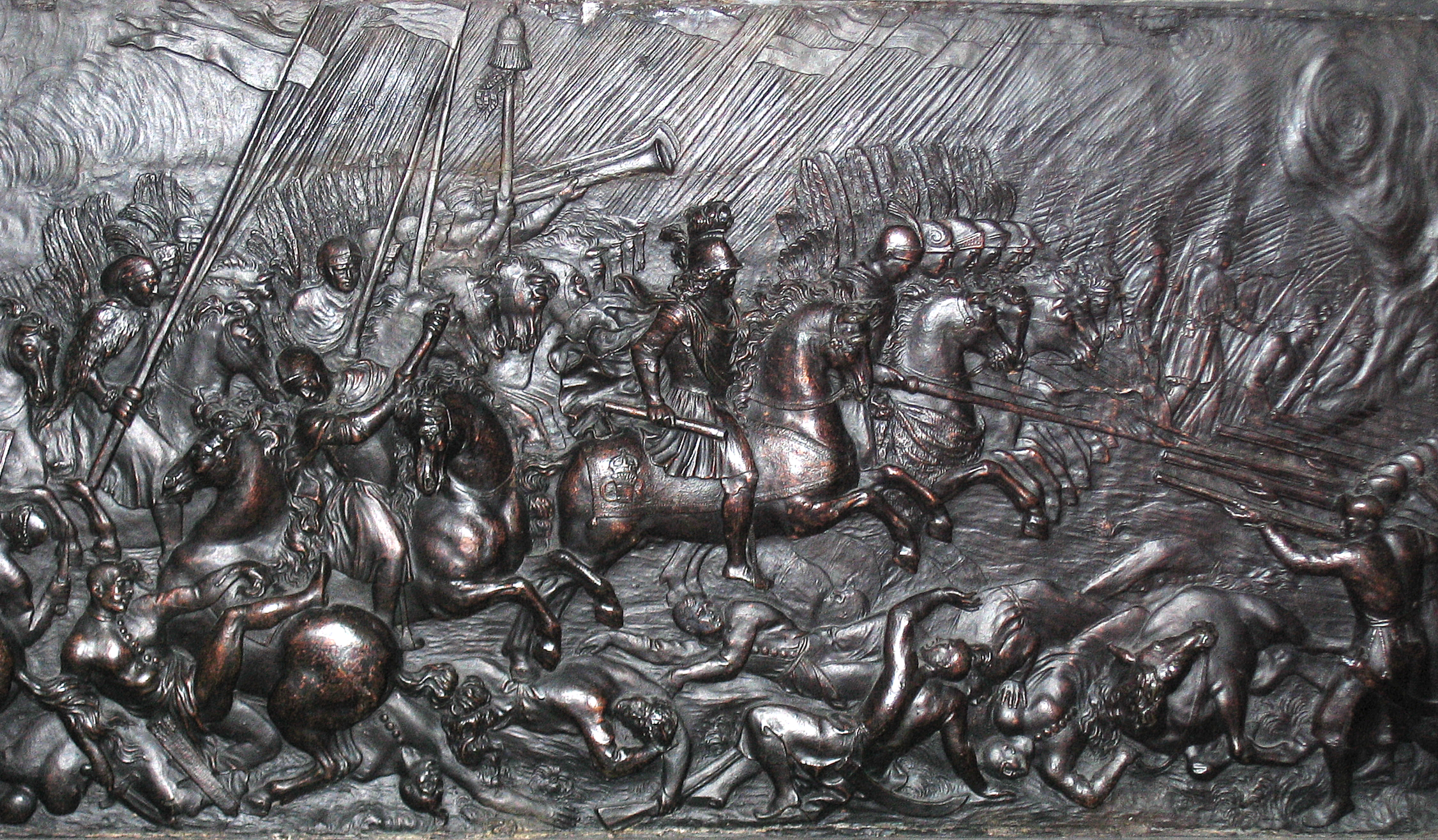
« Une victoire de Jean Casimir ».
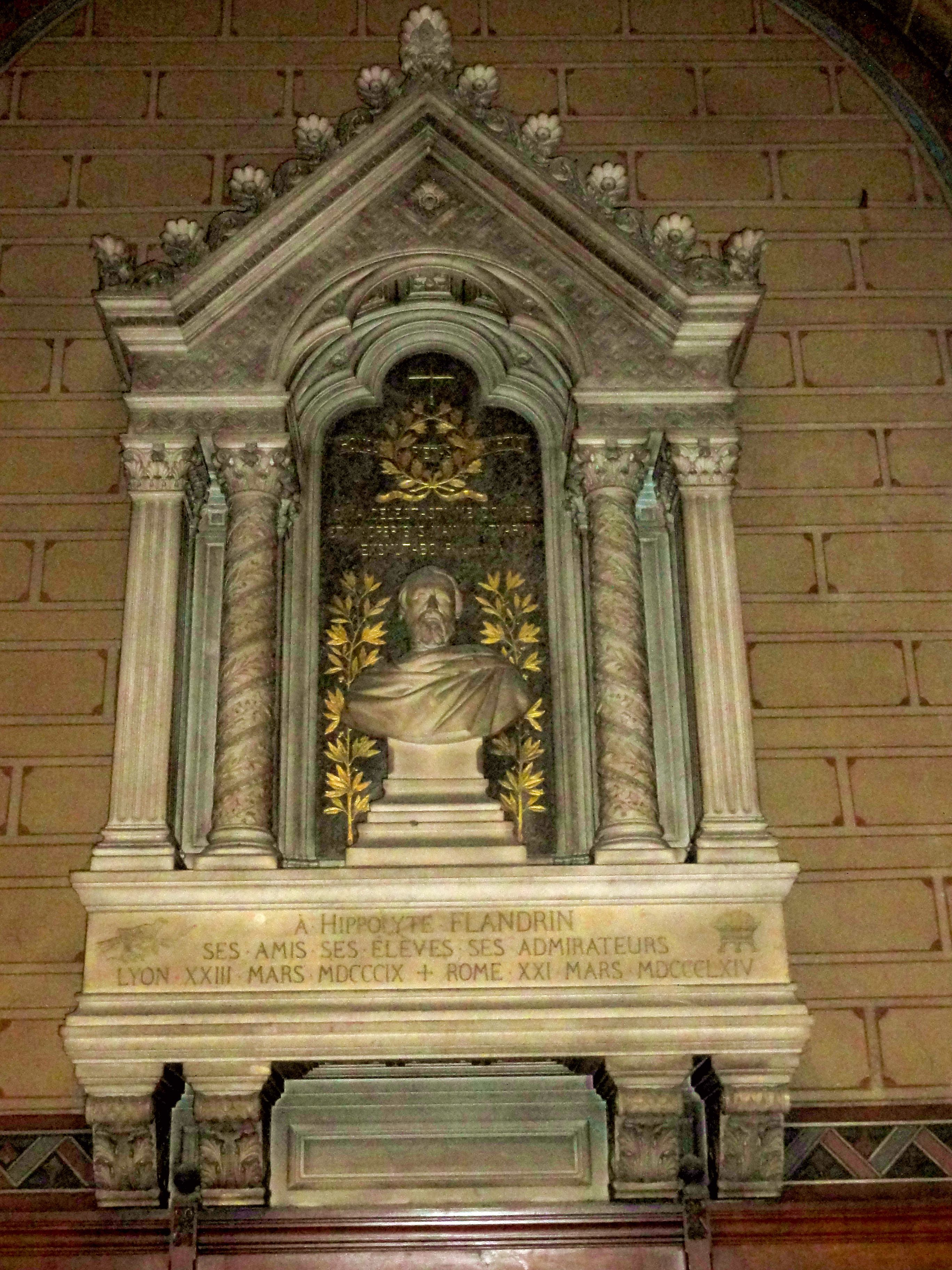
Monument pour Hippolyte Flandrin.

#### Les statues

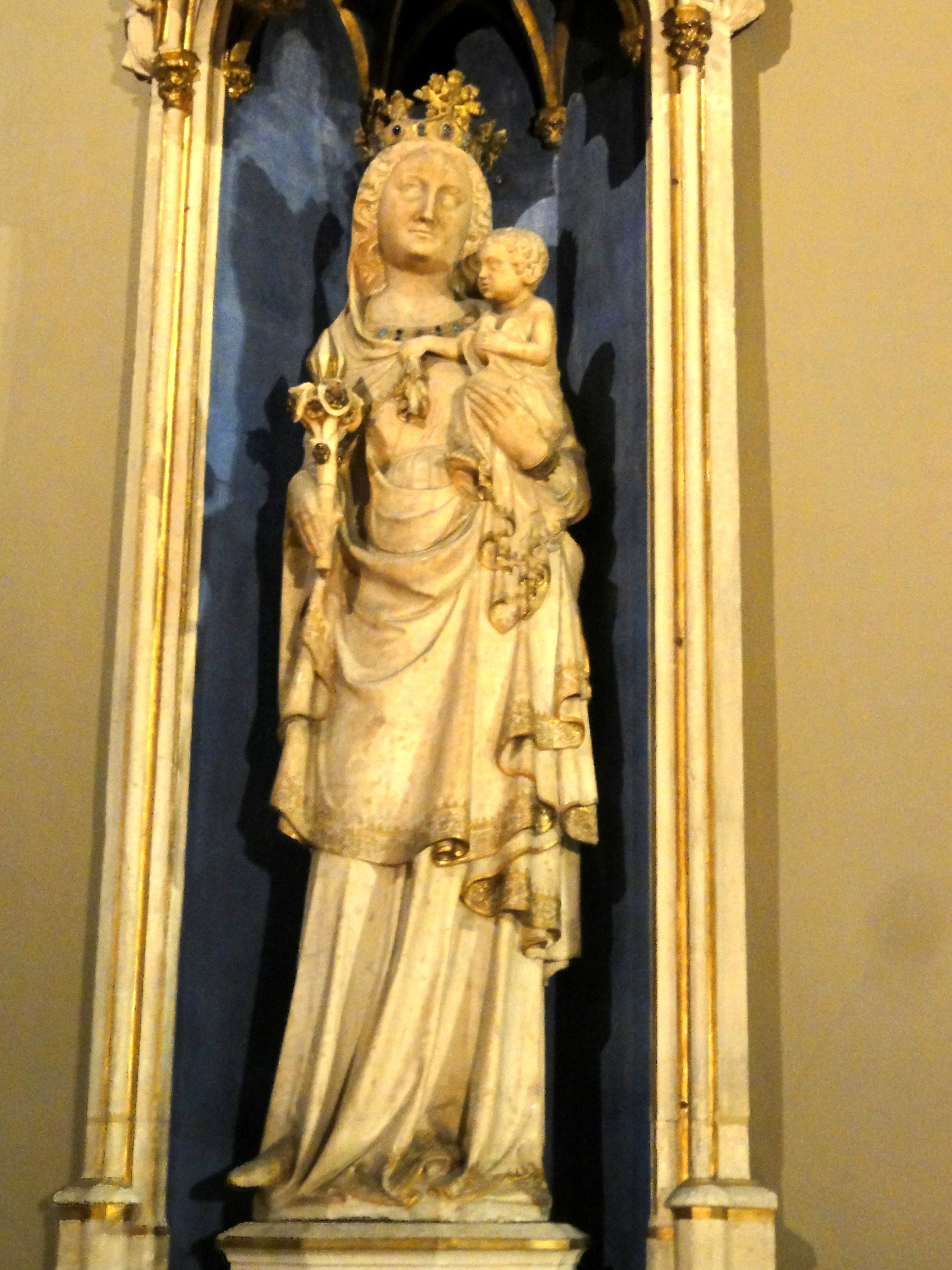
Notre-Dame-de-Consolation.

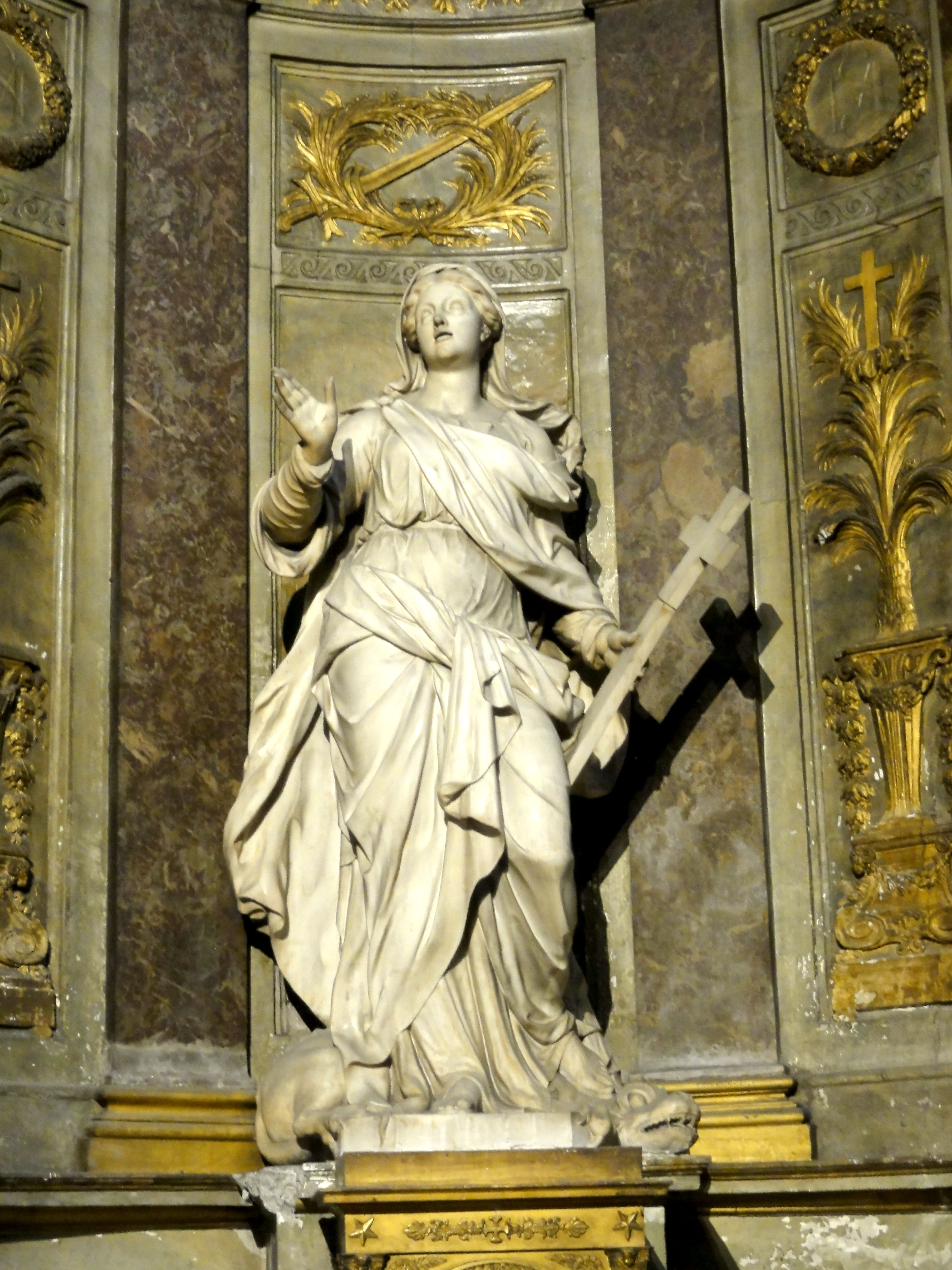
Statue de sainte Marguerite.

L'église renferme trois statues religieuses, un Christ en croix et un bas-relief antérieurs à la Révolution et classés monument historique au titre objet. Le linteau du portail occidental et le fragment d'un chapiteau sont également classés.
- Un bas-relief représentant la Cène, dont les visages ont été martelés. Il date du XIIe siècle[78] et se trouve sur le linteau du portail occidental.
- La statue grandeur nature en marbre de la Vierge à l'Enfant dite Notre-Dame-de-Consolation, datant du XIVe siècle. Elle provient de la chapelle Saint Jean Baptiste de la cathédrale Notre-Dame de Paris et a été confiée à l'église en 1802[79]. On la trouve à l'extrémité occidentale du bas-côté sud, devant l'arcade bouchée vers la chapelle Saint-Symphorien, sous un dais de M. Lassus.
- La statue grandeur nature en marbre de sainte Marguerite, œuvre de Jacques Bourlet, frère lai de l'abbaye au XVIIIe siècle[80].
- La statue grandeur nature en marbre de saint François Xavier, œuvre de Guillaume Coustou le jeune, artiste du XVIIIe siècle[81].
- Le bas-relief en marbre représentant Jésus portant l'Agneau pascal, datant du XVIIe siècle mais ayant été considéré comme datant du XVIIIe siècle lors du classement[82] (sans illustration).
- Une tête d'ange en pierre, qui est un fragment non daté[83] (sans illustration).
- Un christ en croix en plâtre et bois datant probablement du XVe siècle, bien que considéré comme datant du XIIe siècle lors du classement[84] (sans illustration).

Cinq statues et quatre bustes en plâtre du XIXe siècle sont également classées. Parmi eux, seulement les quatre bustes sont attribués à un artiste, en l'occurrence Louis Pierre Deseine. Les autres sont susceptibles de ne pas être des œuvres originales et de constituer des exemples de l'importante création en série de l'époque, qui répondait au besoin de remeubler les églises dépouillées de la plus grande partie de leur mobilier et œuvres d'art à la Révolution.
- Un buste grandeur nature en plâtre bronzé du pape saint Pie VII, œuvre du début du XIXe siècle de Louis Pierre Deseine[85]. N'est pas conservé dans l'église.
- Un buste grandeur nature en plâtre bronzé d'Antoine-Éléonor-Léon Leclerc de Juigné, archevêque de Paris, œuvre du début du XIXe siècle de Louis Pierre Deseine[86]. N'est pas conservé dans l'église.
- Un buste grandeur nature en plâtre bronzé de Jean-Baptiste de Belloy, archevêque de Paris, œuvre du début du XIXe siècle de Louis Pierre Deseine[87]. N'est pas conservé dans l'église.
- Un buste grandeur nature en plâtre bronzé d'Alexandre-Angélique de Talleyrand-Périgord, archevêque de Paris, œuvre du début du XIXe siècle de Louis Pierre Deseine[88]. N'est pas conservé dans l'église.
- Un bas-relief en marbre blanc représentant la Vierge et datant du XIXe siècle[89]. Il se trouve sur l'autel de la chapelle Sainte-Anne, qui est la première chapelle rayonnante côté sud, actuellement désaffectée.
- Un bas-relief en marbre blanc représentant le Christ et datant du XIXe siècle[90]. Il se trouve sur l'autel de la chapelle Sainte-Anne, qui est la première chapelle rayonnante côté sud, actuellement désaffectée.
- Un groupe sculpté grandeur nature en plâtre représentant l'Éducation de la Vierge par sainte Anne, datant du XIXe siècle[91]. On le trouve dans la première chapelle rayonnante côté sud, actuellement désaffectée.
- Une statue grandeur nature en plâtre du Christ, datant du XIXe siècle[92]. Il doit s'agir de la statue du Sacré-Cœur de Jésus, dans la chapelle qui lui est dédiée, à savoir la première chapelle rayonnante côté nord.
- Les statues en plâtre de deux anges adorateurs, datant du XIXe siècle[93] (sans illustration).
- Un groupe sculpté grandeur nature en plâtre, représentant la Vierge de Pitié[94] (sans illustration).
- Une statue grandeur nature de saint Vincent de Paul, copie non datée d'après Jean-Baptiste Stouf[95]. Elle se trouve dans la chapelle du Sacré-Cœur de Jésus, à savoir la première chapelle rayonnante côté nord.

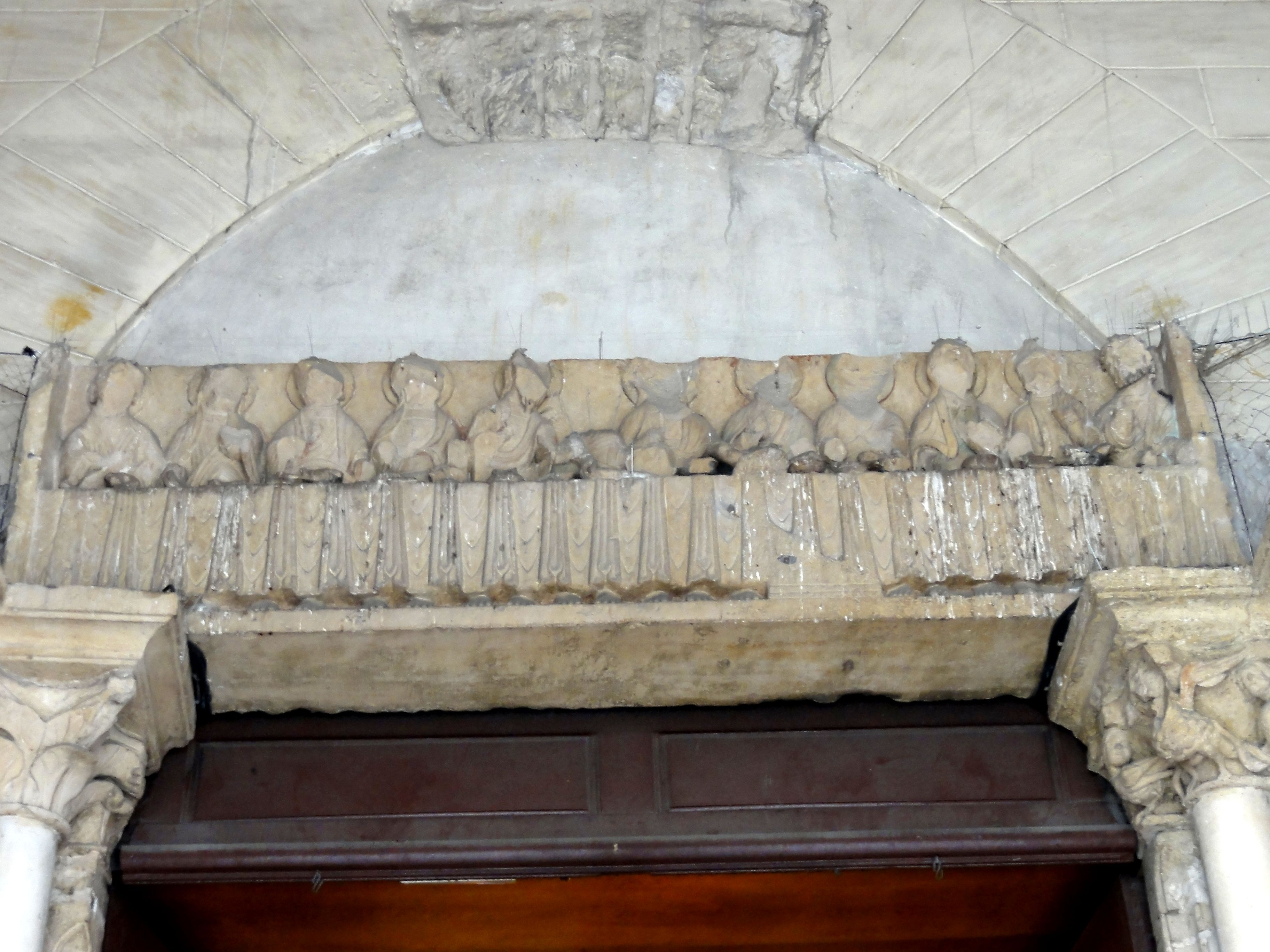
Bas-relief - La Cène.
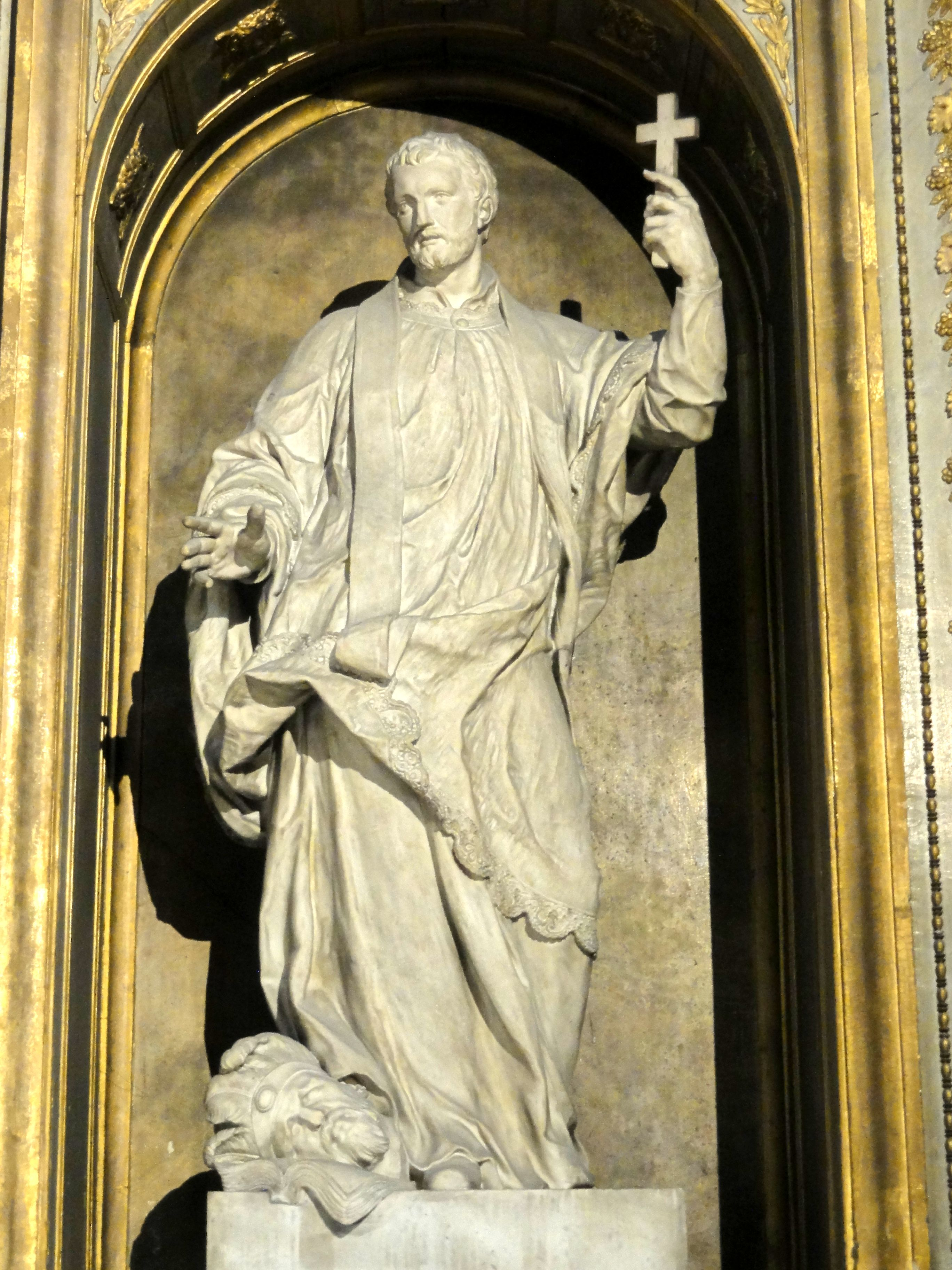
Saint François Xavier.
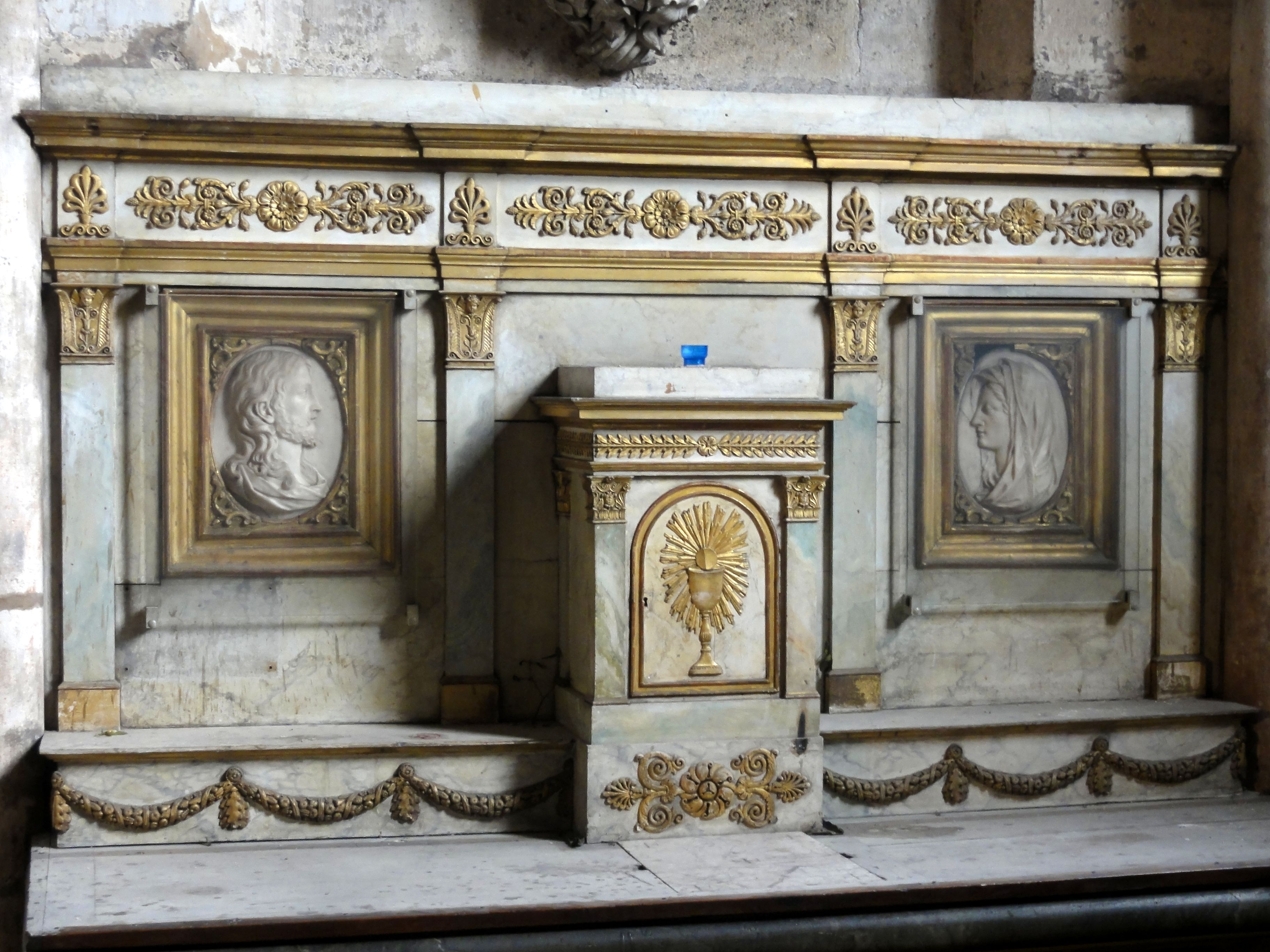
Autel de la chapelle Sainte-Anne.
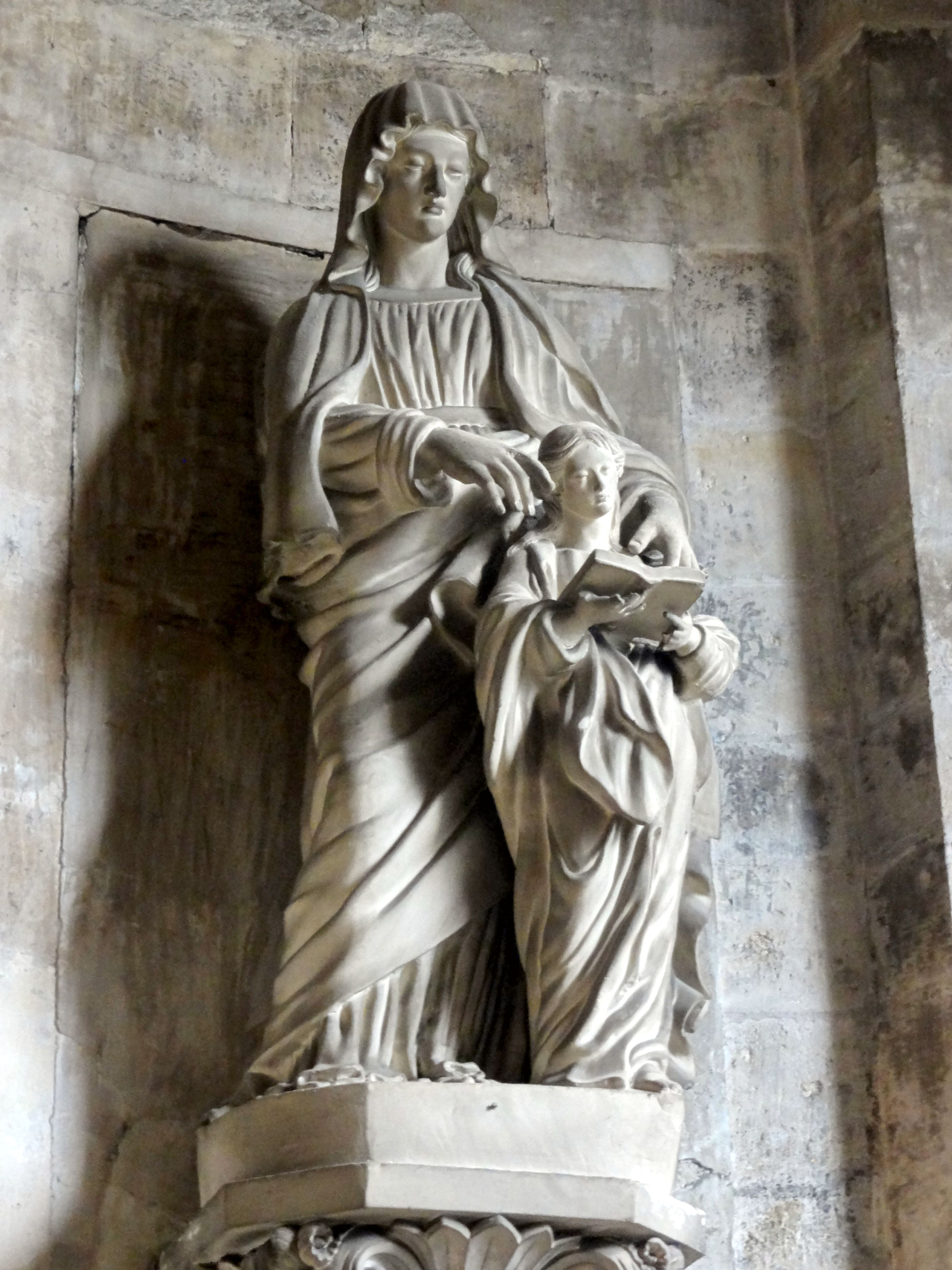
Éducation de la Vierge.
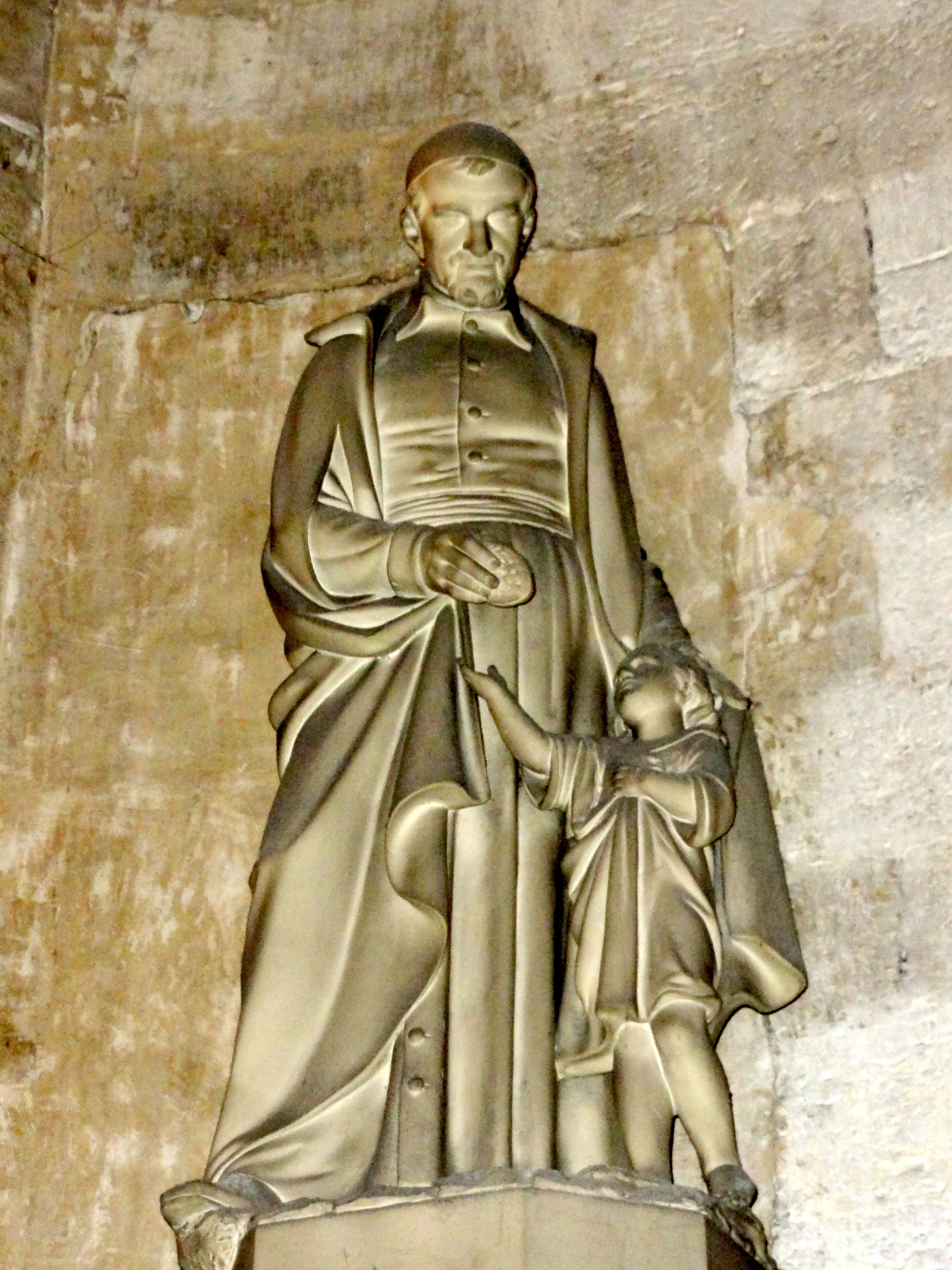
Statue de saint Vincent de Paul.
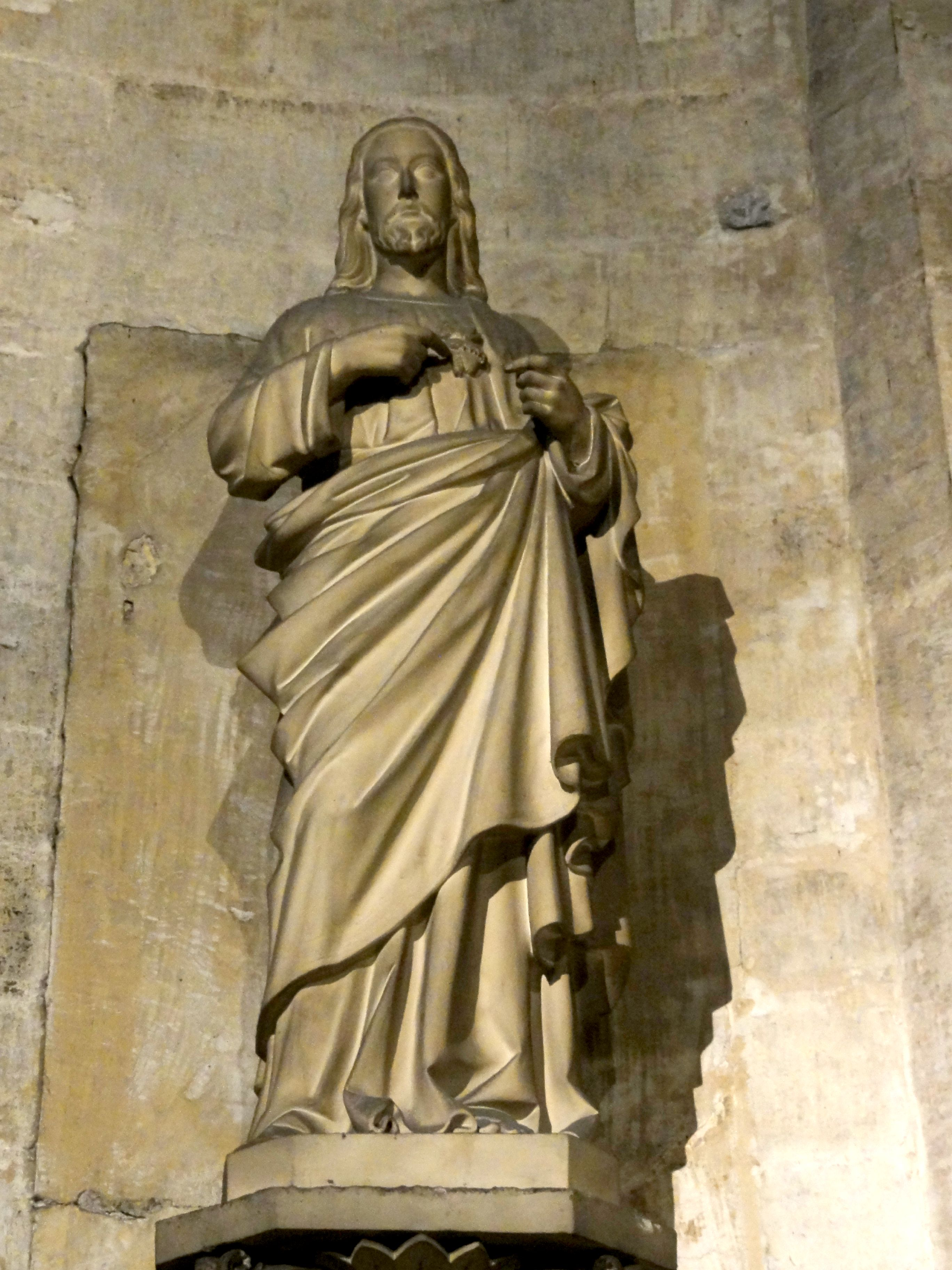
Sacré-Cœur de Jésus-Christ.

#### Tableaux
Un nombre important de peintures classées au titre des monuments historiques est associé à l'église de Saint-Germain-des-Prés, une trentaine au total. Plusieurs se trouvent  dans l'ancien palais abbatial ou d'autres annexes. Dans le bas-côté nord on peut admirer, récemment restaurés, L'entrée du Christ à Jérusalem, peint en 1650 par Laurent de La Hyre ; La Résurrection de Lazare, peint en 1677 par François Verdier; Le Baptême de l'eunuque, peint en 1718 par Nicolas Bertin ; La Mort de Saphire, peint en 1718 par Sébastien Leclerc.
Grâce à la restauration récente, on peut aussi maintenant admirer, près du croisillon sud, une petite coupole où Jean Restout a peint une Apothéose de saint Maur, tandis qu'au mur d'à-côté est accroché L'Evanouissement de la Vierge présenté au Salon de 1846, à titre posthume, par Oscar Varcollier, mort à 26 ans.
L'on relève des retables peints dans la chapelle Sainte-Marguerite, au sud, et dans les chapelles Saint-Joseph et Saint-Pierre-et-Saint-Paul au nord. Ces retables ne font pas partie des œuvres classées.

#### Vitraux
Parmi les vitraux de la chapelle de la Vierge - celle construite sous l'architecte Pierre de Montreuil, entre 1245 et 1255, et démolie en 1802 - deux se trouvent aujourd'hui au Metropolitan Museum of Art et au Walters Art Museum, aux États-Unis. Quatre autres ont été sauvegardés et appartiennent aujourd'hui à la ville de Paris. Ils sont classés au titre des monuments historiques et ont été montés dans les deux fenêtres de la chapelle Sainte-Geneviève (chapelle rayonnante au sud-est du chœur). Ceci n'exclut pas que d'autres fragments aient pu être récupérés par des collectionneurs, ou être employés pour remplacer des parties manquantes sur les vitraux d'autres églises. Les quatre panneaux classés représentent sainte Anne et saint Joachim ; l'Annonciation et le Mariage de la Vierge (sur un panneau unique) ; et les Œuvres de miséricorde (réparties sur deux panneaux). Ces vitraux sont caractéristiques de la production du XIIIe siècle et du règne de saint Louis.

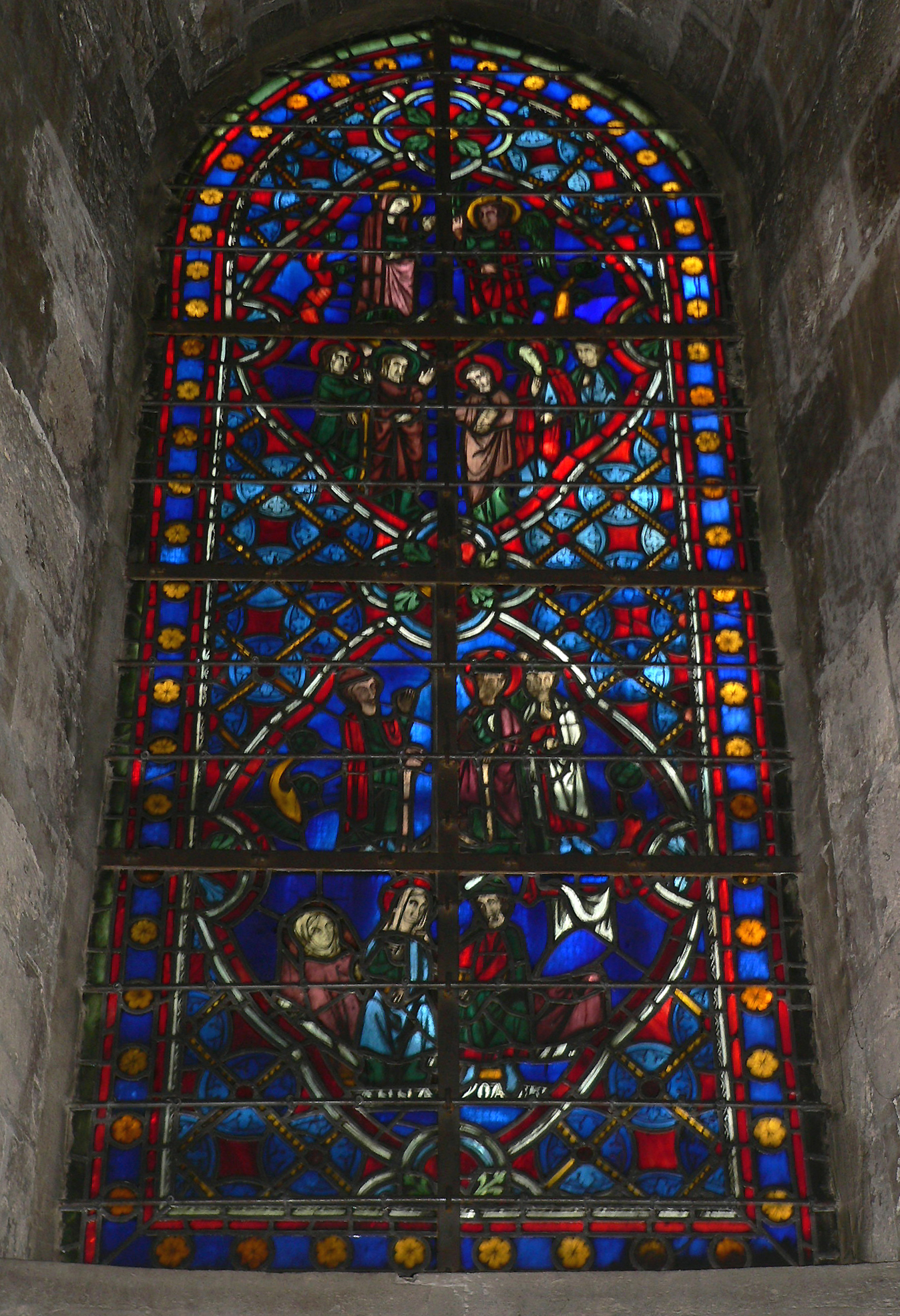
Vitrail de la chapelle Sainte-Geneviève.
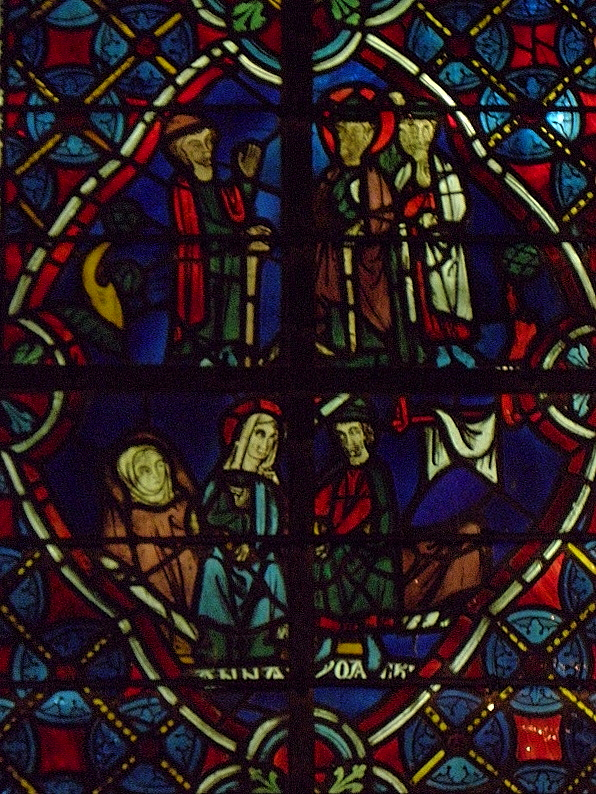
Sainte Anne et saint Joachim (en bas).
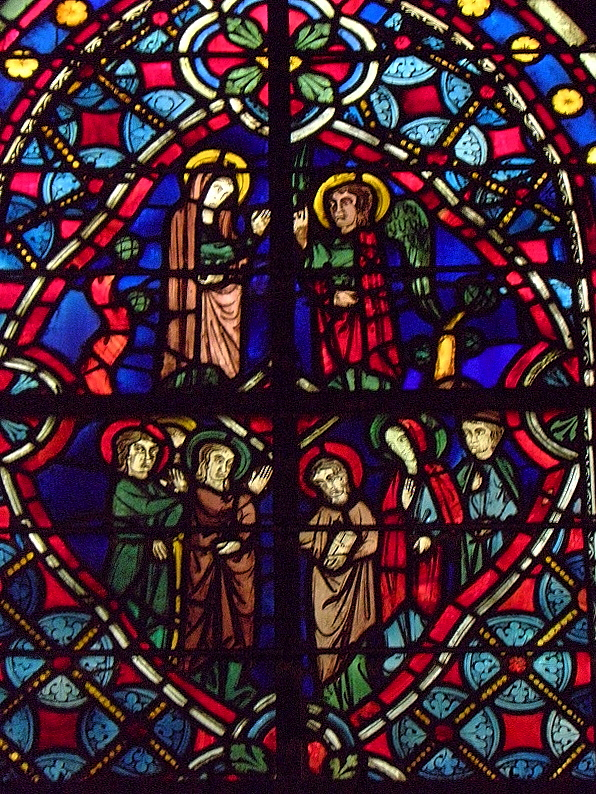
L'Annonciation et le Mariage de la Vierge.
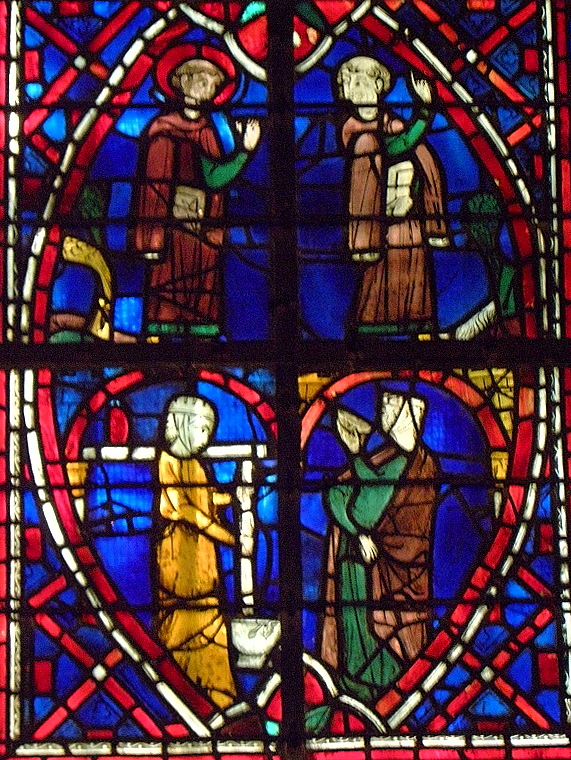
Les Œuvres de miséricorde.
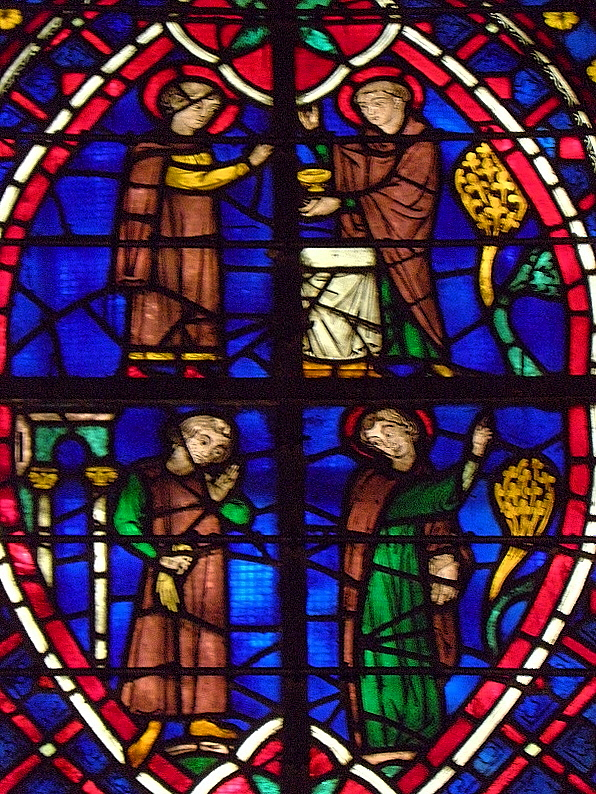
Les Œuvres de miséricorde.

#### L'orgue
L'orgue, construit par la manufacture Haerpfer-Erman en 1973, compte 56 jeux répartis sur 4 claviers et pédalier.

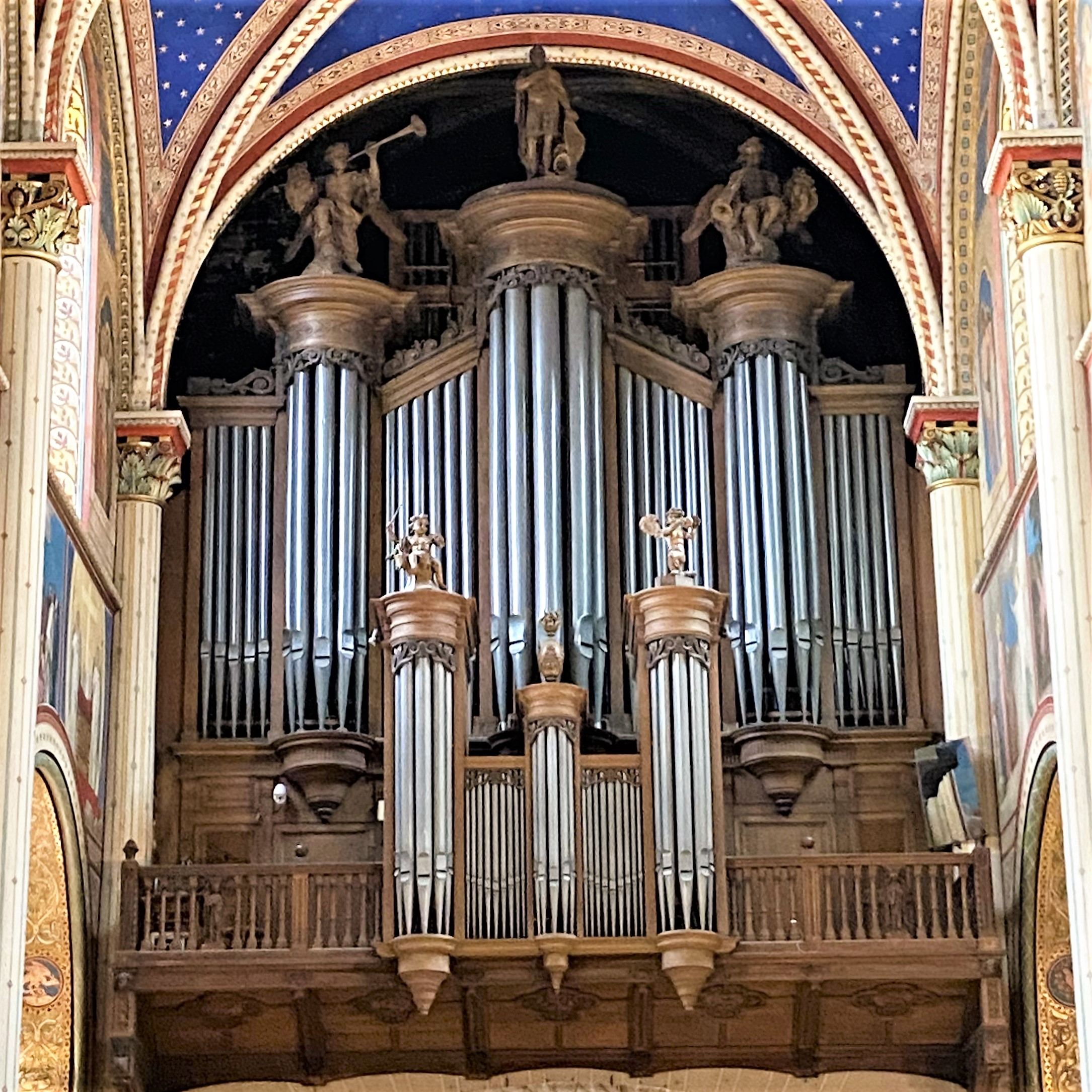
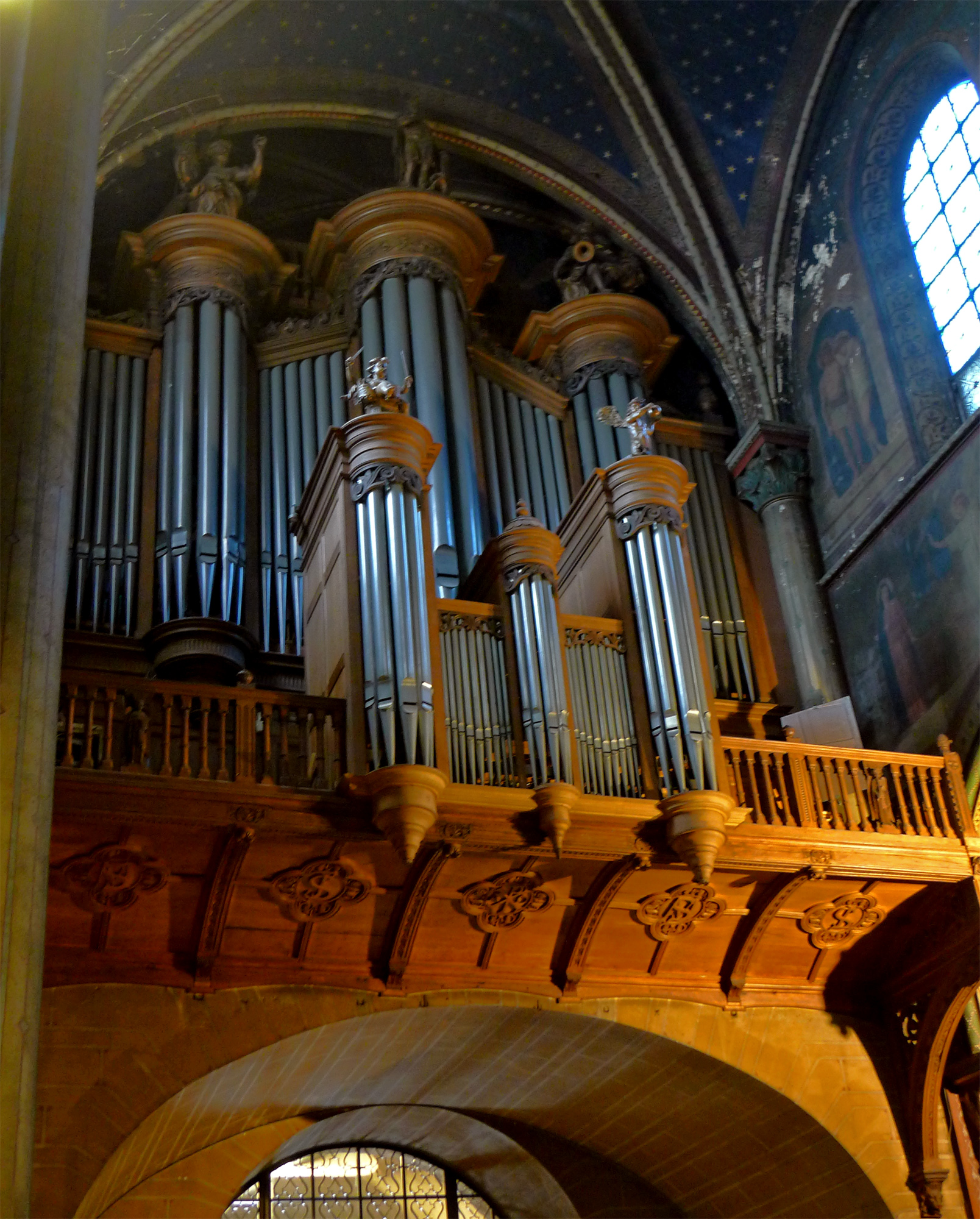
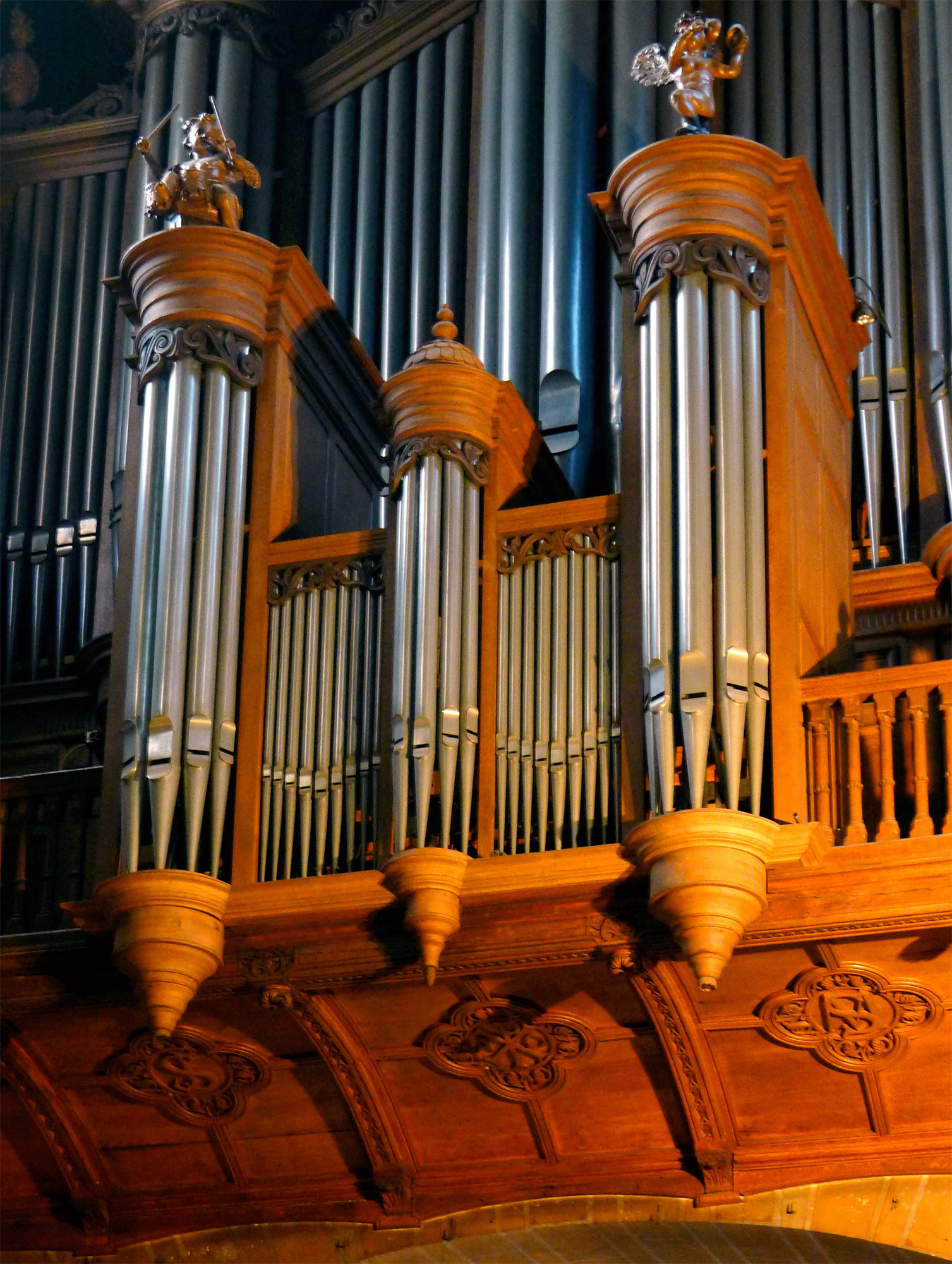
Détail.

C'est André Isoir qui en a toujours été l'organiste titulaire.

## Autres bâtiments conventuels

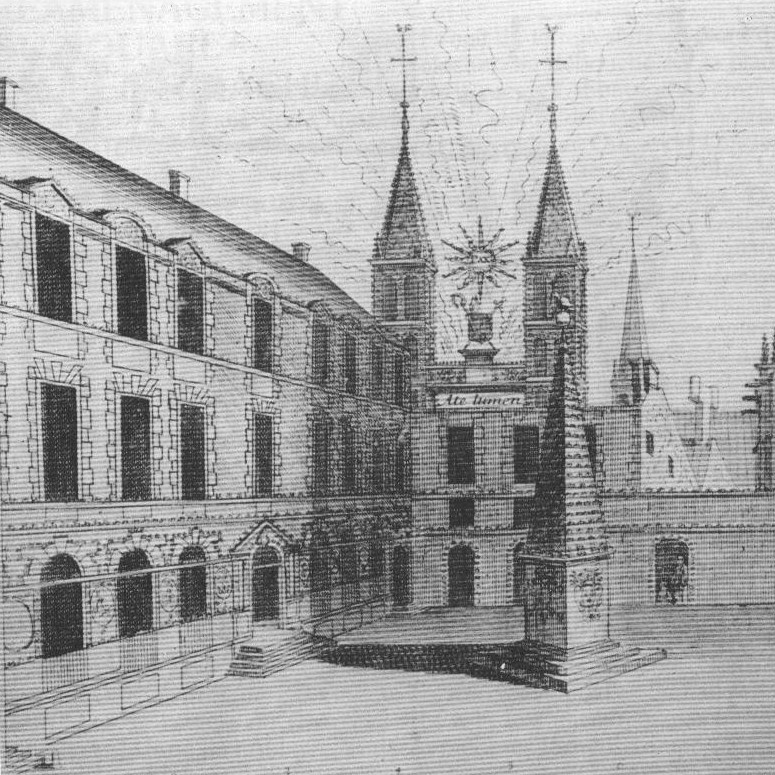
Le palais et l'église en 1698.

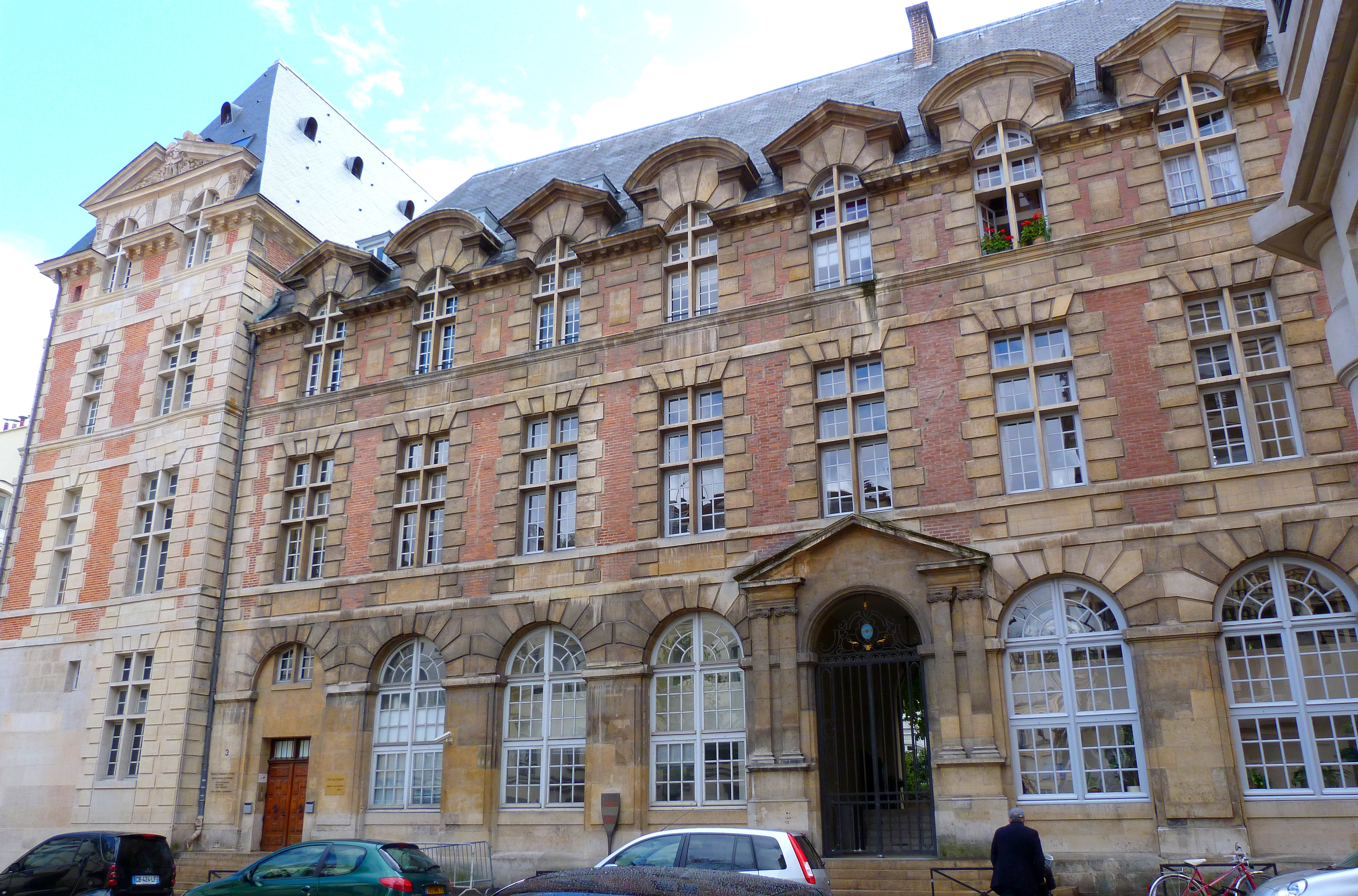
Palais abbatial construit au XVIe siècle.

### Le palais abbatial
Le palais abbatial est toujours visible au 3, rue de l'Abbaye. Restauré dans les années 1970 il abrite désormais la Faculté d'Éducation de l'Institut catholique de Paris et différents centres de formation de l'enseignement catholique. Il fut restauré intégralement dans le style rocaille par Jacques Hardouin-Mansart de Sagonne en 1737-1738 pour le comte de Clermont, prince du sang, abbé commendataire.
L'intérieur du palais est fonctionnel (salles de cours, bureaux). Il ne reste plus grand-chose de son passé et de sa fonction primitive. Modifié une première fois par Pierre Delisle-Mansart pour le cardinal Guillaume-Egon de Furstenberg, après l'autorisation du Grand Conseil le 21 août 1698, puis pour le comte de Clermont en 1737-1741 avec Jacques Hardouin-Mansart de Sagonne, le palais connait une dernière grande intervention avec Roland Simounet dans les années 1970. La place de Furstenberg et la rue Cardinale correspondent à l'ancienne cour d'honneur, allée et écuries du palais (le musée Delacroix est installé dans ces dernières), précédés d'un portique avec fronton triangulaire de Guillaume Marchand.

### Bâtiments disparus
- Le cloître : il avait été rebâti en 1227[101].
- La grande chapelle de la Vierge : elle se situait à une certaine distance au nord du chœur, à l'emplacement des actuels immeubles nos  6, 6 bis et 8, rue de l'Abbaye[102]. Elle avait été construite à l'initiative de l'abbé Hugues d'Ivry, et l'architecte est Pierre de Montreuil, qui avait déjà construit le réfectoire en 1239. Les travaux se déroulèrent entre 1245 et 1255. L'édifice appartenait au type des Saintes-Chapelles, et sachant que Pierre de Montreuil est justement l'architecte de la Sainte-Chapelle de Saint-Germain-en-Laye, il y avait certainement des ressemblances. C'était un édifice constitué d'une nef de 32,50 m de long sur 9 m de large, totalisant quinze fenêtres munies de vitraux. Devenue propriété nationale à la suite de la suppression de l'abbaye en 1790, la chapelle est démolie vers 1802 pour le percement de la rue de l'Abbaye. Quelques fragments, notamment des remplages des fenêtres, ont trouvé asile dans le square Laurent-Prache, dont l'entrée se situe au no 1 place Saint-Germain-des-Prés, immédiatement à gauche de l'entrée principale de l'église[103]. Le portail a été déposé au musée de Cluny.
- Le dortoir : il avait été rebâti vers 1273 au-dessus de la salle capitulaire[101].
- La prison de l'Abbaye : elle était située au 10, place Sainte-Marguerite, à l'angle avec la rue Sainte-Marguerite (correspondant à une partie de l'actuel boulevard Saint-Germain), à Paris. Elle se trouvait aussi à l’angle de l’enclos de l’abbaye.

## Personnalités liées à l'abbaye

### Autres religieux célèbres de Saint-Germain-des-Prés

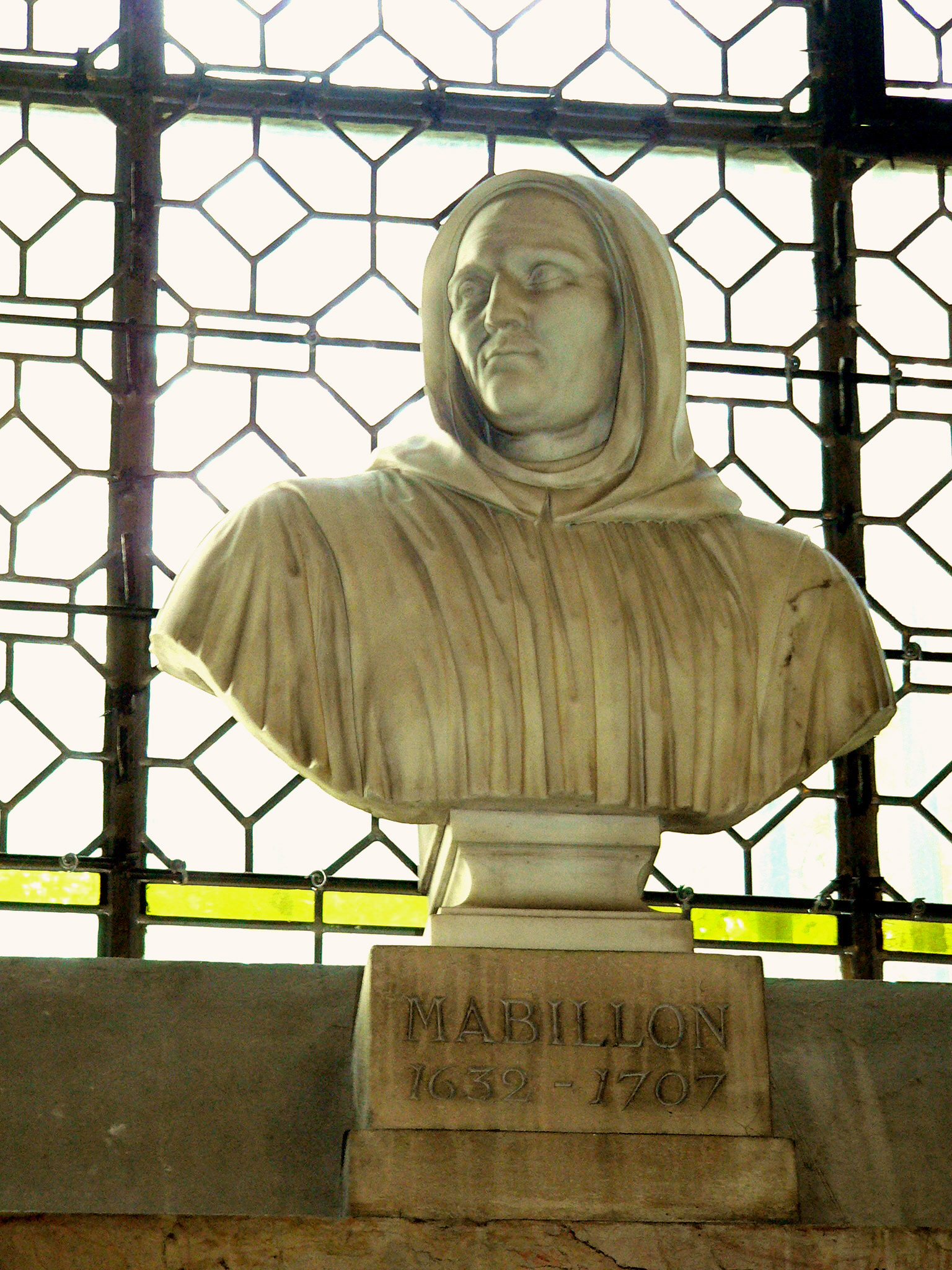
Buste de Jean Mabillon à l'intérieur.

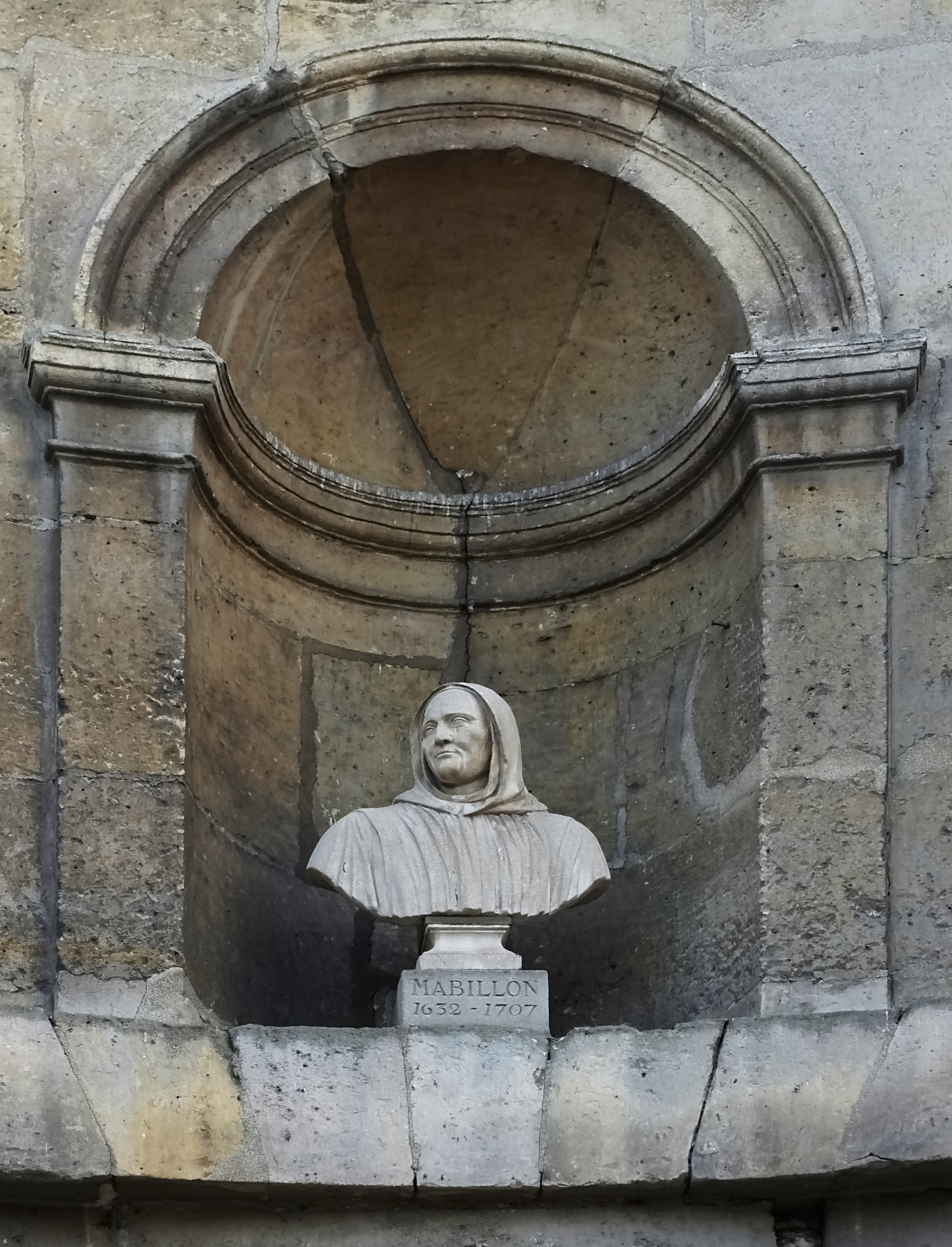
Le même buste à l'extérieur.

- Usuard (mort en 875), moine, auteur d'un martyrologe.
- Abbon (850-922), moine, auteur d'un poème relatant le siège de Paris par les Normands en 885-886.
- Dom Jacques du Breul (17 septembre 1528-17 juillet 1614), sur le Petit Pont à Paris, prieur de Saint-Germain-des-Prés[110]
- Dom Nicolas-Hugues Ménard (1585-1644), savant bénédictin, éditeur de textes chrétiens.
- Dom Luc d'Achery (1609-1685), savant bénédictin, bibliothécaire de l'abbaye, historien ecclésiastique.
- Dom Ambroise Janvier (1613-1682), savant bénédictin, éditeur de textes sacrés en hébreu.
- Louis Bulteau (1625-1693), savant bénédictin, historien ecclésiastique.
- Dom Jean Mabillon (1632-1707), savant bénédictin, historien, fondateur de la diplomatique.
- Dom Jacques Du Frische (1640-1693), savant bénédictin, historien ecclésiastique.
- Dom Pierre Coustant (1654-1721), savant bénédictin, historien ecclésiastique, doyen de l'abbaye.
- Dom Edmond Martène (1654-1739), savant bénédictin, historien ecclésiastique.
- Dom Bernard de Montfaucon (1655-1741), savant bénédictin, éditeur de textes chrétiens, archéologue, fondateur de la paléographie.
- Michel Le Quien (1661-1733), savant bénédictin, bibliothécaire, historien ecclésiastique.
- Dom Jean Thiroux (1663-1731), écrivain bénédictin, amené ici à sa sortie de la Bastille le 15 février 1710, contributeur à Gallia Christiana
- Dom Michel Félibien (vers 1666-1719), savant bénédictin, historien ecclésiastique.
- Dom Claude Devic (ou de Vic) (1670-1734), savant bénédictin, coauteur des deux premiers volumes de l'Histoire générale de Languedoc avec Dom Joseph Vaissète, procureur général de la Congrégation de Saint-Maur en 1734, décédé à l'abbaye.
- Dom Joseph Vaissète (1685-1756), religieux bénédictin, coauteur avec Dom Claude Devic des deux premiers volumes de l'Histoire générale de Languedoc et seul auteur des trois derniers volumes. Décédé à l'abbaye.
- Dom Martin Bouquet (1685-1754), savant bénédictin, bibliothécaire de l'abbaye, éditeur de textes anciens.
- L'abbé Prévost (1697-1763), auteur de Manon Lescaut.
- Dom Jacques Étienne Duval (1705-1742), bibliothécaire de l'abbaye.
- Bienheureux Ambroise Chevreux (1728-1792), dernier supérieur de la congrégation de Saint-Maur, massacré aux Carmes en 1792.
- L'abbé Pierre-Marie Grayo de Keravenan, curé de la paroisse de Saint-Germain-des-Prés de 1816 à 1831.

### Autres personnalités liées à l'abbaye ou à l'église
- Guillaume-Antoine Calvière (1685-1755), organiste.
- Mathias Mésange (1693-1758), bibliothécaire.
- Jacques Étienne Duval (1705-1742), bibliothécaire.
- Georges Schmitt (1821-1900), organiste.
- Augustin Barrié (1883-1915), organiste.
- André Marchal (1894-1980), organiste.
- Noëlie Pierront (1899-1988), organiste.

### Personnalités ayant reposé ou reposant dans l'église

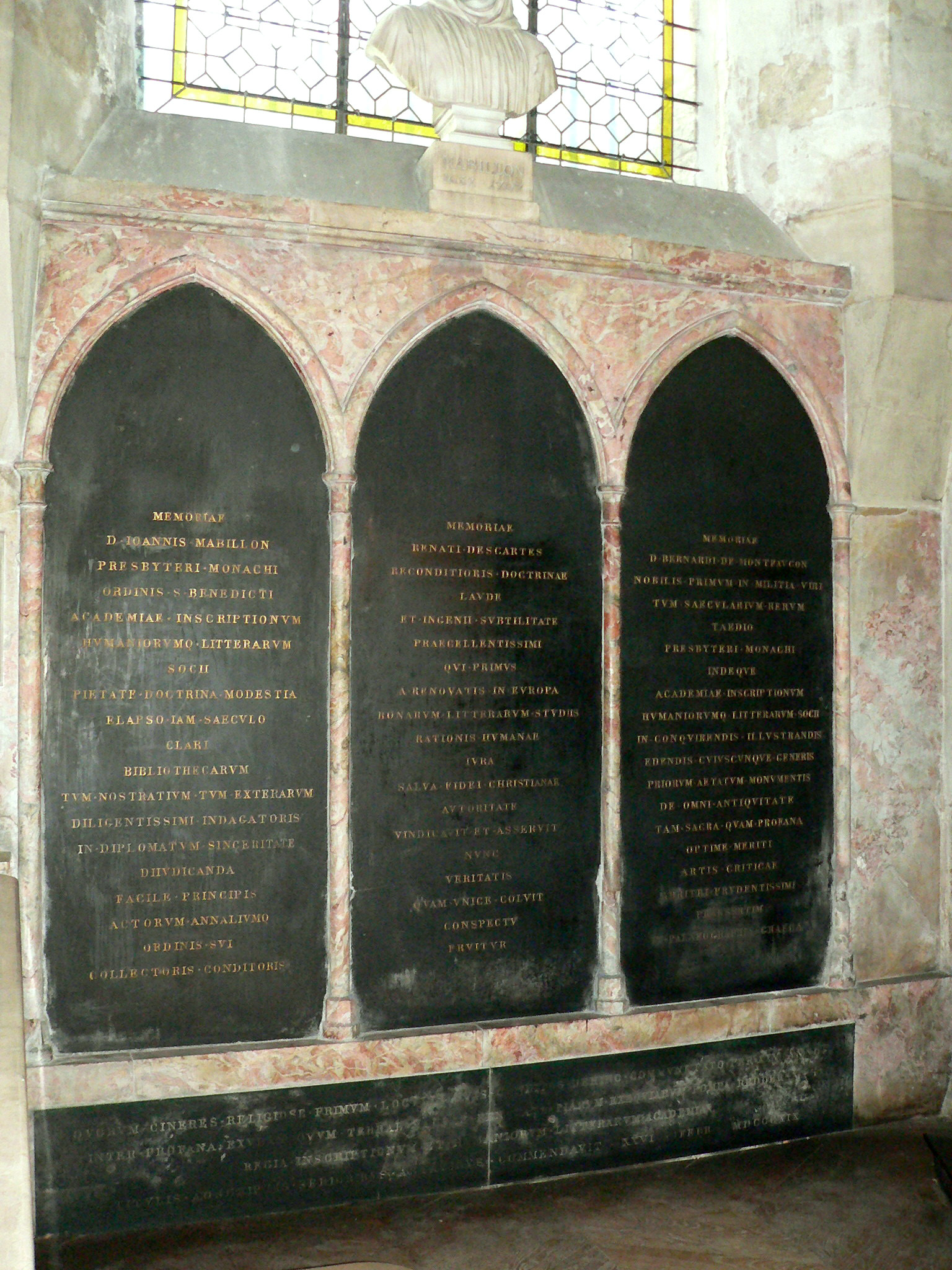
Triple plaque commémorative de Mabillon, Descartes et Bernard de Montfaucon.

- Childebert Ier (vers 497-558), fondateur de la basilique, roi mérovingien. Sa pierre tombale, réalisée au milieu du XIIe siècle (soit le plus ancien gisant conservé dans la France du nord), avec son effigie en majesté, tenant de la main droite le modèle du chœur nouvellement construit de l'abbatiale et, de l'autre, le sceptre royal, se trouve aujourd'hui dans le déambulatoire du chœur de l'abbatiale de Saint-Denis.
- Son épouse Ultrogothe (510-567) avec leurs deux enfants.
- Saint Germain de Paris (vers 496-576), évêque.
- Chilpéric Ier (vers 539-584), roi mérovingien.
- Les princes Clovis (~557-580) et Mérovée, fils de Chilpéric.
- Frédégonde (vers 545-597), reine mérovingienne. La dalle funéraire recouvrant la tombe de la reine a été transportée à Saint-Denis.
- Clotaire II (~584-629), roi mérovingien.
- La reine Bertrude (morte en 618 ou 619).
- Childéric II (~655-675).
- La reine Bilichilde (femme de Thibert II)[111] (morte en 608).
- Cœur de Jean II Casimir Vasa (1609-1672), abbé, ancien roi de Pologne.
- Cœur de Henri de Bourbon-Verneuil (1601-1682), fils naturel du roi Henri IV et de sa maîtresse Catherine Henriette de Balzac d'Entragues, marquise de Verneuil.
- Guillaume Douglas (1552-1611) (en), dixième comte d'Angus, noble écossais exilé en France.
- Guillaume Douglas (1589-1660), onzième comte d'Angus, premier marquis de Douglas, fils du précédent.
- Jacques Douglas (1617-1645), fils du précédent, colonel du régiment de Douglas sous Louis XIV.
- George Douglas, 1er comte de Dumbarton (1635-1692), frère du précédent, colonel du régiment de Douglas sous Louis XIV.
- Guillaume-Egon de Fürstenberg (1629-1704).
- Charles Antoine de La Roche-Aymon (1697-1777), abbé, cardinal et archevêque de Reims.
- Jacques Barbeu du Bourg (1709-1799), botaniste français.
- La dalle funéraire de René Descartes (1596-1650) se trouve dans la chapelle Saint-Benoît. Ses restes (un fémur, un tibia, un fragment de péroné) y reposent depuis février 1819.
- Le corps de Nicolas Boileau (1636-1711) a de même été déposé dans l'église en juillet 1819.

## Terrier, possessions
- Fiefs de Montéclain et de Vauboyen acquis vers 1366, par le financier du roi, Pierre de Chevreuse (? - 1393)[112],[113],[114].
- Terres et vignes à Bagneux[115].
- Maison et dépendances rue de Bussy, estimées 86 600 livres, 1 plan en 1790[116]

## Fouilles archéologiques
Des sarcophages mérovingiens de plâtre moulé furent découverts au sud de l'église en 1876. Deux sépultures découvertes au cours des fouilles de 2015 furent estimées être d'une période située entre les IVe et Ier siècles av. J.-C., démontrant que ce site avait déjà à l'époque gauloise une vocation funéraire comme le supposait Théodore Vacquer. Une seconde phase d'inhumation concernant environ six sépultures fut datée du IVe siècle après J.-C. et le dernier quart du VIe siècle après J.-C. Il semble également que le mur dégagé lors des fouilles de Théodore Vacquer au pied du transept sud soit bien l'abside de la première église, sous confirmation de fouille à l'intérieur du transept.